# 2024
2024 (MMXXIV) a fost un  an bisect al calendarului gregorian, care a început într-o zi de luni. Este al 2024-lea an de d.Hr., al 24-lea an din mileniul al III-lea și din secolul al XXI-lea, precum și al 5-lea an din deceniul 2020-2029

Este desemnat:
- Anul orașului Valencia, denumit Capitala verde a Europei.
- Anul orașelor Tartu (Estonia), Bad Ischl (Austria), Bodø (Norvegia), numite Capitale Europene ale Culturii.
- Anul orașului Gent (Belgia), numit Capitală Europeană a Tineretului.
- Peach Fuzz este aleasă culoarea anului 2024.

## Evenimente

### Ianuarie

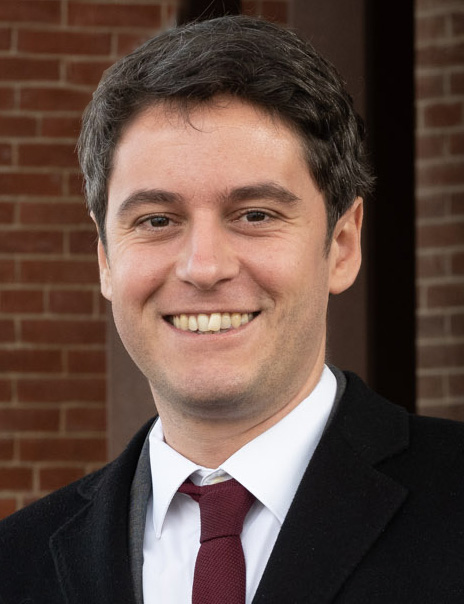
9 ianuarie 2024: Gabriel Attal devine prim-ministrul Franței. Este prima persoană LGBT care ocupă funcția de șef de guvern din istoria țării.

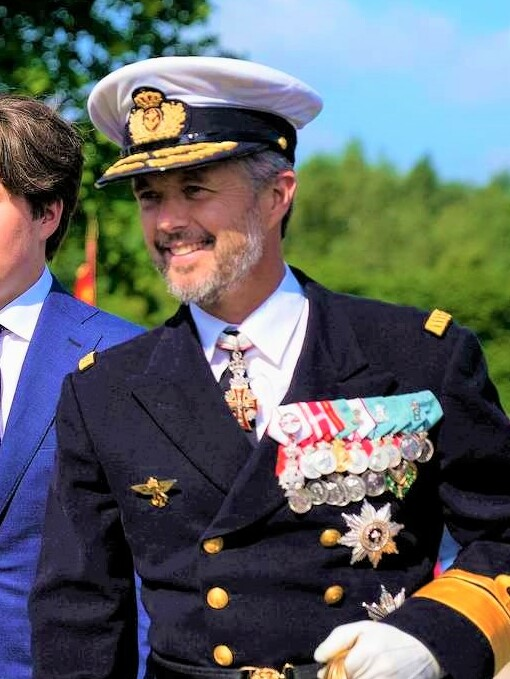
14 ianuarie 2024: Frederik al X-lea este încoronat ca noul rege al Danemarcei după abdicarea reginei Margareta a II-a

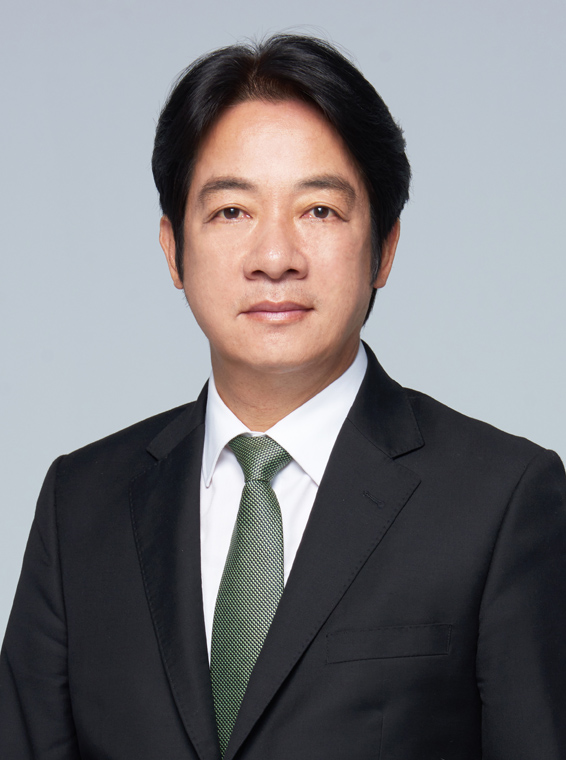
13 ianuarie 2024: În urma alegerilor prezidențiale, Lai Ching-te este ales ca noul președinte al Republicii Chineze (Taiwan).

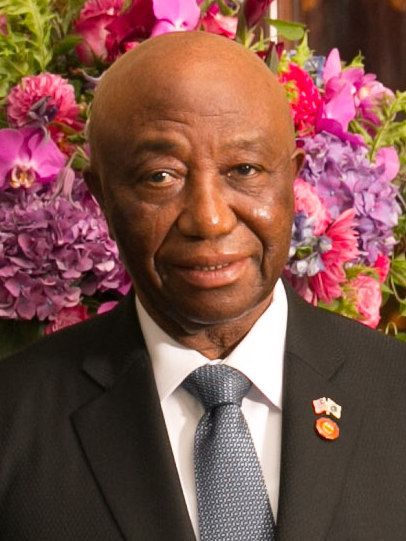
Joseph Boakai, noul președinte al Republicii Liberia.

- 1 ianuarie: Filmul în desen animat Vaporașul Willie, romanul lui Erich Maria Remarque, Nimic nou pe frontul de vest și alte lucrări publicate în 1928, intră în domeniul public în Statele Unite.
- 1 ianuarie: Un cutremur cu magnitudinea 7,4 a lovit prefectura Ishikawa din Japonia, ucigând 504 de persoane. De asemenea, a fost emisă o avertizare de tsunami în mai multe prefecturi de-a lungul Mării Japoniei.
- 1 ianuarie: Republica Arțah încetează oficial să mai existe, în conformitate cu un decret semnat de fostul președinte Samvel Shahramanyan.
- 1 ianuarie: Egipt, Etiopia, Iran și Emiratele Arabe Unite aderă la BRICS.
- 1 ianuarie: Autoritățile din Etiopia anunță un acord cu Somaliland pentru a folosi portul Berbera. Autoritățile din acest stat au spus că Etiopia va fi prima țară care va recunoaște independența statului Somaliland în timp util.
- 1 ianuarie: Un atac aerian în cartierul Dahieh din Beirut, Liban, a ucis cinci persoane, inclusiv Saleh al-Arouri, vicepreședintele biroului politic al Hamas, și alți doi înalți oficiali militari Hamas. Israelul nu și-a revendicat responsabilitatea pentru atac.
- 1 ianuarie: Claudine Gay demisionează din funcția de președinte al Universității Harvard în urma unor remarci controversate pe care le-a făcut în timpul unei audieri în Congres privind antisemitismul și acuzațiile de plagiat.

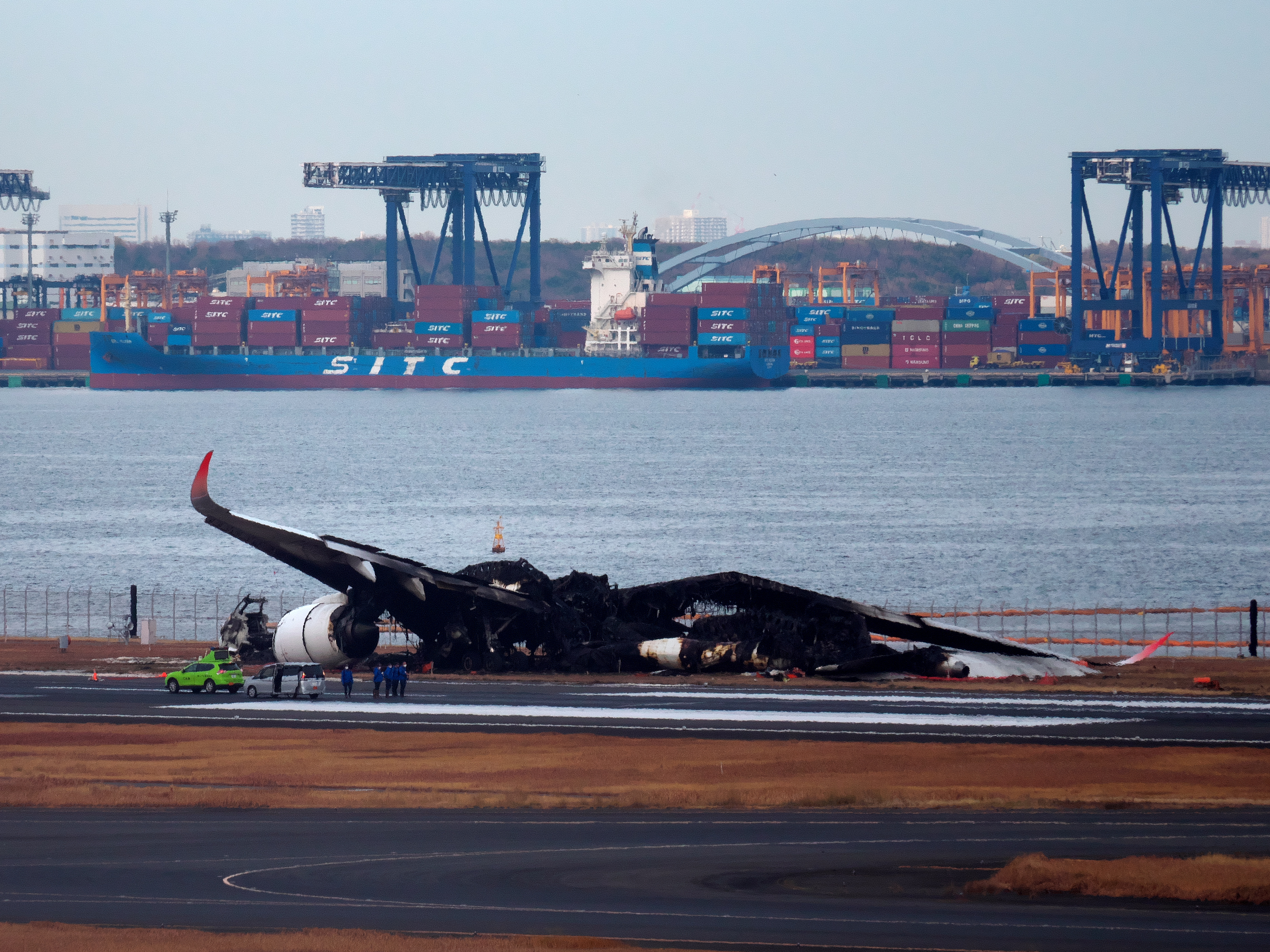
O aeronavă Airbus A350-900 de la Japan Airlines se ciocnește de o aeronavă Dash 8 a Gărzii de Coastă a Japoniei și a izbucnit în flăcări pe Aeroportul Haneda din Tokyo, Japonia.

- O aeronavă Airbus A350-900 de la Japan Airlines se ciocnește de o aeronavă Dash 8 a Gărzii de Coastă a Japoniei și a izbucnit în flăcări pe Aeroportul Haneda din Tokyo, Japonia.1 ianuarie: O aeronavă Airbus A350-900 de la Japan Airlines se ciocnește de o aeronavă Dash 8 a Gărzii de Coastă a Japoniei și a izbucnit în flăcări pe Aeroportul Haneda din Tokyo, Japonia. Toți cei 379 de ocupanți de la bordul zborului Japan Airlines sunt evacuați, în timp ce cinci dintre cei șase ocupanți de la bordul aeronavei Gărzii de Coastă sunt uciși.
- 1 ianuarie: Politicianul de opoziție sud-coreean Lee Jae-Myung este înjunghiat în gât în Gadeokdo, Busan.
- 3 ianuarie: Două explozii au omorât în jur de 90 de oameni in timpul unei ceremonii de comemorare a asasinării generalului Qasem Soleimani în Kerman, Iran.
- 9 ianuarie: Președintele Franței Emmanuel Macron il numește in funcția de Prim-Ministru pe Gabriel Attal. Datorită vârstei sale de 34 de ani, el devine cel mai tânăr șef de guvern din istoria modernă a Franței.
- 14 ianuarie: În Danemarca, regina Margareta a II-a abdică de la tron, după 52 de ani de domnie. Pe tron urcă fiul ei Frederic, devenit Frederic al X-lea al Danemarcei.
- 22 ianuarie: O alunecare de teren în Zhaotong, Yunnan, China, a ucis cel puțin opt persoane și a îngropat alte 47. Peste 200 de persoane sunt evacuate.
- 22 ianuarie: Un elicopter care transporta șapte persoane s-a prăbușit în Terrace, Columbia Britanică, Canada, cauzând moartea a 3 persoane și rănind alte 4.
- 22 ianuarie: Joseph Boakai este inaugurat ca președinte al Liberiei, succedându-i președintelui în exercițiu George Weah.
- 23 ianuarie: Invazia Rusiei în Ucraina (2022–prezent): Cel puțin 18 civili sunt uciși și alți cel puțin 130 sunt răniți în urma loviturilor cu rachete rusești la Kiev și Harkov. Ucraina spune că a doborât 21 din 41 de rachete. Germania anunță că va dona șase elicoptere SH-3 Sea King Forțelor Aeriene Ucrainene pentru a o ajuta să patruleze Marea Neagră.
- 23 ianuarie: Invazia Israelului în Fâșia Gaza din 2023: Douăzeci și unu de soldați israelieni sunt uciși într-o explozie și prăbușirea ulterioară a unei clădirii în Khan Yunis din Fâșia Gaza, fiind cea mai mortală zi pentru Forțele de Apărare Israelului de la începutul invaziei terestre.
- 23 ianuarie: Coreea de Nord demolează Arcul Reunificării din Phenian, după ce liderul nord-coreean Kim Jong Un a exclus reunificarea pașnică cu Coreea de Sud.
- 23 ianuarie: Un cutremur cu magnitudinea 7,1 a lovit județul Uqturpan, Xinjiang, China, ucigând trei persoane și rănind alte cinci. Se simt tremurături în Kazahstanul din apropiere, unde 67 de persoane sunt rănite în Almatî.
- 23 ianuarie: Marea Adunare Națională a Turciei aprobă candidatura Suediei pentru aderarea la NATO.
- 23 ianuarie: Curtea Constituțională Federală a Germaniei hotărăște că Partidului Național Democrat din Germania i se va interzice să primească finanțare ca organizație extremistă, pentru prima dată când prevederea constituțională a fost aplicată de la înființarea sa în 2017.
- 23 ianuarie: Comisia Națională de Telecomunicații din Filipine dispune suspendarea pe termen nedeterminat a operațiunilor de difuzare ale Sonshine Media Network International, invocând nerespectarea de către rețea a unui ordin de suspendare anterior.
- 23 ianuarie: Comisia pentru femei din Senatul Filipinelor organizează o audiere publică cu privire la presupusele abuzuri din Regatul lui Isus Hristos. Trei femei, inclusiv două cetățence ucrainene, îl acuză pe liderul bisericii Apollo Quiboloy că le abuzează sexual.
- 24 ianuarie: Armata americană lansează lovituri aeriene asupra facilităților din Irak folosite de Kata'ib Hezbollah și alte miliții susținute de Iran, ca răzbunare pentru atacul din 21 ianuarie cu rachete balistice asupra bazei aeriene Al-Asad, care a rănit patru soldați americani.
- 24 ianuarie: Invazia Israelului în Fâșia Gaza din 2023: Un complex de clădiri care adăpostește zeci de mii de persoane strămutate în Khan Yunis, în Fâșia Gaza, ia foc după ce a fost lovit de atacurile aeriene israeliene, provocând victime în masă. Cel puțin 214 civili au fost uciși în oraș în ultimele 24 de ore de atacuri aeriene.
- 24 ianuarie: Arabia Saudită, unde alcoolul este interzis din 1952, deschide primul magazin de alcool în cartierul diplomatic al capitalei sale, Riad.
- 24 ianuarie: Se presupune că un avion de transport militar rus Iliușin Il-76 care transporta 65 de prizonieri de război ucraineni, șase membri ai echipajului și trei gardieni s-a prăbușit în districtul Korochansky din Rusia, în apropiere de granița cu Ucraina, ucigând pe toți cei aflați la bord. Aceste afirmații nu au fost verificate în mod independent.
- 24 ianuarie: Nauru restabilește în mod oficial relațiile diplomatice cu China după retragerea recunoașterii diplomatice a Taiwanului.
- 24 ianuarie: Curtea Constituțională a Thailandei îl achită pe fostul lider al Partidului Mișcă înainte, Pita Limjaroenrat, pentru că deține acțiuni la defuncta companie media iTV, permițându-i astfel lui Limjaroenrat să reia funcția de membru al Parlamentului în Camera Reprezentanților.
- 24 ianuarie: Zeci de mii de muncitori argentinieni intră într-o grevă de 12 ore condusă de cel mai mare sindicat din Argentina, în semn de protest față de politicile lui Javier Milei.
- 25 ianuarie: Departamentul de Comerț al Statelor Unite emite o recompensă de 15 milioane de dolari pentru informații despre Hossein Hatefi Ardakani, un om de afaceri iranian acuzat că a procurat piese pentru dronele asamblate de Corpul Gărzii Revoluționare Islamice din Iran, care au fost ulterior vândute Rusiei.
- 25 ianuarie: Un Piper PA-24 Comanche se prăbușește în regiunea forestieră dintre Rio Grande da Serra și Ribeirão Pires, în Greater São Paulo, Brazilia. Două persoane au fost ucise.
- 25 ianuarie: Statul Alabama îl execută pe criminalul condamnat Kenneth Smith folosind hipoxie cu azot, prima dată când tehnica este folosită.
- 25 ianuarie: Un tribunal din Rusia o condamnă pe Darya Trepova la 27 de ani de închisoare pentru asasinarea lui Vladlen Tatarski în aprilie 2023.
- 25 ianuarie: Un tribunal din Japonia îl condamnă la moarte pe Shinji Aoba pentru un atac incendiar în 2019 asupra unui studio de animație Kyoto din Fushimi-ku, Kyoto, care a ucis 36 de persoane.
- 25 ianuarie: Taiwan începe oficial să-și prelungească serviciul militar obligatoriu de la patru luni la un an, pe fondul tensiunilor crescute cu China.
- 25 ianuarie: Politicianul sud-coreean Bae Hyun-jin este atacat și internat la Seul.
- 25 ianuarie: NASA anunță retragerea Mars Helicopter Ingenuity după ce vehiculul a suferit avarii la unul dintre rotoarele sale.
- 26 ianuarie: Curtea Internațională de Justiție stabilește că unele acuzații conform cărora Israel ar comite genocid în Fâșia Gaza sunt „plauzibile” și îi ordonă Israelului să ia măsuri pentru a preveni și pedepsi actele de genocid, pentru a proteja palestinienii și pentru a permite ajutor umanitar. Cu toate acestea, Israelului nu i se cere să își încheie operațiunile militare.
- 26 ianuarie: Alegerile generale din Tuvalu din 2024: Tuvaluanii votează la alegerile generale pentru cei 16 membri ai parlamentului.
- 27 ianuarie: Rachetele Houthi au lovit petrolierul britanic Trafigura Marlin Luanda în Golful Aden.
- 27 ianuarie: Regatul Unit, Statele Unite ale Americii, Australia, Italia, Canada, Finlanda, Țările de Jos, Elveția și Germania suspendă ajutorul umanitar acordat UNRWA din cauza acuzațiilor că unii membri ai personalului UNRWA au fost implicați în atacul condus de Hamas asupra Israelului.
- 27 ianuarie: Icon of the Seas, cea mai mare navă de croazieră din lume, își face călătoria inaugurală la PortMiami din Miami, Florida, S.U.A.
- 27 ianuarie: Alegerile generale din Tuvalu din 2024: Premierul în exercițiu, Kausea Natano, își pierde locul în parlament.
- 27 ianuarie: Curtea Supremă din Venezuela ratifică interdicția de a solicita orice funcție politică timp de 15 ani pentru María Corina Machado, liderul opoziției susținute de Statele Unite.
- 28 ianuarie: Trei soldați americani sunt uciși și alți 47 sunt răniți într-un atac cu dronă asupra unei baze americane din Rukban, guvernoratul Mafraq, Iordania, lângă granița cu Siria, de către militanții Rezistenței Islamice din Irak.
- 28 ianuarie: Un turc este împușcat mortal de doi bărbați înarmați mascați într-o biserică romano-catolică italiană din Sarıyer, Istanbul, Turcia. Statul Islamic își revendică responsabilitatea.
- 28 ianuarie: În Afganistan, zece vehicule se prăbușesc pe autostrada principală care leagă Kabul și provincia estică Nangarhar, ucigând 17 persoane și rănind alte zece. Separat, 15 persoane sunt ucise în timpul a patru coliziuni în provincia Laghman, aproape de capătul aceleiași autostrăzi.
- 28 ianuarie: Un Piper PA-46 s-a prăbușit în zona rurală Itapeva, Minas Gerais, Brazilia, ucigând toate cele șapte persoane aflate la bord.
- 28 ianuarie: Șase sute de hectare de pădure sunt distruse de incendiu în Parcul Național Los Alerces, un sit al Patrimoniului Mondial UNESCO din Patagonia, Argentina.
- 28 ianuarie: Protestatarii aruncă supă de dovleac în tabloul Mona Lisa din Luvru din Paris, Franța. Pictura este protejată de sticla antiglonț și nu a fost deteriorată.
- 29 ianuarie: Înalta Curte din Hong Kong ordonă Evergrande Group care este în lichidare, asta după ce dezvoltatorul imobiliar nu a reușit să restructureze o datorie care depășește 300 de miliarde de dolari.
- 29 ianuarie: Amazon încetează achiziția propusă de 1,7 miliarde de dolari a producătorului de roboți de consum iRobot Corporation, după ce s-a confruntat cu controlul antitrust din partea Comisiei Europene.
- 29 ianuarie: Postul de televiziune CNN Filipine anunță încetarea operațiunilor începând cu 31 ianuarie, după ce a transmis timp de nouă ani, din cauza pierderilor financiare ale companiei-mamă Nine Media Corporation.
- 29 ianuarie: Fostul președinte sud african Jacob Zuma este suspendat din Congresul Național African, partidul pe care l-a condus între 2007 și 2017.
- 30 ianuarie: Regiunea Lviv devine prima regiune din Ucraina care a îndepărtat toate monumentele din epoca Uniunii Sovietice.
- 30 ianuarie: Fostul premier pakistanez Imran Khan este condamnat la zece ani de închisoare pentru divulgarea secretelor de stat.
- 31 ianuarie: Invazia Rusiei în Ucraina (2022–prezent): Rusia și Ucraina efectuează un schimb de prizonieri la graniță, 195 de soldați fiind returnați în Rusia și, respectiv, 207 militari și civili fiind returnați în Ucraina. Acordul a fost facilitat de Emiratele Arabe Unite.
- 31 ianuarie: Kata'ib Hezbollah suspendă operațiunile împotriva armatei americane în Irak, pentru a „preveni jena guvernului irakian”.
- 31 ianuarie: Sultanul Ibrahim Iskandar din Johor devine al 17-lea Yang di-Pertuan Agong al Malaeziei.

### Februarie

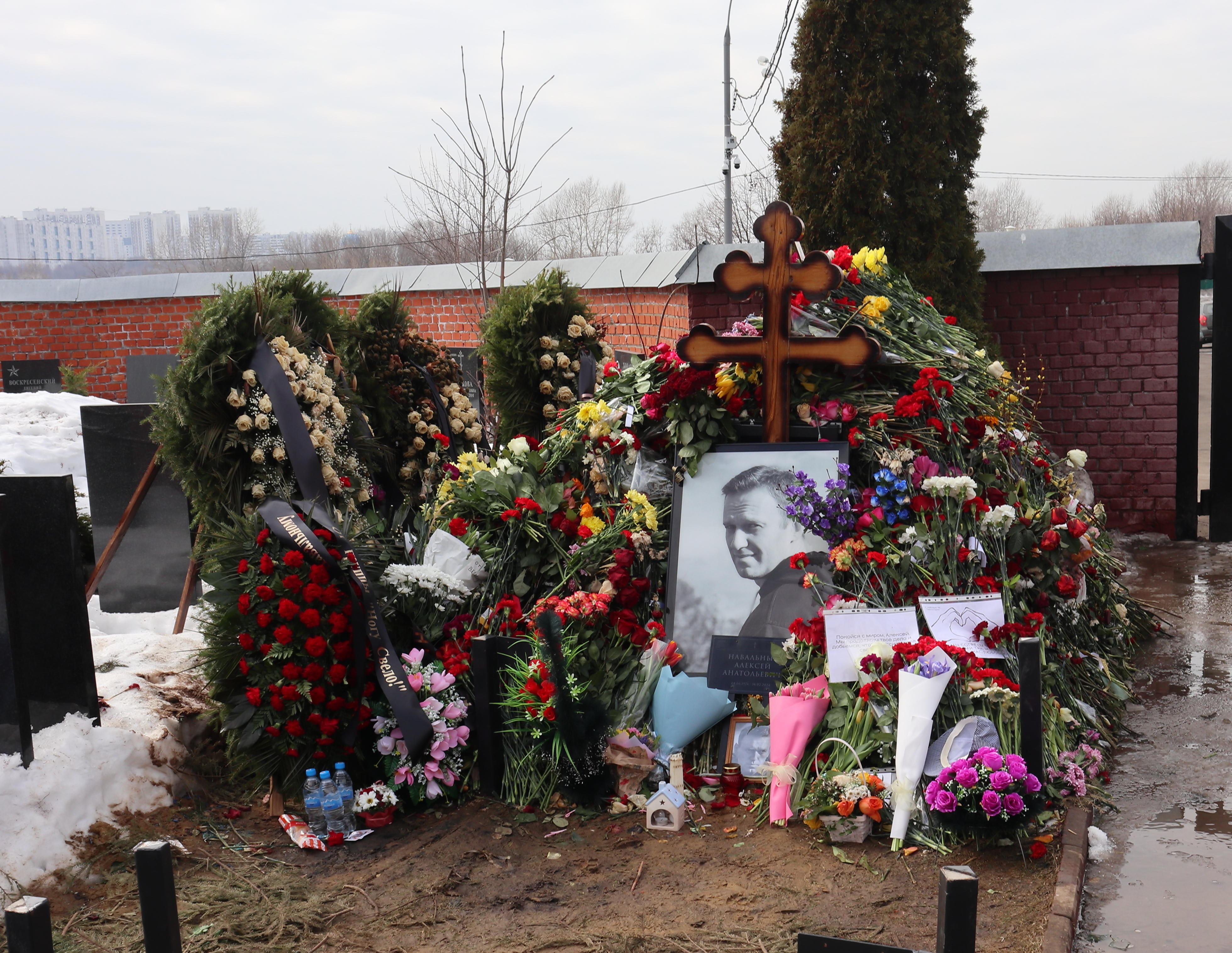
16 februarie 2024: Alexei Navalnî, activist politic, moare în închisoare. Guvernele occidentale acuză autoritățile ruse pentru uciderea sa și izbucnesc proteste, atât în Rusia, cât și în diferite alte țări

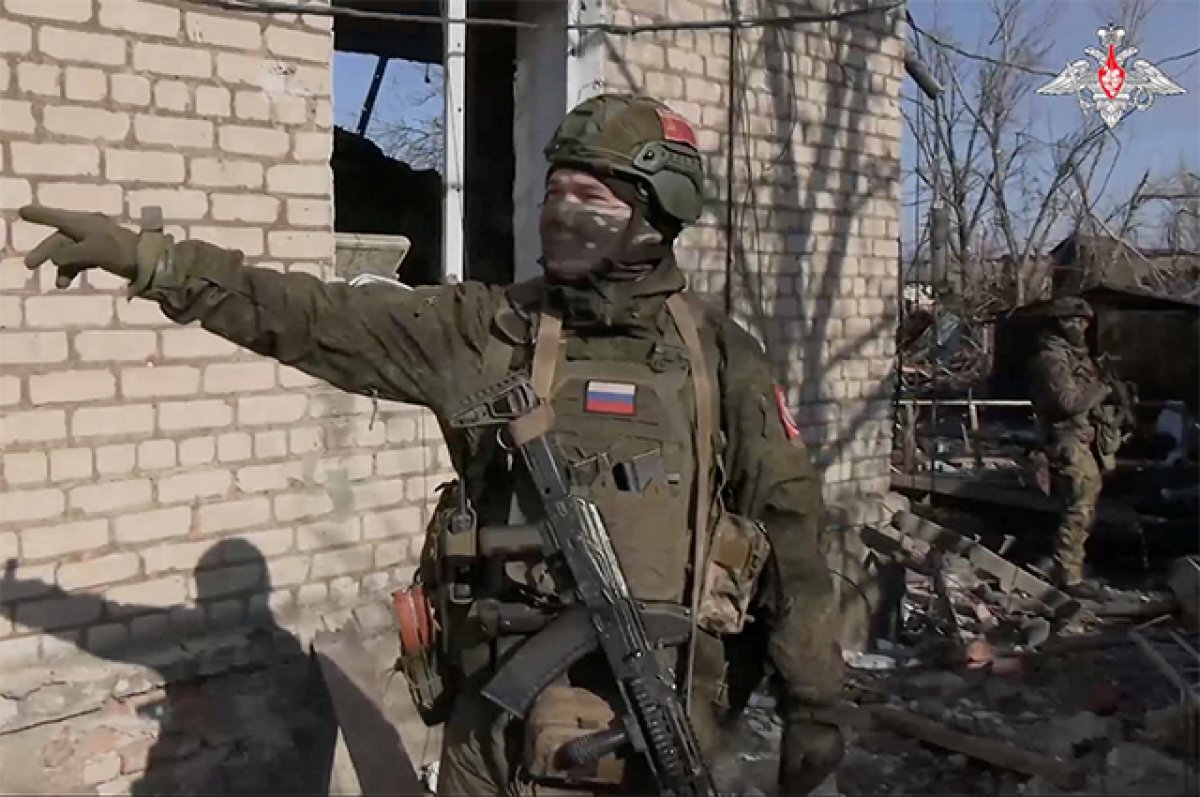
17 februarie 2024: Trupele ruse capturează orașul ucrainean Avdiivka.

- 2 februarie – Statele Unite lansează bombardamente spre 85 de ținte din Irak și Siria ca răspuns la atacul cu drone asupra bazei militare americane. [1]
- 4 februarie: Președintele Namibiei Hage Geingob moare la 82 ani și este succedat de vicepreședintele Nangolo Mbumba.[2][3]
- 8 februarie – Alegerile generale din Pakistan sunt câștigate de independenți, foști ai partidului fostului premier Imran Khan.  [4]
- 11 februarie: Alexander Stubb, câștigă alegirile prezidențiale din Finlanda.
- 14 februarie: În Indonezia, Comisia Generală pentru Alegeri, anunță că Prabowo Subianto și Gibran Rakabuming Raka, au câștigat alegerile, cu peste 96 de milioane de voturi.Ei vor fi inaugurați pe 20 Octombrie, când mandatul lui Joko Widodo, se incheie.
- 16 februarie: Grecia a devenit prima țară ortodoxă care a legalizat căsătoria între persoanele de același gen.
- 16 februarie: Serviciul penitenciar rus a raportat că opozantul și activistul politic Alexei Navalnî, condamnat la închisoare din 2021, a murit la vârsta de 47 de ani. Moartea sa a stârnit proteste, atât în Rusia, cât și în diferite alte țări. Acuzații împotriva autorităților ruse în legătură cu moartea sa au fost făcute de multe guverne occidentale și organizații internaționale.
- 17 februarie: Orașul Avdiivka este capturat de forțele ruse. Forțele ucrainene s-au retras pentru a evita încercuirea.
- 22 februarie – Compania americană Intuitive Machines lansează primul rover lunar comercial.[5]
- 28 februarie – Haiti intră în stare de urgență după ce bandele infracționale atacă penitenciarele.[6]
- 29 februarie: Invazia Israelului în Fâșia Gaza din 2023: Armata Israeliană, deschide focul asupra unei mulțimi din Gaza.Peste 100 de persoane sunt ucise. Numărul victimelor războiului din Fâșia Gaza ajunge la 30,000.[7]

### Martie

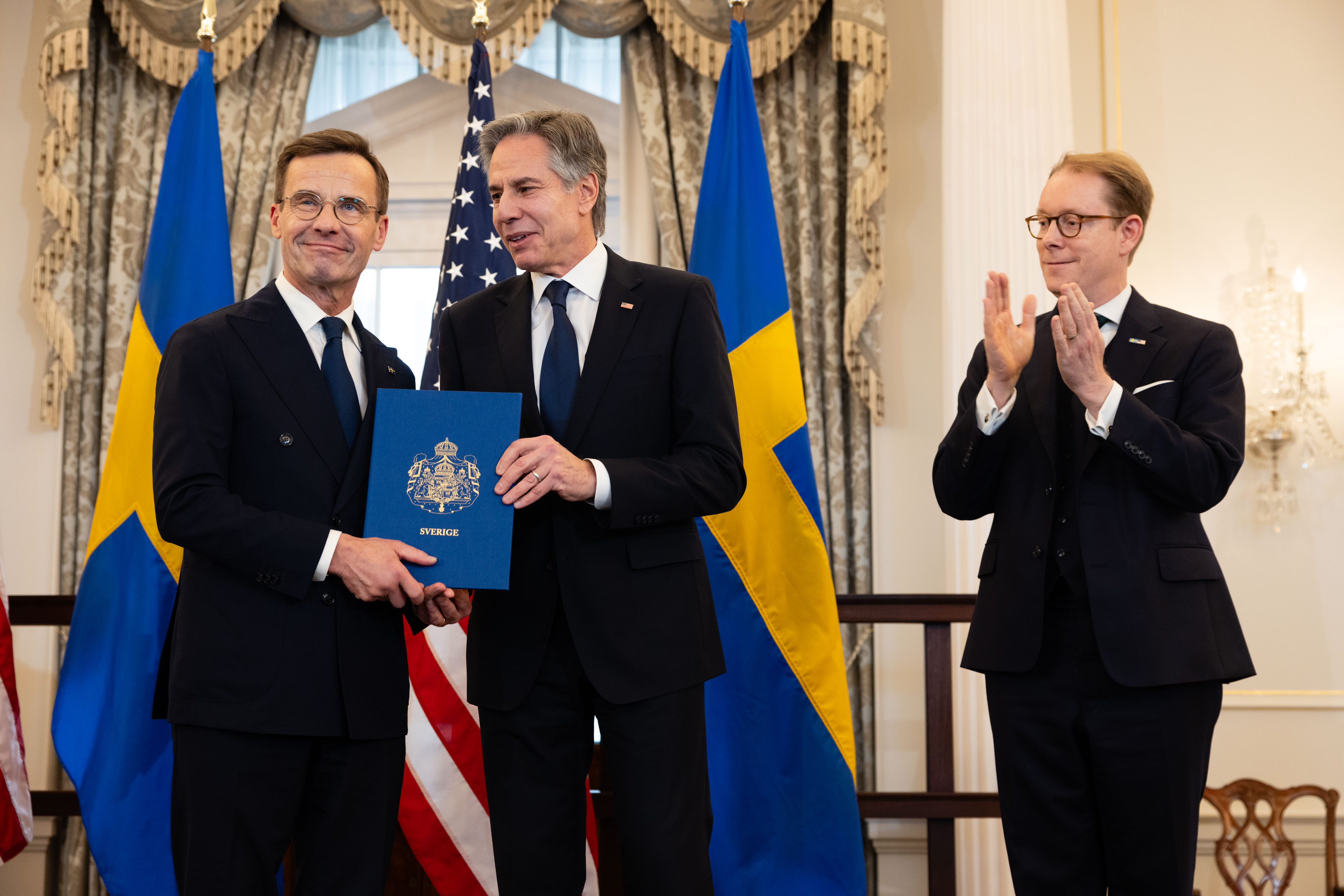
7 martie: Suedia devine oficial cel de-al 32-lea stat membru al NATO.

- 4 martie: Franța devine prima țară din lume care introduce dreptul la avort în constituție.
- 7 martie: Suedia devine oficial cel de-al 32-lea stat membru al NATO.
- 8 martie: România a câștigat procesul Roșia Montană. Curtea de Arbitraj Comercial Internațional de la Washington a dat verdictul în cazul situației aurului de la Roșia Montană. România a câștigat procesul și nu va plăti nicio despăgubire companiei Gabriel Resources, decizia este definitivă și executorie și vine după 9 ani de proces. Mai mult, reclamanții sunt obligați să ramburseze României cheltuielile de judecată aferente procedurii de arbitraj.
- 15-17 martie: Alegeri prezidențiale în Rusia. Vladimir Putin este reales pentru al cincilea mandat prezidențial. [8]
- 19 martie: Dr. Dre, primește o stea pe Walk of Fame, (Los Angeles, California). La ceremonie, sunt prezenți: Eminem, Snoop Dogg și 50 Cent.
- 22 martie: ISIS, declară că este responsabila pentru Atacul de la Crocus City Hall, care a ucis 135 de persoane și a rănit alte 145. Vladimir Putin, anunță că atacatorii, au fost arestați.
- 31 martie: Bulgaria și România, devin membre Schengen cu granițele aeriene și navale.

### Aprilie

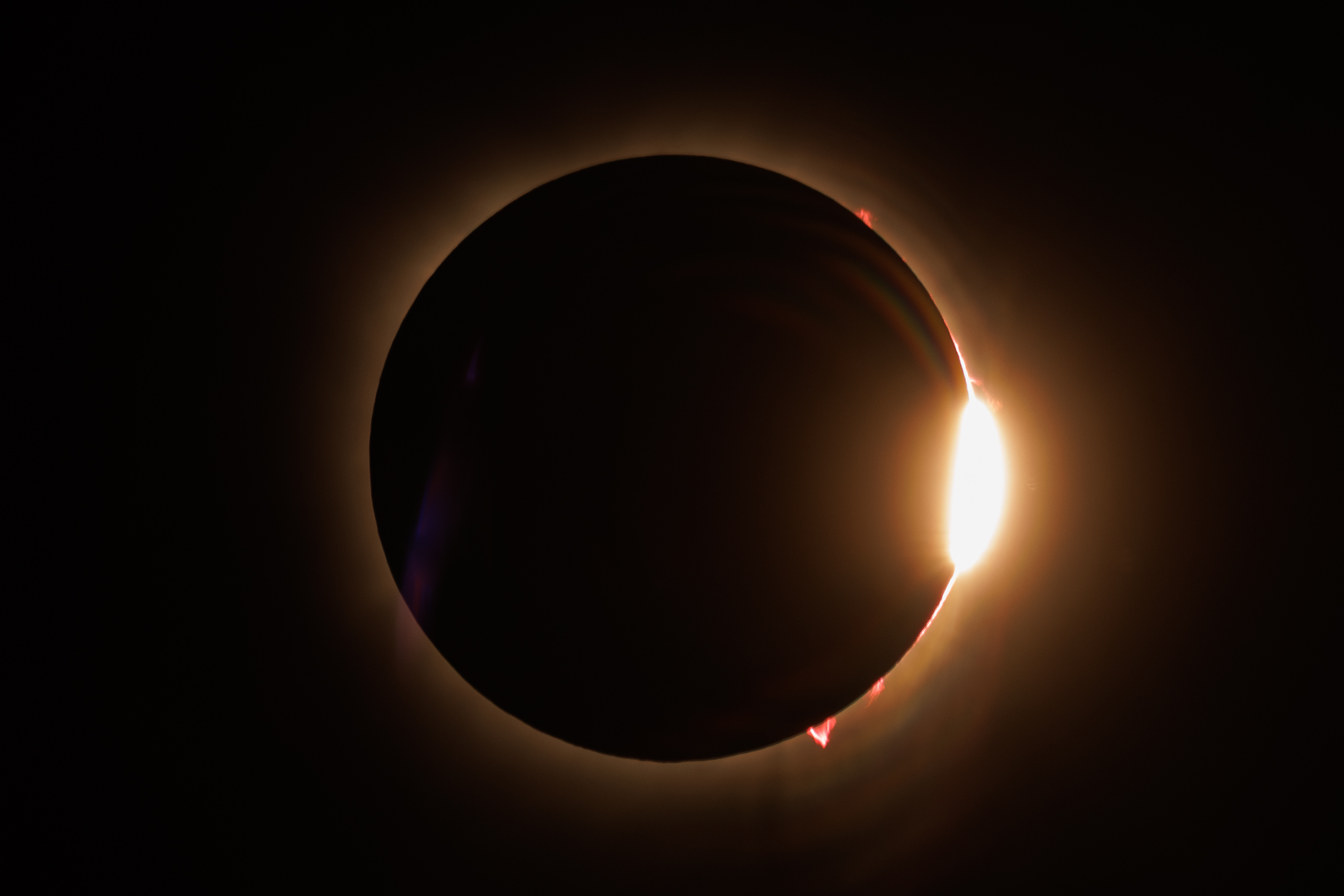
8 aprilie 2024: Eclipsă solară totală, vizibiă din Texas

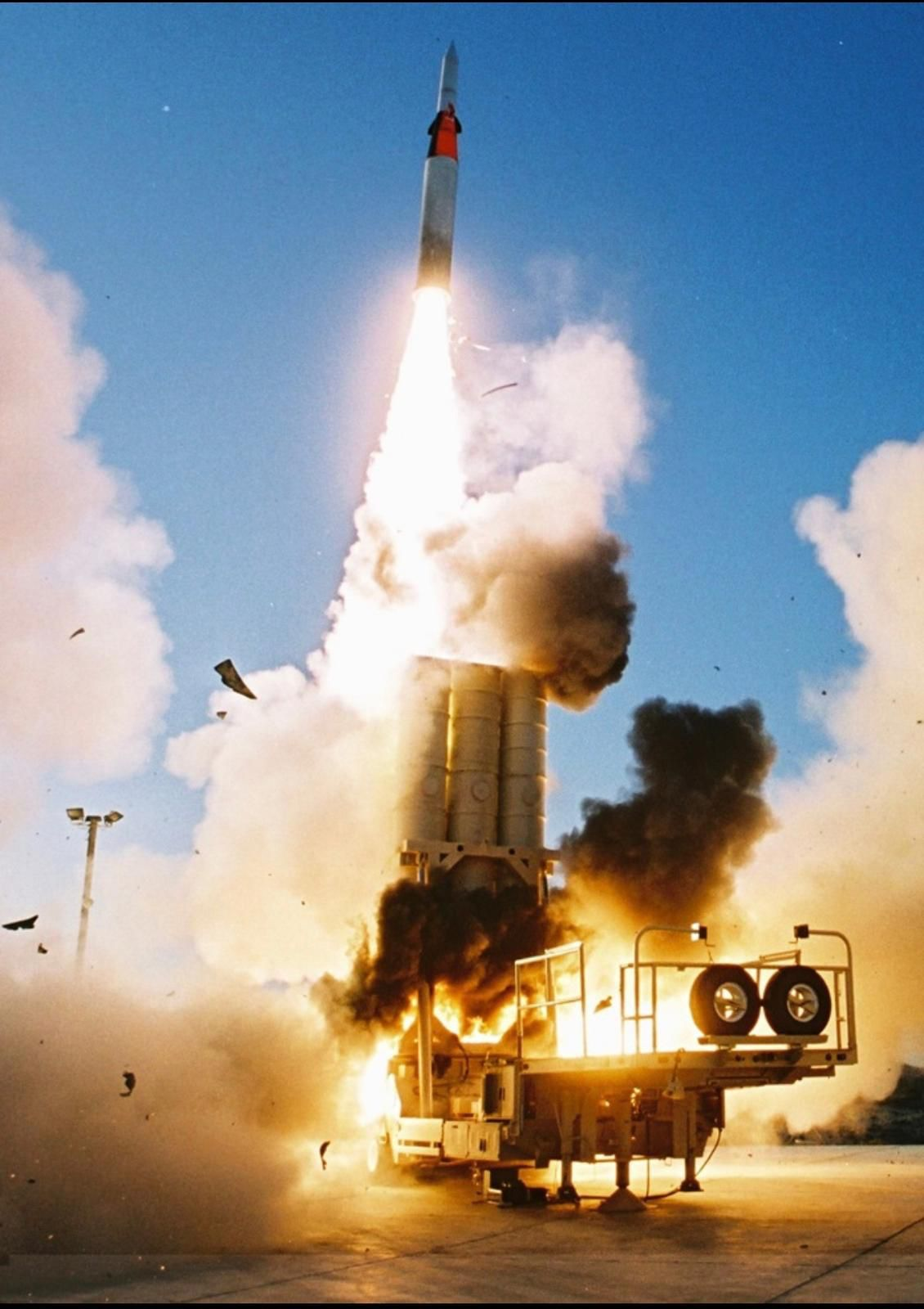
13 aprilie:Iran bombardează Israel cu 300 de drone și rachete

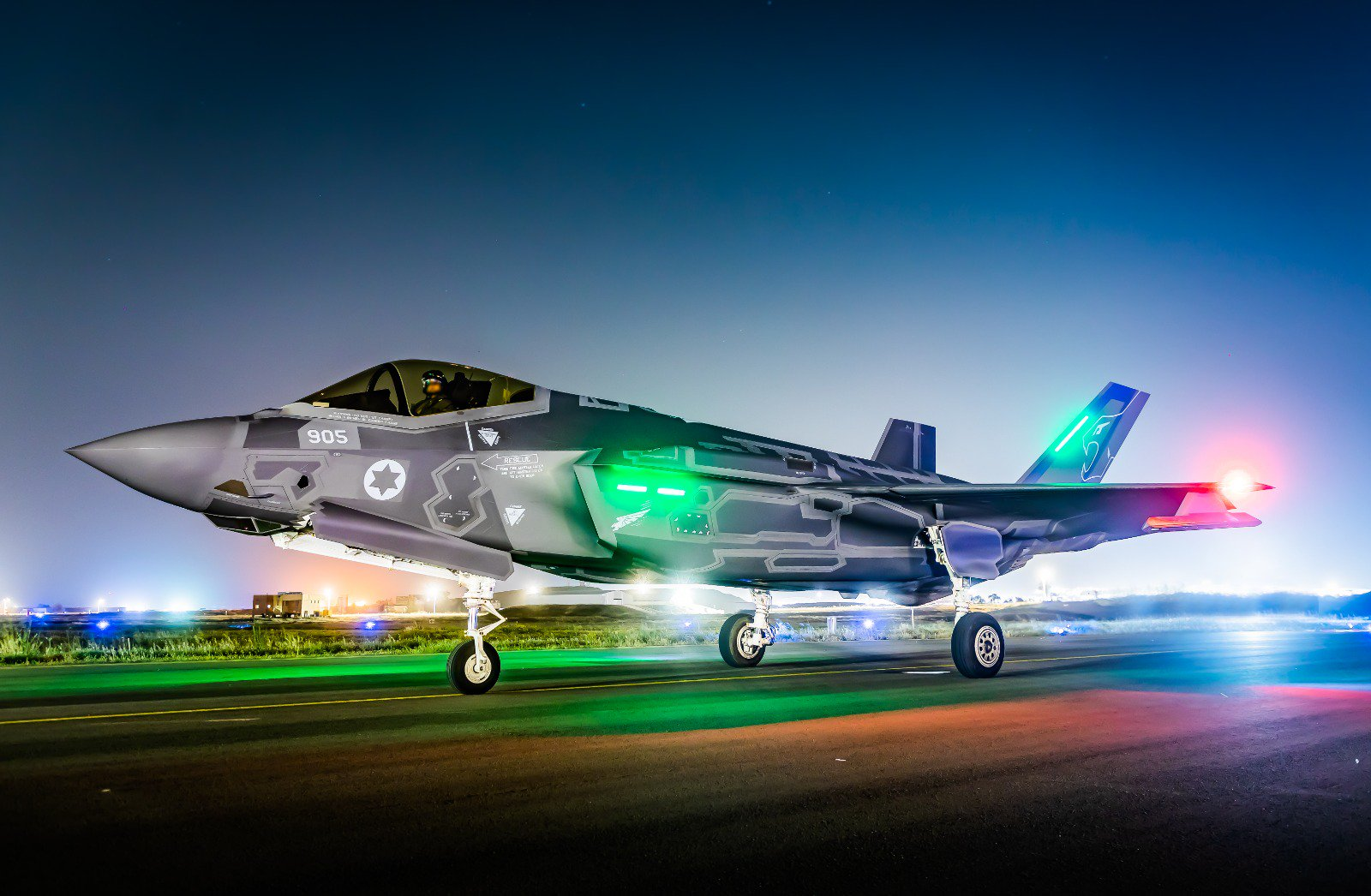
13 aprilie: Aviația israeliană, cu ajutorul forțelor aeriene aliate, interceptează rachetele și dronele lansate de Iran

- 1 aprilie – Israel a bombardat ambasada iraniană de la Damasc. 16 persoane au fost ucise [9]
- 6 aprilie – În urma alegerilor prezidențiale, Peter Pellegrini este ales președintele Slovaciei pentru al doilea mandat..[10]
- 8 aprilie – Eclipsa solară totală este vizibilă în America de Nord.[11]
- 13 aprilie – Ca răspuns la bombardamentul de la Damasc, Iran bombardează Israel cu 300 de drone și rachete, rezultând 33 de persoane rănite.[12] Statele Unite, Regatul Unit, Franța și Iordania au interceptat drone iraniene pentru a apăra Israelul.
- 19 aprilie – Israel bombardează Iranul, ca răspuns la atacul cu drone și rachete de pe 13 aprilie. [13] Ostilitățile primului conflict direct între cele două țări încetează.
- 25 aprilie – Premierul interimar Ariel Henry din Haiti își dă demisia. [14]
- 30 aprilie – Țările membre G7 au ajuns la un acord pentru închiderea centralelor de cărbuni până în anii 2030–2035.[15]

### Mai
- 5 mai – José Raúl Mulino este ales președinte al statului Panama.[16]
- 6 mai –  Mahamat Déby câștigă alegerile din Ciad și îl succede pe tatăl său, Idriss Déby, în funcția de președinte.[17]

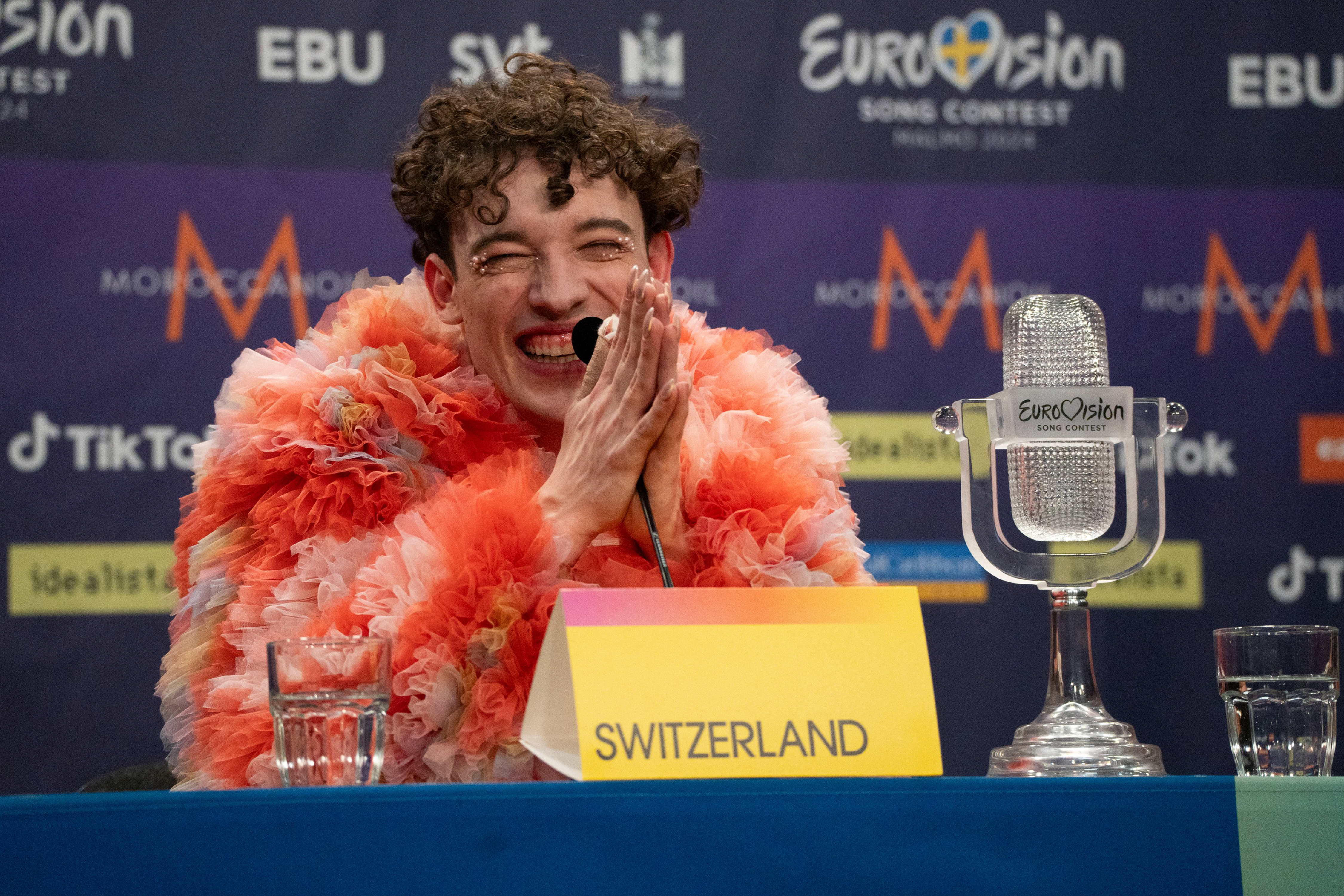
11 mai 2024: Nemo, primul concurent non-binar care obține trofeul concursului muzical Eurovision

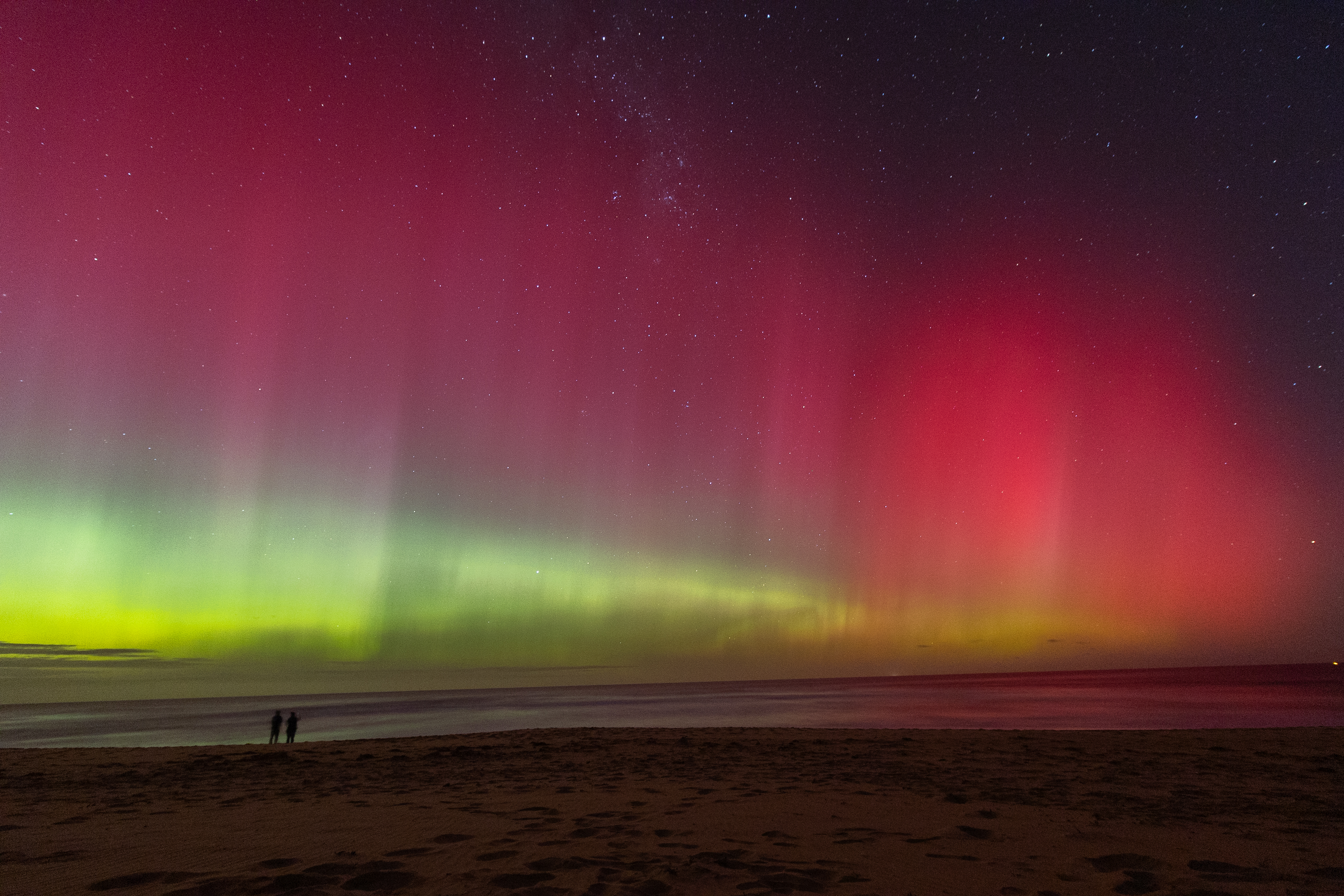
10-13 mai 2024: Cea mai severă furtună geomagnetică lovește Pământul.Aurorele boreale sunt vizibile din Melbourne, Australia

- 8 mai – În Macedonia de Nord, partidul eurosceptic VMRO-DPMNE câștigă alegerile.[18][19]
- 10 mai - Adunarea de la ONU votează pentru acordarea Statului Palestinei dreptul de a deveni membru. Decizia va intra în vigoare ca urmare a sesiunii de pe 10 septembrie 2024[20]
- 11 mai – Concursul muzical Eurovision organizat la Malmö, Suedia, este câștigat de Nemo din partea Elveției, fiind primul concurent non-binar care obține trofeul. [21][22]
- 10 mai - 13 mai - Cea mai severă furtună geomagnetică (G5) din ultimii 20 ani lovește Pământul. Aurorele boreale sunt vizibile din Florida, Texas, Italia, România și Egipt. [23]
- 15 mai- Lee Hsien Loong, premierul statului Singapore din 2004, este succedat în funcție de către Lawrence Wong[24]
  - Premierul Slovaciei Robert Fico este grav rănit în urma unei tentative de asasinat în Handlová.[25]
- 19 mai - Președintele iranian Ebrahim Raisi și minisrul de Externe al Iranului Hossein Amir-Abdollahian sunt uciși într-un accident aviatic, alături de alți șapte pasageri și echipajul de la bord. Elicopterul lor s-a prăbușit în Varzaqan, lângă granița dintre Iran și Azerbaijan. [26]
- 20 mai – Curtea Penală Internațională de la Haga emite mandate de arestare pentru premierul israelian Benjamin Netanyahu  și liderul grupării Hamas. Amândoi sunt acuzați pentru crime de război comise în Fâșia Gaza.[27]
- 30 mai – Fostul președinte al Statelor Unite, Donald Trump, este găsit vinovat de un juriu pentru toate cele 34 de capete de acuzare legate de falsificarea unor registre de afaceri, devenind primul președinte american care este condamnat pentru o infracțiune.[28]

### Iunie

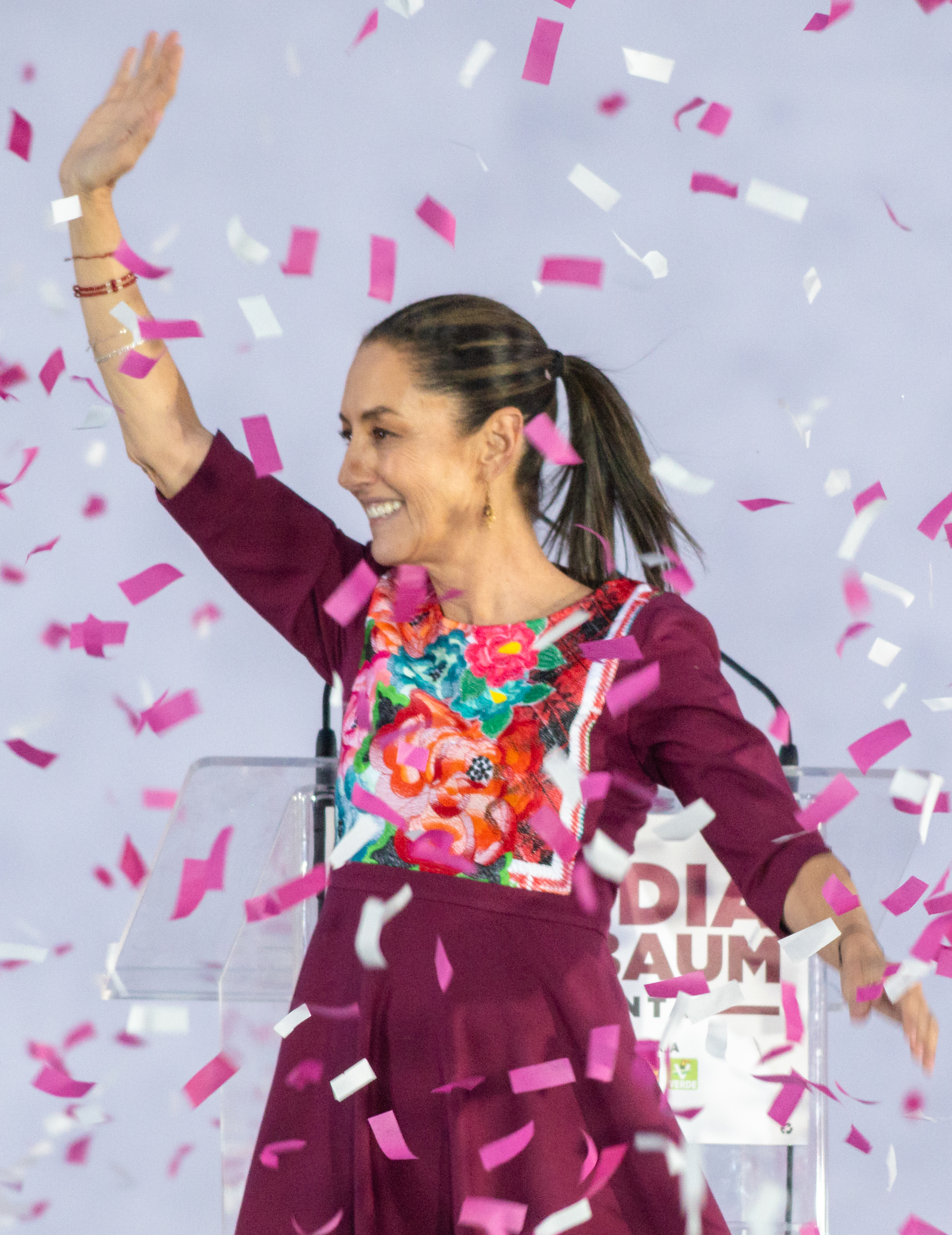
2 iunie 2024: Claudia Sheinbaum a fost aleasă ca prima femeie președinte a Mexicului

- 1 iunie: Alegerile generale din India, care au început pe 19 aprilie, s-au încheiat cu victoria Alianței Naționale Democratice. Narendra Modi rămâne în funcția de prim-ministru al Indiei. [29] [30]
  - Alegerile prezidențiale din Islanda sunt câștigate de Halla Tómasdóttir. [31]
- 2 iunie: Alegerile prezidențiale din Mexic sunt câștigate de candidata de stânga Claudia Sheinbaum. Ea devine prima femeie președinte a țării.  [32]
- 5 iunie: Misiunea „Crew Flight Test”  a trimis doi astronauți veterani ai NASA, Butch Wilmore și Suni Williams, spre Stația Spațială Internațională (ISS)[33][34]
- 6 iunie–9 iunie: Alegerile Europarlamentare sunt câștigate de grupul Partidul Popular European. Alianța Progresistă a Socialiștilor și Democraților, Partidul Verde European, Partidul Identitate și Democrație și Renew Europe pierd un număr semnificativ de mandate, în timp ce Partidul Conservatorilor și Reformiștilor Europeni (din care face parte Alianța pentru Unirea Românilor) obține cu 14 mandate mai mult. Președintele în exercițiu al Comisiei Europene Ursula von der Leyen își menține funcția în urma negocierilor. [35][36]

Rezultatele alegerilor locale din România, 2024

Rezultatele alegerilor europarlamentare, 2024

- 9 iunie: Alegeri locale în România, 2024: Partidul Social Democrat se poziționează pe primul loc, cu 34,74% (550 consilieri județeni, 1.691  primari, 16.509 consilieri locali), cu 4,40% mai mult față de alegerile din 2020. Partidul Național Liberal obține 29,07% (436 consilieri județeni, 1.144 primari, 12.802 consilieri locali), cu 3,25% mai puțin față de alegerile din 2020. Alianța pentru Unirea Românilor obține 6,27% (159 consilieri județeni, 30 primari, 3.509 consilieri locali), devenind al treilea cel mai popular partid din România. Uniunea Democrată Maghiară din România obține 4,32% (104 consilieri județeni, 200 de primari, 2.525 consilieri locali). Uniunea Salvați România pierde alegerile cu 1,19%, ajungând pe locul 5 (rămâne cu 46 consilieri județeni, 28 de primari, 860 consilieri locali). Nicușor Dan, candidat independent susținut de Alianța Dreapta Unită, este reales ca primar al Municipiului București.  Alegerile locale au fost comasate cu alegerile europarlamentare de către Guvernul României (coaliția PSD-PNL) condus de premierul Marcel Ciolacu. [37]. Opoziția, în special partidele USR și AUR, s-au opus comasării alegerilor.   
  - Alegeri pentru Parlamentul European în România, 2024: Coaliția Națională pentru România (PSD și PNL) câștigă alegerile cu 48,7% și cu 19 mandate câștigate în Parlamentul European. Partidul naționalist de extrema dreaptă AUR intră în Parlamentul European după ce obține 14,9% și 6 mandate câștigate. Alianța Dreapta Unită (alcătuită din USR, PMP și Forța Dreptei), obține doar 8,6% și 3 mandate, cu 19,6% mai puțin față de alegerile anterioare din 2019.
  - Ca urmare a rezultatelor catastrofale obținute la alegerile locale și europarlamentare, Cătălin Drulă își dă demisia din funcția de președinte al USR. Membrii partidului o votează pe Elena Lasconi ca noul lider.
  - Alegerile federale din Belgia. Noua Alianță Flamandă își menține majnoritatea în Camera Reprezentanților, în timp ce partidul Liberalii și democrații flamanzi deschiși pierde locuri. Prim-ministrul Belgiei Alexander De Croo și-a anunțat demisia. [38]
  - Președintele francez Emmanuel Macron dizolvă Adunarea Națională și convoacă alegeri legislative anticipate, ca urmare a rezultatelor dezastruoase obținute de partidul său la alegerile europarlamentare (14.60%). Partidul naționalist francez de extrema dreaptă, condus de Jordan Bardella, obține 31.37% și 30 mandate.
- 12 iunie: ONU stabilește că Israel și Hamas se fac vinovate pentru crime de război. [39][40]
- 14 iunie – 15 iulie: Campionatul European de Fotbal se desfășoară în Germania.[41]

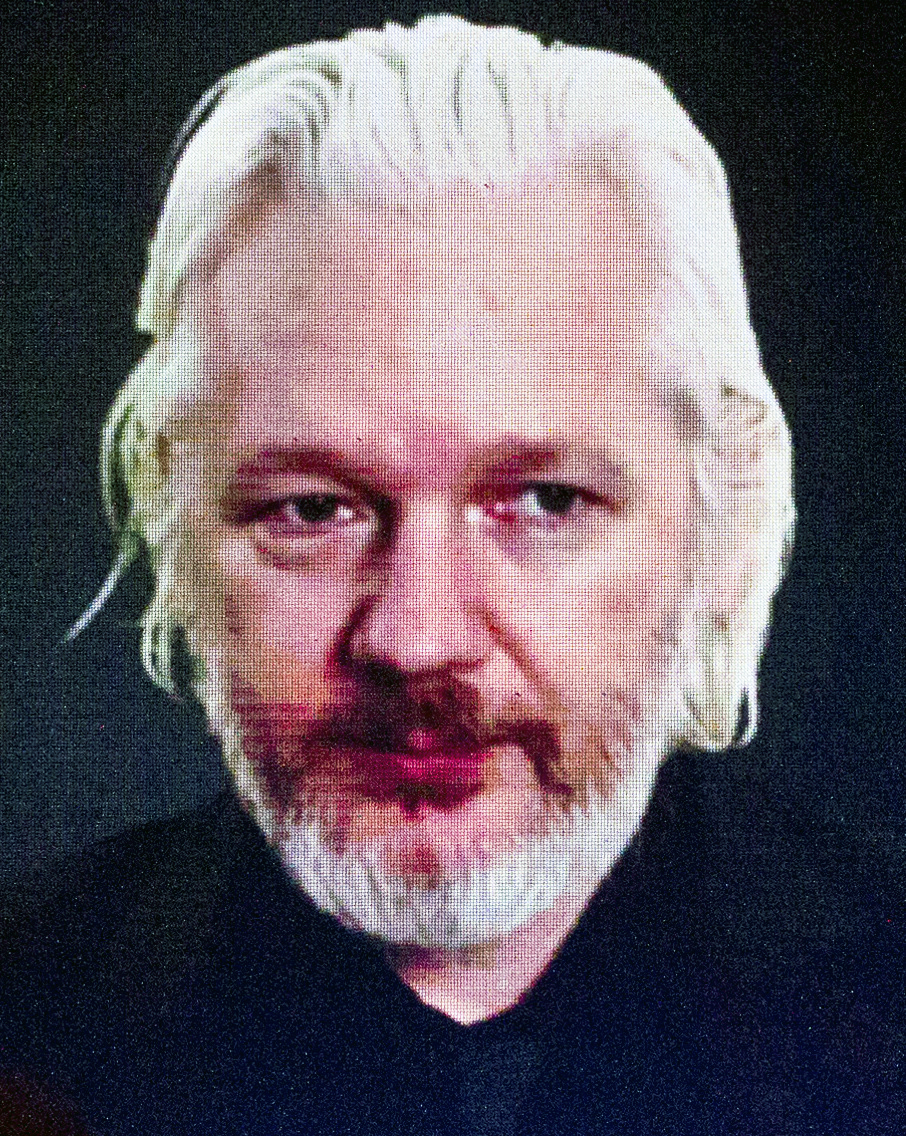
24 iunie: Fondatorul WikiLeaks Julian Assange scapă din arest

- 15 iunie: George Simion, liderul AUR, își anunță candidatura pentru alegerile prezidențiale din 2024.
- 23 iunie: Henri, ducele de Lumxemburg, a anunțat că va abdica și că fiul său Guillaume își va asuma îndatoririle regale din octombrie 2024.[42]
  - Peste 1,300 au murit din cauza căldurii extreme pe durata pelerinajului de la Mecca.[43]
  - Două atacuri teroriste au loc în Dagestan, în orașele Makhachkala și Derbent, fiind uciși 28 oameni.[44]
- 24 iunie: Fondatorul WikiLeaks Julian Assange scapă din arest și părăsește Marea Britanie ca urmare al unui acord cu SUA. El se întoarce în Australia după două zile. [45]
- 26 iunie: O tentativă de lovitură militară de stat are loc în Bolivia, în orașul La Paz.[46]
  - Elena Lasconi, liderul USR, își anunță candidatura la alegerile prezidențiale din România, 2024.
- 30 iunie: Primul tur al alegerilor legislative din Franța este câștigat de Partidul Adunarea Națională, urmat de Noul Front Popular și Cetățenii Împreună.

### Iulie

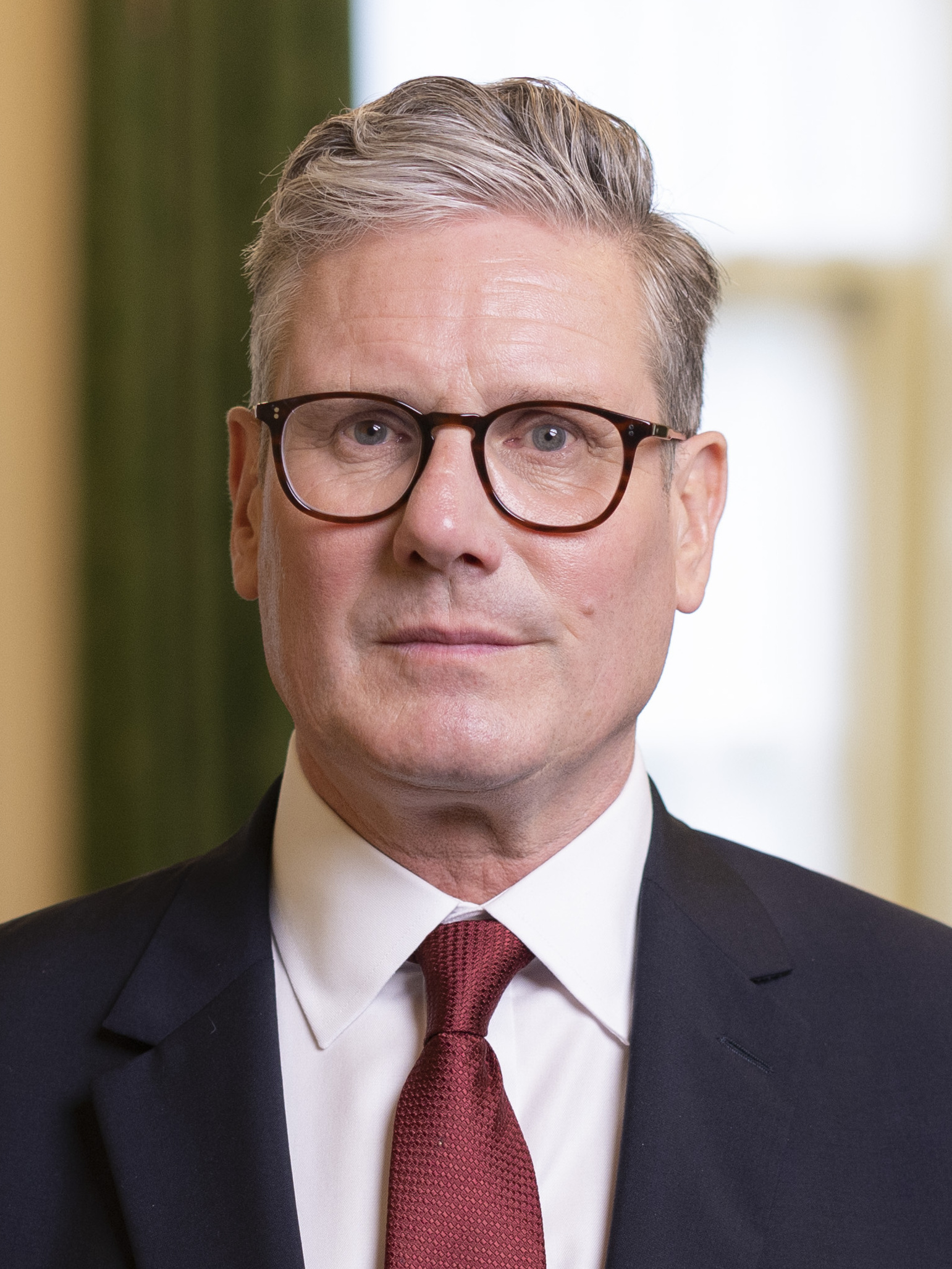
5 iulie 2024: Keir Starmer, laburist, devine prim-ministru al Marii Britanii

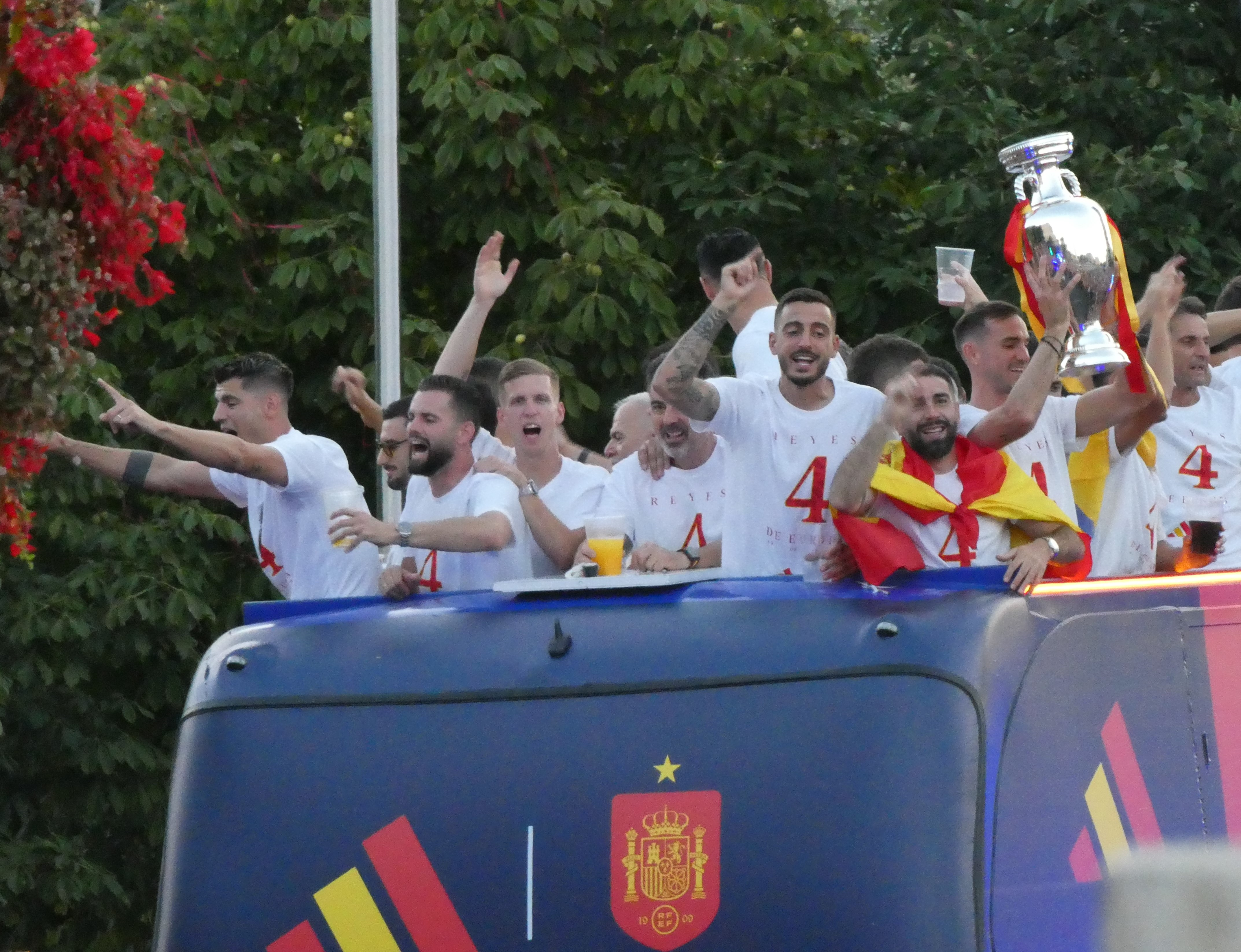
14 iulie: Echipa națională a Spaniei câștigă campionatul european de fotbal din Germania.

- 2 iulie: Echipa națională de fotbal a României este eliminată din optimile Campionatului European de Fotbal EURO 2024 din Germania, după ce a fost învinsă cu scorul de 3-0 de către echipa națională de fotbal a Țărilor de Jos.
- 4 iulie: Alegerile legislative din Marea Britanie sunt câștigate de Partidul Laburist, care obține 411 mandate în Parlamentul Britanic.  Keir Starmer, liderul partidului, este numit prim-ministru pe 5 iulie, ca urmare a demisiei premierului conservator Rishi Sunak. Partidul Conservator britanic, care a guvernat timp 14 ani, a obținut doar 121 mandate, cu 244 mai puține. [47]
- 5 iulie: Alegerile prezidențiale din Iran sunt câștigate de Masoud Pezeshkian. [48]
- 7 iulie: Turul 2 al alegerilor legislative din Franța este câștigat de Noul Front Popular, alianța partidelor de stânga, care obține aproximativ 177 mandate, iar Cetățenii Împreună, partidul liberal de centru al președintelui Emmanuel Macron,  obține 152 mandate în legislativul francez. Formațiunea de extremă dreapta Partidul Adunarea Națională pierde alegerile, obținând 138 mandate. Premierul francez Gabriel Attal și-a anunțat demisia după victoria socialiștilor francezi.
- 9 iulie: Al 75-lea summit NATO este desfășurat la Washington DC. Ucraina și UE au semnat un acord istoric de securitate pentru sprijin extins, acordat indiferent de împrejurări internționale. În aceeași zi au fost semnate două acorduri similare cu Lituania și Estonia. Ucraina a semnat până acum 19 acorduri bilaterale de securitate similare, inclusiv cu Statele Unite, Franța și Regatul Unit. Jens Stoltenberg a anunțat că 23 din 32 de state membre NATO își îndeplinesc obiectivul pentru cheltuieli de apărare de 2% din PIB-ul țării lor. Potrivit NATO, cheltuielile pentru apărare pentru statele membre europene și Canada au crescut cu 18%
- 11 iulie: Președintele kenyan William Ruto i-a demis pe toți miniștrii cabinetului său, precum și pe procurorul general, ca răspuns la protestele mortale împotriva unui proiect de lege al finanțelor elaborat de administrația sa.
- 11 iulie: Mii de protestatari antiguvernamentali se adună în fața biroului premierului albanez și a clădirii biroului prezidențial din Tirana, acuzându-l pe premierul Edi Rama de corupție și cerând demisia acestuia, precum și eliberarea liderului opoziției Sali Berisha din arest la domiciliu.
- 14 iulie: Echipa națională a Spaniei câștigă campionatul european de fotbal din Germania după ce o învinge pe cea a Angliei cu scorul 2-1.

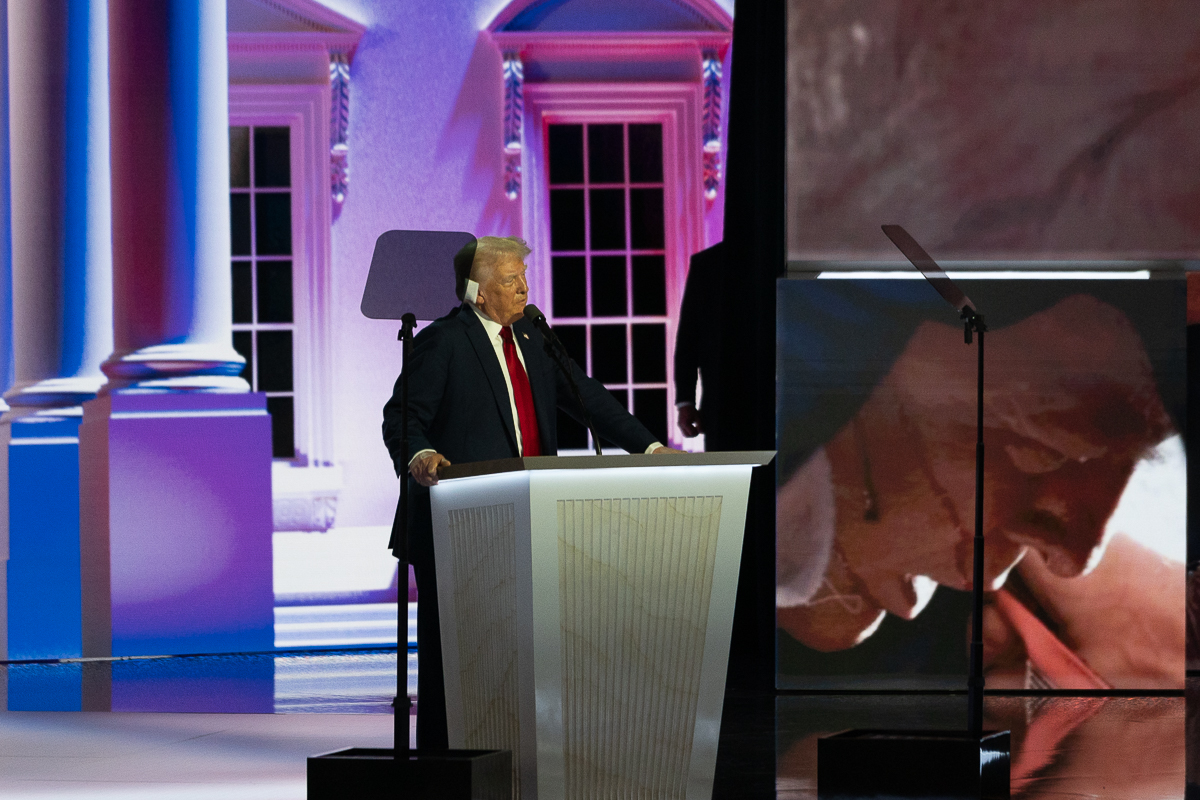
Donald Trump, candidat republican la alegerile prezidențiale și fost președinte, după tentativa de asasinare

- 13 iulie: La un miting electoral organizat lângă orașul Butler din Pennsylvania, fostul președinte american Donald Trump este rănit la urechea dreaptă după ce este împușcat pe durata discursului. Autorul tentativei de asasinat este împușcat mortal.
- 15 iulie: Donald Trump este desemnat oficial drept candidat al Partidului Republican pentru alegerile prezidențiale. El îl nominalizează pentru postul de vicepreședinte pe James David Vance.
- 19 iulie – Cea mai mare pană IT din istorie afectează afacerile, aeroporturile și organizațiile din întreaga lume.[49]
- 21 iulie – Președintele actual al SUA, Joe Biden, își anunță retragerea din cursa prezidențială la sfaturile colegilor săi de partid, dar și a unor personalități din presă și industria divertismentului după prestația sa slabă de la dezbaterea avută cu Donald Trump pe 28 iunie.[50]
- 22 iulie – Alunecările de teren din Gofa ucid 257 oameni și îngroapă două sate în Geze Gofa, Gofa Zuria, Etiopia.[51]
- 23 iulie – China mediază un acord între  Statul Palestinei și facțiunile Hamas și Fatah pentru a alcătui un singur guvern.[52]
- 26 iulie–11 august: Jocurile Olimpice de vară din 2024

- 28 iulie – Alegerile din Venezuela: Președintele Nicolás Maduro declară că a obținut victoria împotriva candidatului  Edmundo González Urrutia în ciuda acuzațiilor de fraudă.Sunt declanșate proteste. [53]
- 30 iulie
  - 334 oameni sunt uciși în urma alunecărilor de teren din Wayanad, Kerala, India.[54][55]
  - Comandantul Hezbollah Fuad Shukr este ucis la Beirut într-un bombardament israelian.[56][57]

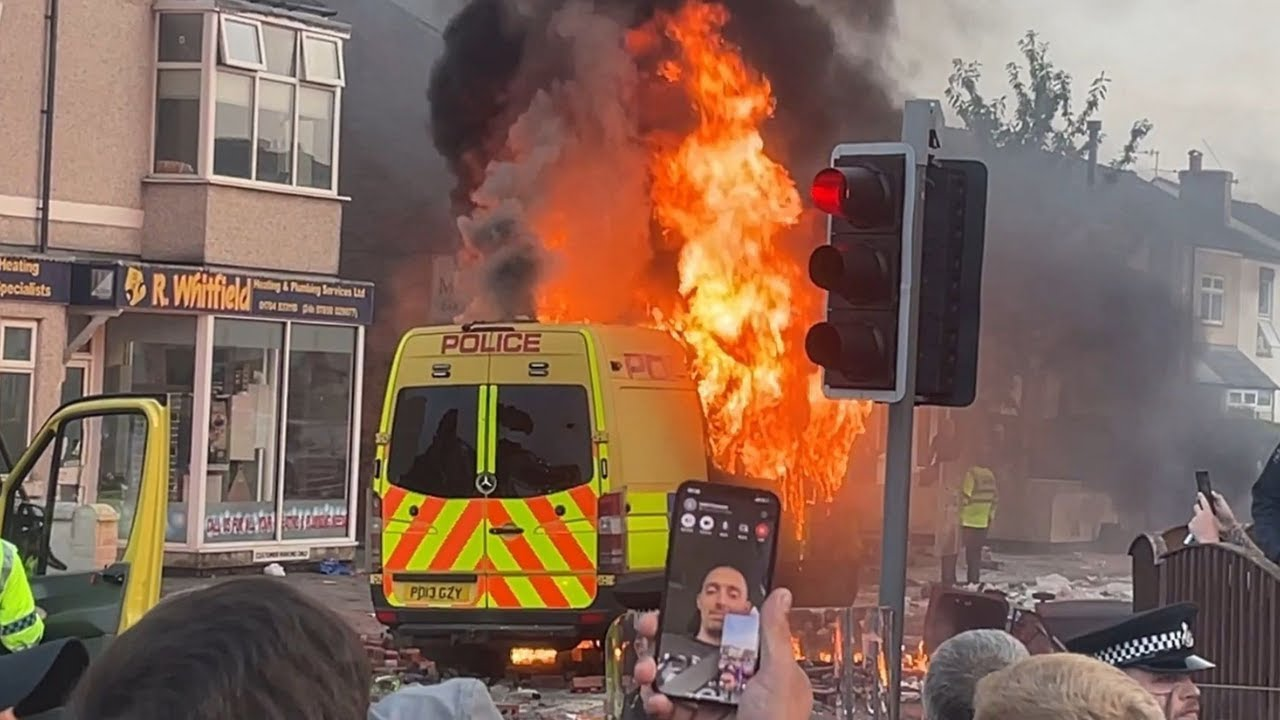
Revoltele de la Southport, Marea Britanie

- - Sunt declanșate proteste ale extremei dreapta în Regatul Unit al Marii Britanii după ce 10 persoane sunt rănite  și 3 minore sunt ucise prin înjunghiere de către Axel Rudakubana un băiat britanic de culoare de 17 ani, născut în Cardiff, dar cu părinți din Rwanda. [58][59]
- 31 iulie
  - Ismail Haniyeh, șeful politic al grupării Hamas,este ucis în locuința sa de la Tehran.[60]
  - Moussa Dadis Camara, fost lider militar din  Guinea, este găsit vinovat pentru crime împotriva umanității, comise la incidentele din 2009.[61]

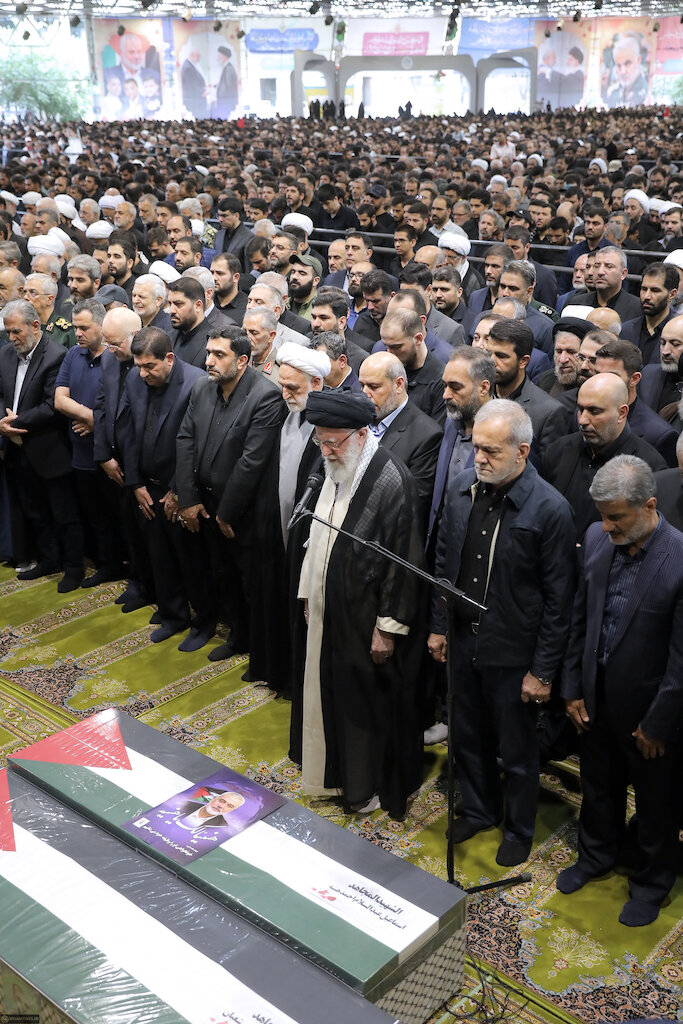
Ismail Haniyeh, șeful politic al grupării Hamas,este ucis în locuința sa de la Tehran. Conducerea Iranului îi dedică o ceremonie funerară de stat.

### August

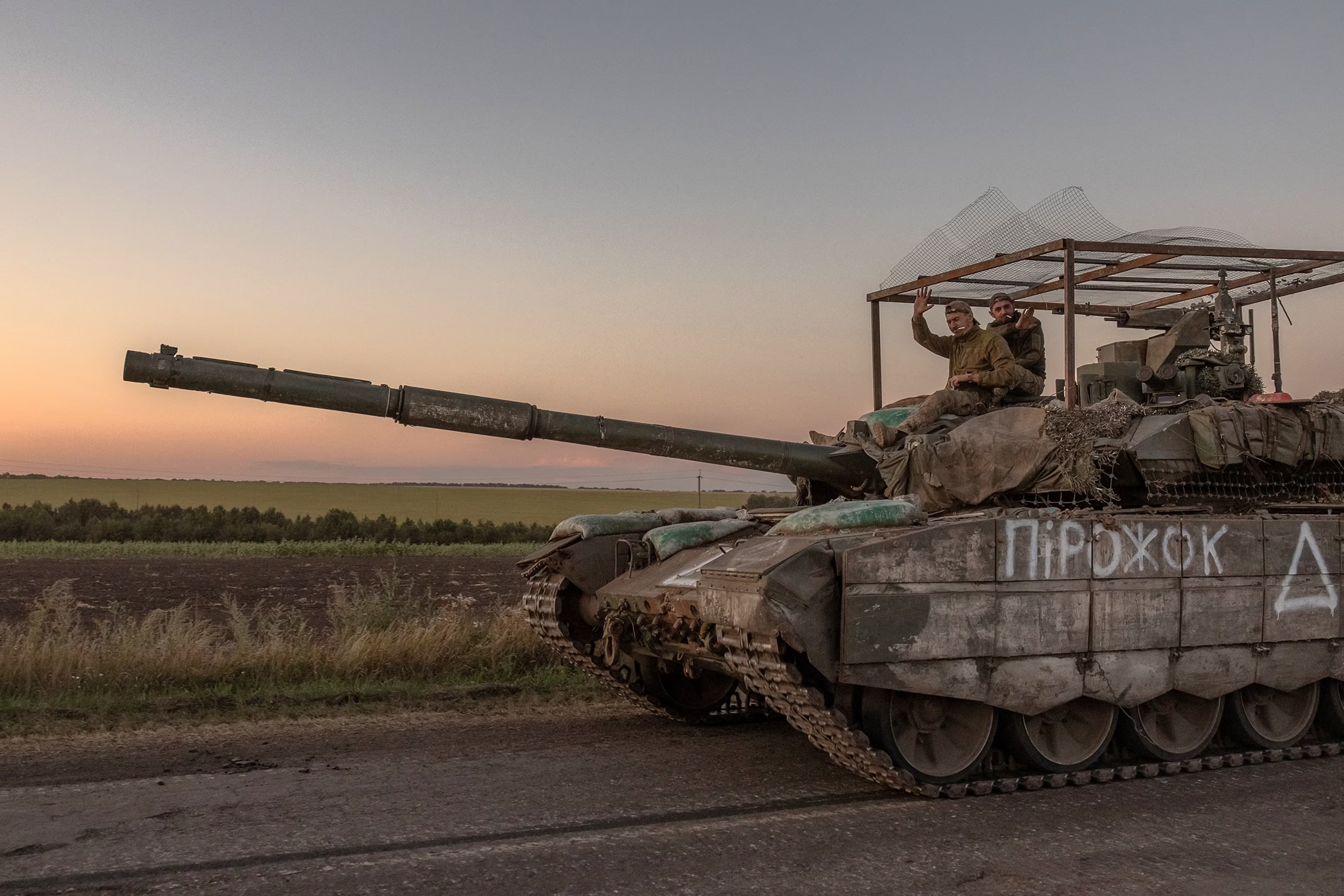
Militari ucraineni se deplasează cu un tanc rusesc T-90M capturat în regiunea Kursk

- 1 august – 26 de indivizi sunt eliberați în aeroportul Esenboğa din Ankara, în cel mai mare schimb de prizonieri efectuat dintre SUA și Rusia de la încheierea Războiului Rece.[62]
- 5 august – Prim-ministrul Bangladeshului Sheikh Hasina își anunță demisia și pleacă în India în urma protestelor.  [63]
- 7 august – Partidele Phak Kao Klai și Pita Limjaroenrat sunt interzise de către Curtea Constituțională din Thailanda. [64]
- 8 august - Laureatul Premiului Nobel Muhammad Yunus devine consilier în  Bangladesh. [65]
- 9 august – Un avion se prăbușește lângă Vinhedo, São Paulo, Brazilia, fiind ucise toate cele 62 persoane de la bord.[66]
- 11 august – Președintele Volodimir Zelenski anunță capturarea mai multor sate din regiunea rusă Kursk de către forțele militare ucrainene. Începe incursiunea din Kursk. Federația Rusă a evacuat 76.000 de civili din regiune. [67]
- 14 august
  - Organizația Mondială a Sănătății declară epidemia africană a Variolei Maimuței (MPOX) drept urgență medicală la nivel internaționl.[68]
  - Curtea Constituțională din Thailanda îl demite pe premierul Srettha Thavisin pentru că a numit un ministru condamnat. [69] Paetongtarn Shinawatra este numit în funcția de prim-ministru.[70]
- 20 august - Premierul României Marcel Ciolacu și-a anunțat candidatura la președinția României din partea Partidului Social Democrat.
- 25 august – Forțele militare israeliene declanșează operațiuni de bombardare a țintelor Hezbollah din sudul Libanului.[71]
- 28 august – 8 septembrie – Jocurile Paralimpice de Vară sunt desfășurate la Paris.[72]

### Septembrie

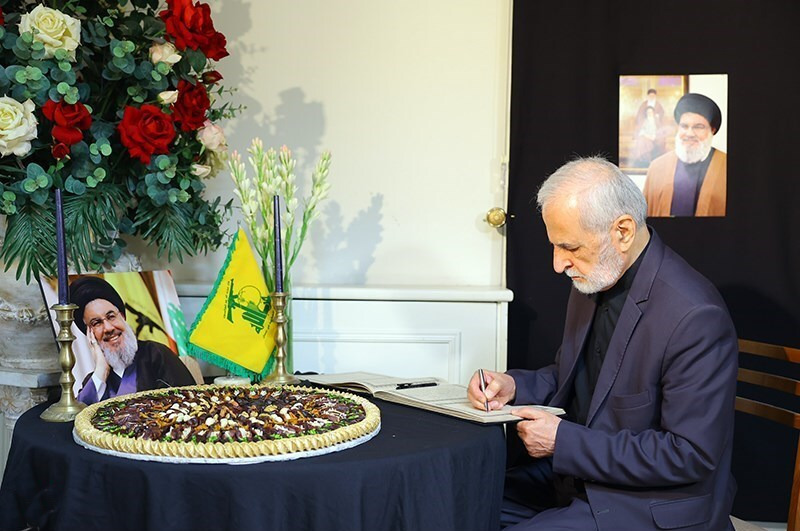
27 septembrie – Șeful grupării Hezbollah, Hassan Nasrallah, este ucis în urma unui bombardment israelian desfășurat la Beirut.

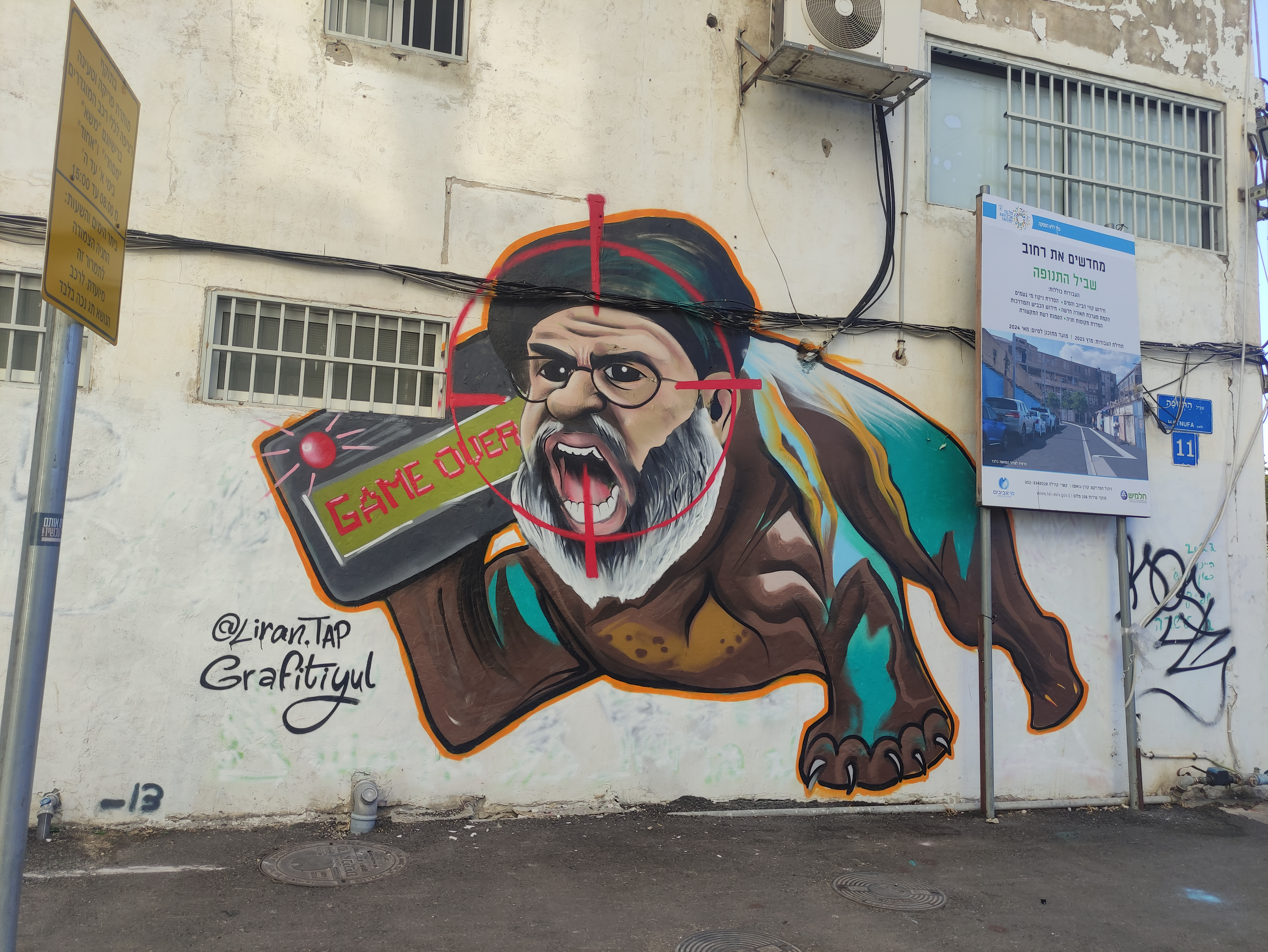
Graffiti cu Hassan Nasrallah având pagerul - Tel Aviv

- 1 septembrie - Ministra Muncii și Solidarității Sociale, Simona Oprescu (PSD), a anunțat încheierea recalculării pensiilor în România.
- 2 septembrie – Curtea Supremă din Brazilia decide să blocheze accesul populației la platforma de socializare X, invocând motive precum „dezinformarea propagată” și lipsa unui reprezentant legal pentru țară numit de Elon Musk.[73]
- 7 septembrie –Alegerile din Algeria: Președintele în funcție Abdelmadjid Tebboune este reales pentru al doilea mandat.[74]
- 12 septembrie – Primul zbor spațial comercial este efectuat de către antreprenorul  Jared Isaacman în cadrul misiunii Polaris Dawn. [75]
- 10 septembrie - A doua dezbatere prezidențială pentru alegerile prezidențiale din SUA, 2024, se desfășoară între candidatul democrat, vicepreședintele Kamala Harris, și candidatul republican, fostul președinte Donald Trump. Candidatul republican acuză că imigranții haitieni ilegali din Springfield, Ohio, „mănâncă pisicile și câinii unor proprietari americani”. Afirmația care a generat controverse în media nu a fost dovedită.
- 17 septembrie–18 septembrie – Liban: 32 de oameni sunt uciși și alți 3.200 sunt răniți după detonarea explozibililor implantați în pagere și dispozitive walkie-talkie, în urma a două atacuri cibernetice masive efectuate de Israel. Majoritatea indivizilor vizați erau membri Hezbollah. [76]
- 20 septembrie – Liderul Hezbollah Ibrahim Aqil și alți 10 lideri sunt uciși la Beirut în urma bombardamentelor.[77]
- 21 septembrie – Alegerile din Sri Lanka: Anura Kumara Dissanayaka este ales președinte.[78]
- 23 septembrie –  569 oameni sunt uciși și alți 1.835  sunt răniți în Liban, în urma celui mai devastator bombardament israelian de la conflictul din 2006 încoace. [79]
- 26 septembrie – Uraganul Helene ucide 236 oameni în Florida. [80]
- 27 septembrie – Forțele aviatice israeliene bombardează Beirut. În urma bombardamentului, șeful grupării Hezbollah, Hassan Nasrallah, este ucis.[81][82]
- 29 septembrie – Alegerile legislative din Austria sunt câștigate de extrema dreaptă. [83]
- 30 septembrie – Marea Britanie devine prima țară membră G7 care începe tranziția de la cărbune la energiile verzi. [84][85]

### Octombrie
- 1 octombrie

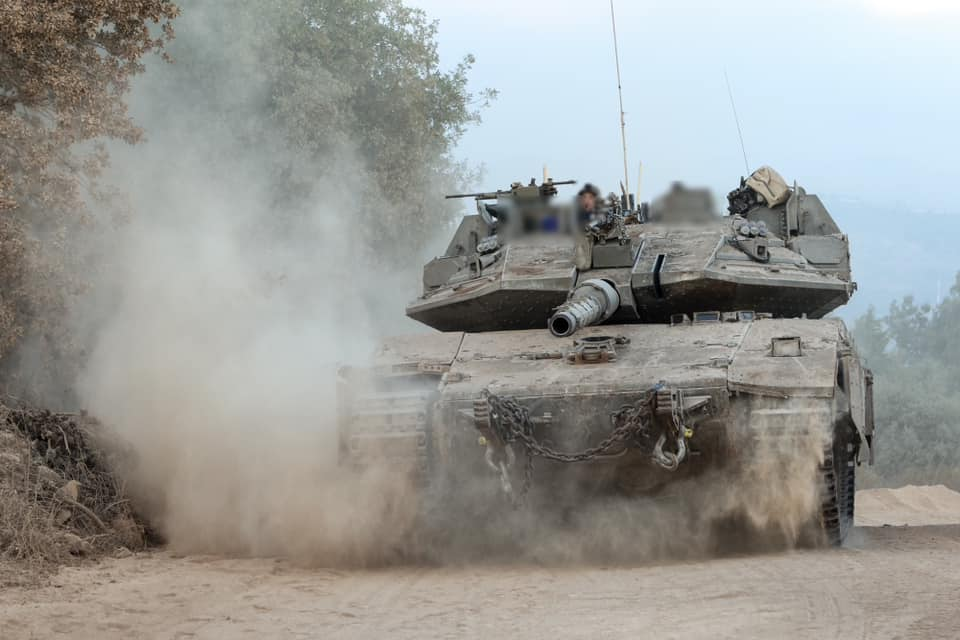
Tanc Merkava în Liban

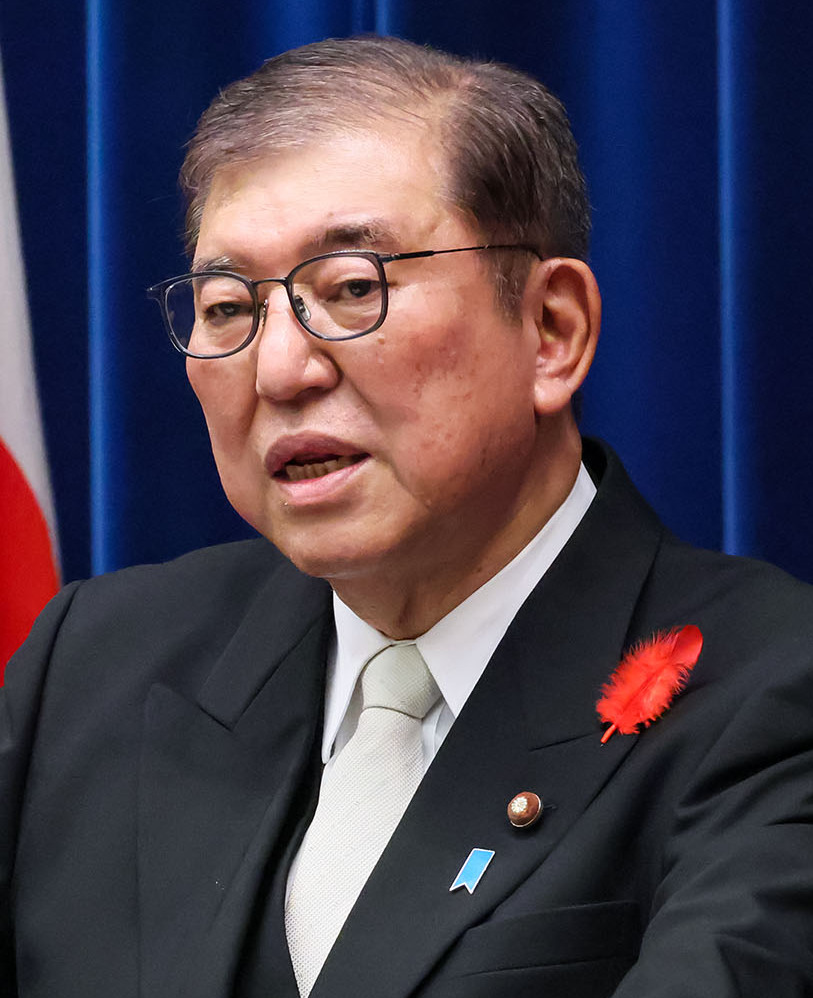
1 octombrie 2024: Shigeru Ishiba este numit noul premier al Japoniei

  - Forțele militare israeliene declanșează operațiuni terestre și aeriene limitate împotriva forțelor Hezbollah din sudul Libanului .[86]
  - Shigeru Ishiba este numit în funcția de prim-ministru al Japoniei.[87][88] După numire, el își dezvăluie cabinetul și solicită alegeri anticipate pe 27 octombrie, asigurând un mandat național.[89]
  - Iran a atacat Israel cu 180 de drone, rachete balistice și rachete hipersonice, drept ripostă pentru ofensiva din sudul Libanului. Guvernul Netanyahu amenință Iranul cu „consecințe”.[90]
  - Jurnaliștii rețelei The Organised Crime and Corruption Reporting Project (OCCRP) îl vizează pe fostul secretar adjunct al NATO și candidatul independent la alegerile prezidențiale din România, Mircea Geoană, pentru legături cu Rusia. Fostul său șef de campanie, Rareș Mănescu, este partener de afaceri cu un propagandist rus, Aleksei Kozlov, care a susținut anexarea Crimeii de către Federația Rusă. Mircea Geoană neagă și acuză că este victima unor acțiuni de „KOMPROMAT”.
- 5 octombrie - Candidatura liderului partidului naționalist de extrema dreaptă SOS România pentru alegerile prezidențiale din România, Diana Șoșoacă, este respinsă de către Curtea Constituțională în urma depunerii unor contestații.
- 20 octombrie: Alegeri prezidențiale în Republica Moldova. În primul tur al alegerilor prezidențiale, actuala președinte, Maia Sandu din partea Partidului Acțiune și Solidaritate câștigă 42,5% din voturi, Alexandr Stoianoglo din partea Partidului Socialiștilor din Republica Moldova 26,0%, Renato Usatîi din partea Partidului Nostru 13,8%, iar Irina Vlah care a candidat ca independentă, 5,4%. Prezența la vot a fost de 51,7%. Turul II a avut loc pe 3 noiembrie.
- 28 octombrie: Protestele din Georgia: protestele împotriva rezultatelor recente ale alegerilor parlamentare au început după ce au fost anunțate rezultatele oficiale preliminare.

### Noiembrie
- 1 noiembrie: Prăbușirea copertinei de la gara din Novi Sad, Serbia, accident soldat cu 15 morți și mai mulți răniți.
- 3 noiembrie: Alegeri prezidențiale în Republica Moldova, turul II. În turul II prezidențial, Maia Sandu câștigă 55,4% din voturi și Alexandr Stoianoglo 44,6%. Prezența la vot este de 54,3%.
- 3 noiembrie: Inundațiile din Spania: Protestatarii au aruncat cu obiecte și noroi și i-au huiduit pe regele și regina Spaniei, pe prim-ministrul Pedro Sánchez și pe președintele Valencian Carlos Mazón, numindu-i drept „ucigași” în timpul vizitei lor la Paiporta, Valencia. Premierul Pedro Sánchez este evacuat din zonă după ce a fost lovit cu o lopată.
- 5 noiembrie: Inundațiile din Spania: Prim-ministrul spaniol Pedro Sánchez anunță un pachet de ajutoare de 10,6 miliarde de euro (11,5 miliarde de dolari SUA) pentru familiile afectate de inundațiile din țară, în principal în Comunitatea Valenciană, inclusiv un pachet de 5 miliarde de euro (5,5 miliarde de dolari) în împrumuturi garantate de stat.
- 5 noiembrie: Alegerile Prezidențiale din Statele Unite: La alegerile prezidențiale, fostul președinte Donald Trump (republican) câștigă aproximativ 50% din voturi și 31 de state în valoare de 312 din 538 de voturi electorale (inclusiv 1 din Maine), în timp ce vicepreședintele Kamala Harris (democrat) câștigă aproximativ 48% din voturi și 19 state și Districtul Columbia pentru un total de 226 de voturi electorale (inclusiv 1 din Nebraska). Ca urmare a alegerilor pentru 34 din 100 de locuri în Senat, republicanii vor avea cel puțin 52 de locuri, iar democrații cel puțin 47. La alegerile pentru Camera Reprezentanților, republicanii câștigă cel puțin 218 din 435 de locuri, iar democrații cel puțin 209. Victoria lui Trump îl face al doilea președinte care va servi două mandate neconsecutive, după Grover Cleveland (1885-1889 și 1893-1897).[91][92]
- 7 noiembrie: Atacurile din noiembrie 2024 din Amsterdam: Manifestări violente antisemite și anti-sioniste în Amsterdam în timpul meciului de fotbal AFC Ajax - Maccabi Tel Aviv.
- 8 noiembrie: Premiile Grammy: Muzicianul american Beyoncé primește unsprezece nominalizări la premiile Grammy 2025, făcând-o cea mai nominalizată artistă din istoria premiului, cu un total de 99 de nominalizări.
- 9 noiembrie: Inundațiile din Spania: Mii de protestatari manifestă la Valencia, Spania, pentru a cere demisia președintelui guvernului valencian, Carlos Mazón, pentru gestionarea avertismentelor și gestionarea ulterioară a inundațiilor mortale de săptămâna trecută.
- 24 noiembrie: Alegeri prezidențiale în România.

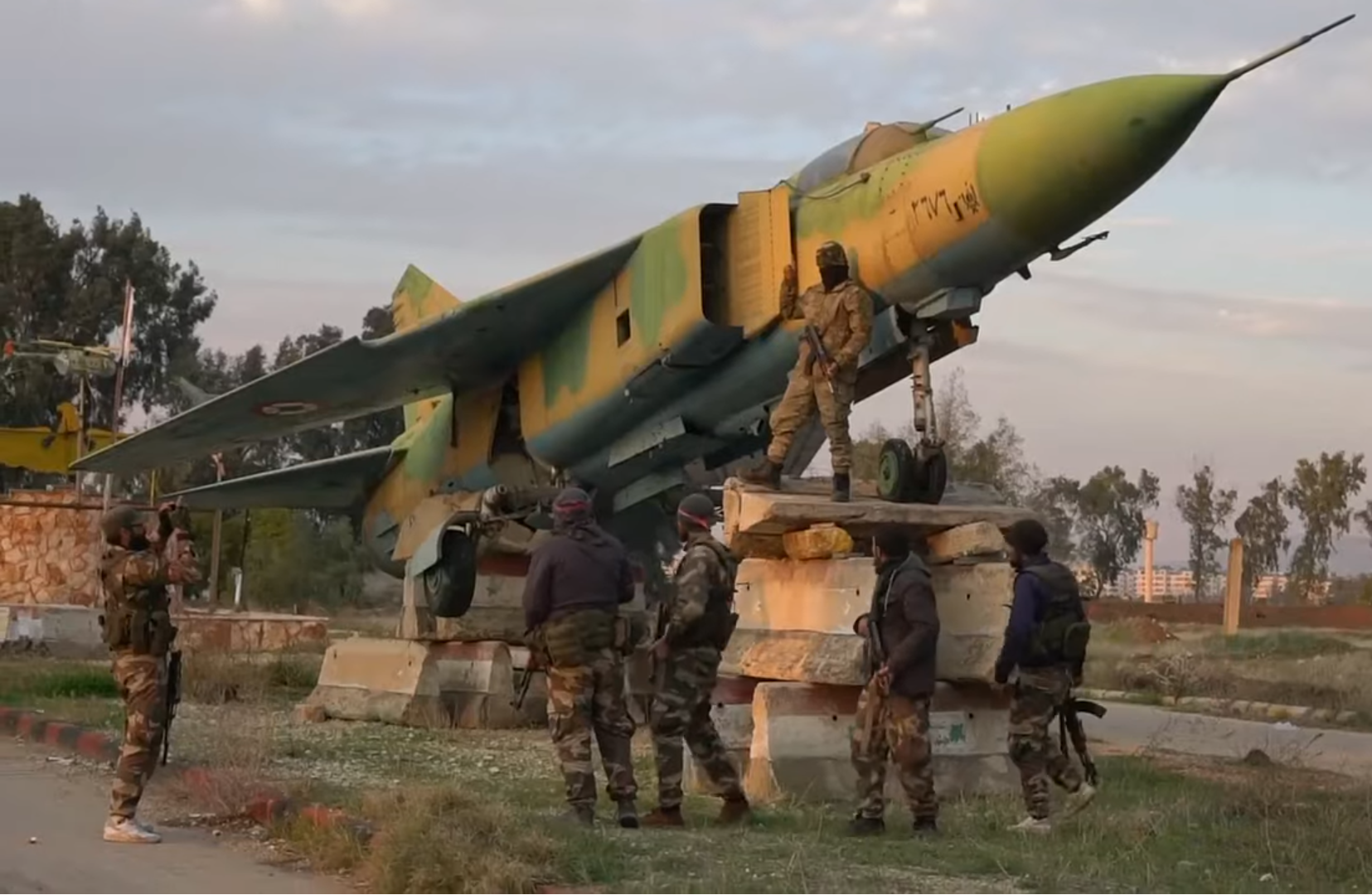
Rebelii sirieni capturează aeroportul militar din Hama

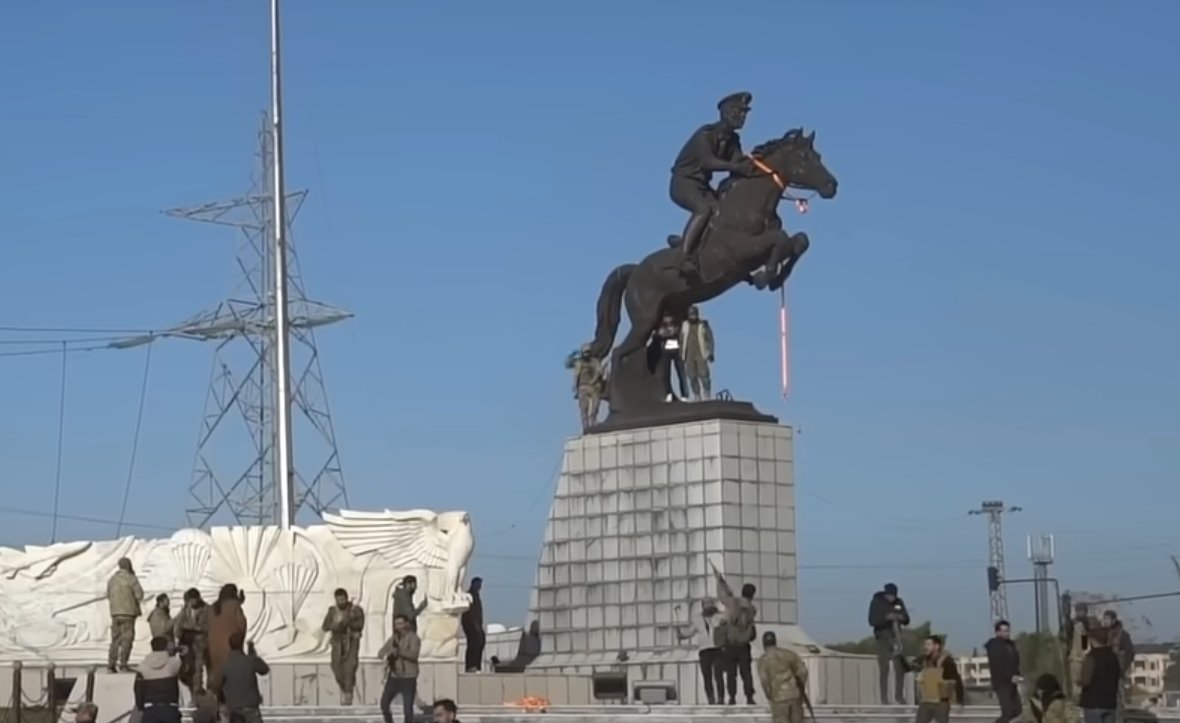
30 noiembrie 2024: Rebelii sirieni se adună lângă statuia ecvestră a lui Bassel al-Assad. Statuia a fost răsturnată în cursul zilei.

- 27 noiembrie: Războiul Civil Sirian (Ofensiva opoziției din Siria): Forțele de opoziție siriene conduse de Tahrir al-Sham atacă Armata Siriană proguvernamentală în vestul Guvernoratului Alep, cucerind unsprezece orașe și sate. (Vezi și 2024 în Siria)
- 28 noiembrie: Războiul Civil Sirian: Peste 130 de soldați ai armatei siriene sunt uciși și alți zeci sunt capturați în timp ce forțele rebele conduse de Tahrir al-Sham avansează la o rază de 10 kilometri de Alep. Forțele rebele au închis autostrada strategică M5 care leagă Alep de Damasc și, de asemenea, captează districtul Khan al-Asal de lângă Alep. Un brigadier din Corpul Gărzii Revoluționare Islamice a fost ucis într-un schimb de focuri în Alep. Avioane de război rusești și siriene lovesc poziții deținute de rebeli în Guvernoratul Idlib. Separat, cel puțin 17 persoane sunt ucise în atacuri aeriene asupra orașelor Atarib și Darat Izza din Guvernoratul Alep.
- 29 noiembrie: Războiul Civil Sirian: Bătălia de la Alep: Forțele anti-Assad conduse de Tahrir al-Sham intră în orașul Alep, Siria, pentru prima dată din 2016, cu lupte urbane abundente în cartierele vestice ale orașului. Un purtător de cuvânt al coaliției rebele confirmă că a început oficial o operațiune de capturare a Alepului. Forțele rebele ajung în centrul orașului Alep după ce au depășit mai multe cartiere, inclusiv New Alep. Presa de stat siriană relatează că patru persoane au fost ucise atunci când forțele rebele bombardează Universitatea din Alep.
- 29 noiembrie: Războiul Civil Sirian: Forțele rebele capturează orașele Al-Hadher, Khan Tuman și Al-Eiss din Guvernoratul Alep. Forțele rebele capturează orașul Saraqib din Guvernoratul Idlib, care este deținut de forțele guvernamentale din 2020. Forțele proguvernamentale se retrag din oraș după două zile de ciocniri.
- 30 noiembrie: Războiul Civil Sirian: Bătălia de la Alep: Forțele proguvernamentale închid Aeroportul Internațional Aleppo și drumurile din Alep, în timp ce rebelii continuă să avanseze în oraș. Aeroportul este mai târziu capturat de rebeli. Rebelii captează Cetatea din Alep și Universitatea din Alep în timp ce continuă să avanseze în tot orașul. Tancurile rebele ajung în piața principală Saadallah al-Jabiri din centrul orașului, iar Observatorul Sirian pentru Drepturile Omului raportează că majoritatea orașului este acum sub controlul forțelor rebele. Armata siriană anunță o retragere totală din Alep, recunoscând oficial căderea orașului în mâinile forțelor rebele, spunând că trupele sale se vor regrupa și vor lansa o contraofensivă pentru a relua orașul. Un atac aerian rusesc a lovit un sens giratoriu aglomerat din oraș, ucigând cel puțin 16 persoane și rănind alte 20. Este pentru prima dată când avioanele de război rusești au vizat orașul din 2016.
- 30 noiembrie: Războiul Civil Sirian: O coaliție rebelă siriană declară controlul deplin al Guvernoratului Idlib după ce a capturat orașele Maarrat al-Numan și Khan Shaykhun. Forțele rebele conduse de Tahrir al-Sham au capturat baza aeriană Abu al-Duhur din Guvernoratul Idlib, în urma retragerii forțelor armate siriene. Armata Națională Siriană, susținută de Turcia, lansează o ofensivă numită Operațiunea Zorii Libertății în nordul Guvernoratului Alep, cucerind orașul Tadef. Forțele Democratice Siriene (SDF) conduse de kurzi preiau controlul asupra orașelor cu majoritate șiită Nubbul și Al-Zahraa, după ce forțele guvernamentale siriene se retrag din orașe. Rebelii anunță o nouă ofensivă în Guvernoratul Hama prin care au capturat Morek, Kafr Zita, Qalaat al-Madiq și Al-Lataminah. Forțele rebele avansează pe o rază de 20 de kilometri de capitala regională Hama, cu ciocniri grele în desfășurare pe autostrada M5. Forțele pro-guvernamentale se retrag din oraș și din baza aeriană Hama către Guvernoratul Homs. Forțele SDF se ciocnesc cu armata națională siriană susținută de Turcia, lângă Tell Abyad, Guvernoratul Ar-Raqqa și în districtul Manbij, Guvernoratul Alep, în timp ce forțele proguvernamentale se retrag din regiune, lăsând un vid de putere.

### Decembrie
- 1 decembrie: Alegeri parlamentare în România. La alegerile parlamentare, Partidul Social Democrat câștigă 22,0% din voturi pentru Camera Deputaților și 22,3% din voturi pentru Senat, Alianța pentru Unirea Românilor 18,0% și 18,3%, Partidul Național Liberal 13,2% și 14,3%, Uniunea Salvați România 12,4% și 12,3%, S.O.S. România 7,4% și 7,8%, Partidul Oamenilor Tineri 6,5% și 6,4%, iar Uniunea Democrată Maghiară din România 6,3% și 6,4%. Prezența la vot este de 52,5%.
- 1 decembrie: Războiul Civil Sirian: Ofensiva din nord-vestul Siriei: Bătălia de la Alep: Atacul aerian al Spitalului Universitar din Alep: Douăsprezece persoane au murit și alte 23 sunt rănite în atacurile aeriene ale Rusiei asupra unui spital din Alep.
- 1 decembrie: Războiul Civil Sirian: Bătălia de la Alep: Militanții susținuți de Turcia spun că au capturat districtul Ramouseh din Alep, precum și orașul Safirah și orașul Khanasir din Guvernoratul Alep.
- 1 decembrie: Războiul Civil Sirian: Ofensiva din nord-vestul Siriei: Cel puțin nouă persoane au murit și cel puțin 62 de persoane sunt rănite în atacurile aeriene ruse asupra Idlib.
- 1 decembrie: Războiul Civil Sirian: Ofensiva din nord-vestul Siriei: Armata Națională Siriană spune că au capturat orașul Tell Rifaat și Baza Aeriană Menagh din Guvernoratul Alep.
- 2 decembrie: Războiul Civil Sirian: Ofensiva din nord-vestul Siriei: Operațiunea Zorii libertății: Populații semnificative de kurzi din Siria sunt strămutate din zona rurală din nordul Alepului, după ce facțiuni ale Armatei Naționale susținute de Turcia preiau controlul asupra teritoriilor controlate de kurzi.
- 3 decembrie: Războiul Civil Sirian: Ofensiva din nord-vestul Siriei: Ofensiva asupra orașului Hama: Forțele rebele au capturat orașul Suran, orașele Halfaya și Taybat al-Imam și satul Maardis din Guvernoratul Hama.
- 3 decembrie: Războiul Civil Sirian: Ofensiva din nord-vestul Siriei: Ofensiva Deir ez-Zor: Forțele Democratice Siriene (SDF) conduse de kurzi au capturat șapte sate și orașul Khasham din Guvernoratul Deir ez-Zor de la forțele proguvernamentale. Avioanele coaliției CJTF-OIR conduse de SUA lansează și atacuri aeriene împotriva forțelor guvernamentale siriene în sprijinul ofensivei SDF.
- 3 decembrie: Un tribunal din Ho Și Min, Vietnam, confirmă pedeapsa cu moartea pentru magnatul imobiliar Trương Mỹ Lan după ce Lan a fost găsită vinovată de deturnare de 12,5 miliarde de dolari prin intermediul Băncii Comerciale pe Acțiuni Sai Gon.
- 3 decembrie: Legea marțială sud-coreeană: În timpul unei adresări de urgență adresate națiunii, președintele sud-coreean Yoon Suk Yeol declară legea marțială pentru a înlătura presupusele „amenințări reprezentate de forțele comuniste nord-coreene și pentru a elimina elementele anti-statale”. Yoon spune că decizia de a declara legea marțială a fost luată pentru a „înlătura forțele nord-coreene” și pentru a proteja „ordinea constituțională liberală” a Coreei de Sud.
- 3 decembrie: Legea marțială sud-coreeană: Generalul armatei sud-coreene Park An-su este numit comandant al legii marțiale de Yoon Suk Yeol, Park anunțând că organizațiile media vor fi supuse controlului militar și că protestele vor fi interzise.

- 3 decembrie: Legea marțială sud-coreeană: Protestatarii se ciocnesc cu poliția în timp ce încearcă să atace clădirea Adunării Naționale din Seul.
- 3 decembrie: Legea marțială sud-coreeană: Sfidând declarația legii marțiale, care interzice activitățile politice, Adunarea Națională votează în unanimitate ordonarea lui Yoon Suk Yeol să ridice legea marțială. Soldații coreeni care păzeau clădirea Adunării Naționale se retrag în urma votului.
- 3 decembrie: Legea marțială sud-coreeană: Yoon Suk Yeol anunță că va ridica legea marțială pe care a declarat-o cu câteva ore mai devreme pe fondul opoziției ferme atât din partea opoziției, cât și a propriului său Partidul Puterea Populară.
- 4 decembrie: Războiul Civil Sirian: Ofensiva din nord-vestul Siriei: Ofensiva asupra orașului Hama: Rebelii au capturat orașul Al-Saan și satele Shaykh Hilal și Suruj din Guvernoratul Hama. Lupte grele sunt raportate în și în jurul orașului Hama, pe măsură ce forțele rebele intră în oraș și au capturat trei cartiere.
- 4 decembrie: Legea marțială sud-coreeană: Adunarea Națională începe procedura de demitere împotriva lui Yoon Suk Yeol ca răspuns la încercarea lui Yoon de a impune legea marțială în Coreea de Sud.
- 4 decembrie: Legea marțială sud-coreeană: Confederația Sindicatelor din Coreea și alte sindicate profesionale din Coreea de Sud anunță o grevă pe 5 și 6 decembrie ca răspuns la declarația surprinzătoare a legii marțiale a președintelui Yoon Suk Yeol de ieri, care a cerut demisia lui Yoon.
- 4 decembrie: Legea marțială sud-coreeană: Câștigul sud-coreean a coborât la cel mai mic nivel din ultimii doi ani după declararea legii marțiale a lui Yoon Suk Yeol de ieri. Mai multe ETF-uri de la Bursa din Coreea scad, de asemenea, la minimul de un an.
- 4 decembrie: Legea marțială sud-coreeană: Ambasadele străine din Seul își avertizează cetățenii să stea departe de demonstrațiile în masă, invocând posibilitatea violenței și a morții.
- 4 decembrie: Criza politică franceză din 2024: În Franța, guvernul Barnier se prăbușește după ce 331 din cei 577 de deputați au votat în favoarea unei moțiuni de cenzură, pentru prima dată din 1962 când guvernul s-a prăbușit în urma unei moțiuni de cenzură. Stânga îi cere ulterior președintelui Emmanuel Macron să demisioneze și să organizeze alegeri prezidențiale anticipate.

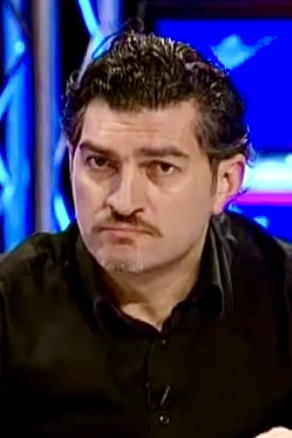
Mikheil Kavelashvili, noul președinte ales al Georgiei

- 4 decembrie: Protestele din Georgia din 2024: Liderul partidului Ahali, Nika Gvaramia, este arestat într-un raid al poliției în biroul său din Tbilisi, Georgia. Arestarea are loc în timp ce guvernul continuă să reprime opoziția ca răspuns la protestele împotriva întârzierii negocierilor de aderare la Uniunea Europeană. Peste 100 de demonstranți sunt, de asemenea, răniți în timpul confruntărilor cu poliția de la Tbilisi.

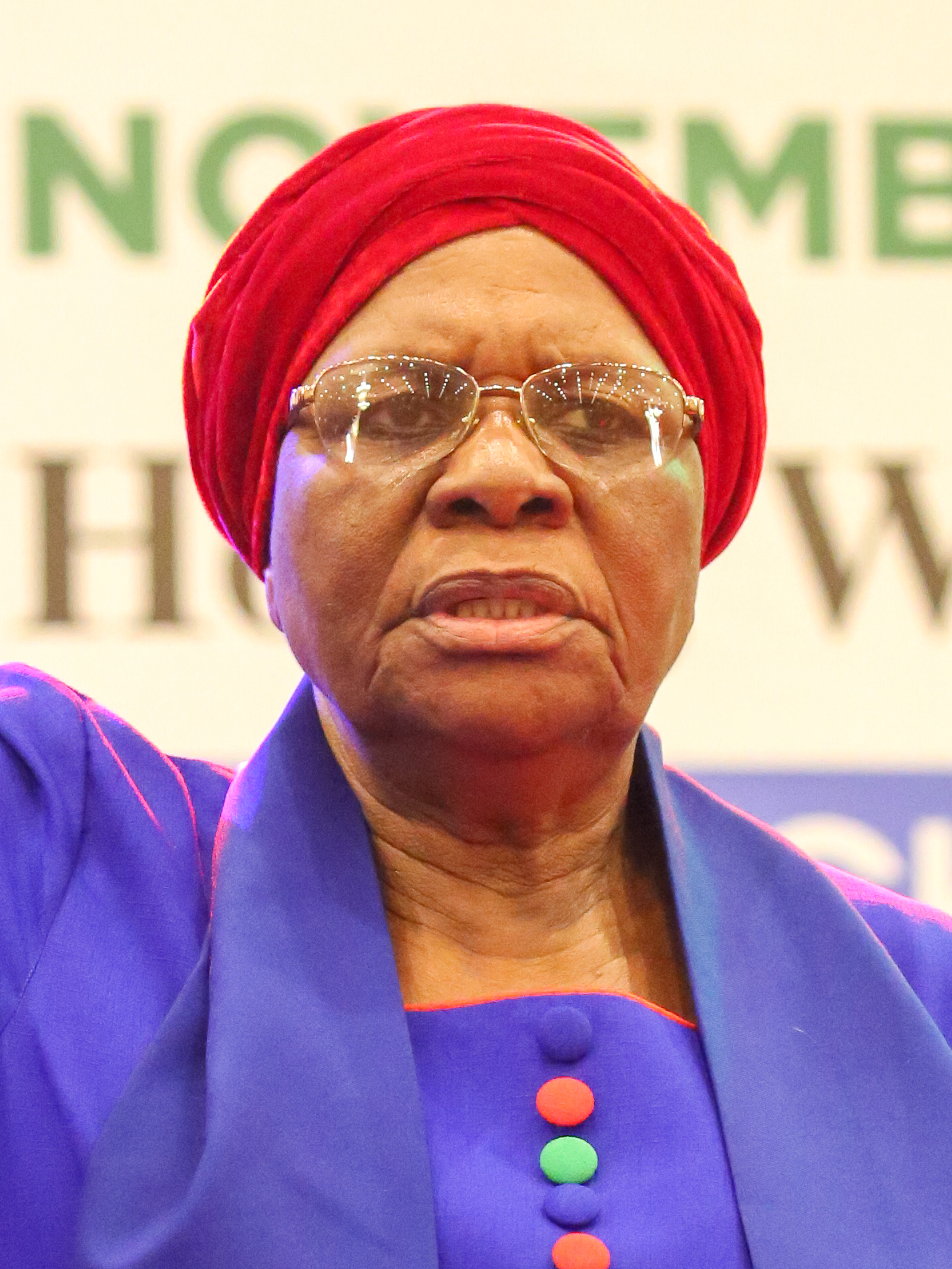
Netumbo Nandi-Ndaitwah, noul președinte al statului Namibia

- 4 decembrie: Alegerile generale din Namibia: Comisia Electorală din Namibia certifică rezultatele alegerilor generale, anunțând-o pe Netumbo Nandi-Ndaitwah din partidul de guvernământ SWAPO drept noul președinte, prima femeie președinte din istoria țării.
- 5 decembrie: Războiul Civil Sirian: Ofensiva din nord-vestul Siriei: Ofensiva asupra orașului Hama: Armata siriană spune că s-a retras din orașul Hama pentru a „proteja viața civililor” după ce forțele rebele au intrat în oraș. Forțele rebele încep ulterior să elibereze sute de prizonieri din închisoarea centrală din Hama. Un elicopter este doborât după ce a decolat de la Baza Aeriană Hama, în timp ce forțele proguvernamentale evacuează baza aeriană. Un alt elicopter care a decolat de la baza aeriană face o aterizare de urgență după ce a fost lovit. Baza aeriană este ulterior capturată complet de rebeli. Forțele rebele intră în orașul Salamiyah din Guvernoratul Hama după ce se pare că nu s-au confruntat cu rezistență. Rebelii au capturat orașul Qamhana și muntele Jabal Zayn al-Abidin din Guvernoratul Hama.
- 5 decembrie: Războiul Civil Sirian: Ofensiva din nord-vestul Siriei: Ofensiva asupra orașului Homs: Forțele rebele siriene captează și preiau vehicule militare și muniție dintr-o instalație a batalionului de inginerie militară siriană la periferia orașului al-Rastan din Guvernoratul Homs. Un avion rusesc lansează un atac aerian asupra podului Rastan peste râul Orontes, în încercarea de a împiedica înaintarea rebelilor asupra orașului Al-Rastan. Forțele rebele preiau controlul asupra orașului Talbiseh din guvernoratul Homs în timp ce avansează spre sud, spre Homs.
- 5 decembrie: Criza politică franceză din 2024: Michel Barnier a demisionat din funcția de prim-ministru al Franței în urma prăbușirii guvernului Barnier.
- 6 decembrie: Alegeri prezidențiale în România: Curtea Constituțională a României anulează rezultatele primului tur, pe fondul acuzațiilor de ingerință rusă după avansarea neașteptată a candidatului pro-rus Călin Georgescu în turul al doilea.[93][94]
- 6 decembrie: Războiul Civil Sirian: Ofensiva din nord-vestul Siriei: Ofensiva asupra orașului Homs: După ce au capturat orașul Talbiseh și orașul Al-Rastan, forțele rebele au capturat mai multe orașe și sate din zona rurală de nord a Guvernoratului Homs, ajungând în orașul Al-Dar al-Kabirah și apropiindu-se de periferia orașului Homs. Avioane de război rusești și siriene bombardează zonele controlate de rebeli din Guvernoratul Homs, ucigând cel puțin 20 de persoane.
- 6 decembrie: Războiul Civil Sirian: Ofensiva din sudul Siriei: Soldații armatei siriene din Divizia a 8-a blindată din Daraa trec în fața opoziției siriene, în timp ce rebelii lansează atacuri asupra punctelor de control proguvernamentale din Guvernoratul Daraa, preluând controlul mai multor orașe, inclusiv Inkhil, Ghabaghib și al-Jiza, precum și orașul Jasim. Rebelii pretind mai târziu controlul aproape total al guvernoratului. Rebelii preiau controlul deplin asupra orașului Daraa după ce au fost de acord să permită oficialilor Partidului Ba'ath să părăsească orașul cu trecere în siguranță către Damasc și, de asemenea, să preia controlul deplin asupra orașului Suwayda, în principal druz. Iordania își închide granița cu Siria după ce forțele rebele au capturat principalul punct de trecere a frontierei Nasib.
- 6 decembrie: Războiul Civil Sirian: Ofensiva Deir ez-Zor: Forțele Democratice Siriene conduse de kurzi preiau controlul asupra Deir ez-Zor și a aeroportului său în urma retragerii forțelor proguvernamentale. Milițiile irakiene se retrag din partea siriană a punctului de trecere al frontierei Al-Qa'im de la granița cu Irakul.
- 6 decembrie: Relațiile Rusia-Siria: Autoritățile ruse le spune cetățenilor săi să părăsească Siria cu zboruri comerciale cât mai pot, pe fondul progreselor rebele din țară.
- 6 decembrie: Implicarea Turciei în războiul civil sirian: Turcia îngheață bunurile fostului comandant decedat al lui Tahrir al-Sham, Abu Maria al-Qahtani, care a fost ucis în aprilie, pentru a se conforma politicilor Consiliului de Securitate al Națiunilor Unite.
- 6 decembrie: Liderul Tahrir al-Sham, Abu Mohammad al-Julani, spune că forțele sale nu își vor încheia campania militară până când președintele sirian Bashar al-Assad va fi înlăturat de la putere.
- 6 decembrie: Egiptul și Iordania îl îndeamnă pe Bashar al-Assad și familia sa să părăsească Siria, spunând că Assad nu mai poate opri ofensiva rebelilor.
- 6 decembrie: Ministerul indian al Afacerilor Externe îi sfătuiește pe cetățenii săi să părăsească Siria și să evite orice călătorie în țară pe termen nelimitat.
- 7 decembrie: Războiul Civil Sirian: Ofensivele opoziției siriene din 2024: Operațiunea Zorii libertății: Ofensiva Manbij: Forțele Armatei Naționale Siriene, susținute de Turcia, efectuează lovituri extinse cu drone și bombardamente de artilerie asupra satelor din apropierea pozițiilor Forțelor Democratice Siriene Kurde susținute de SUA din Manbij, Guvernoratul Alep.
- 7 decembrie: Războiul Civil Sirian: Ofensivele opoziției siriene din 2024: Căderea Damascului: Coaliția Comandamentului Operațiunilor Militare condusă de Tahrir al-Sham spune că o operațiune militară de capturare a Damascului este în curs de desfășurare, iar rebelii avansează în capitală pe mai multe fronturi. Forțele rebele au capturat orașele Al-Dumayr și Yabroud și orașul Sa'sa' din Guvernoratul Rif Dimashq, deoarece Ministerul sirian al Apărării neagă informațiile conform cărora trupele sale ar abandona pozițiile în zona rurală din Damasc. Oficialii sirieni de securitate și oficialii arabi spun că Prima Doamnă a Siriei Asma al-Assad a fugit cu cei trei copii ai săi în Rusia săptămâna trecută. Cu toate acestea, pe fondul unor rapoarte contradictorii, televiziunea de stat siriană spune că președintele Bashar al-Assad rămâne la Damasc. Reprezentantul special al Națiunilor Unite pentru Siria, Geir Otto Pedersen, solicită o „tranziție politică ordonată” de la guvernul sirian în colaps la opoziția siriană pentru a pune capăt conflictului. O statuie a fostului președinte sirian Hafez al-Assad a fost dărâmată în suburbia Damascului, Jaramana.
- 7 decembrie: Războiul Civil Sirian: Ofensiva din sudul Siriei: Forțele armate siriene anunță o retragere completă din Guvernoratele Daraa și Suwayda pentru a consolida Damascul. Forțele rebele capturează orașul Al-Sanamayn din Guvernoratul Daraa și, de asemenea, cuceresc orașul Quneitra.
- 7 decembrie: Războiul Civil Sirian: Ofensiva orașului Homs: Forțele rebele intră în orașul Homs, cucerind în cele din urmă orașul după ore de război urban pentru a-i înlătura pe loialiștii lui Assad. Rebelii au capturat și închisoarea centrală din Homs și eliberează aproximativ 3.500 de prizonieri.
- 7 decembrie: Războiul Civil Sirian: Ofensiva Deir ez-Zor: Potrivit autorităților irakiene, peste 1.000 de soldați sirieni care caută refugiu trec în Irak prin punctul de trecere al frontierei Al-Qa'im.
- 7 decembrie: Războiul Civil Sirian: Ofensiva Palmira: Armata Comando Revoluționară susținută de SUA preia controlul orașului Palmira din Guvernoratul Homs, în urma unor lupte grele cu forțele proguvernamentale. Rebelii au capturat și orașele Al-Sukhnah și Al-Qaryatayn din guvernoratul Homs.
- 7 decembrie: Războiul Civil Sirian: Armata siriană se retrage din orașele Al-Hasakah și Qamishli din Guvernoratul Al-Hasakah, transferând controlul asupra orașelor cu majoritate kurdă Forțelor Democratice Siriene.
- 7 decembrie: Războiul Civil Sirian: Intervenția iraniană în războiul civil sirian: Iranul începe să evacueze personalul militar, personalul diplomatic și civilii din Siria pe fondul avansurilor rebelilor.
- 7 decembrie: Războiul Civil Sirian: Refugiații din războiul civil sirian: Programul Alimentar Mondial al ONU raportează că reînnoirea conflictului din Siria este estimată să strămute aproximativ 1,5 milioane de sirieni.
- 7 decembrie: Catedrala Notre-Dame din Paris, Franța, se redeschide la cinci ani după ce un incendiu a afectat biserica.
- 7 decembrie: Legea marțială sud-coreeană: Un vot pentru demiterea președintelui sud-coreean Yoon Suk Yeol eșuează în Adunarea Națională din cauza boicotării votului de către membrii Partidului Puterea Poporului din al președintelui sud-coreean.
- 7 decembrie: Legea marțială sud-coreeană: Președintele Yoon Suk Yeol își cere scuze populației sud-coreene, promițând că nu va evita sancțiunile legale și nu va institui a doua oară legea marțială.

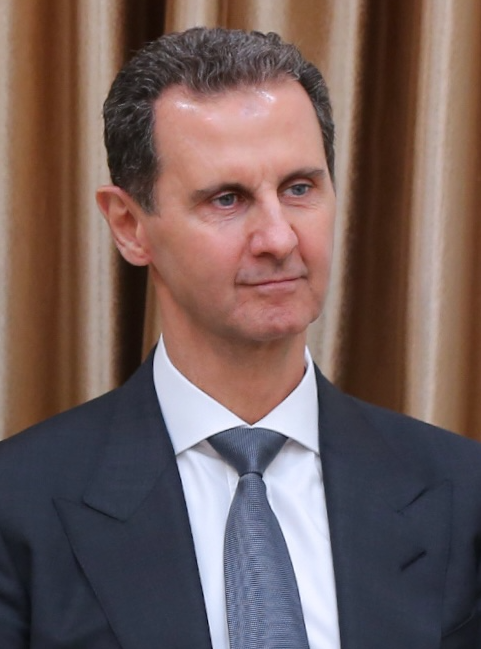
Președintele Bashar al-Assad este răsturnat de la putere în Siria

- 8 decembrie: Războiul Civil Sirian: Presa de stat rusă relatează că Bashar al-Assad se află la Moscova, Rusia, și că el și familia sa au primit azil politic de la guvernul rus.
- 8 decembrie: Războiul Civil Sirian: Ofensivele opoziției siriene din 2024: Căderea Damascului: Căderea regimului Assad: Președintele sirian Bashar al-Assad părăsește țara cu un zbor de la Aeroportul Internațional Damasc către o destinație necunoscută. Înalți oficiali guvernamentali sirieni sunt în discuții cu opoziția siriană și se pregătesc să dezerteze. Premierul sirian Mohammad Ghazi al-Jalali spune că nu părăsește Siria și că se va angaja la o tranziție pașnică a puterii către opoziția siriană. Al-Jalali solicită, de asemenea, forțelor rebele să nu deterioreze instituțiile statului din Damasc sau să nu facă rău civililor. Armata siriană spune că domnia lui Bashar al-Assad s-a încheiat și ordonă tuturor trupelor sale să depună armele și să înceteze lupta. Rebelii sirieni pun mâna pe televiziunea de stat și anunță națiunea că Bashar al-Assad a fost răsturnat și va fi format un nou guvern. Forțele rebele au ocupat Palatul Prezidențial, care este ulterior jefuit de oameni înarmați și de civili. Videoclipurile de pe rețelele de socializare par să arate oameni care jefuiesc dormitoarele din palat.
- 8 decembrie: Războiul Civil Sirian: Ofensivele opoziției siriene din 2024: Căderea Damascului: Comandamentul pentru Operațiuni Militare a rebelilor spune că forțele sale au intrat în Damasc și îl caută pe președintele sirian Bashar al-Assad, al cărui loc nu este cunoscut. În Barzeh sunt raportate focuri de armă puternice, în timp ce forțele rebele avansează spre centrul orașului. Locuitorii spun că este întrerupt curentul. Forțele rebele preiau controlul asupra închisorii Sednaya și încep să elibereze mii de prizonieri, inclusiv mulți prizonieri politici. Forțele antiguvernamentale spun că guvernul Assad a fost răsturnat, deoarece preluând controlul deplin asupra Damascului. Mii de locuitori din Damasc se adună în Piața Umayyad pentru a sărbători prăbușirea regimului Assad. Se pare că clădirea Ministerului Apărării sirian este abandonată. Un videoclip pe X (cunoscut anterior ca Twitter) arată sirieni dărâmând afișe ale fostului lider Hezbollah Hassan Nasrallah și ale fostului comandant al Corpului Gărzii Revoluției Islamice Qasem Soleimani la ambasada Iranului din Damasc. Mai multe statui ale fostului președinte sirian Hafez al-Assad sunt dărâmate prin Damasc, în semn de sărbătoare.
- 8 decembrie: Războiul Civil Sirian: Ofensivele opoziției siriene din 2024: Operațiunea Zorii libertății: Ofensiva Manbij: Surse de securitate turce susțin că 80% din pozițiile deținute de kurzi în Manbij au fost ocupate de Armata Națională Siriană susținută de Turcia. Ministrul turc de externe Hakan Fidan amenință cu „măsuri adecvate” împotriva grupărilor rebele aliniate Partidului Muncitorilor din Kurdistan și afirmă că Turcia nu le va permite niciodată să controleze nicio parte a Siriei sau a guvernului său.
- 8 decembrie: Războiul Civil Sirian: Ofensiva Deir ez-Zor: Forțele regimului sirian ar preda Deir ez-Zor forțelor de opoziție, potrivit Hay'at Tahrir al-Sham.
- 8 decembrie: Războiul Civil Sirian: Israel și războiul civil sirian, Relațiile Israel-Siria: Ciocnirile din Guvernoratul Quneitra: Tancurile și trupele israeliene intră în Guvernoratul Quneitra din Siria pentru a stabili o zonă tampon, marcând prima trecere de către Israel a liniei de încetare a focului în 50 de ani. Israelul a capturat partea siriană a Muntelui Hermon fără rezistență.
- 8 decembrie: Războiul Civil Sirian: Lovituri cu rachete în Siria: Forțele aeriene israeliene lansează lovituri aeriene direcționate asupra depozitelor de muniție și echipamente de la aeroportul militar Mezzeh și baza aeriană Khalkhalah din sudul Siriei. O lovitură israeliană a vizat Centrul de Cercetare Științifică din zona de securitate a Damascului, care supraveghează programele de arme chimice și rachete balistice. Prim-ministrul israelian Benjamin Netanyahu spune că Acordul de dezangajare dintre Israel și Siria din 1974 „s-a prăbușit” și a ordonat IDF să ocupe partea siriană a Înălțimilor Golan.
- 8 decembrie: Războiul Civil Sirian: Forțele turce bombardează poziții în zonele controlate de Forțele Democratice Siriene din Al-Hasakah.
- 8 decembrie: Războiul Civil Sirian: Opoziția siriană a preluat controlul asupra Manbij din zona rurală Alep și Jableh lângă baza aeriană rusă Khmeimim din Guvernoratul Latakia.
- 8 decembrie: Războiul Civil Sirian: Sirienii din străinătate sărbătoresc prăbușirea regimului Assad, mitinguri având loc în orașe din întreaga Europă.
- 8 decembrie: Războiul Civil Sirian: Intervenția SUA în războiul civil sirian: Război împotriva Statului Islamic: Statele Unite ale Americii lansează atacuri aeriene asupra țintelor ISIL din Siria după prăbușirea regimului Assad.
- 8 decembrie: Războiul Civil Sirian: Intervenția SUA în războiul civil sirian: Președintele american Joe Biden laudă sfârșitul regimului baasist din Siria și anunță că SUA vor sprijini Siria și vecinii săi în timpul tranziției politice a Siriei.
- 8 decembrie: Catedrala Notre-Dame din Paris, se redeschide și ține prima sa liturghie publică la cinci ani după ce un incendiu structural a deteriorat clădirea și i-a distrus turla. Președintele francez Emmanuel Macron ține ceremonia de deschidere alături de zeci de lideri mondiali.
- 8 decembrie: Un Ilyushin Il-76T al Air Siria dispare de pe radar lângă Homs, Siria, după ce a plecat de pe Aeroportul Internațional Damasc. Deși nu a fost confirmat, mass-media precum iNews.co.uk speculează că avionul îl transporta pe fostul președinte al Siriei, acum răsturnat, Bashar al-Assad, care fugea din țară din cauza căderii regimului său după ce opoziția siriană a capturat Damascul.
- 8 decembrie: Legea marțială sud-coreeană: Poliția națională sud-coreeană îl arestează pe fostul ministru al apărării naționale Kim Yong-hyun și îi percheziționează casa pentru presupusul rol pe care îl are de a-l ajuta pe președintele Yoon Suk Yeol să instituie legea marțială.

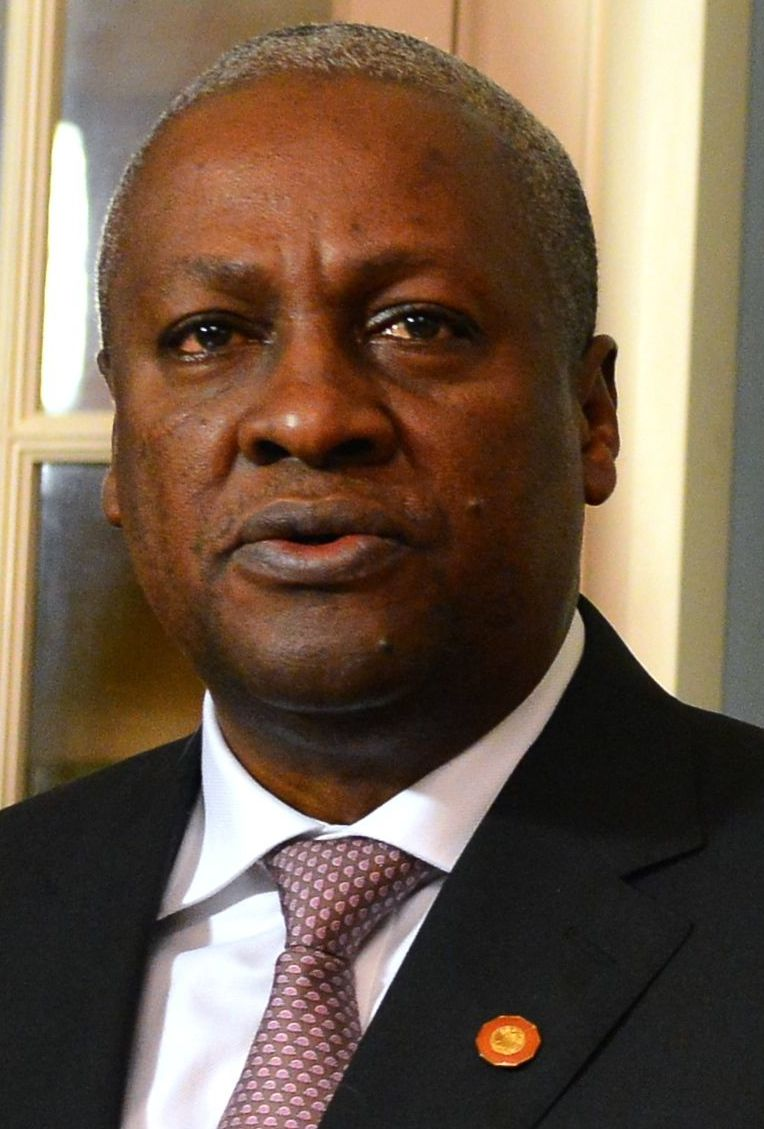
John Mahama, noul președinte ales al Republicii Ghana

- 8 decembrie: Alegerile generale din Ghana din 2024: Fostul președinte al Ghanei și candidat la Congresul Național Democrat, John Mahama, câștigă alegerile prezidențiale, în condițiile în care vicepreședintele în exercițiu, și candidatul Noului Partid Patriotic recunoaște înfrângerea.
- 8 decembrie: Alegeri prezidențiale în România, turul 2. Un al doilea tur trebuia să aibă loc pe această dată, deoarece niciun candidat nu a obținut majoritatea absolută în primul tur. Cu toate acestea, la 6 decembrie 2024, Curtea Constituțională a României a anulat rezultatele primului tur al alegerilor și a cerut reorganizarea procesului electoral în întregime.
- 9 decembrie: Războiul Civil Sirian: Ofensivele opoziției siriene din 2024: Căderea Damascului: Căderea regimului Assad: Generalul locotenent Ali Mahmoud, directorul de birou al lui Maher al-Assad și liderul mai multor campanii de război civil sirian, este găsit ucis în biroul său din zona rurală din Damasc.
- 9 decembrie: Războiul Civil Sirian: Ofensivele opoziției siriene din 2024: Căderea Damascului:  Organizația de apărare civilă White Helmets anunță că a eliberat peste 20.000 de deținuți din închisoarea Sednaya, iar alți peste 10.000 nu au fost găsiți. Ei raportează că există zone ale închisorii ascunse sub pământ pentru care nu au coduri de acces, dar pot vedea prizonierii pe camerele de securitate.
- 9 decembrie: Războiul Civil Sirian: Ofensivele opoziției siriene din 2024: Operațiunea Zorii libertății: Masacrul Al-Mustariha: Observatorul Sirian pentru Drepturile Omului raportează că o lovitură cu dronă turcă asupra unei familii de civili din satul Al-Mustariha din Guvernoratul Ar-Raqqa a ucis doisprezece membri ai familiei, dintre care majoritatea sunt femei și copii.
- 9 decembrie: Războiul Civil Sirian: Ofensivele opoziției siriene din 2024: Operațiunea Zorii libertății: Ofensiva Manbij: Luptele dintre armata națională siriană susținută de Turcia și forțele democratice siriene kurde din Manbij au ajuns la 50 de morți. Manbij este luat de opoziția siriană, Armata Națională Siriană.
- 9 decembrie: Războiul Civil Sirian: Israelul și războiul civil sirian: Invazia israeliană a Siriei din 2024: Ministrul israelian al Apărării, Israel Katz, ordonă Forțelor de Apărare Israeliene să ocupe rapid întreaga zonă tampon siriană și să stabilească o nouă zonă de securitate mai departe în sudul Siriei, fără orice infrastructură insurgenților și arme grele. Forțele Aeriene Israeliene lansează mai multe lovituri aeriene asupra orașului Daraa și, de asemenea, efectuează o serie de lovituri aeriene asupra bazelor Forțelor Aeriene Siriene, distrugând întreaga flotă de avioane de luptă MiG-29 a Forțelor Aeriene Siriene.
- 9 decembrie: Relațiile Austro-Siria, Relațiile Germania-Siria: Refugiații din războiul civil sirian: Austria și Germania îngheață toate cererile de azil noi și în curs de la sirieni și vor revizui cererile anterioare de azil după căderea regimului Assad.
- 9 decembrie: Procesul de pace sirian: Liderul opoziției siriane, Mohammed al-Bashir, este numit prim-ministru al guvernului de tranziție sirian.
- 9 decembrie: Legea marțială sud-coreeană: Oficiul de Investigare a Corupției din Coreea de Sud îi impune președintelui Yoon Suk Yeol o interdicție generală de călătorie pentru încercarea eșuată de a impune legea marțială săptămâna trecută.
- 10 decembrie: Războiul Civil Sirian: Ofensivele opoziției siriene din 2024: Operațiunea Zorii libertății: Ofensiva Manbij: Observatorul Sirian pentru Drepturile Omului (SOHR) raportează că facțiunile pro-turce au început operațiuni de răzbunare care implică uciderea pe bază de identitate a cel puțin trei civili kurzi în Manbij, Guvernoratul Alep, precum și incendierea și jefuirea caselor civile. Fracțiunile pro-turce impun un asediu asupra mai multor cartiere din Manbij, stârnind preocupări umanitare cu privire la potențiale masacre și răpiri. SOHR raportează că Brigăziile Zorii libertății, afiliate Armatei Siriene Libere, au executat pe teren zeci de soldați pro-kurzi răniți ai Consiliului Militar Manbij, care primiseră tratament în spital.
- 10 decembrie: Războiul Civil Sirian: Ofensiva Deir ez-Zor: Comandamentul Operațiunilor Militare spune că forțele sale au preluat controlul deplin asupra Deir ez-Zor după zile de ciocniri cu Forțele Democratice Siriene.
- 10 decembrie: Războiul Civil Sirian: Israelul și războiul civil sirian: Invazia israeliană a Siriei din 2024: Surse regionale de securitate raportează că trupele israeliene au ajuns în orașul Qatana din Guvernoratul Rif Dimashq, la 10 km în teritoriul sirian și la 25 km sud-vest de Damasc. Marina israeliană atacă și distruge cea mai mare parte a flotei marinei siriene aflată la ancora în portul Latakia, inclusiv bărci cu rachete din clasa Osa și dregătorii de mine. Qatar, Turcia, Egipt, Iran și Arabia Saudită condamnă acțiunile Israelului în Siria, iar trimisul special al Națiunilor Unite pentru Siria cere Israelului să-și oprească mișcările militare și bombardamentele în interiorul Siriei.
- 10 decembrie: Războiul Civil Sirian: Insurgența din Estul Siriei: Statul Islamic execută sumar 54 de soldați ai armatei siriene capturați în apropiere de Al-Sukhnah, Guvernoratul Homs.
- 10 decembrie: Relațiile Elveția-Siria, Refugiații din războiul civil sirian: Elveția suspendă toate cererile de azil noi și în curs și anunță că își vor revizui politica de azil după căderea regimului Assad.
- 11 decembrie: Războiul Civil Sirian: Ofensivele opoziției siriene din 2024: Căderea Damascului: Căderea regimului Assad: Bărbați înarmați fac un raid și incendiază mormântul lui Hafez al-Assad și atacă alte morminte din regiunea alawită Al Qardahah.
- 11 decembrie: Războiul Civil Sirian: Observatorul Sirian pentru Drepturile Omului îndeamnă conducerea militară a Siriei să prevină revoltele sectare, jafurile și atacurile asupra civililor din grupurile armate, care au loc în special în regiunile de coastă ale Siriei.
- 11 decembrie: Războiul Civil Sirian: Biroul Federal de Externe al Germaniei anunță un ajutor umanitar suplimentar de 8 milioane euro (8,4 milioane dolari) pentru Siria după căderea regimului Assad.
- 11 decembrie: Legea marțială sud-coreeană: O echipă specială de investigații efectuează un raid în biroul președintelui sud-coreean Yoon Suk Yeol, sediul Agenției Naționale de Poliție, sediul Agenției Metropolitane de Poliție din Seul și biroul serviciului de securitate al Adunării Naționale, ca parte a unei investigații privind încercarea eșuată a lui Yoon de a impune legea marțială săptămâna trecută. Fostul ministru al Apărării Naționale Kim Yong-hyun, care se presupune că îl ajuta pe președintele Yoon Suk Yeol să impună legea marțială, încearcă să se sinucidă în timp ce se afla în arest.
- 12 decembrie: Războiul Civil Sirian: Israelul și războiul civil sirian: Invazia israeliană a Siriei din 2024: Locuitorii sirieni din Hader, Hamidiya și Umm Batna din Guvernoratul Quneitra sunt strămutați din casele lor după ce forțele militare israeliene au intrat cu vehicule militare, și cu trupele care au intrat în Umm Batna și cercetează întreaga sa zonă.
- 10 decembrie: Războiul Civil Sirian: Ofensivele opoziției siriene din 2024: Operațiunea Zorii libertății: Ofensiva Kobani: Forțele militare turce și luptătorii din forța pro-turcă Zorii libertății lansează un atac „violent” cu tancuri și drone asupra barajului Tishrin care traversează Eufratul, despre care Observatorul Sirian pentru Drepturile Omului avertizează că ar putea declanșa o defecțiune a barajului și o criză umanitară gravă.
- 12 decembrie: Războiul Civil Sirian: Ofensivele opoziției siriene din 2024: Operațiunea Zorii libertății: Ofensiva Manbij: Fracțiunile pro-turce sunt filmate executând zeci de prizonieri predați din Consiliul militar pro-kurd Manbij și Forțele Democratice Siriene. Protestele la scară largă izbucnesc la Manbij împotriva crimelor din răzbunare și crimelor împotriva civililor regionali.
- 12 decembrie: Războiul Civil Sirian: Căderea regimului Assad: Se raportează că cel puțin șase civili au fost uciși de focuri de armă în timp ce sărbătoreau căderea regimului Assad.
- 12 decembrie: Războiul Civil Sirian: Procesul de pace sirian: Guvernul de tranziție sirian anunță că constituția și parlamentul vor fi suspendate în perioada de tranziție de trei luni.
- 12 decembrie: Războiul Civil Sirian: Intervenția Rusiei în războiul civil sirian: Imaginile din satelit și datele MarineTraffic confirmă că Marina Rusă și-a abandonat baza navală Tartus din orașul-port Tartus. Cinci nave de război rusești rămân în regim de reținere în Marea Mediterană de Est, în afara razăi de acțiune a artileriei rebele și a dronelor.
- 12 decembrie: Președintele ales al Statelor Unite, Donald Trump, este desemnat de revista Time Persoana Anului.
- 14 decembrie: Alegerile prezidențiale din Georgia: Mikheil Kavelashvili, din partea Partidului Puterii Poporului, câștigă alegerile.
- 17 decembrie : Capitala Vanuatu, Port Vila, suferă daune extinse după un cutremur de magnitudine 7,3. Cel puțin 16 persoane sunt ucise.
- 19 decembrie: Procesul pentru violul Mazan: Curtea de Justiție din Avignon, Franța, îl găsește pe Dominique Pelicot vinovat de violul agravat al fostei sale soții, Gisèle Pelicot, și îi impune pedeapsa maximă de 20 de ani de închisoare.
- 20 decembrie : Cinci persoane sunt ucise și alte 205 sunt rănite după ce o mașină a fost condusă într-o mulțime la un târg de Crăciun din Magdeburg, Germania.
- 21 decembrie : Cel puțin 41 de persoane mor și alte șapte sunt rănite după o coliziune între mai multe vehicule pe autostrada BR-116 în Teófilo Otoni, Minas Gerais, Brazilia. Acesta este cel mai mortal accident de trafic de pe autostrăzile federale din Brazilia din 2007, când au început să fie monitorizate statisticile.
- 24 decembrie: Parker Solar Probe doboară recordul anterior din 2018 pentru cel mai apropiat obiect artificial de Soare cu 6,1 milioane de kilometri (3,8 milioane de mile), devenind astfel cel mai apropiat și primul obiect creat de om care ajunge să „atingă” Soarele.
- 25 decembrie: Zborul 8243 al Azerbaijan Airlines, Embraer ERJ-190AR, se prăbușește în Kazahstan. 29 dintre cele 67 de persoane aflate la bord supraviețuiesc accidentului.

## Decese

### Ianuarie
- 1 ianuarie: Mario Boljat, fotbalist croat (Hajduk Split, Schalke 04) (n. 1951)
- 1 ianuarie: Chang Chih-chia, jucător taiwanez profesionist de baseball (n. 1980)
- 1 ianuarie: Mickey Cottrell, publicist american de film, actor (n. 1944)
- 1 ianuarie: Marcia Garbey, atletă cubaneză, finalistă al Jocurilor Olimpice de vară din 1968 și 1972 (n. 1949)
- 1 ianuarie: J. Russell George, avocat american (n. 1963)
- 1 ianuarie: André Hissink, veteran de război olandez (n. 1919)
- 1 ianuarie: Peter Magubane, fotograf sud-african (n. 1932)
- 1 ianuarie: Ved Prakash Nanda, academician indian (n. 1934)
- 1 ianuarie: Lawrence Sydney Nicasio, duhovnic din Belize, episcop romano-catolic (n. 1956)
- 1 ianuarie: Jack O'Connell, autor american de ficțiune polițistă noir și romane de ficțiune speculativă (n. 1959)
- 1 ianuarie: Hartmut Ritzerfeld, pictor german (n. 1950)
- 1 ianuarie: Iwona Śledzińska-Katarasińska, politiciană poloneză, membră al Seimului polonez (1991–2023) (n. 1941)
- 1 ianuarie: Hans Sleeswijk, marinar olandez, participant la Jocurile Olimpice de vară din 1960 (n. 1935)
- 1 ianuarie: Riad al-Turk, politician sirian (n. 1930)
- 1 ianuarie: Niklaus Wirth, informatician elvețian, inventator al limbajului de programare Pascal (n. 1934)
- 1 ianuarie: Sidney M. Wolfe, medic american (n. 1937)
- 1 ianuarie: Michele Zolla, politician italian, membru al Camerei Deputaților din Italia (1972–1992) (n. 1932)
- 2 ianuarie: Brian Lumley, scriitor englez de literatură de groază (n. 1937)
- 2 ianuarie: Daniel Revenu, scrimer francez, medaliat cu aur la Jocurile Olimpice de vară din 1968 (cu echipa) (n. 1942)
- 2 ianuarie: Michael Schwartz, administrator academic american, președinte al Universității de Stat Kent și al Universității de Stat din Cleveland (n. 1937)
- 2 ianuarie: Rafael Valle, jucător profesionist de baschet portorican, participant la Jocurile Olimpice de vară din 1960 (n. 1938)
- 2 ianuarie: Zvi Zamir, general israelian, fost director Mossad (n. 1925)
- 3 ianuarie: Karsten Knolle, om politic german, membru al Parlamentului European (1999–2004) (n. 1939)
- 3 ianuarie: Tawl Ross, muzician american (n. 1948)
- 4 ianuarie: Glynis Johns, actriță, dansatoare, muziciană și cântăreață britanică (n. 1923)
- 5 ianuarie: Mário Zagallo, antrenor și jucător de fotbal brazilian cu origini libaneze și italiene (n. 1931)
- 6 ianuarie: Dinu Cernescu, regizor român de teatru (n. 1935)
- 6 ianuarie: Sabetai Unguru, istoric israelian al matematicii, evreu originar din România (n. 1931)
- 7 ianuarie: Franz Beckenbauer, antrenor, manager și fost jucător de fotbal german (n. 1945)
- 8 ianuarie: Carl-Erik Asplund, patinator de viteză suedez (n. 1923)
- 8 ianuarie: Wissam A-Tawil,  terorist libanez, un comandant superior în forța Radwan a organizației teroriste Hezbollah (n. 1970)
- 10 ianuarie: Terry Bisson, scriitor american de science-fiction & fantasy, cel mai cunoscut pentru povestirile sale (n. 1942)
- 10 ianuarie: Peter Crombie, actor american de film și televiziune (n. 1952)
- 10 ianuarie: Janusz Majewski, regizor de film, dramaturg, scriitor și scenarist polonez (n. 1931)
- 11 ianuarie: Iuri Solomin, actor și regizor rus (n. 1935)
- 13 ianuarie: András Csiky, actor român de etnie maghiară (n. 1930)
- 13 ianuarie: Stephen Laybutt, fotbalist australian (n. 1977)
- 14 ianuarie: Lakshmi Persaud, scriitoare britanică din Trinidad-Tobago (n. 1939)
- 15 ianuarie: William O'Connell, actor american (n. 1929)
- 17 ianuarie: Don Ihde, filozof american al științei și tehnologiei adept al curentului post-fenomenologic (n. 1934)
- 18 ianuarie: Donald Adamson, scriitor, istoric, biograf și traducător britanic specializat în literatura franceză (n. 1939)
- 20 ianuarie: Choe Thae-bok, politician din Coreea de Nord (n. 1930)
- 20 ianuarie: Norman Jewison, regizor, producător de film și actor canadian, fondator al Centrului Canadian de Film (n. 1926)
- 20 ianuarie: John Tomlinson, Baron Tomlinson, politician britanic, membru al Parlamentului European (1984–1999) (n. 1939)
- 21 ianuarie: Vlad Ciobanu, sculptor român (n. 1948)
- 22 ianuarie: Arno Allan Penzias, fizician american, laureat al Premiului Nobel pentru Fizică (1978) (n. 1933)
- 22 ianuarie: Luigi Riva, jucător italian de fotbal, campion european (1968) (n. 1944)
- 23 ianuarie: Frank Farian, compozitor și muzician german (n. 1941)
- 24 ianuarie: N. Scott Momaday, scriitor american (n. 1934)
- 26 ianuarie: Iosif Lereter, fotbalist român (n. 1933)
- 27 ianuarie: Aurel Dumitrescu, boxer român, campion european în 1969 (n. 1949)
- 29 ianuarie: Sandra Milo, actriță italiană (n. 1933)
- 29 ianuarie: Hind Rajab, fetiță palestiniană de șase ani din cartierul Tel Al-Hawa din orașul Gaza, ucisă de armata israeliană, după ce a fost singura supraviețuitoare a unui foc de tanc israelian asupra vehiculului în care fugise cu șase rude. (n. 2017/2018)
- 30 ianuarie: György Barkó, actor român și maghiar (n. 1931)
- 30 ianuarie: Jandira Martini, actriță braziliană (n. 1945)

### Februarie
- 1 februarie: Carl Weathers, actor american (Rocky, Predator) și fost jucător de fotbal american (n. 1948)
- 2 februarie: Christopher Priest, romancier englez (n. 1943)
- 2 februarie: John Walker, programator de calculatoare, autor și co-fondator al companiei de computer-aided design Autodesk (n. 1950)
- 3 februarie: Prințul Vittorio Emanuele di Savoia, membru al Casei regale italiene, fiu al regelui Umberto al II-lea (n. 1937)
- 4 februarie: Hage Geingob, politician namibian, Președinte al Namibiei (2015–2024), Prim-ministru al Namibiei (1990–2002, 2012–2015) (n. 1941)
- 6 februarie: Moni Bordeianu, cântăreț și compozitor român de muzică rock (n. 1948)
- 6 februarie: Gheorghe Iamandi, fotbalist român (n. 1957)
- 6 februarie: Seiji Ozawa, dirijor și muzician japonez (n. 1935)
- 6 februarie: Sebastián Piñera, politician chilian, președinte al statului Chile (2010–2014, 2018–2022) (n. 1949)
- 8 februarie: Theodor Vasilescu, coregraf, expert în dansul românesc  (n. 1932)
- 9 februarie: Damo Suzuki, muzician japonez (n. 1950)
- 11 februarie: Mihai Amihalachioaie, acordeonist și dirijor moldovean (n. 1961)
- 14 februarie: John Onoje, activist politic din Republica Moldova (n. 1959)
- 16 februarie: Dmitri Markov, jurnalist și fotograf rus (n. 1982)
- 16 februarie: Aleksei Navalnîi, politician de opoziție din Rusia, disident (n. 1976)
- 17 februarie: Johan Galtung, sociolog norvegian (n. 1930)
- 17 februarie: Cătălin Dumitru Toma,  politician român (n. 1977)
- 19 februarie: Prințesa Ira von Fürstenberg, actriță și designer de modă italiană (n. 1940)
- 20 februarie: Erik Bergkvist, om politic suedez, membru al Parlamentul European (2019–2024) (n. 1965)
- 20 februarie: Andreas Brehme, jucător și antrenor german de fotbal, campion mondial (1990) (n. 1960)
- 20 februarie: Vasile Dîba, caiacist român, campion olimpic (1976) (n. 1954)
- 20 februarie: Vitalij Kuprij, compozitor și muzician ucrainean (n. 1974)
- 20 februarie: Olga Murray, juristă născută în România (n. 1925)
- 20 februarie: Rudolf Valla, antrenor ceh de hochei (n. 1963)
- 21 februarie: Roger Guillemin, om de știință francez, laureat al Premiului Nobel pentru fiziologie sau medicină (1977) (n. 1924)
- 22 februarie: Artur Jorge, fotbalist și antrenor portughez (n. 1946)
- 23 februarie: Irene Camber, scrimeră italiană, campioană olimpică (1952), campioană mondială (1953, 1957 cu echipa) (n. 1926)
- 23 februarie: Wilson Fittipaldi Júnior, pilot brazilian de Formula 1 (n. 1943)
- 23 februarie: Jackie Loughery, actriță americană (n. 1930)
- 23 februarie: Mioara Roman, scriitoare, jurnalistă, traducătoare și profesoară de limbă și civilizație arabă (n. 1940)
- 24 februarie: Brian Stableford, scriitor britanic de romane științifico-fantastice (n. 1948)
- 25 februarie: Alex Ștefănescu, critic și istoric literar român (n. 1947)
- 28 februarie: Achim Müller, om de știință german care și-a desfășurat activitatea de cercetare împreună cu grupul său la Facultatea de Chimie a Universității din Bielefeld (n. 1938)
- 28 februarie: Nikolai Rîjkov, politician rus, Prim-ministrul Uniunii Sovietice (1985–1991) (n. 1929)

### Martie
- 1 martie: Akira Toriyama, mangaka cu renume mondial pentru crearea seriei Dragon Ball, începută în 1984 (n. 1955)
- 2 martie: Dinu Săraru, director de teatru, dramaturg, eseist, publicist, romancier și scriitor român (n. 1932)
- 2 martie: Nikola Vuljanić, politician croat, membru al Parlamentului European (2013–2014) (n. 1949)
- 5 martie: Andrei Mihalache,  lăutar, acordeonist virtuoz și solist vocal din România, de etnie romă (n. 1944)
- 7 martie: Son Myung-soon, Prima Doamnă a Coreei de Sud din 1993 până în 1998 (n. 1929)
- 8 martie: Serghei Diomidov, gimnast artistic ce a reprezentat Uniunea Republicilor Sovietice Socialiste, medaliat olimpic (n. 1943)
- 8 martie: Herbert Kroemer, fizician german, laureat al Premiului Nobel pentru Fizică (2000) (n. 1928)
- 9 martie: Gerhard Dietrich, gimnast artistic german (n. 1942)
- 12 martie: Akio Ōkubo, traducător japonez de literatură italiană și de literatură franceză (n. 1927)
- 13 martie: Jacques Donnay, politician francez, membru al Parlamentului European (1994–1999) (n. 1925)
- 13 martie: Patriarhul Neofit al Bulgariei, patriarh al Bulgariei (2013–2024) (n. 1945)
- 13 martie: István Szilágyi, scriitor maghiar din Transilvania (n. 1938)
- 14 martie: Lamara Cekonia, soprană georgiană (n. 1930)
- 16 martie: Carmen Hanganu, soprană și profesoară de operă română stabilită în Germania (n. 1934)
- 16 martie: Emil Moise-Szalla, pictor român  (n. 1933)
- 17 martie: Adina Cezar, coregrafă română (n. 1941)
- 18 martie: Daniel Barbu, scriitor și politician român, ministrul culturii (2012-2013) (n. 1957)
- 18 martie: Jimmy Hastings, muzician scoțian (n. 1938)
- 18 martie: Thomas P. Stafford, general-locotenent al United States Air Force, fost pilot de încercare și astronaut NASA (n. 1930)
- 19 martie: M. Emmet Walsh, actor american (n. 1935)
- 20 martie: Dumitru Macri, fotbalist și antrenor român (n. 1931)
- 20 martie: Teodor Marius Spînu, politician român, membru al Partidului Democrat Liberal (n. 1965)
- 20 martie: Vernor Vinge, scriitor de science fiction (Foc în adânc, Adâncurile cerului, La Capătul curcubeului) (n. 1944)
- 23 martie: Nicolae Manolescu, critic și istoric literar român (n. 1939)
- 23 martie: Emilian Nuțu, sculptor român, membru al Uniunii Artiștilor Plastici din România (n. 1951)
- 23 martie: Maurizio Pollini, pianist și dirijor italian (n. 1942)
- 25 martie: Gheorghe Cimpoieș, agronom moldovean, specialist în horticultură și viticultură. membru corespondent al Academiei de Științe a Moldovei (n. 1950)
- 26 martie: Gisela Birkemeyer,  atletă germană (n. 1931)
- 26 martie: George Nicolescu, muzician român (n. 1950)
- 26 martie: Anna Stark-Stănișel, handbalistă română de origine germană, multiplă campioană mondială cu echipele României în 7 și 11 jucătoare (n. 1935)
- 27 martie: Daniel Kahneman, psiholog israelian, laureat al Premiului Nobel pentru economie (2002) (n. 1934)
- 28 martie: Horațiu Giurgiu, jucător român de baschet, ulterior antrenor (n. 1938)
- 29 martie: Nicolae Dinculeanu, matematician american de origine română, membru de onoare al Academiei Române (n. 1925)
- 29 martie: Louis Gossett, Jr., actor american (n. 1936)
- 29 martie: Gergely Makkai, deputat român în legislatura 2000-2004, ales în județul Mureș pe listele partidului UDMR (n. 1952)
- 30 martie: Fred Gamble, pilot american de Formula 1 (n. 1932)
- 30 martie: Géza Tordy, actor maghiar (n. 1938)

### Aprilie
- 1 aprilie: Sami Michael, scriitor israelian de limba ebraică, evreu originar din Irak (n. 1926)
- 2 aprilie: John Barth, eseist, nuvelist, scriitor și pedagog american (n. 1930)
- 2 aprilie: Veljko Bulajić, regizor de film muntenegreano-croat (n. 1928)
- 2 aprilie: Doros Christodoulidis, cardiolog și politician cipriot, membru al Parlamentului European (2004) (n. 1946)
- 3 aprilie: Tănase Tănase, antrenor emerit de volei (n. 1925)
- 4 aprilie: Lynne Reid Banks, scriitoare britanică de cărți pentru copii și adulți (n. 1929)
- 4 aprilie: Bruce Kessler, pilot de curse auto american care a evoluat în Campionatul Mondial de Formula 1 în sezonul 1958 (n. 1936)
- 8 aprilie: Peter Higgs, fizician teoretic englez, laureat al Premiului Nobel pentru fizică (2013) (n. 1929)
- 8 aprilie: Christiane Scrivener, politiciană franceză, membru al Parlamentului European (1979–1989) (n. 1925)
- 8 aprilie: Ilie Șerbănescu, economist român, ministrul reformei (1997–1998) (n. 1942)
- 9 aprilie: Alexandru Simionovici, deputat român (1992-1996) (n. 1944)
- 10 aprilie: Marian Costea, jucător român de hochei pe gheață (n. 1952)
- 10 aprilie: O. J. Simpson, actor (Un polițist cu explozie întârziată) și jucător de fotbal american (n. 1947)
- 11 aprilie: Francisc-Septimiu Krausz, deputat român din legislatura 1990-1992, ales în județul Hunedoara pe listele partidului FSN  (n. 1938)
- 11 aprilie: Gheorghe Tinca, politician român, ministru al apărării (1994–1998) (n. 1941)
- 11 aprilie: Cornel Udrea, umorist, jurnalist, dramaturg român (n. 1947)
- 11 aprilie: Shigeharu Ueki, fotbalist japonez (n. 1954)
- 12 aprilie: Roberto Cavalli, creator de modă și inventator italian (n. 1940)
- 12 aprilie: Olga Fikotová-Connolly, atletă americană originară din Cehoslovacia care a concurat în proba de aruncare a discului (n. 1932)
- 12 aprilie: Lucy Rimmer, vocalistă și cântăreață britanică, membră al bandului The Fall (n. ?)
- 13 aprilie: Constantin Cojocaru, actor român de teatru și de film (n. 1945)
- 13 aprilie: David Hedgley, informatician și matematician american, care a avut contribuții majore în domeniul graficii computerizate (n. 1937)
- 14 aprilie: Doru-Viorel Ursu, politician român și avocat, ministru de Interne al României (1990–1991) (n. 1953)
- 15 aprilie: Constantin Corduneanu, luptător olimpic român (1992, 1996) (n. 1969)
- 15 aprilie: Reita, cântăreț japonez, basistul bandului The Gazette (n. 1982)
- 16 aprilie: Josep Maria Terricabras i Nogueras, filozof, academic și om politic catalan, membru al Parlamentului European (2014–2024) (n. 1946)
- 19 aprilie: Daniel Dennett, filozof american (n. 1942)
- 19 aprilie: Naomy, cântăreață și compozitoare română (n. 1977)
- 20 aprilie: Octavian Vintilă, scrimer român specializat pe sabie și comentator sportiv (n. 1938)
- 22 aprilie: Hana Brejchová, actriță de film cehă (n. 1946)
- 23 aprilie: Ecaterina Oproiu, publicistă, biograf, critic de film, dramaturg, magistrată, realizatoare de filme documentare română (n. 1929)
- 26 aprilie: Nicolae Iliescu (scriitor), scriitor și publicist român (n. 1956)
- 27 aprilie: Cristian Topan, caricaturist, ilustrator de carte și creator de afișe român (n. 1963)
- 29 aprilie: Sérgio Ribeiro, om politic portughez, membru al Parlamentului European (2004–2009) (n. 1935)
- 29 aprilie: Fernando Suárez González, om politic spaniol, membru al Parlamentului European (1986–1994) (n. 1933)
- 30 aprilie: Paul Auster, eseist, poet, prozator, scenarist și traducător american, de origine evreu (n. 1947)

### Mai
- 1 mai: Richard Tandy, muzician englez (n. 1948)
- 5 mai: César Luis Menotti, fotbalist și antrenor argentinian de fotbal (n. 1938)
- 6 mai: Susanna Kubelka, scriitoare austriacă (n. 1942)
- 6 mai: Petia Stavreva, politiciană bulgară, membră al Parlamentului European (2007–2009) (n. 1977)
- 8 mai: Oleg Gudîmo, general de securitate și om politic din Transnistria (n. 1944)
- 9 mai: Roger Corman, producător și regizor american de filme (n. 1926)
- 10 mai: Mary Banotti, politiciană irlandeză, membră al Parlamentului European (1984–2004) (n. 1939)
- 11 mai: Vladimir Iastrebceak, om politic din Transnistria, ministru al afacerilor externe al autoproclamatei Republici Moldovenești Nistrene (n. 1979)
- 13 mai: Alice Munro, scriitoare canadiană, laureată al Premiului Nobel pentru literatură (2013) (n. 1931)
- 16 mai: Dabney Coleman, actor de film american, laureat al Premiului Emmy (1987), laureat al Premiului Globul de Aur (1987) (n. 1932)
- 17 mai: Gordon Bell, inginer electotehnist și manager american (n. 1934)
- 17 mai: Peter Weber (sportiv), gimnast german (n. 1938)
- 19 mai: Ebrahim Raisi, politician iranian, jurist, președinte al Iranului (2021–2024) (n. 1960)
- 20 mai: Karl-Heinz Schnellinger, jucător de fotbal german (n. 1939)
- 21 mai: Daniel Olteanu, politician român care, în perioada 17 aprilie 2021-22 martie 2022, a ocupat funcția de președinte al partidului ALDE, ales în urma Congresului (n. 1968)
- 22 mai: Costel Constantin, actor român (n. 1942)
- 22 mai: Marie-Françoise Garaud, om politic francez, (1999-2004) (n. 1934)
- 24 mai: Doug Ingle, cântăreț american (n. 1945)
- 24 mai: David Walker, pilot australian de Formula 1 (n. 1941)
- 27 mai: Ștefan Birtalan, handbalist român (Steaua București, Minaur Baia Mare), antrenor și personalitate sportivă, medaliat olimpic cu argint (1976) (n. 1948)
- 29 mai: Arjen Teeuwissen, sportiv neerlandez (n. 1971)
- 30 mai: Carl A. Trocki, istoric australian (n. 1940)

### Iunie
- 1 iunie: Philippe Leroy, actor francez (n. 1930)
- 3 iunie: Jürgen Moltmann, teolog german (n. 1926)
- 4 iunie: Neluță Neagu (Ion Stăncioiu), interpret de muzică lăutărească (n. 1962)
- 5 iunie: Sándor András, scriitor, istoric literar și poet maghiar, profesor universitar (n. 1934)
- 5 iunie: Alexandrina Cernov, critic și istoric literar, profesor la Universitatea din Cernăuți, membru de onoare al Academiei Române (din 1992) (n. 1943)
- 5 iunie: Baruch Tercatin, scriitor și istoric israelian (n. 1928)
- 7 iunie: William Anders, ofițer al Forțelelor Aeriene ale Statelor Unite ale Americii, inginer, om de afaceri și astronaut NASA (n. 1933)
- 7 iunie: Mircea Carp, ziarist român (n. 1923)
- 9 iunie: Lynn Conway, specialistă americană în domeniul calculatoarelor, electrotehnicii și activistă pentru drepturile persoanelor transgen (n. 1938)
- 9 iunie: Haruya Sumiya, eseist și critic literar japonez, cunoscut în principal ca traducător de literatură română (n. 1931)
- 11 iunie: Françoise Hardy, cântăreață și actriță franceză (n. 1944)
- 11 iunie: Tony Lo Bianco, actor american de filme și televiziune (n. 1936)
- 12 iunie: Josep Pons Grau, om politic spaniol, deputat, membru al Parlamentului European (1986–1999) (n. 1948)
- 12 iunie: Jerry West, jucător și antrenor american de baschet (n. 1938)
- 14 iunie: Constantin Stoiciu, scriitor, jurnalist, editor, scenarist și regizor român (n. 1939)
- 15 iunie: Frederik Willockx, om politic belgian, membru al Parlamentului European (1994–1999) (n. 1947)
- 18 iunie: Anouk Aimée, actriță franceză (n. 1932)
- 18 iunie: Nathaly Antona, politiciană franceză, membră al Parlamentului European (9–18 iunie 2024) (n. 1975)
- 18 iunie: Joan Brady, scriitoare de origine americană (n. 1939)
- 19 iunie: Ioan Es. Pop, poet și publicist român (n. 1958)
- 20 iunie: Donald Sutherland, actor canadian (Jocurile foamei) (n. 1935)
- 20 iunie: Ion Vianu, medic psihiatru și scriitor român (n. 1934)
- 21 iunie: Spiridon Vangheli, prozator, poet, traducător și editor din Republica Moldova (n. 1932)
- 27 iunie: Ágnes Ágai, scriitoare, poetă, traducătoare maghiară (n. 1932)
- 27 iunie: Martin Mull, actor, umorist și pictor american (n. 1943)
- 27 iunie: Landry N'Guémo, fotbalist camerunez (n. 1985)
- 28 iunie: Kostis Gontikas, om politic grec, membru al Parlamentului European (1981–1984) (n. 1934)
- 30 iunie: Ion V. Ionescu, celebru jucător și antrenor de fotbal român (n. 1936)
- 30 iunie: Ileana Stana-Ionescu, actriță română și om politic (n. 1936)
- 30 iunie: Arno Stern, cercetător și pedagog german, care a trăit în Franța (n. 1924)

### Iulie
- 1 iulie: Ismail Kadaré, scriitor albanez (n. 1936)
- 2 iulie: Ion Rițiu, actor român de teatru și film (n. 1950)
- 5 iulie: Yvonne Furneaux, actriță de film franco-britanică (n. 1926)
- 6 iulie: Teodor Zgureanu, dirijor și compozitor moldovean (n. 1939)
- 7 iulie: Haim Brézis, matematician francez de origine română (n. 1944)
- 9 iulie: Ana Šomlo, scriitoare și jurnalistă sârbă de origine evreiască (n. 1935)
- 9 iulie: Jerzy Stuhr, actor și regizor polonez (n. 1947)
- 10 iulie: Grig Bodea, alpinist român cu o activitate intensă în anii ʹ70-ʹ80, ai secolului XX (n. 1947)
- 10 iulie: Marian Velicu, boxer român (n. 1977)
- 11 iulie: Shelley Duvall, actriță americană de film, televiziune și voce (n. 1949)
- 12 iulie: Ruth Westheimer, terapeut sexual germano-american (n. 1928)
- 13 iulie: Shannen Doherty, actriță americană (n. 1971)
- 13 iulie: Arnold Schulz, voleibalist german (n. 1943)
- 13 iulie: Richard Simmons, actor american de film, televiziune, și voce (n. 1948)
- 15 iulie: Virgil Mihăilescu-Bîrliba, profesor universitar, arheolog și numismat al Antichității (n. 1937)
- 16 iulie: Dan Zamfirescu (scriitor), istoric literar și bizantinolog român (n. 1933)
- 17 iulie: Giancarlo Guardabassi, cântăreț și disc jockey italian (n. 1937)
- 17 iulie: Pavel Sirkes, scenarist, prozator, traducător, jurnalist și documentarist sovietic, moldovean și rus, evreu născut în Transnistria (n. 1932)
- 19 iulie: Richard Cottrell, om politic britanic, membru al Parlamentului European (1979–1989) (n. 1943)
- 19 iulie: Aldo Puglisi, actor italian (n. 1935)
- 19 iulie: Nguyễn Phú Trọng, politician vietnamez, secretar general al Partidului Comunist din Vietnam (2011–2024), președintele Vietnamului (2018–2021) (n. 1944)
- 19 iulie: Ray Reardon, jucător galez de snooker (n. 1932)
- 20 iulie: Demosten Ioniță, cleric ortodox de stil vechi din România, mitropolit al Bisericii Ortodoxe de Stil Vechi din România (2022–2024)  (n. 1927)
- 20 iulie: Moacir Rodrigues Santos, fotbalist brazilian (n. 1970)
- 20 iulie: Alexandru Ungureanu, geograf român, membru corespondent al Academiei Române (n. 1941)
- 21 iulie: Eugen Sârbu, violonist român (n. 1950)
- 22 iulie: Constantin Gruiescu, boxer român (n. 1945)
- 23 iulie: Mircea Grabovschi, handbalist român, campion mondial (1974), vicecampion olimpic (1976) (n. 1952)
- 25 iulie: Inés Ayala, politiciană spaniolă, membră al Parlamentului European (2004-2019) (n. 1957)
- 25 iulie: Mihai Caraman, general de Securitate român, director al Serviciului de Informații Externe (1990-1992) (n. 1928)
- 29 iulie: Józef Szmidt, atlet polonez (n. 1935)
- 31 iulie: Ismail Haniyeh, lider palestinian, Prim-ministru al Autorității Naționale Palestiniene (2006–2014) (n. 1962)
- 31 iulie: Constantin Ionescu, șahist român, maestru internațional și mare maestru în șah (n. 1958)

### August
- 2 august: Nicu Covaci, compozitor, cântăreț, chitarist, pictor și grafician român, fondator și lider al formației Phoenix (n. 1947)
- 3 august: Timotei Ursu, regizor român de film (n. 1939)
- 4 august: Charles Cyphers, actor american (n. 1939)
- 4 august: Valentin Ioviță, fotbalist român (n. 1984)
- 4 august: Tsung-Dao Lee, fizician american de origine chineză, laureat al Premiului Nobel (1957) (n. 1926)
- 4 august: Emanoil Savin, senator român (n. 1958)
- 5 august: Iurie Păsat, politician moldovean, deputat în Parlamentul Moldovei (din 2021) (n. 1972)
- 6 august: Vasile Bahnaru, filolog moldovean (n. 1949)
- 7 august: Pedro Marset Campos, om politic spaniol (n. 1941)
- 9 august: Dumitru Abrudan, teolog și profesor universitar român, militant pentru ecumenism (n. 1938)
- 10 august: Gabriel Adriányi, istoric germano-maghiar, profesor la Universitatea din Bonn între anii 1976-2000 (n. 1935)
- 10 august: Galina Zîbina, atletă sovietică (n. 1931)
- 14 august: Gena Rowlands, actriță americană (n. 1930)
- 17 august: Zhou Guangzhao, fizician chinez, membru de onoare al Academiei Române (n. 1929)
- 18 august: Alain Delon, actor și producător francez, sex simbol al anilor '60, '70 și '80 (n. 1935)
- 18 august: Franciszek Smuda, fotbalist și antrenor polonez (n. 1948)
- 19 august: Maria Branyas, centenară spaniolă născută în SUA (n. 1907)
- 19 august: Mike Lynch, antreprenor britanic în tehnologie (n. 1965)
- 21 august: John Amos,  actor american (n. 1939)
- 21 august: Dumitru-Mircea Buda, poet și critic literar român contemporan (n. 1982)
- 21 august: Primo Zamparini, boxer italian (n. 1939)
- 23 august: Predrag Matić, politician croat, membru al Parlamentului European (din 2019) (n. 1962)
- 23 august: Ottaviano Del Turco, om politic italian, membru al Parlamentului European (2004–2009) (n. 1944)
- 23 august: Abraham H. de Vries, scriitor sud-african, de limbă afrikaans (n. 1937)
- 24 august: Christoph Daum, antrenor și fotbalist german, selecționer al României (2016–2017) (n. 1953)
- 24 august: Christos Yannaras, filozof și teolog al Bisericii Greciei (n. 1935)
- 25 august: Michel Siffre, speolog francez, aventurier și om de știință (n. 1939)
- 26 august: Nabil Elaraby, politician egiptean, secretar general al Ligii Arabe (2011–2016) (n. 1935)
- 26 august: Sven-Göran Eriksson, antrenor suedez de fotbal (n. 1948)
- 26 august: Sid Eudy, wrestler american (n. 1960)
- 28 august: Irina Glibko, handbalistă ucraineană (Oltchim Râmnicu Vâlcea) (n. 1990)
- 29 august: Mihaela Peneș, atletă română, campioană olimpică (1964), vicecampioană olimpică (1968) (n. 1947)
- 30 august: Fatman Scoop, rapper american (n. 1971)
- 31 august: Corneliu Bîrsan, jurist român, profesor de drept civil, decan al Facultății de Drept a Universității București (1990-1998) (n. 1943)

### Septembrie
- 1 septembrie: Dan Voicilă, comentator radio de sport (n. 1939)
- 2 septembrie: Aleksandr Medved, luptător bielorus (n. 1937)
- 5 septembrie: Herbie Flowers, muzician englez (n. 1938)
- 6 septembrie: Paul Goldsmith, pilot de curse auto american (n. 1927)
- 6 septembrie: Sonia Iovan-Inovan, gimnastă română, medaliată cu bronz (1956, 1960) (n. 1935)
- 6 septembrie: Sérgio Mendes, muzician brazilian (n. 1941)
- 6 septembrie: Alan Rees, pilot britanic de Formula 1 (n. 1938)
- 7 septembrie: Ioan Moldovan, poet și eseist român, redactor șef al revistei „Familia” (n. 1952)
- 8 septembrie: Aleksandr Masleakov, prezentator de televiziune rus (n. 1941)
- 9 septembrie: James Earl Jones, actor american de teatru și film (n. 1931)
- 9 septembrie: Caterina Valente, cântăreață, dansatoare, actriță de film și interpretă de muzică ușoară și jazz de naționalitate italiană și cetățenie germană (n. 1931)
- 10 septembrie: Ioan Bâldea, deputat român în legislatura 2000-2004, ales în municipiul București pe listele partidului PRM (n. 1950)
- 10 septembrie: Jeffrey Titford, om politic britanic, membru al Parlamentului European (1999–2009) (n. 1933)
- 12 septembrie: Gheorghe I. Anghel, pictor și poet român (n. 1938)
- 12 septembrie: Gabriel Gonzalez, muzician american, membru al formației No Doubt (n. 1967)
- 15 septembrie: Tito Jackson, cântăreț și chitarist american (n. 1953)
- 15 septembrie: Elias Khoury, romancier, dramaturg și critic libanez (n. 1948)
- 15 septembrie: Gheorghe Mulțescu, fotbalist și antrenor de fotbal român (n. 1951)
- 15 septembrie: Valentin Samungi, handbalist român, medaliat cu bronz olimpic cu echipa la Jocurile Olimpice de vară din (1972) (n. 1942)
- 18 septembrie: Ursel Brunner,  înotătoare germană (n. 1941)
- 18 septembrie: Salvatore Schillaci, jucător italian de fotbal (n. 1964)
- 19 septembrie: Ioan Lazăr, critic de film român (n. 1947)
- 20 septembrie: Caius-Traian Dragomir, diplomat și om politic român (n. 1939)
- 22 septembrie: Fredric Jameson, critic literar american, filozof și teoretician politic marxist (n. 1934)
- 23 septembrie: Rupert Keegan, pilot britanic de Formula 1 (n. 1955)
- 25 septembrie: Iosif Hriplovici, fizician teoretician rus de origine evreiască, specializat în fizică nucleară și gravitațională, doctor în științe fizico-matematice, membru corespondent al Academiei de științe din Rusia   (n. 1937)
- 25 septembrie: Sever Mureșan, sportiv și om de afaceri român  (n. 1948)
- 26 septembrie: Michel Carrega, trăgător de tir ce a reprezentat Franța, medaliat olimpic (n. 1934)
- 27 septembrie: Hassan Nasrallah, cleric, om politic și comandant libanez, secretar general al mișcării islamiste șiite Hezbollah din Liban (1992–2024) (n. 1960)
- 27 septembrie: Maggie Smith, actriță britanică de teatru, film și televiziune, dublă laureată a premiului Oscar (1969, 1978) (n. 1934)
- 28 septembrie: Kris Kristofferson, cântăreț și actor american (Blade, Blade II, Blade: Trinity) (n. 1936)
- 28 septembrie: Alexandre do Nascimento, cardinal angolez, arhiepiscop emerit de Luanda (1986–2001) (n. 1925)
- 29 septembrie: Doumbi Fakoly, scriitor din Mali (n. 1944)
- 30 septembrie: Ken Page, actor american de film, televiziune și voce (n. 1954)

### Octombrie
- 2 octombrie: Rüdiger Henning, canotor german (n. 1943)
- 6 octombrie: Johan Neeskens, fotbalist olandez (n. 1951)
- 8 octombrie: Simona-Maya Teodoroiu, jurist și deputat român (2020-2024) (n. 1969)
- 9 octombrie: Ratan Tata,  industriaș și filantrop indian  (n. 1937)
- 12 octombrie: Oldřich Vlasák, om politic ceh, vice-președinte al Parlamentului European (2012–2014), membru al Parlamentului European (2004–2009) (n. 1955)
- 14 octombrie: Andrei Filotti, inginer hidroenergetician român, specialist în gospodărirea apelor (n. 1930)
- 15 octombrie: E. Allen Emerson, informatician american (n. 1954)
- 15 octombrie: Gabriela Melinescu, eseistă, poetă, scriitoare și traducătoare română, respectiv suedeză, originară din România (n. 1942)
- 16 octombrie: Liam Payne, cântăreț și compozitor englez, fost membru al formației anglo-irlandeze de băieți One Direction (n. 1993)
- 17 octombrie: Valeriu Pavel Dan, actor român (n. 1971)
- 17 octombrie: Andrew Schally, endocrinolog polono-american, laureat al Premiului Nobel pentru Medicină (1977) (n. 1926)
- 18 octombrie: Lyndon Harrison,  om politic britanic, membru al Parlamentului European în perioada 1989-1994 din partea Marii Britanii (n. 1947)
- 19 octombrie: Delia Budeanu, jurnalistă și prezentatoare română de televiziune (n. 1949)
- 20 octombrie: Fethullah Gülen, învățat, teolog islamic, gânditor, poet și scriitor prolific, predicator și autor turc (n. 1941)
- 22 octombrie: Bernd Bauchspieß, fotbalist german, medaliat olimpic (n. 1939)
- 22 octombrie: Annelie Ehrhardt, atletă germană (n. 1950)
- 23 octombrie: Leon Neil Cooper, fizician american, laureat al Premiului Nobel pentru fizică (1972) (n. 1930)
- 24 octombrie: Bogdan Simionescu, chimist român (n. 1948)
- 25 octombrie: John Sørensen, canoist danez (n. 1934)
- 26 octombrie: Roman Burțev, criminal și  pedofil rus (n. 1971)
- 27 octombrie: Paul Bailey, scriitor și critic literar britanic (n. 1937)
- 27 octombrie: Nicu Cojocaru, deputat român în legislatura 2000-2004 (n. 1951)
- 27 octombrie: Aureliu Goci, critic literar român (n. 1948)
- 28 octombrie: Renato Raffaele Martino, cardinal italian (n. 1932)
- 28 octombrie: Paul Morrissey, actor american (n. 1938)
- 29 octombrie: Teri Garr, actriță americană (n. 1944)
- 31 octombrie: Leonidas Karaiosifoglu, mărșăluitor român (n. 1944)

### Noiembrie
- 2 noiembrie: Jonathan Haze, actor american (n. 1929)
- 3 noiembrie: Quincy Jones, cântăreț, textier, compozitor, producător și aranjor american (n. 1933)
- 4 noiembrie: Kiki Håkansson, model suedeză, Miss World (1951) (n. 1929)
- 5 noiembrie: Nestor Rateș, jurnalist și scriitor român (n. 1933)
- 6 noiembrie: Madeleine Riffaud, poetă, jurnalistă și corespondentă de război franceză, membră a Rezistenței franceze (n. 1924)
- 6 noiembrie: Daniel Spoerri, artist plastic și scriitor elvețian (n. 1930)
- 6 noiembrie: Tony Todd, actor american, cunoscut în filmele (Destinație finală, Destinație finală 2, Destinație finală 3, Destinație finală 5) (n. 1954)
- 8 noiembrie: Geneviève Grad, actriță franceză (n. 1944)
- 8 noiembrie: Antônio de Orleans e Bragança, Prințul Imperial al Braziliei, Prințul Braziliei, Prințul de Orleans și Bragança (n. 1950)
- 9 noiembrie: Masao Arai, luptător japonez (n. 1949)
- 9 noiembrie: Ram Narayan, cântăreț indian (n. 1927)
- 9 noiembrie: Herbert Schnädelbach, filosof german (n. 1936)
- 11 noiembrie: Frank Auerbach, pictor britanic, de origine germană (n. 1931)
- 12 noiembrie: Thomas E. Kurtz, informatician american (n. 1928)
- 12 noiembrie: Silviu Prigoană, om de afaceri și politician român, membru al Camerei Deputaților din România (2008–2012) (n. 1963)
- 12 noiembrie: Song Jae-rim, actor și model sud-coreean (n. 1985)
- 14 noiembrie: Peter Sinfield, scriitor și artist englez, cunoscut ca autor al versurilor trupei King Crimson (n. 1943)
- 14 noiembrie: Igor Volke, ufolog estonian și cercetător al anomaliilor mediului (n. 1950)
- 14 noiembrie: Elena Caragiu, actriță și scriitoare de origine română, soția actorului Toma Caragiu (n. 1937)
- 15 noiembrie: Béla Károlyi,  antrenor român de etnie maghiară și american de gimnastică artistică (n. 1942)
- 15 noiembrie: István Nemere, romancier maghiar, esperantist și traducător (n. 1944)
- 15 noiembrie: Sönke Sönksen, călăreț german (n. 1938)
- 17 noiembrie: Muazzez İlmiye Çığ, arheoloagă și asirioloagă turcă specializată în studiul Civilizației Sumeriene (n. 1910)
- 20 noiembrie: Lucian Iancu, actor și regizor român de teatru și film (n. 1940)
- 20 noiembrie: John Prescott, om politic britanic, membru al Parlamentului European (1973–1979), vicepremier al Regatului Unit (1997-2007) (n. 1938)
- 22 noiembrie: Dumitru Popescu, om politic, jurnalist, prozator, poet și memorialist român (n. 1928)
- 23 noiembrie: Marius Bațu, cântăreț de folk român (n. 1959)
- 23 noiembrie: Gabriel Cotabiță, cântăreț român (n. 1955)
- 24 noiembrie: Helen Gallagher, actriță, dansatoare și cântăreață americană (n. 1926)
- 25 noiembrie: Earl Holliman, actor de TV și film american (n. 1928)
- 25 noiembrie: Gábor Kozsokár, jurist român (n. 1941)
- 26 noiembrie: Nicolae Popa, jurist român (n. 1939)
- 27 noiembrie: Maria Golopența-Alexandru, jucătoare de tenis de masă și antrenoare română (n. 1939)
- 28 noiembrie: Silvia Pinal, actriță mexicană (n. 1931)
- 29 noiembrie: Peter Westbrook, scrimer american (n. 1952)

### Decembrie
- 2 decembrie: Helmut Duckadam, fotbalist român (Steaua București) (n. 1959)
- 2 decembrie: Helmuth Frauendorfer, poet și jurnalist de limba germană originar din România (n. 1959)
- 3 decembrie: Ecaterina Oancia, canotoare română, campioană olimpică (1984) (n. 1954)
- 3 decembrie: Tan Howe Liang, halterofil singaporez (n. 1933)
- 4 decembrie: Prințesa Birgitta a Suediei, sora regelui Carl al XVI-lea Gustaf al Suediei (n. 1937)
- 4 decembrie: Hisham Kabbani, teolog mistic american de origine libaneză (n. 1945)
- 7 decembrie: Evgheni Aleinikov, trăgător de tir, medaliat olimpic cu bronz (2000) (n. 1967)
- 7 decembrie: Dumitru Margine, interpret de muzică populară românească (n. 1943)
- 8 decembrie: Zeno Fodor, critic de teatru, teatrolog și traducător român (n. 1934)
- 9 decembrie: Robert Sténuit, jurnalist, scriitor și scafandru-arheolog belgian (n. 1933)
- 9 decembrie: Dalton Trevisan, scriitor brazilian de povestiri scurte (n. 1925)
- 12 decembrie: Dan Grecu, gimnast român, medaliat olimpic cu bronz (1976) (n. 1950)
- 13 decembrie: Gheorghe Hioară, om politic din Republica Moldova, membru al Parlamentului Republicii Moldova (1990–1994) (n. 1948)
- 14 decembrie: Mircea Diaconu, actor și politician român, membru al Parlamentului European (2014–2019) (n. 1949)
- 16 decembrie: Anita Bryant, cântăreață americană (n. 1940)
- 18 decembrie: John Marsden, scriitor australian (n. 1950)
- 19 decembrie: Barry N. Malzberg, redactor și scriitor american (n. 1939)
- 19 decembrie: Federico Mayor Zaragoza, biochimist spaniol, membru de onoare al Academiei Române și al Academiei de Științe a Moldovei, membru al Parlamentului European (1987) (n. 1934)
- 19 decembrie: Robert Paul, patinator artistic canadian (n. 1937)
- 19 decembrie: Miet Smet, politiciană belgiană, membră al Parlamentului European (1999–2004) (n. 1943)
- 20 decembrie: Rey Misterio Sr., wrestler mexican (n. 1958)
- 20 decembrie: George Zebrowski, autor american și editor de științifico-fantastic (n. 1945)
- 21 decembrie: Valentin Chifor, critic literar, istoric literar și eseist român (n. 1939)
- 22 decembrie: Sorin Dumitrescu, pictor și grafician român (n. 1946)
- 23 decembrie: Teodoras Četrauskas, scriitor și traducător lituanian (n. 1944)
- 24 decembrie: Dési Bouterse, politician surinamez, președinte al statului Surinam (2010–2020) (n. 1945)
- 24 decembrie: Constantin Drumen, politician român, deputat (1996-2000) (n. 1950)
- 25 decembrie: Eric Hänni, judoca elvețian, medaliat olimpic (1968) (n. 1938)
- 25 decembrie: Bapsi Sidhwa, scriitoare pakistaneză (n. 1938)
- 26 decembrie: Manmohan Singh, om politic indian, prim ministru al Indiei (2004-2014) (n. 1932)
- 27 decembrie: Olivia Hussey, actriță de film britanică (n. 1951)
- 28 decembrie: Martin Karplus, chimist evreu-american, de origine austriacă, profesor (n. 1930)
- 29 decembrie: Jimmy Carter, politician american, al 39-lea președinte al Statelor Unite ale Americii (1977–1981), laureat al Premiului Nobel pentru pace (2002) (n. 1924)
- 30 decembrie: Pascal Lainé, academician, romancier și scriitor francez  (n. 1942)
- 30 decembrie: Fraser Stoddart, chimist britanic-american,  laureat al Premiului Nobel pentru Chimie (2016) (n. 1942)
- 31 decembrie: Angelo Amato, cardinal italian, fost prefect al Congregației pentru Cauzele Sfinților (2008-2018) (n. 1938)
- 31 decembrie: Witold Wit Jaworski, poet, publicist și eseist polonez (n. 1944)
- 31 decembrie: Arnold Rüütel, politician eston, de 2 ori președinte al Estoniei (1983–1992, 2001–2006) (n. 1928)

### Nedatate
- mai: Olimpiu Nodea, jucător și antrenor de handbal român (n. 1935)
- Dragan Stoianovici, logician, profesor la Universitatea din București și traducător a numeroase opere literare sau de specialitate în limba română (n. 1938)
- Ludovic Abiței, deputat român în legislatura 2000-2004, ales în județul Suceava pe listele partidului PRM (n. 1952)
- Aurel Cucu, deputat român în legislatura 2000-2004, ales în județul Dâmbovița pe listele partidului PSD (n. 1950)

### Galeria celor decedați în 2024

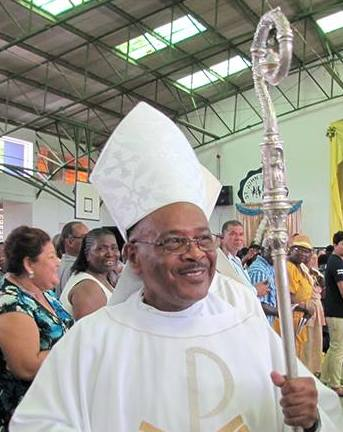
1 ianuarie: Lawrence Sydney Nicasio, duhovnic din Belize, episcop romano-catolic
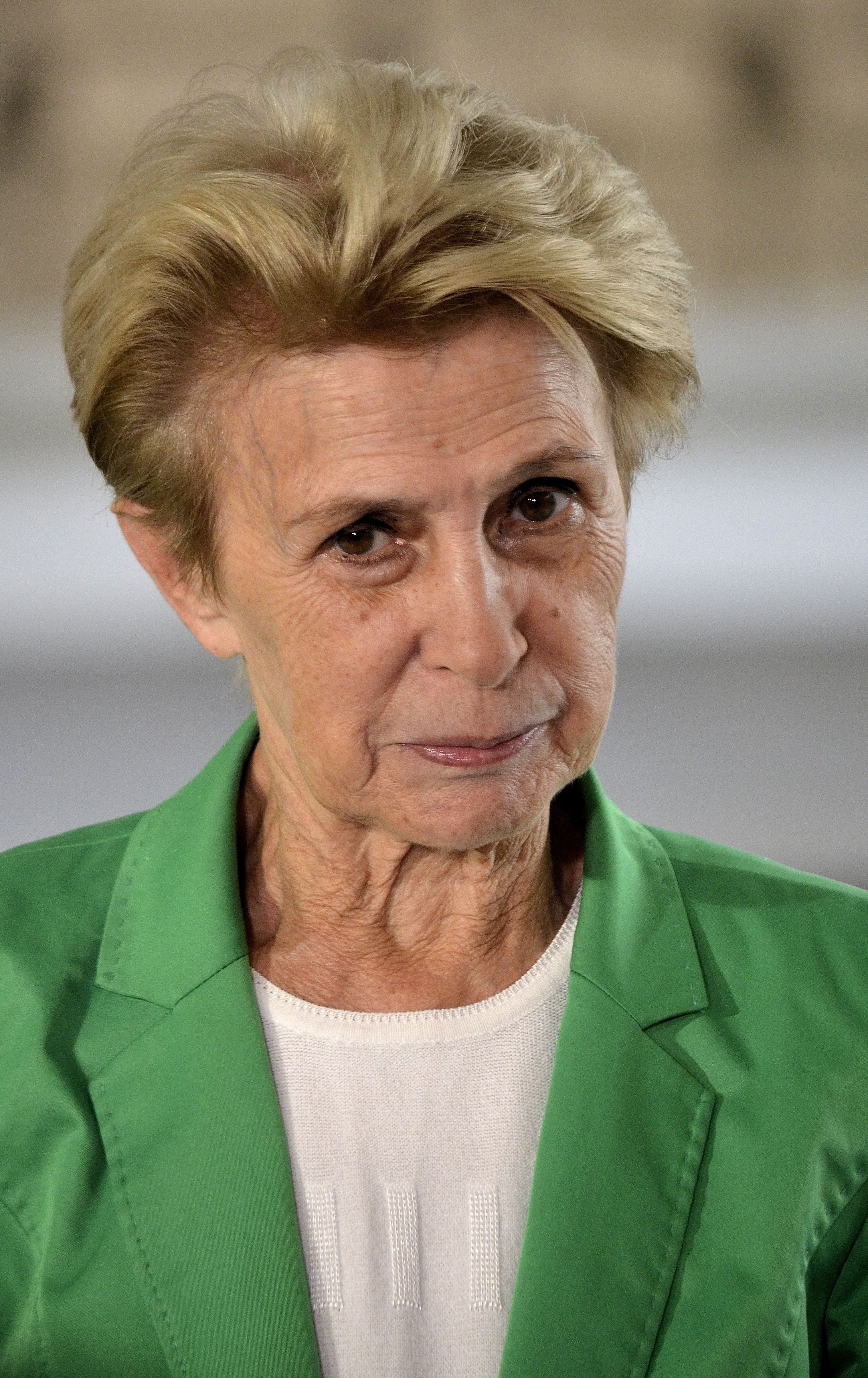
1 ianuarie: Iwona Śledzińska-Katarasińska, politiciană poloneză, membră a Seimului polonez
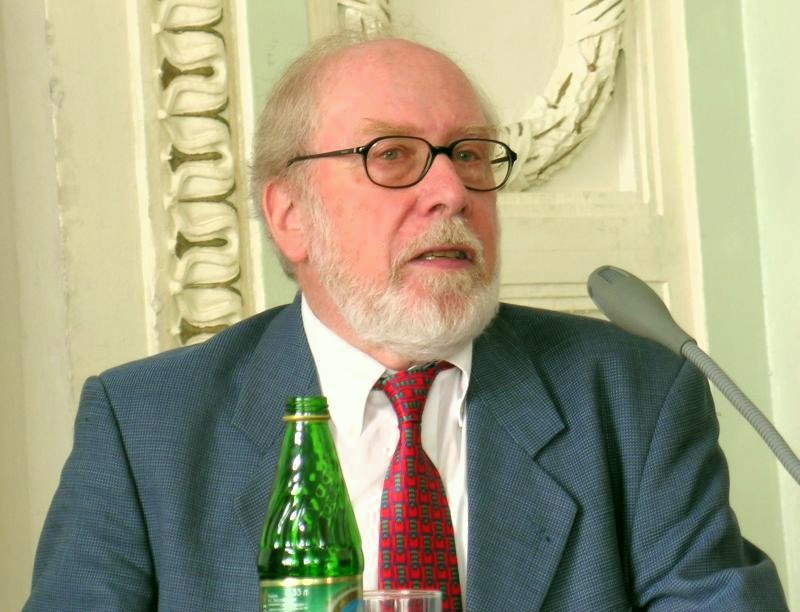
1 ianuarie: Niklaus Wirth, informatician elvețian, inventator al limbajului de programare Pascal
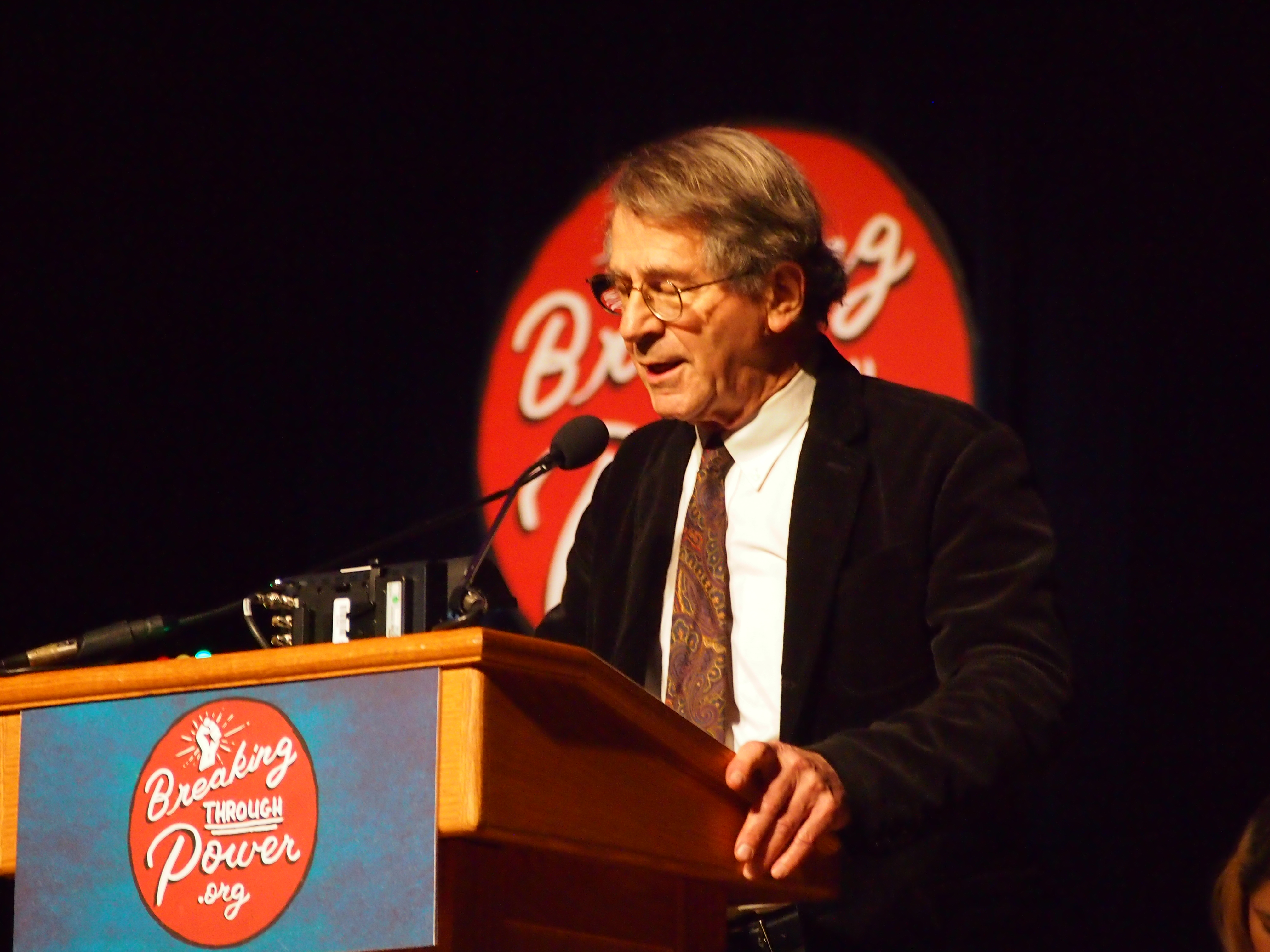
1 ianuarie: Sidney M. Wolfe, medic american
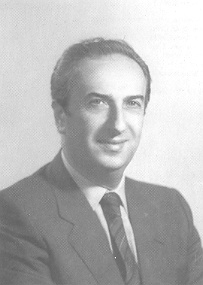
1 ianuarie: Michele Zolla, politician italian, membru al Camerei Deputaților din Italia
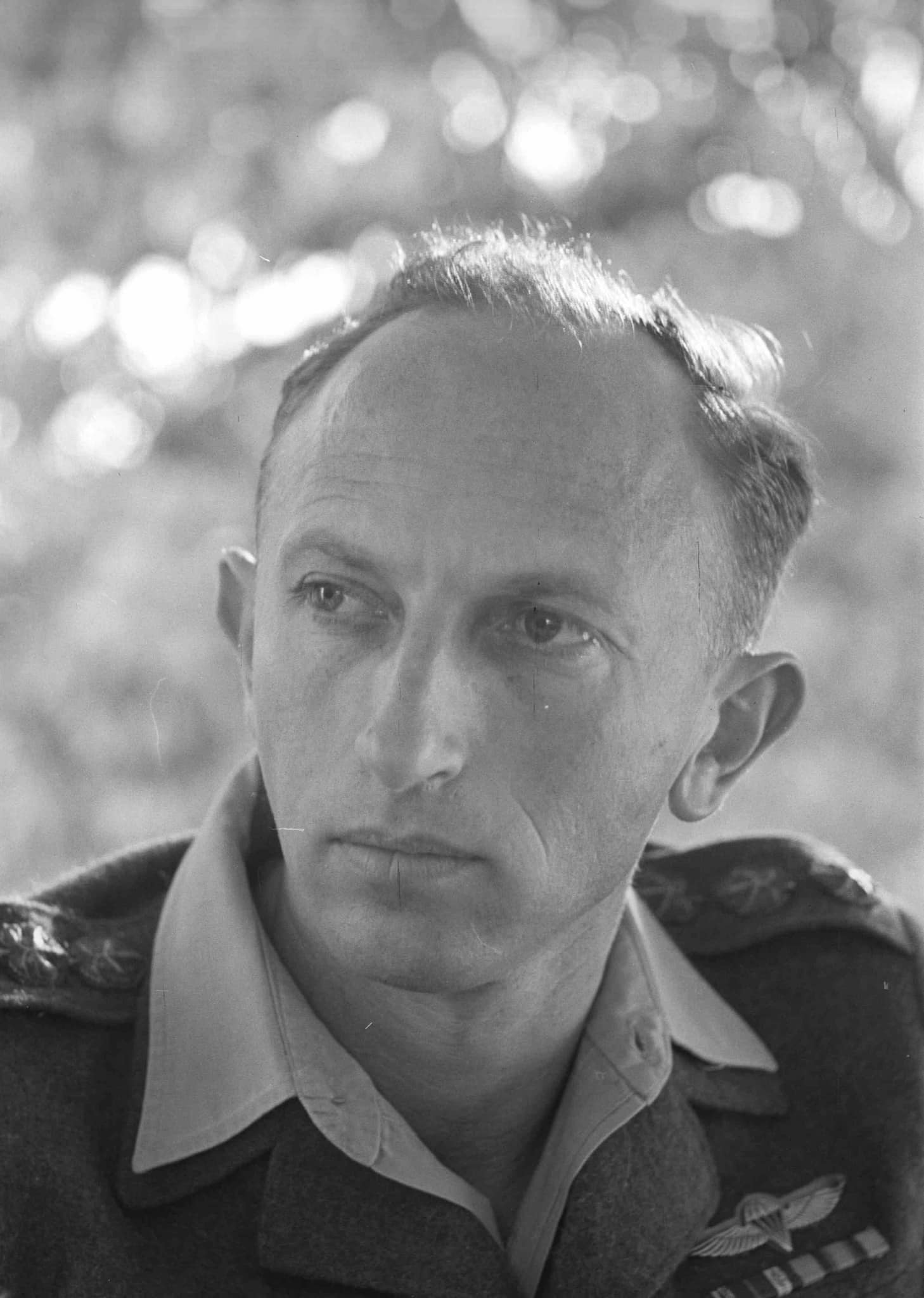
2 ianuarie: Zvi Zamir, general israelian, fost director Mossad
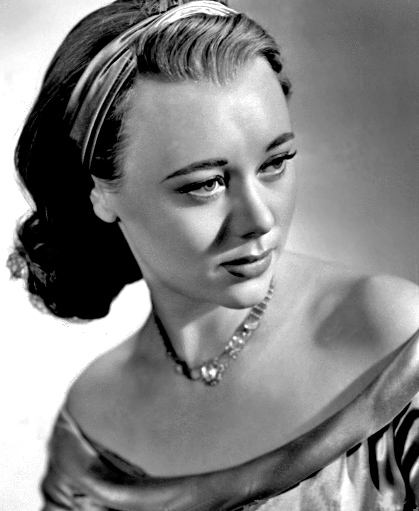
4 ianuarie: Glynis Johns, actriță, dansatoare, muziciană și cântăreață britanică
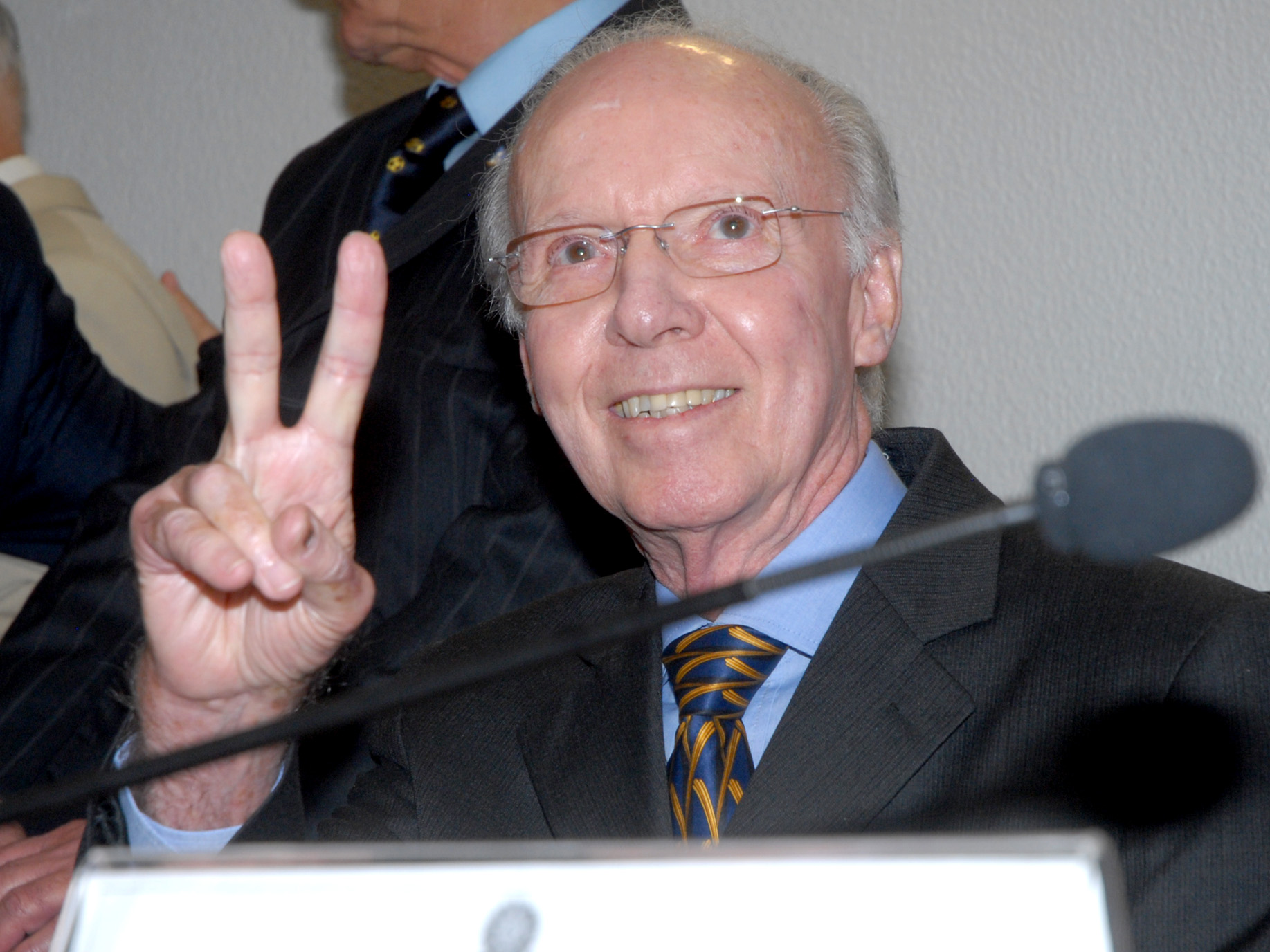
5 ianuarie: Mário Zagallo, antrenor și jucător de fotbal brazilian cu origini libaneze și italiene
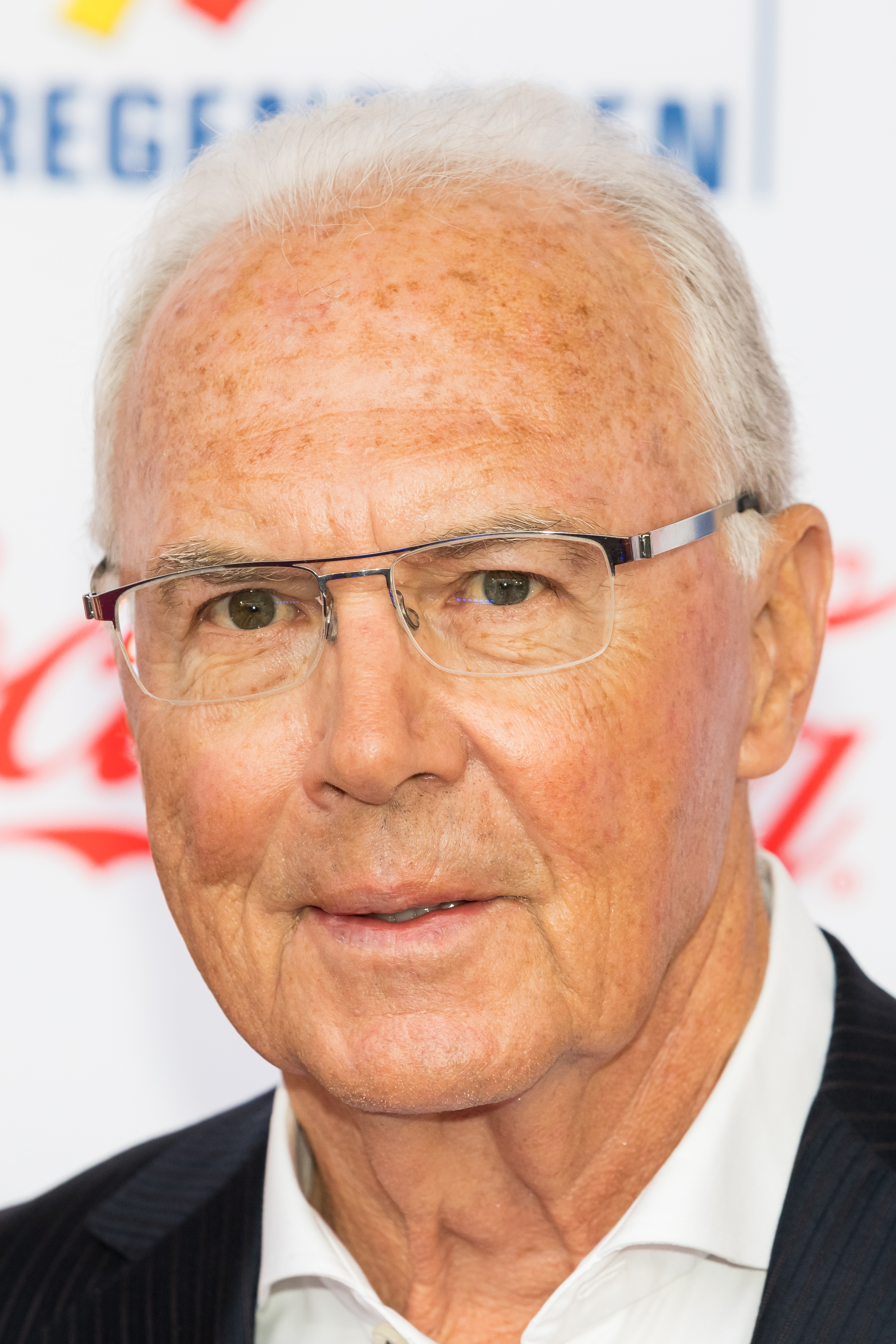
7 ianuarie: Franz Beckenbauer, antrenor, manager și fost jucător de fotbal german
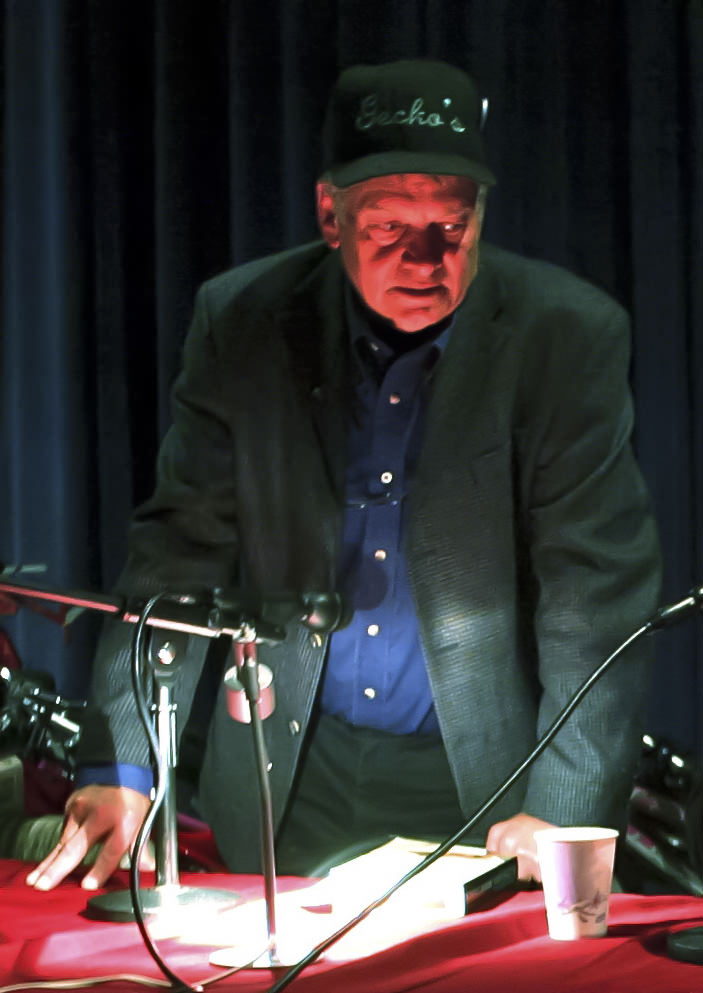
10 ianuarie: Terry Bisson, scriitor american de science-fiction & fantasy, cel mai cunoscut pentru povestirile sale
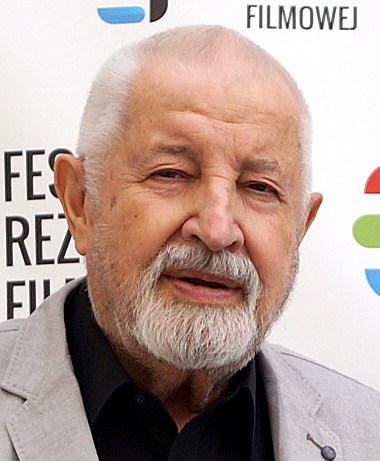
10 ianuarie: Janusz Majewski, regizor de film, dramaturg, scriitor și scenarist polonez
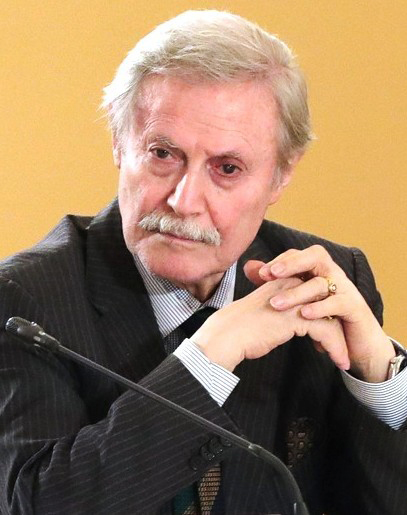
11 ianuarie: Iuri Solomin, actor și regizor rus
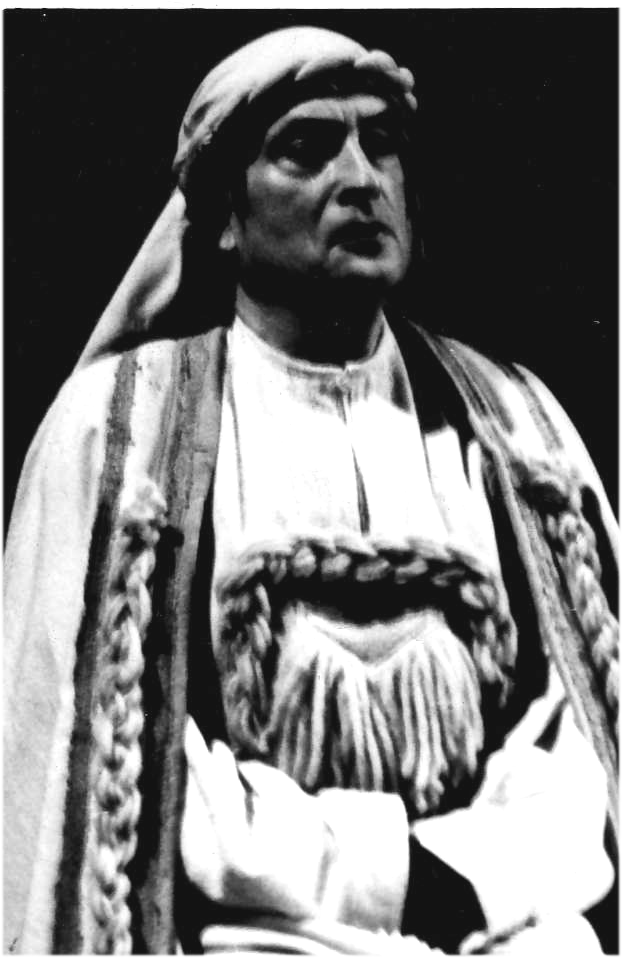
13 ianuarie: András Csiky, actor român de etnie maghiară
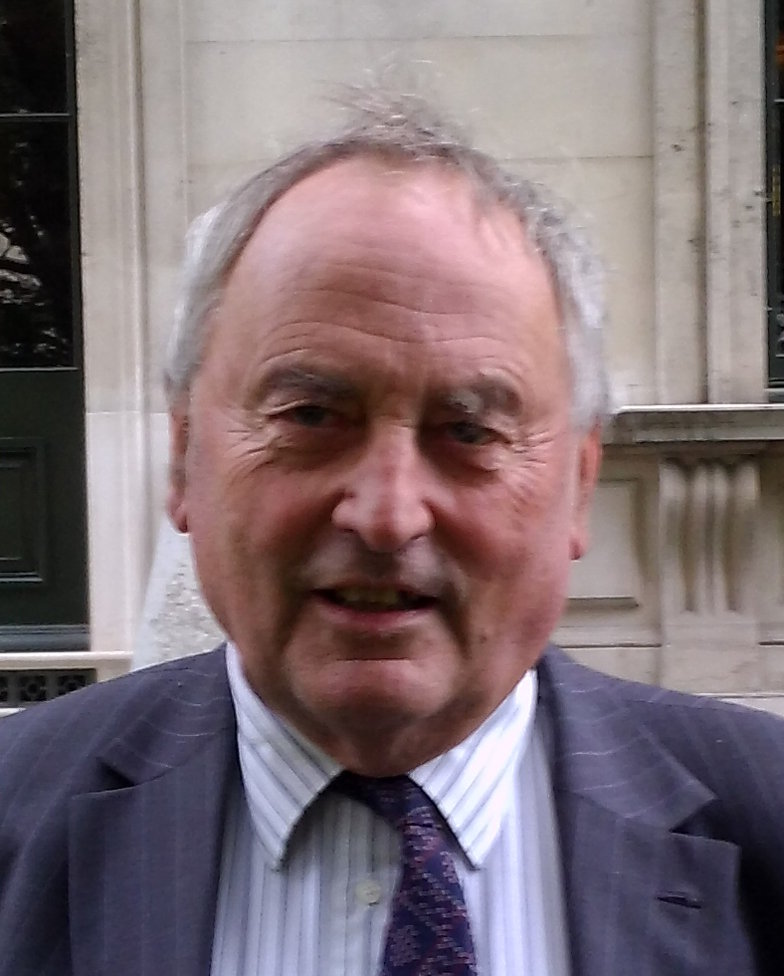
18 ianuarie: Donald Adamson, scriitor, istoric, biograf și traducător britanic specializat în literatura franceză
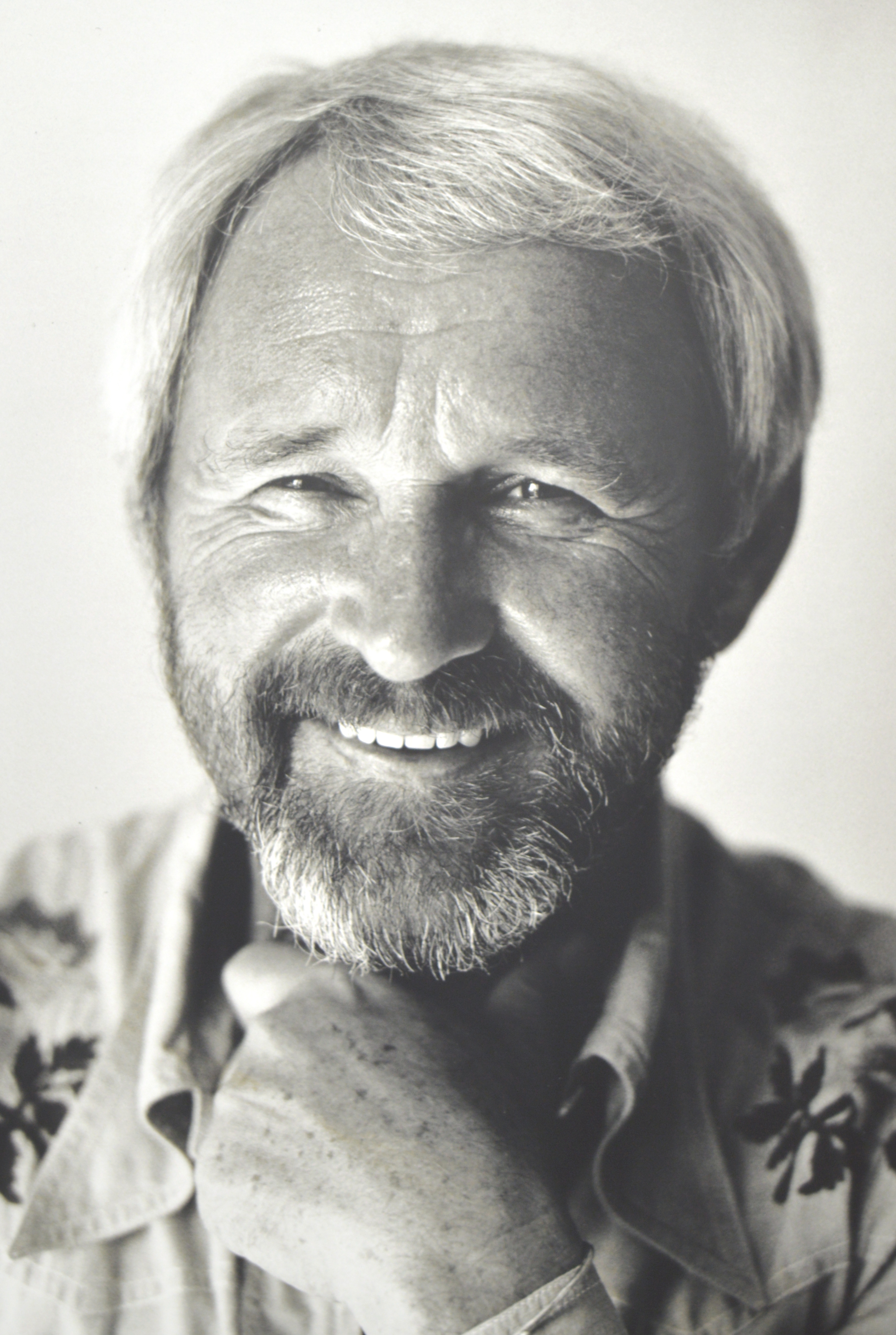
20 ianuarie: Norman Jewison, regizor, producător de film și actor canadian, fondator al Centrului Canadian de Film
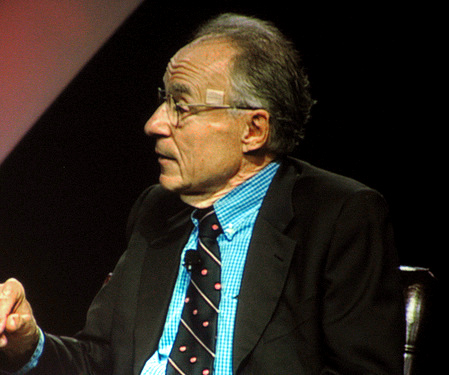
22 ianuarie: Arno Allan Penzias, fizician american, laureat al Premiului Nobel pentru Fizică
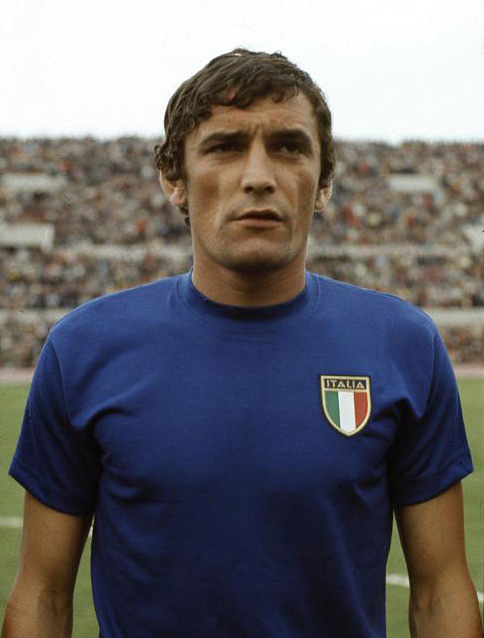
22 ianuarie: Luigi Riva, jucător italian de fotbal, campion european
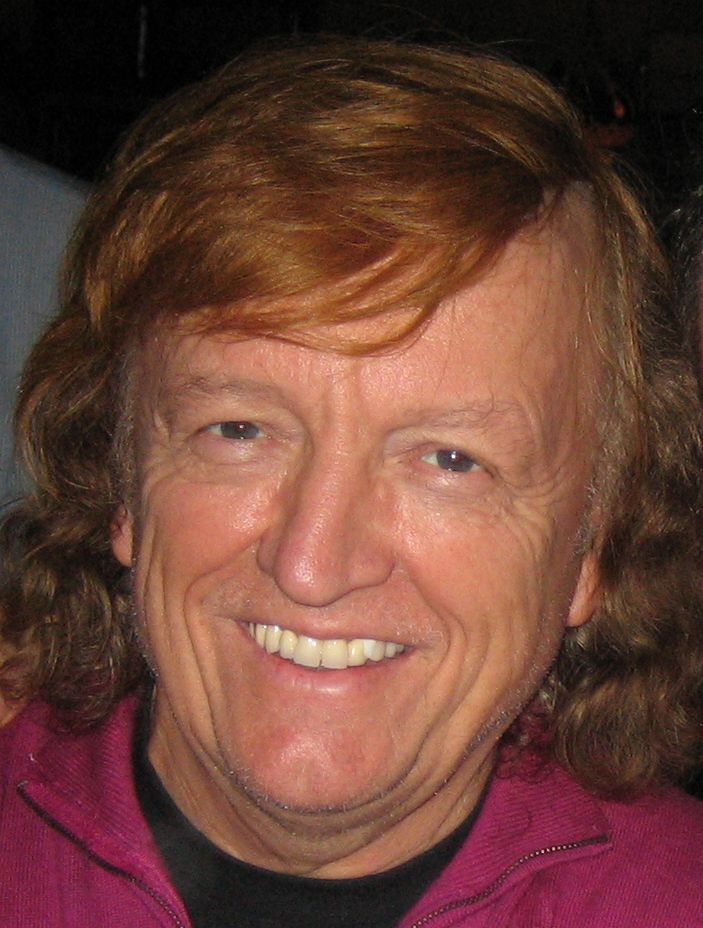
23 ianuarie: Frank Farian, compozitor și muzician german
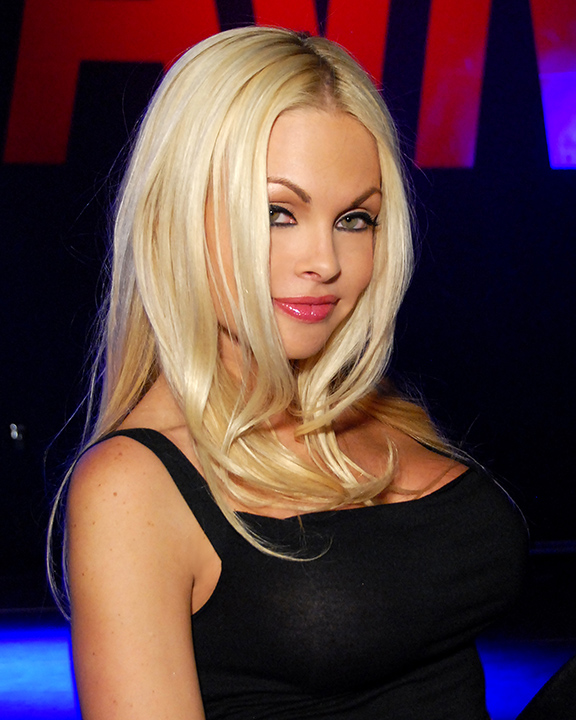
24 ianuarie: Jesse Jane, actriță porno din Statele Unite ale Americii
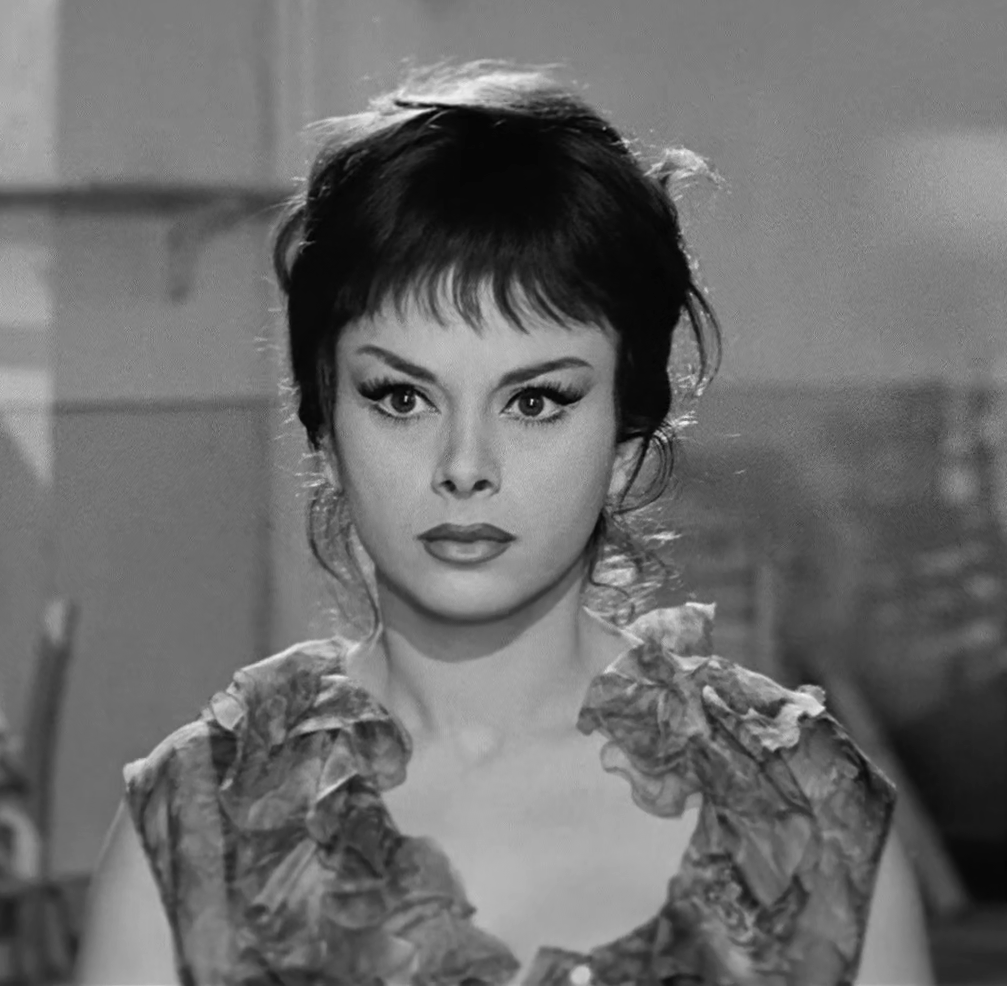
29 ianuarie: Sandra Milo, actriță italiană
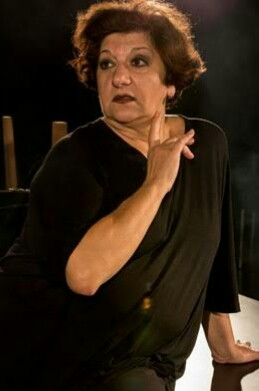
30 ianuarie: Jandira Martini, actriță braziliană
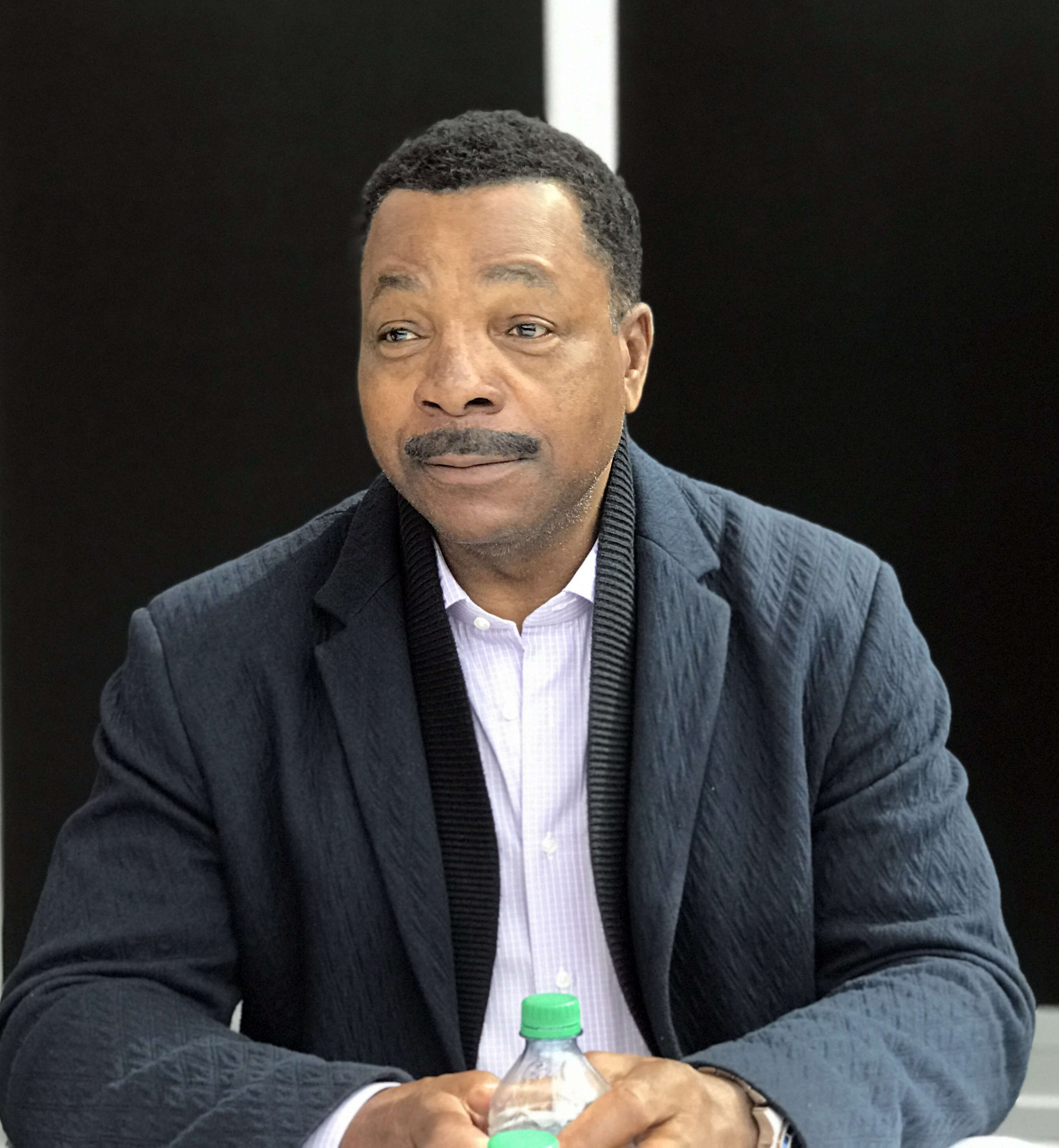
1 februarie: Carl Weathers, actor american (Rocky, Predator) și fost jucător de fotbal american
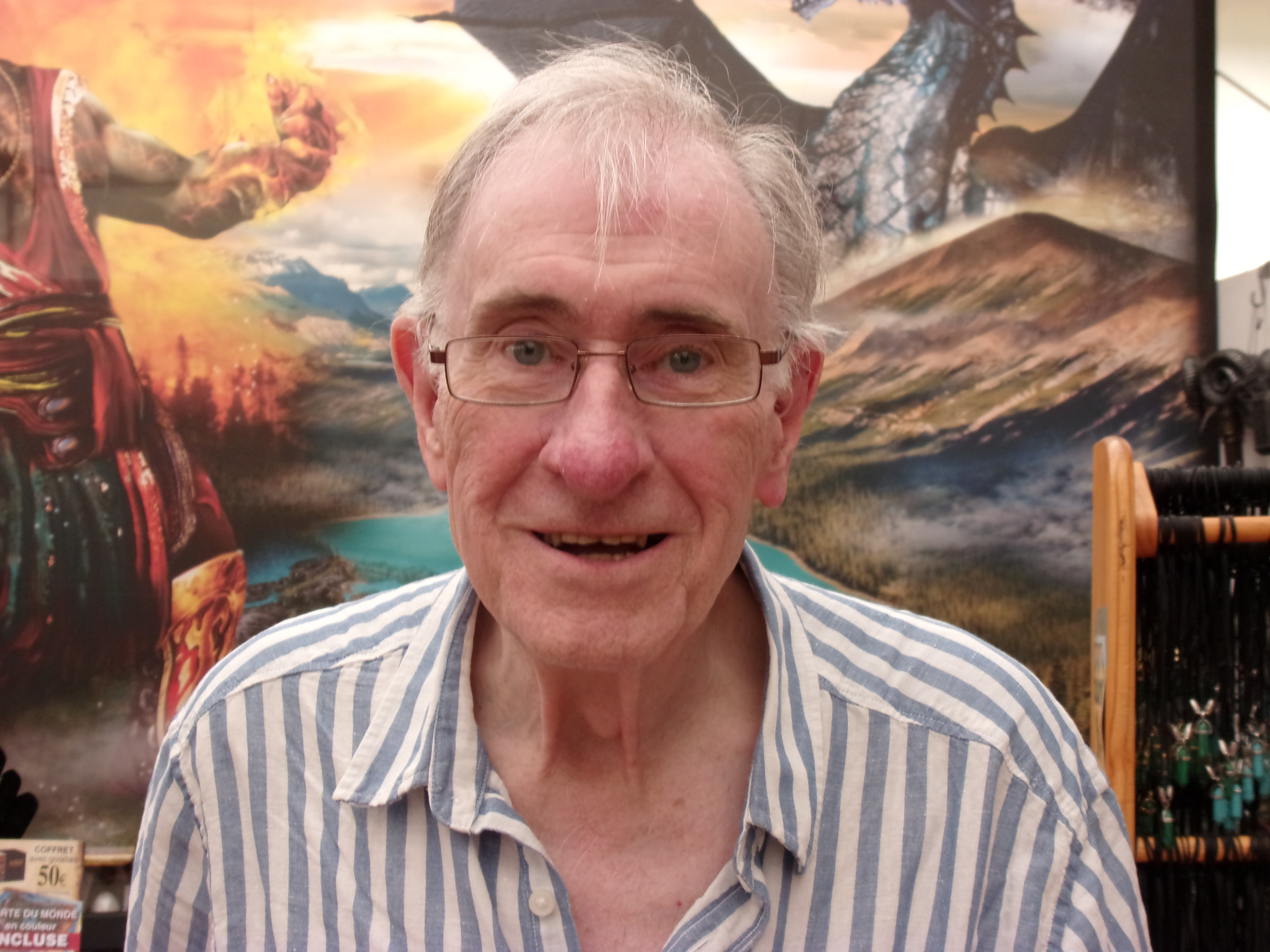
2 februarie: Christopher Priest, romancier englez
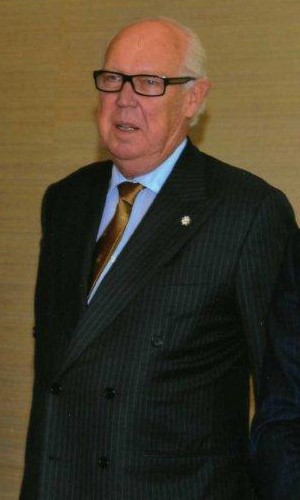
3 februarie: Prințul Vittorio Emanuele di Savoia, membru al Casei regale italiene, fiu al regelui Umberto al II-lea
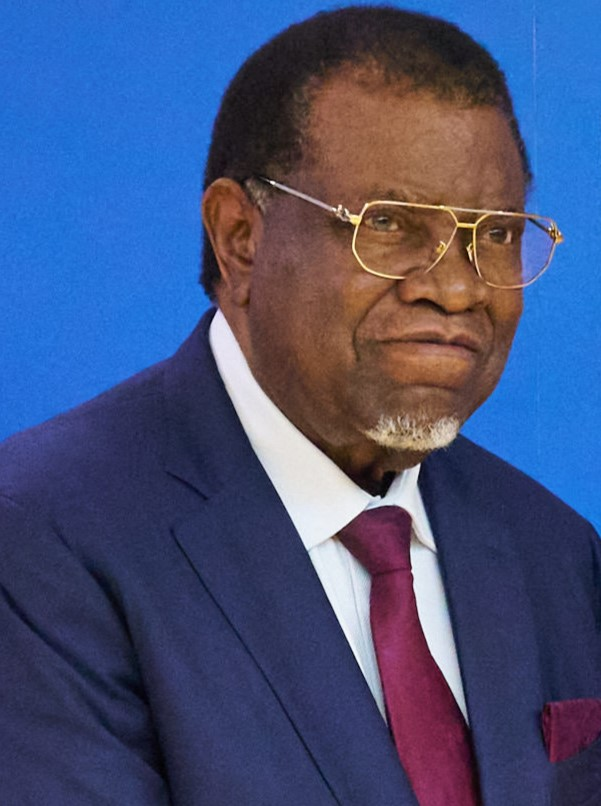
4 februarie: Hage Geingob, politician namibian, Președinte al Namibiei, Prim-ministru al Namibiei
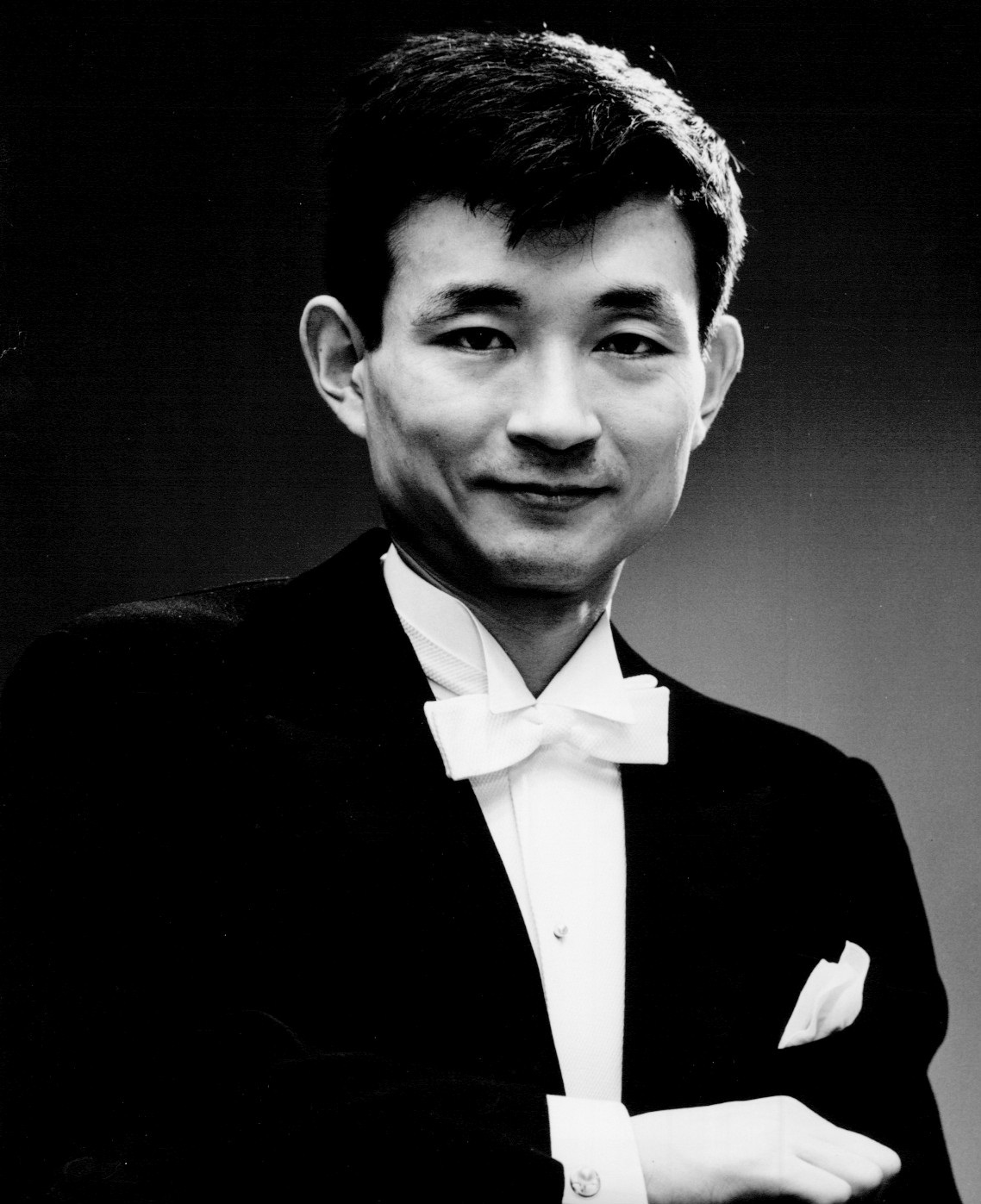
6 februarie: Seiji Ozawa, dirijor și muzician japonez
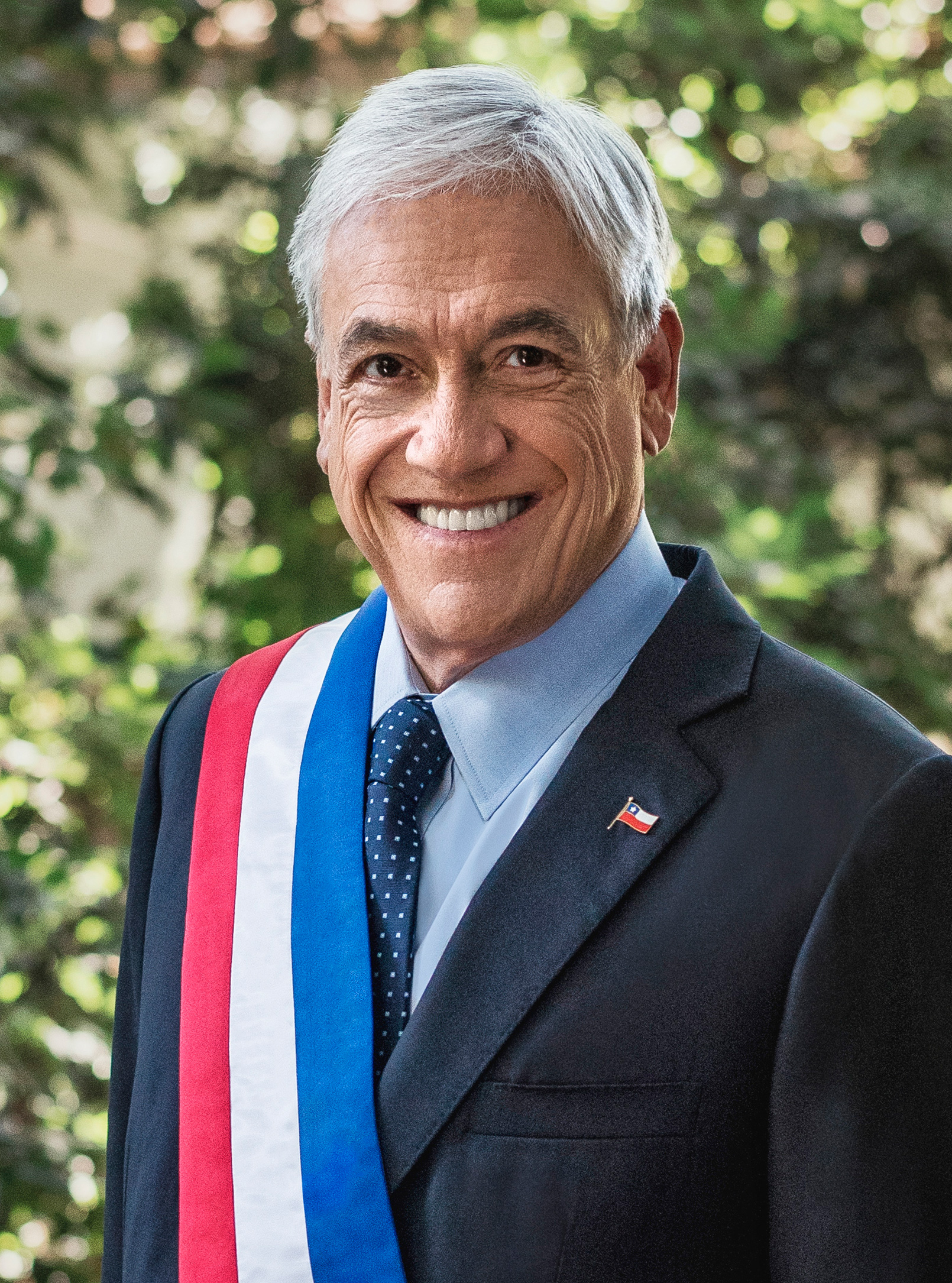
6 februarie: Sebastián Piñera, politician chilian, președinte al statului Chile
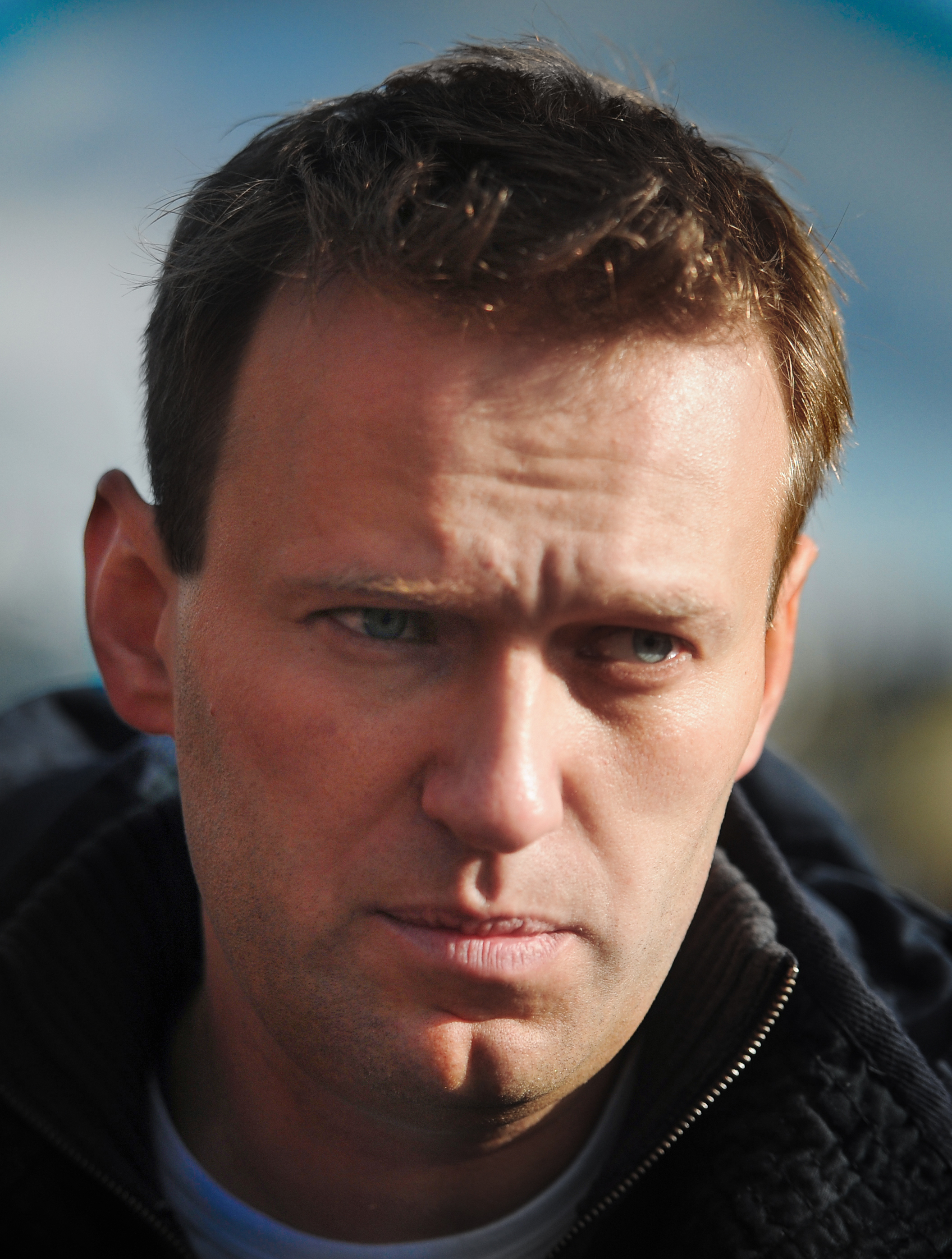
16 februarie: Aleksei Navalnîi, politician de opoziție din Rusia, disident
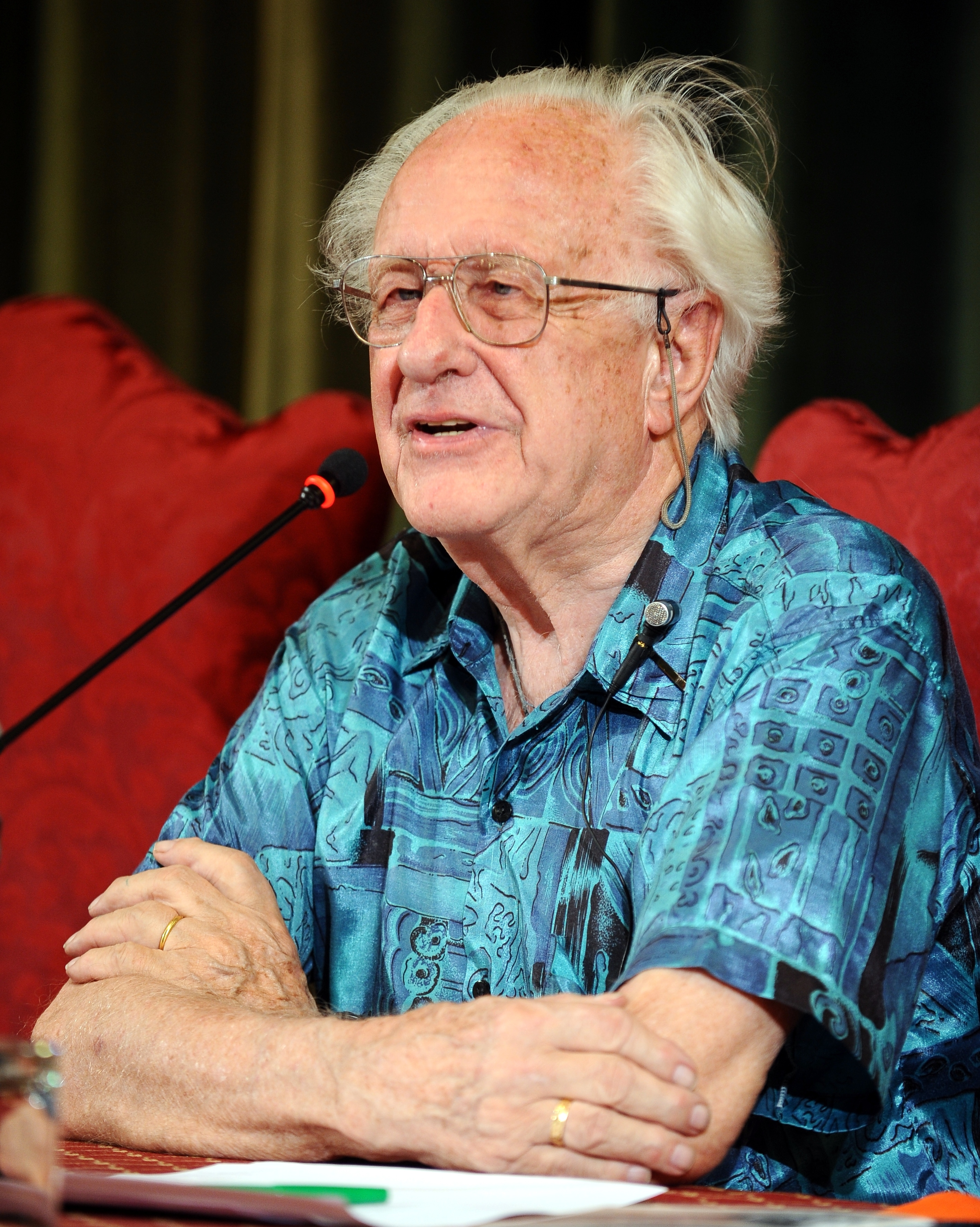
17 februarie: Johan Galtung, sociolog norvegian
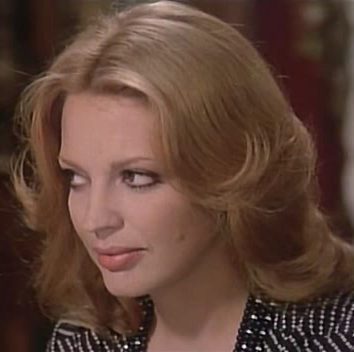
19 februarie: Prințesa Ira von Fürstenberg, actriță și designer de modă italiană
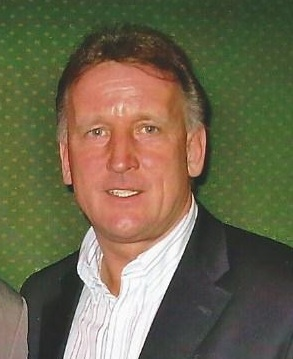
20 februarie: Andreas Brehme, jucător și antrenor german de fotbal, campion mondial
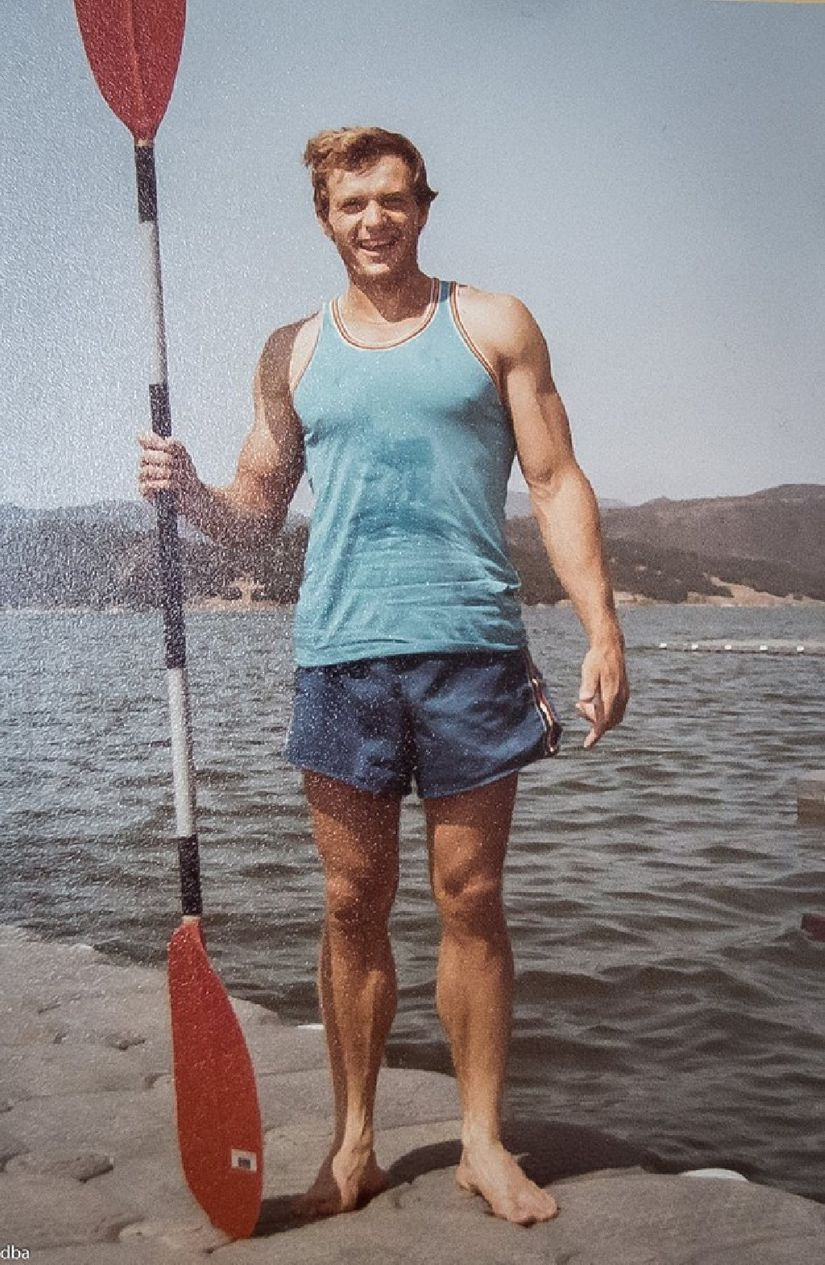
20 februarie: Vasile Dîba, caiacist român, campion olimpic
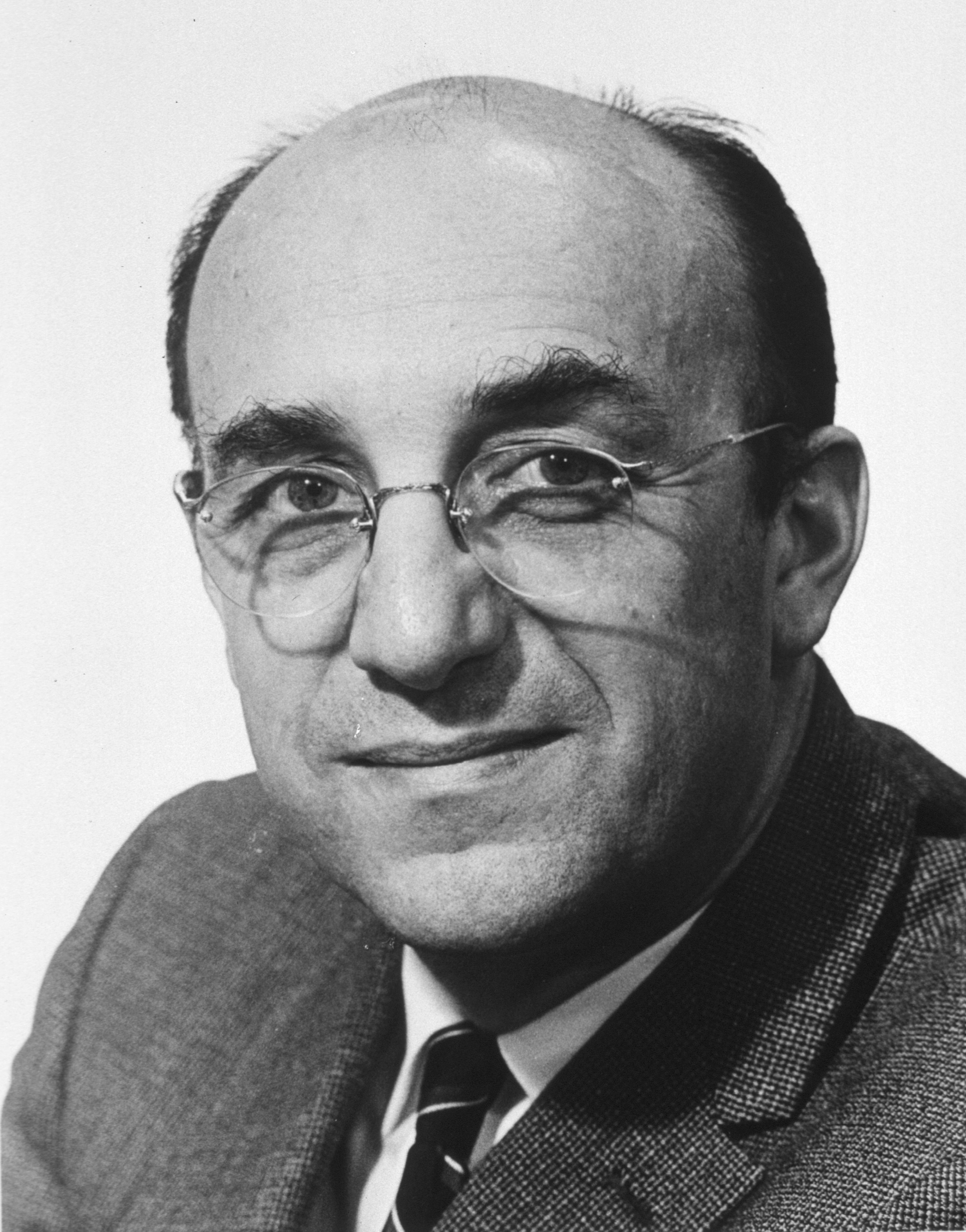
21 februarie: Roger Guillemin, om de știință francez, laureat al (Premiului Nobel pentru fiziologie sau medicină)
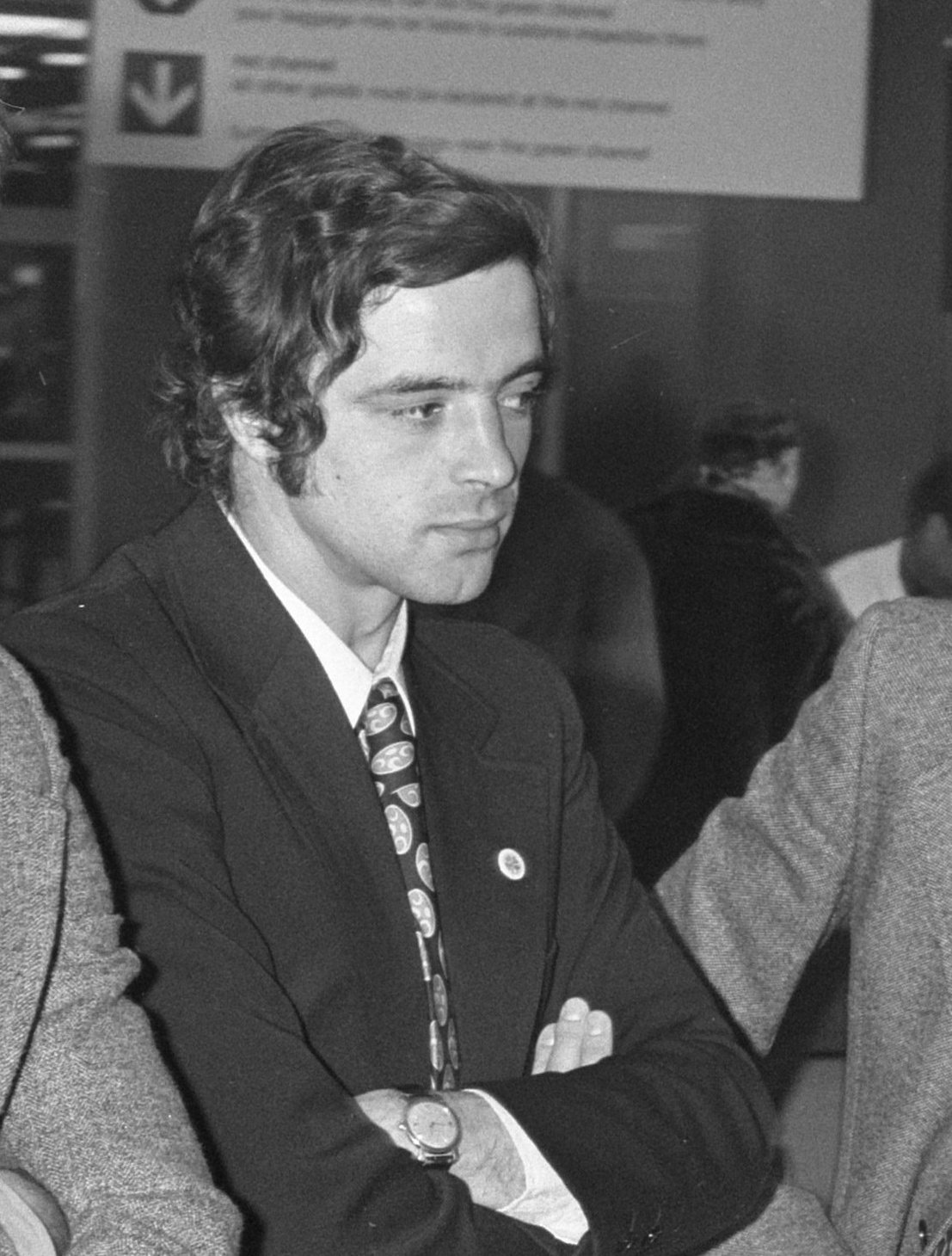
22 februarie: Artur Jorge, fotbalist și antrenor portughez
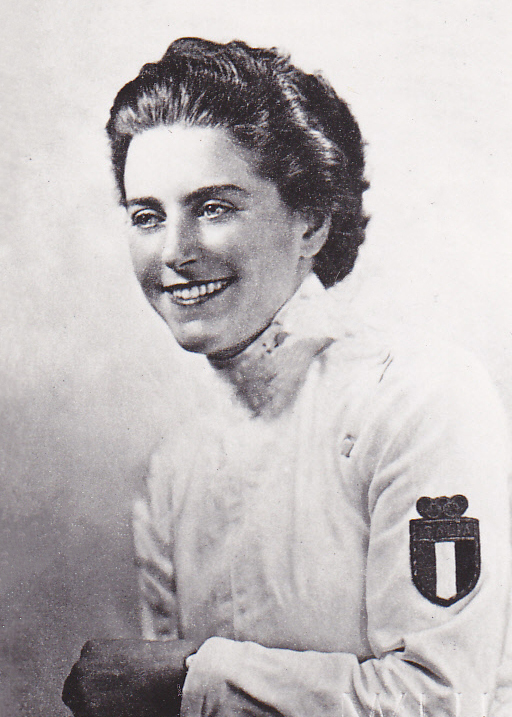
23 februarie: Irene Camber, scrimeră italiană
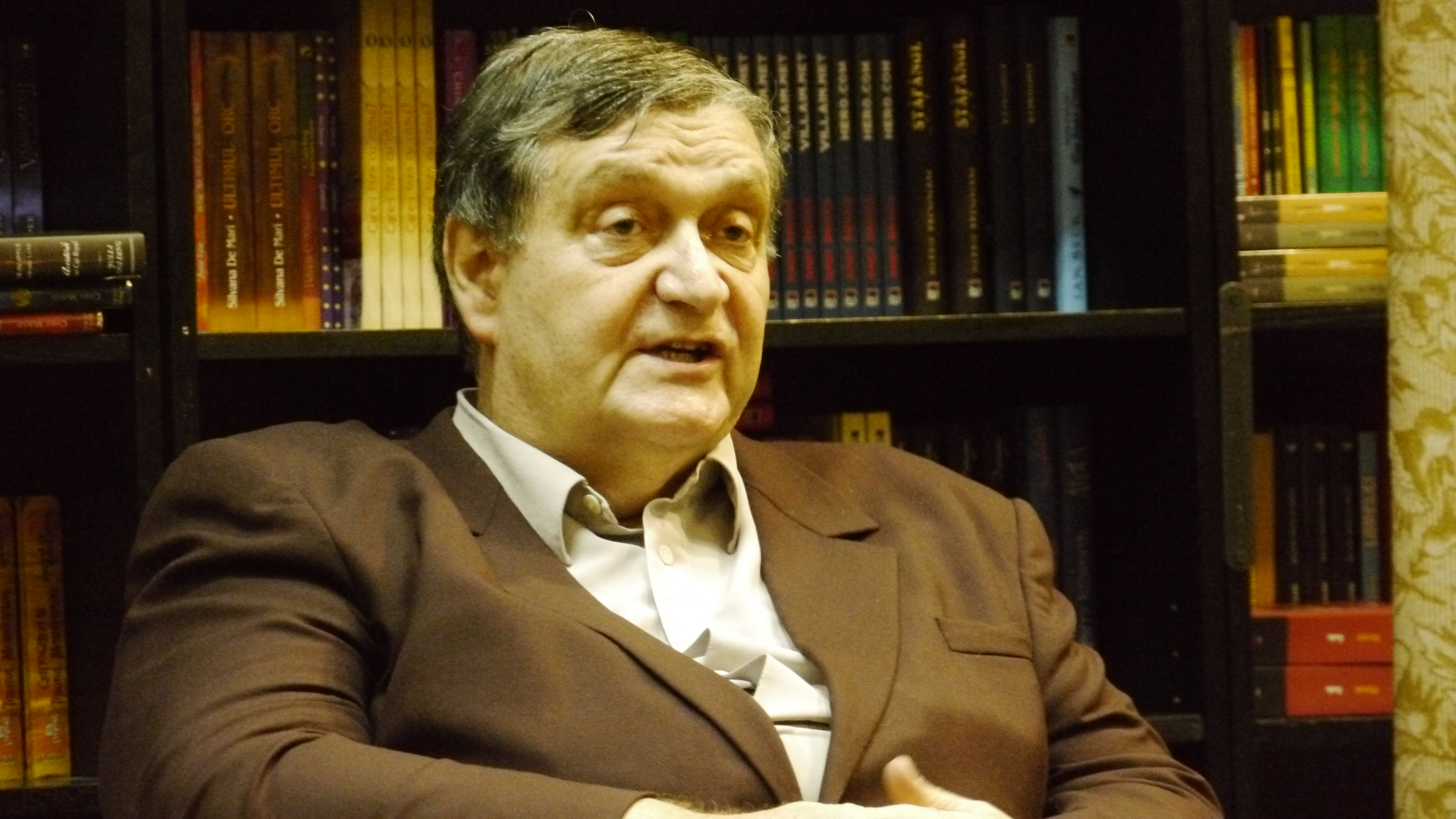
25 februarie: Alex Ștefănescu, critic și istoric literar român
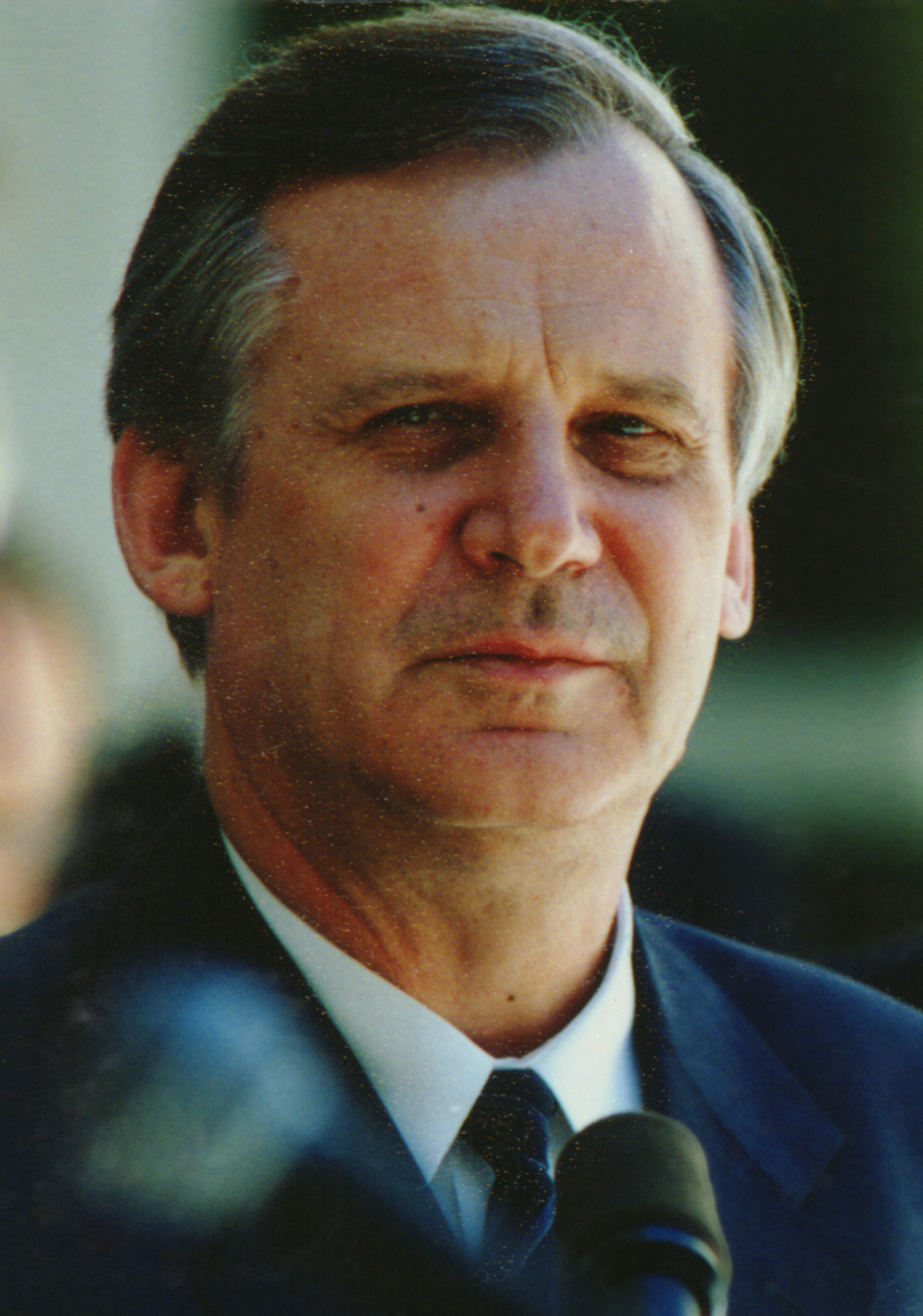
28 februarie: Nikolai Rîjkov, politician rus, Prim-ministrul Uniunii Sovietice
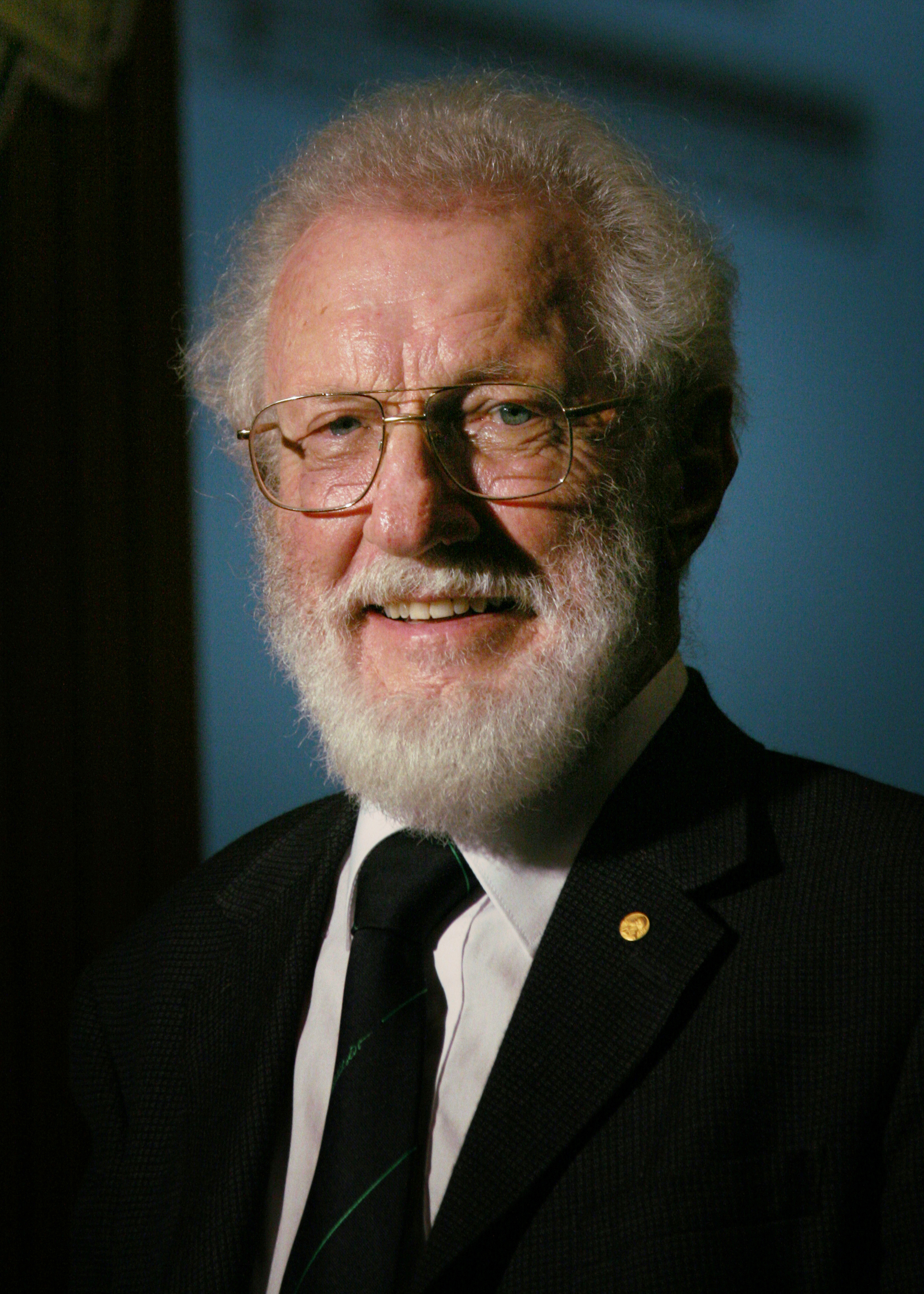
8 martie: Herbert Kroemer, fizician german, laureat al Premiului Nobel pentru Fizică
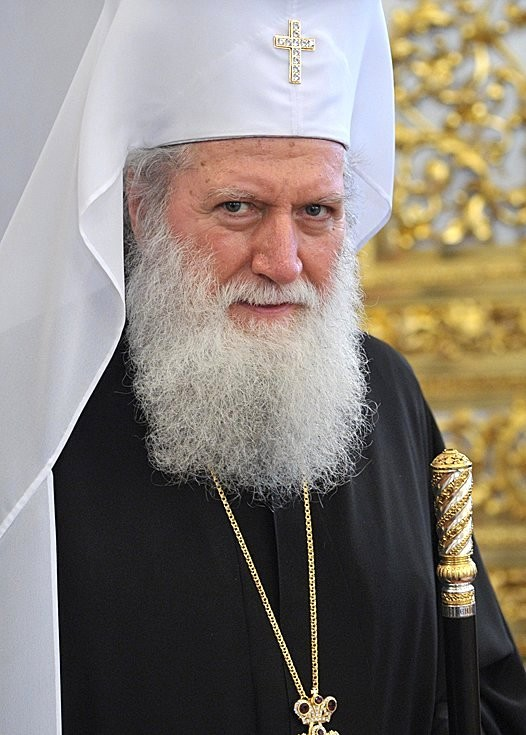
13 martie: Patriarhul Neofit al Bulgariei, patriarh al Bulgariei
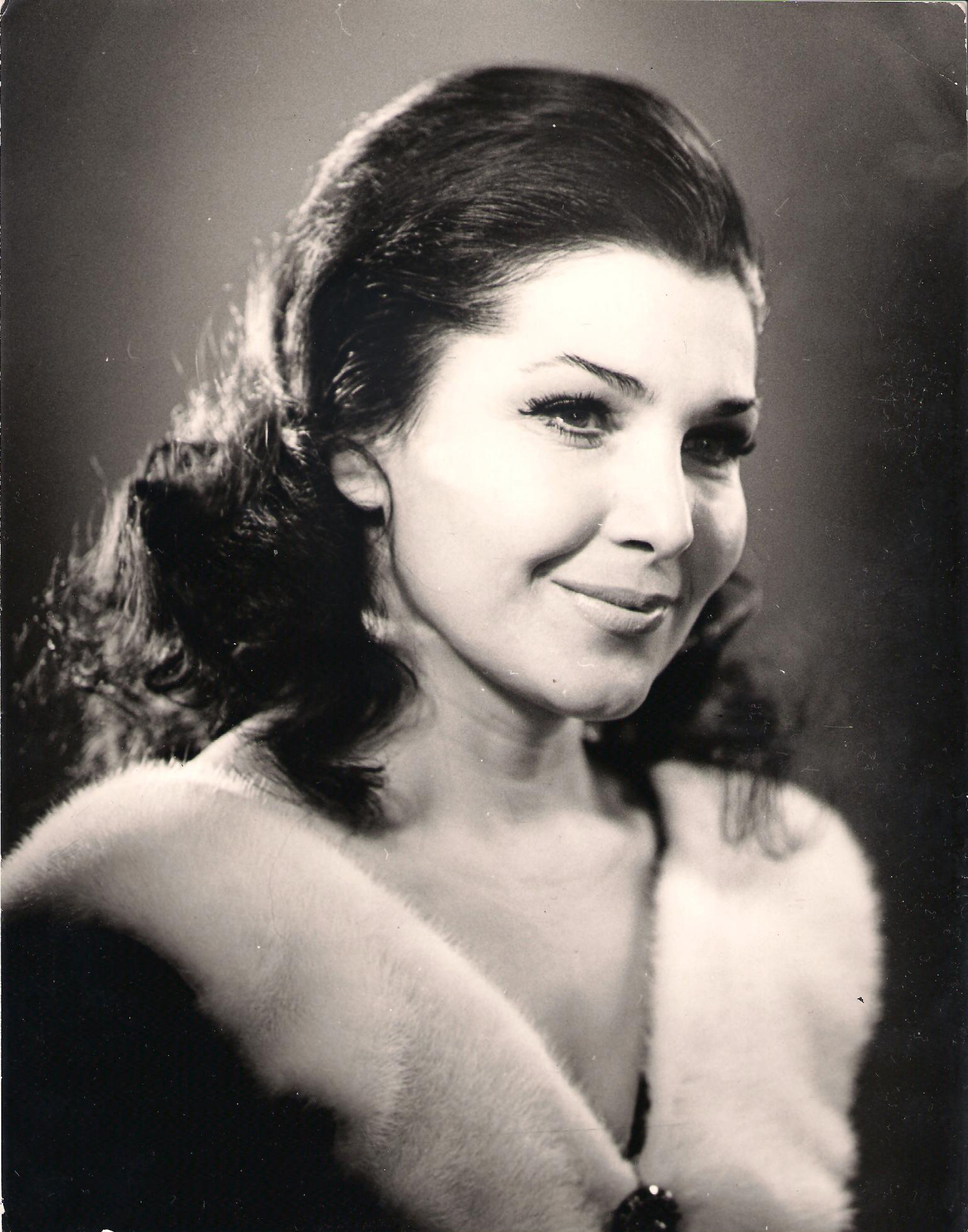
14 martie: Lamara Cekonia, soprană georgiană
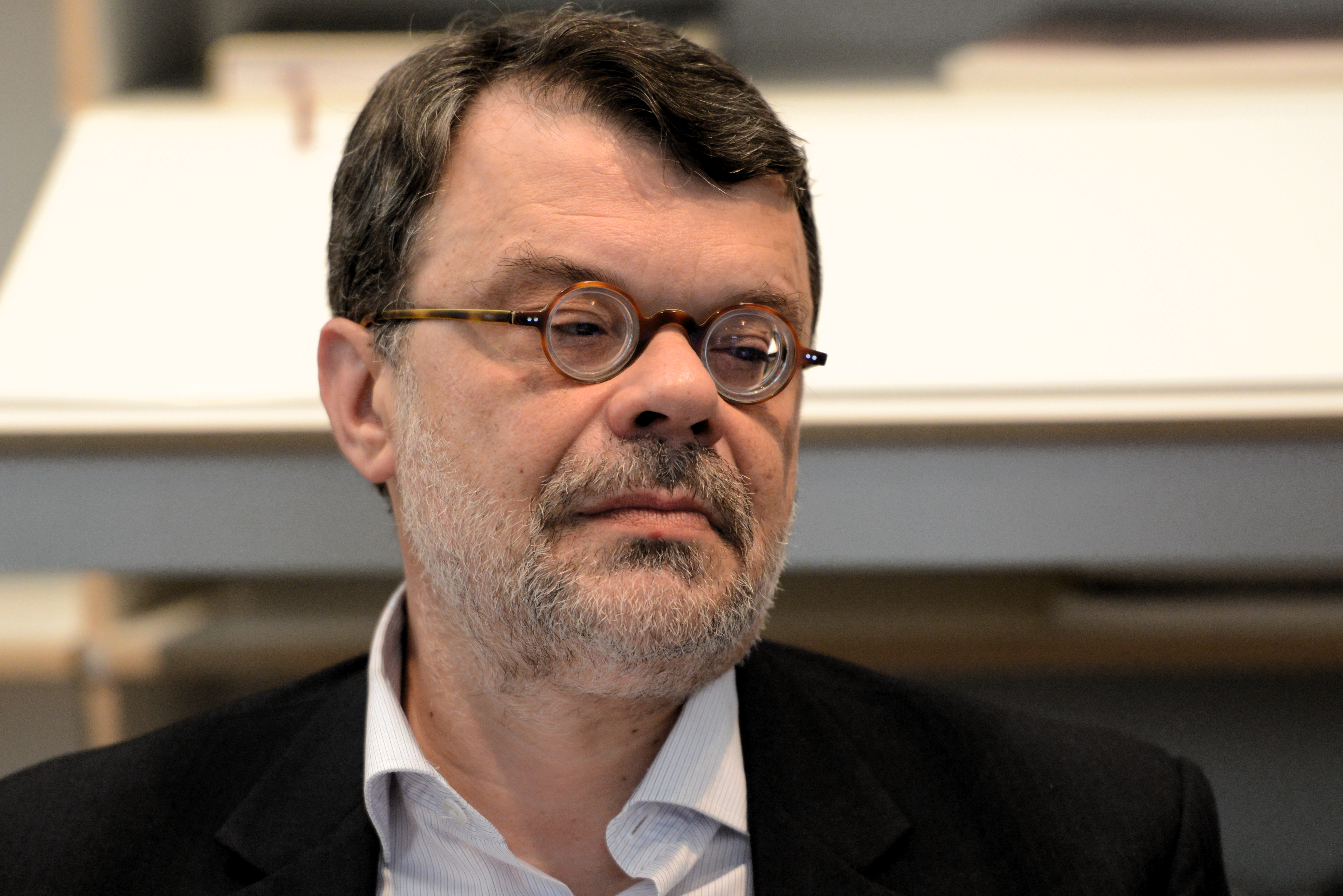
18 martie: Daniel Barbu, scriitor și politician român, ministrul culturii
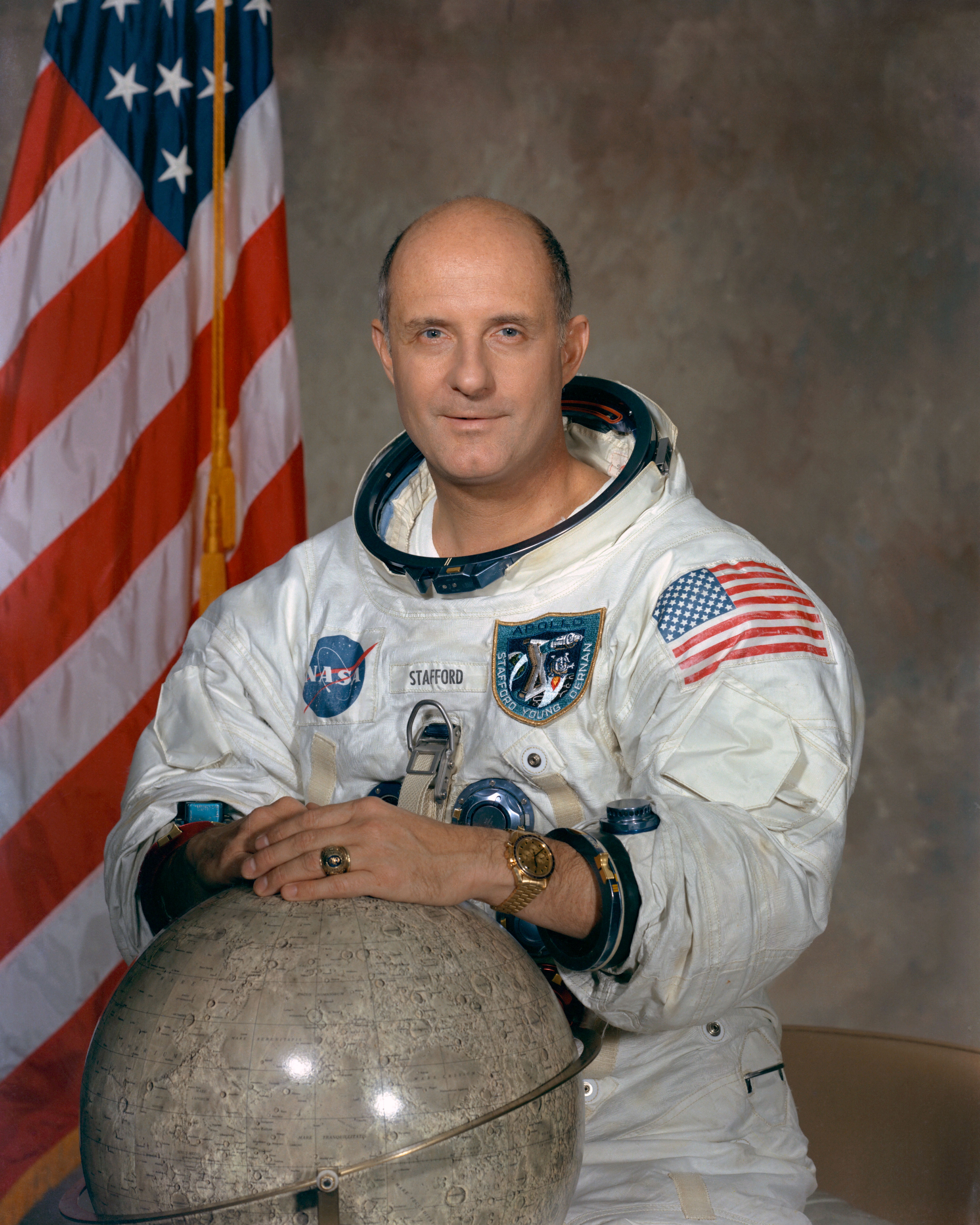
18 martie: Thomas P. Stafford, general-locotenent al United States Air Force, fost pilot de încercare și astronaut NASA
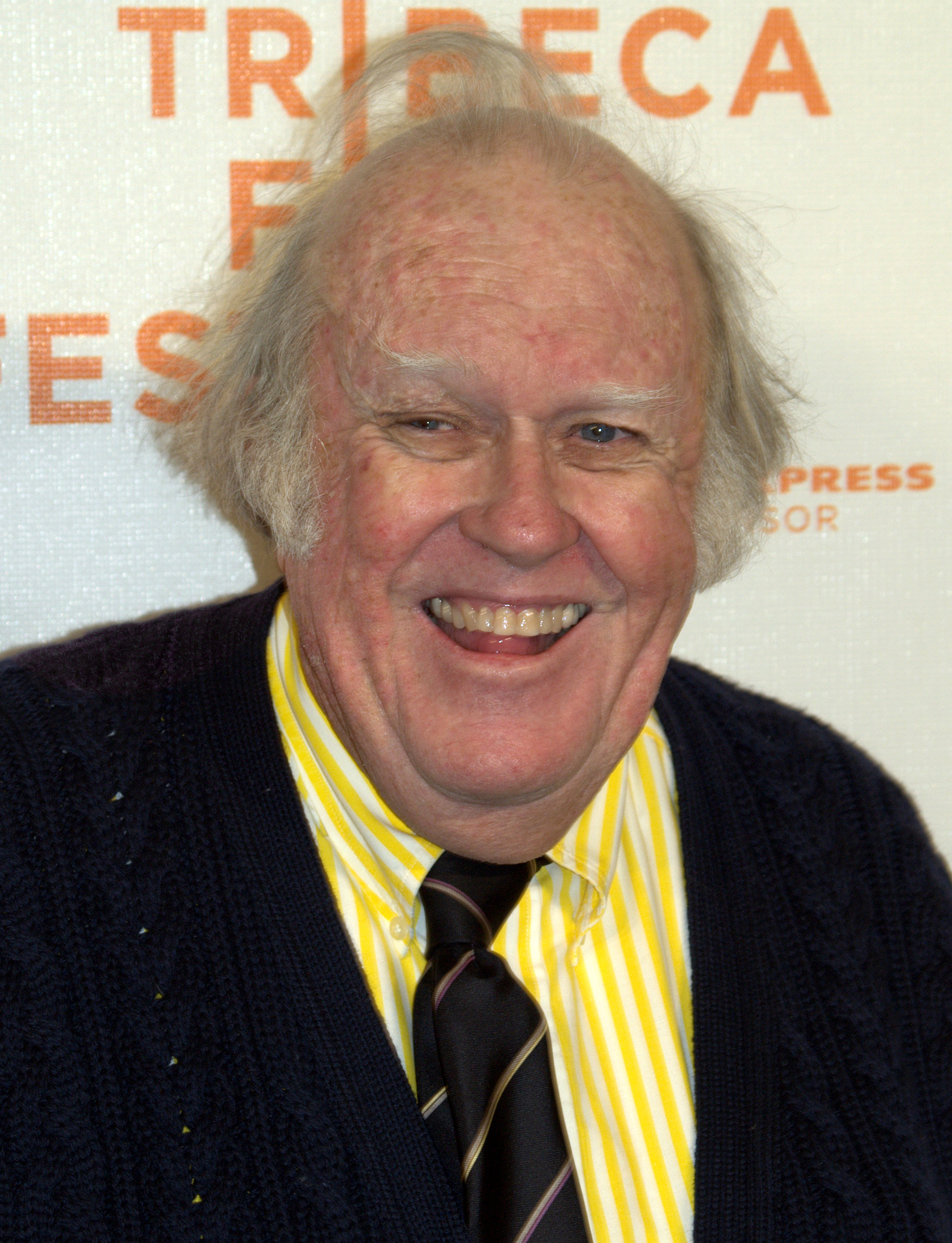
19 martie: M. Emmet Walsh, actor (Vânătorul de recompense, Sânge pentru sânge, La cuțite) și comic american
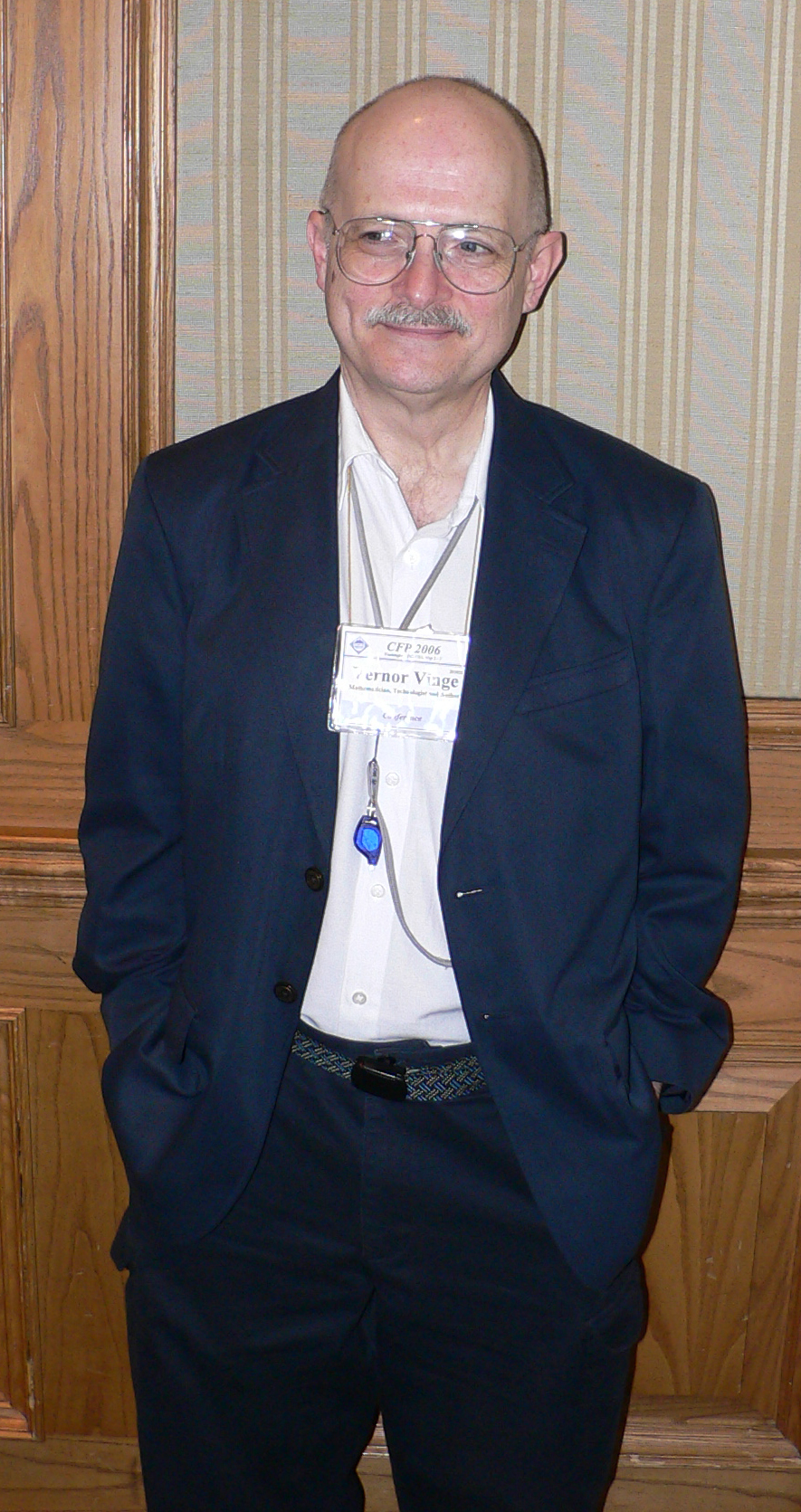
20 martie: Vernor Vinge, scriitor de science fiction (Foc în adânc, Adâncurile cerului, La Capătul curcubeului)
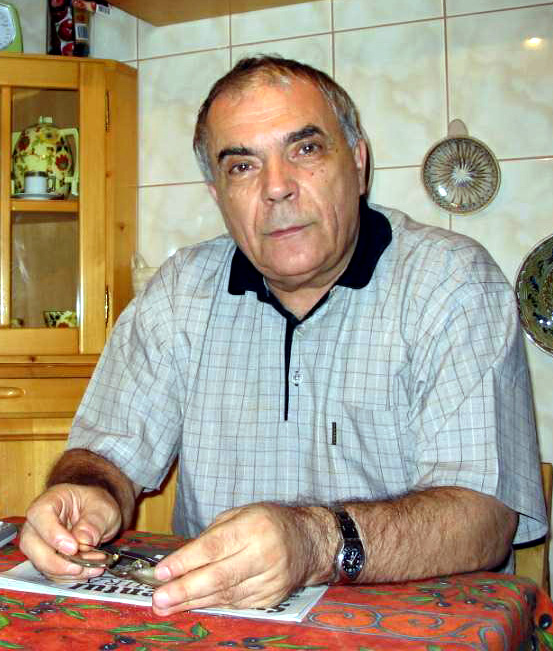
23 martie: Nicolae Manolescu, critic și istoric literar român
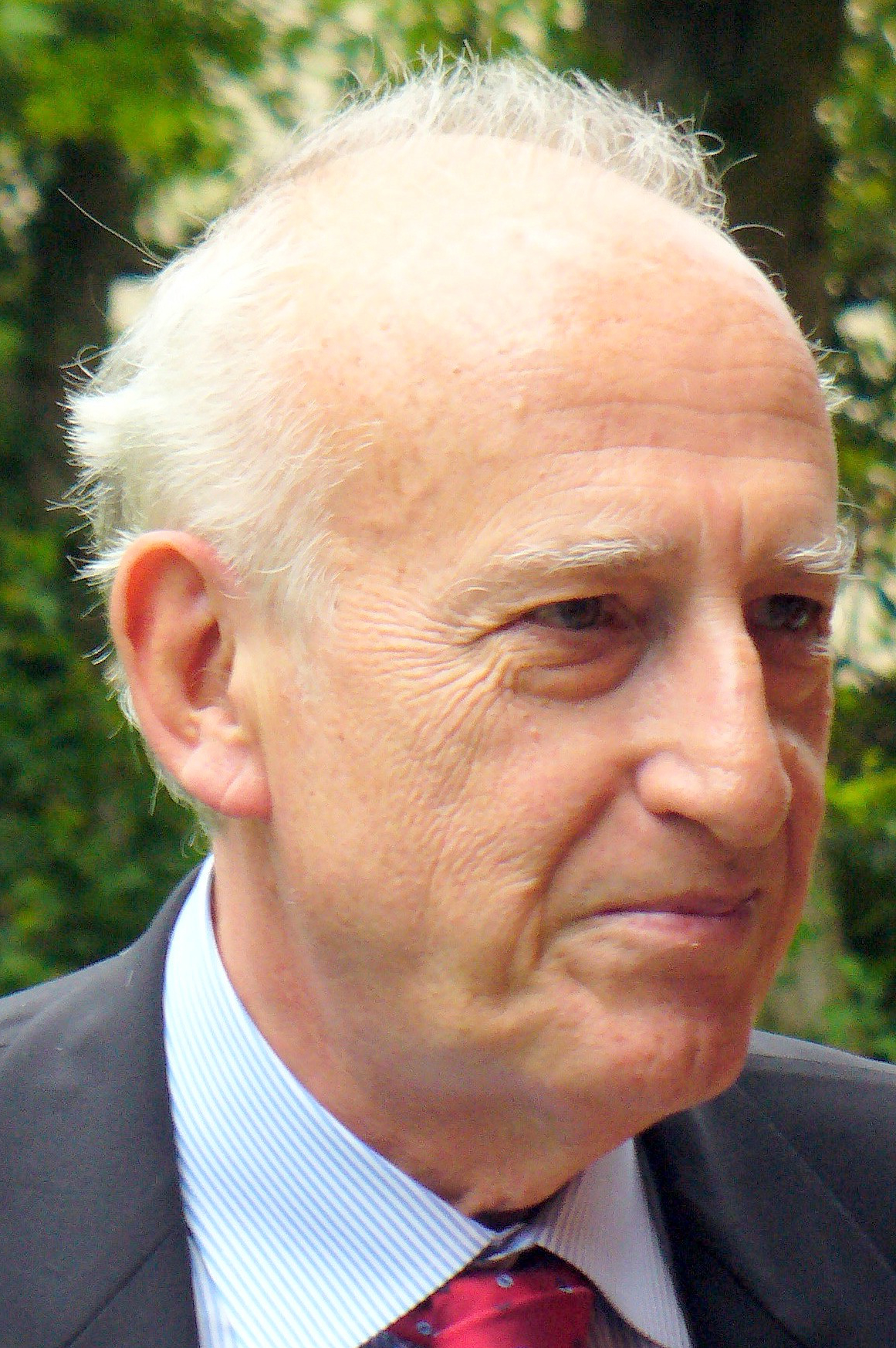
23 martie: Maurizio Pollini, pianist și dirijor italian
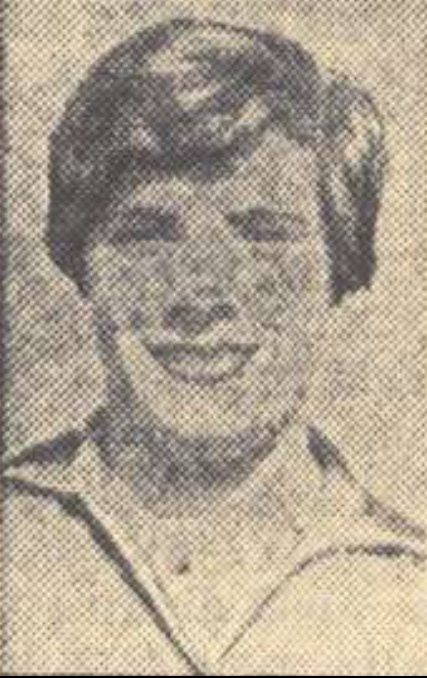
26 martie: Anna Stark-Stănișel, handbalistă română de origine germană
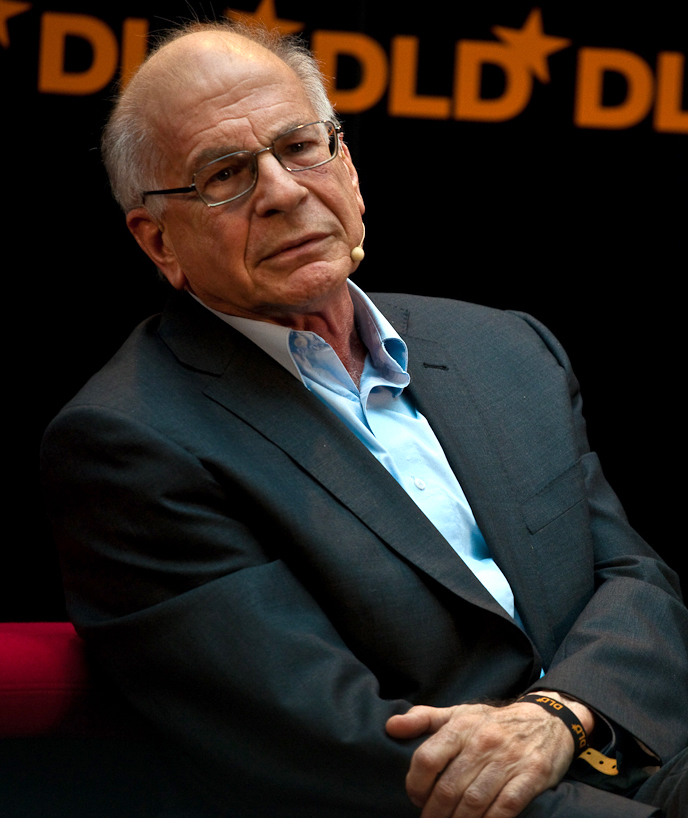
27 martie: Daniel Kahneman, psiholog israelian laureat al Premiului Nobel pentru economie
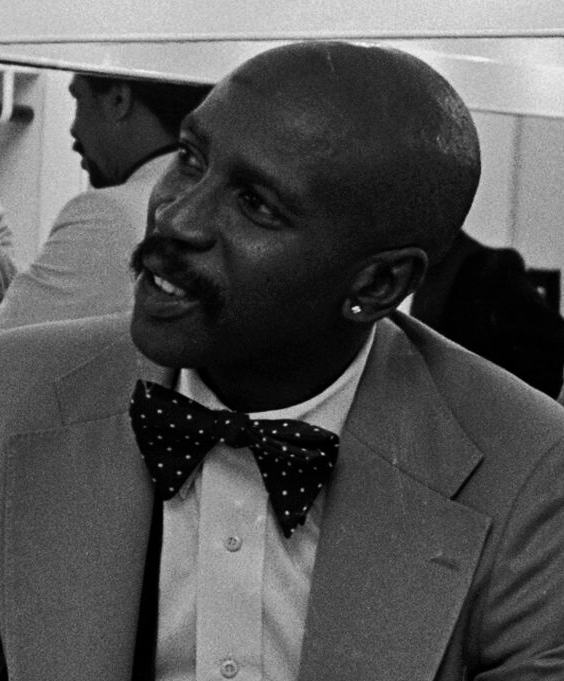
29 martie: Louis Gossett, Jr., actor american
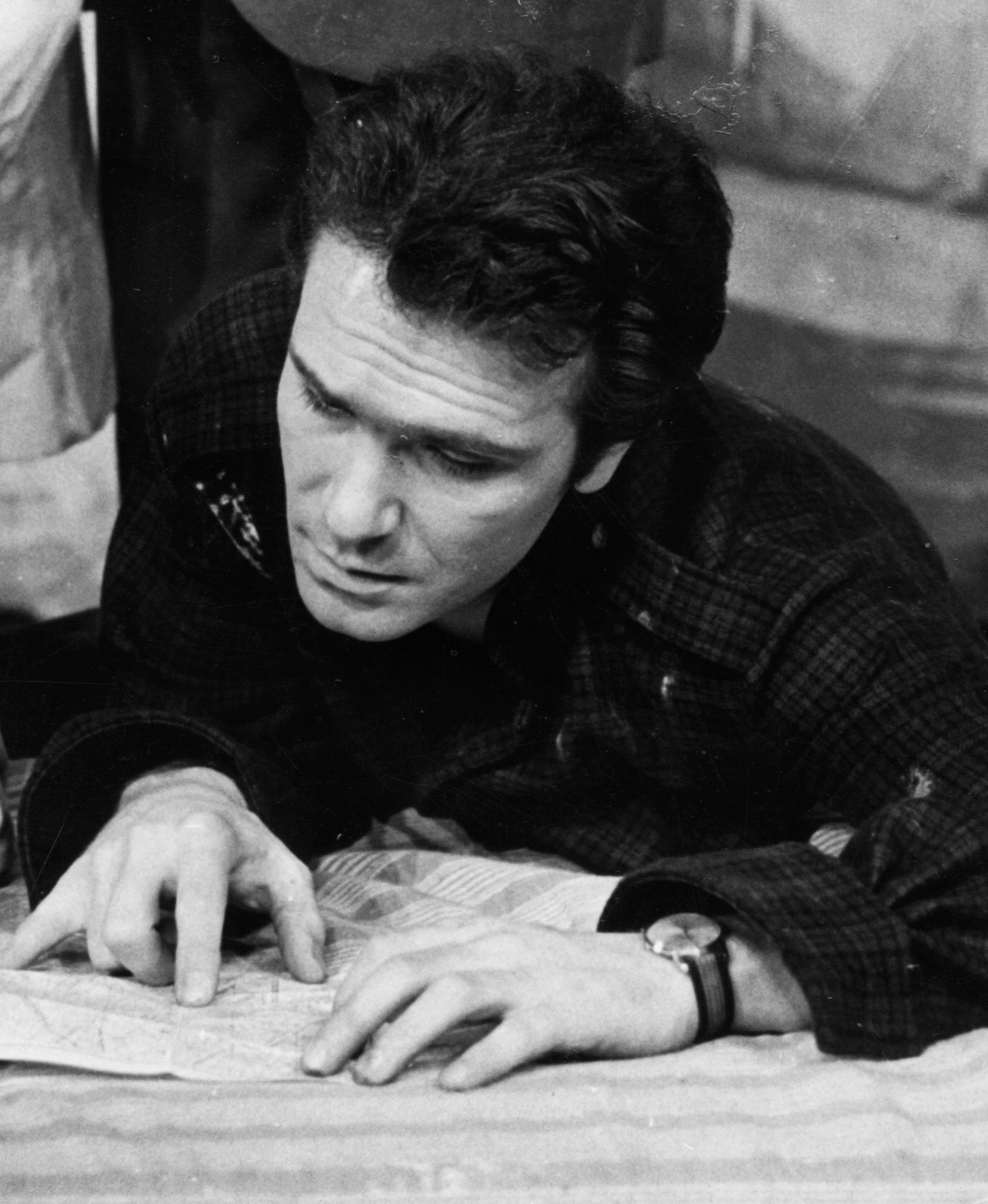
30 martie: Géza Tordy, actor maghiar
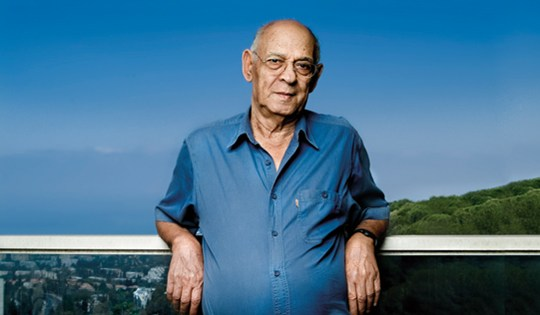
1 aprilie: Sami Michael, scriitor israelian de limba ebraică, evreu originar din Irak
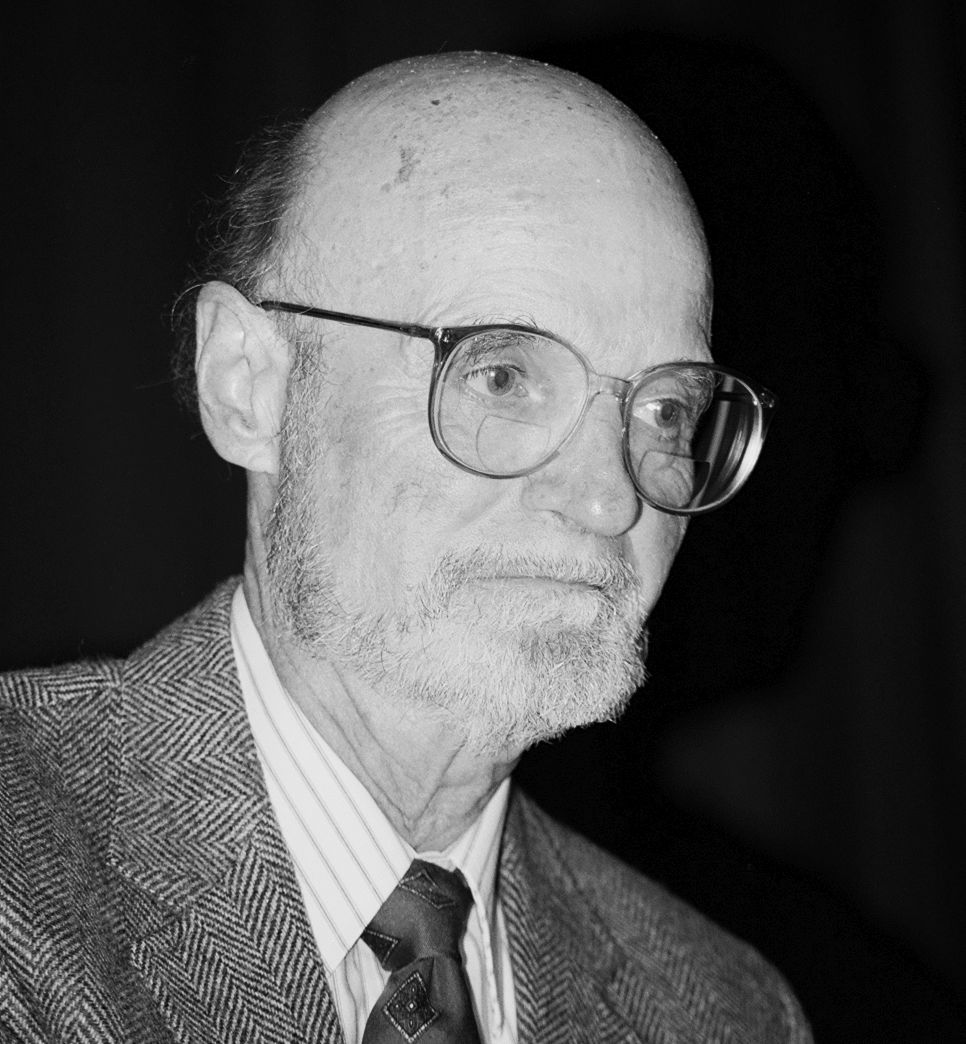
2 aprilie: John Barth, eseist, nuvelist, scriitor și pedagog american
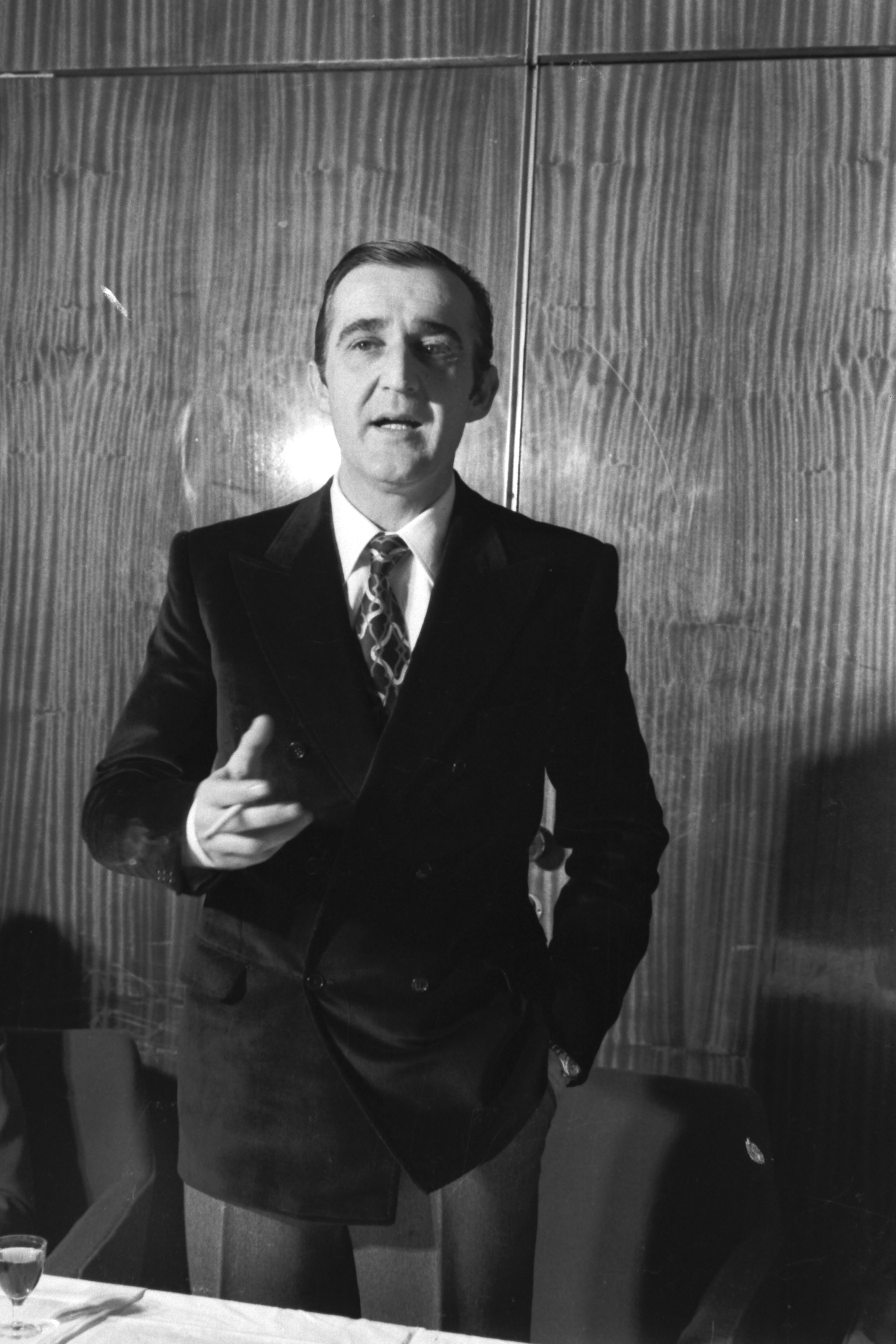
2 aprilie: Veljko Bulajić, regizor de film muntenegreano-croat
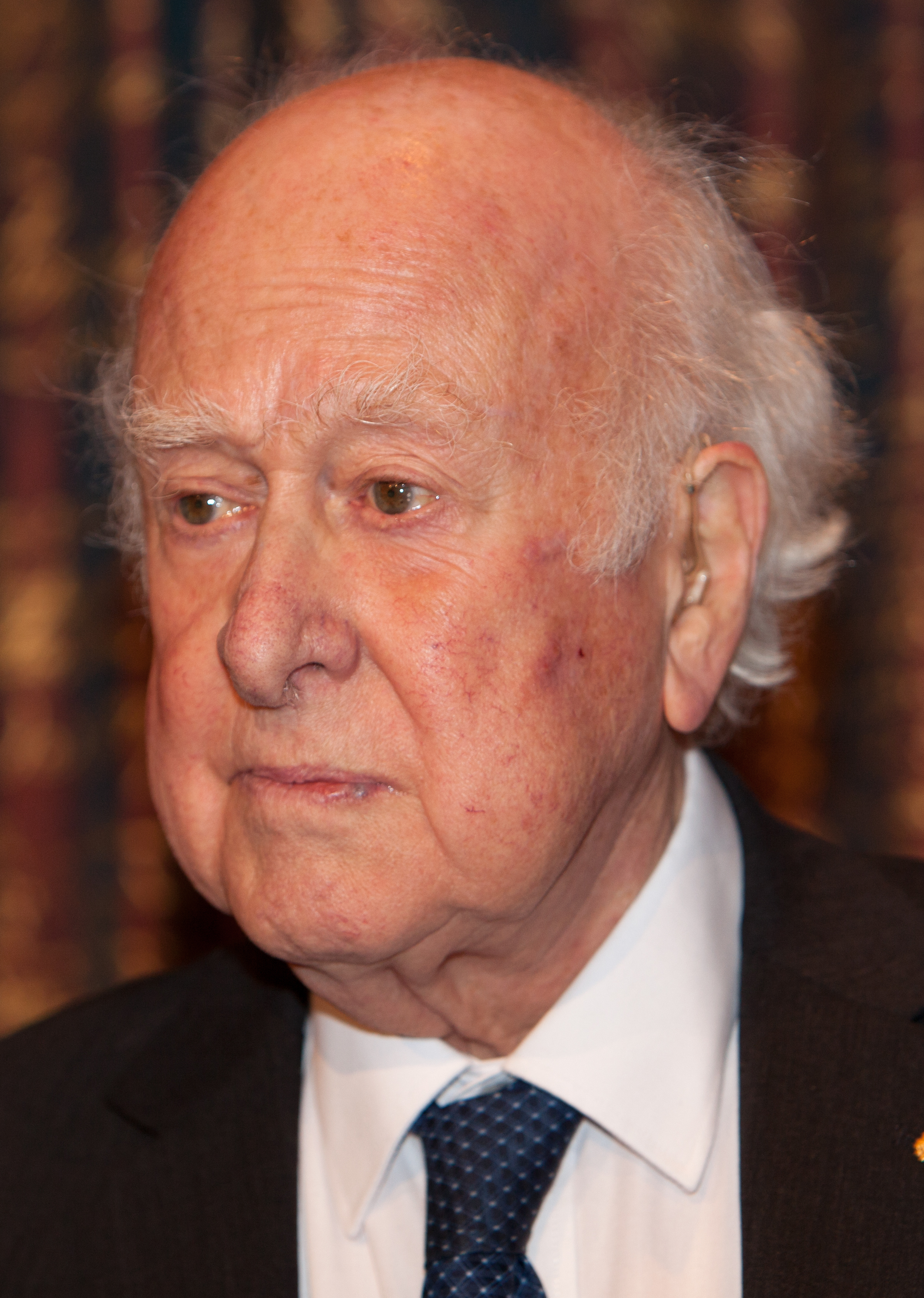
8 aprilie: Peter Higgs, fizician teoretic englez, laureat al Premiului Nobel pentru fizică
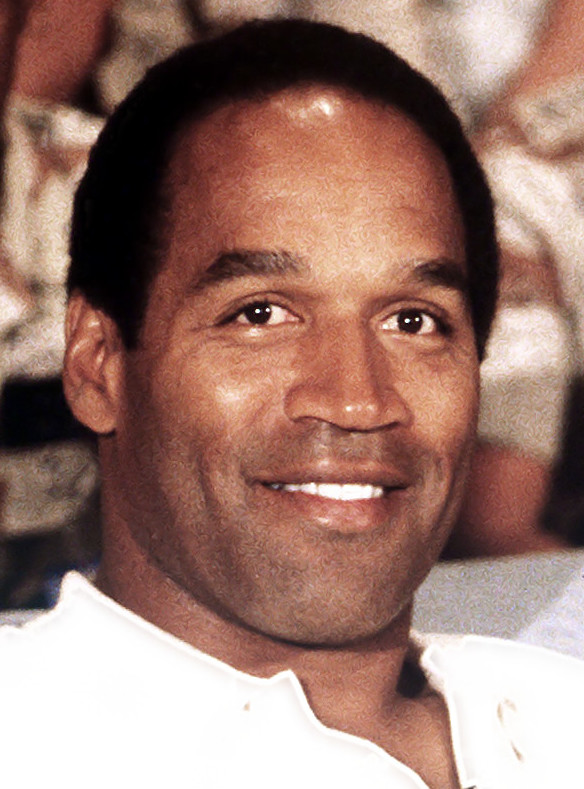
10 aprilie: O. J. Simpson, actor (Un polițist cu explozie întârziată) și jucător de fotbal american
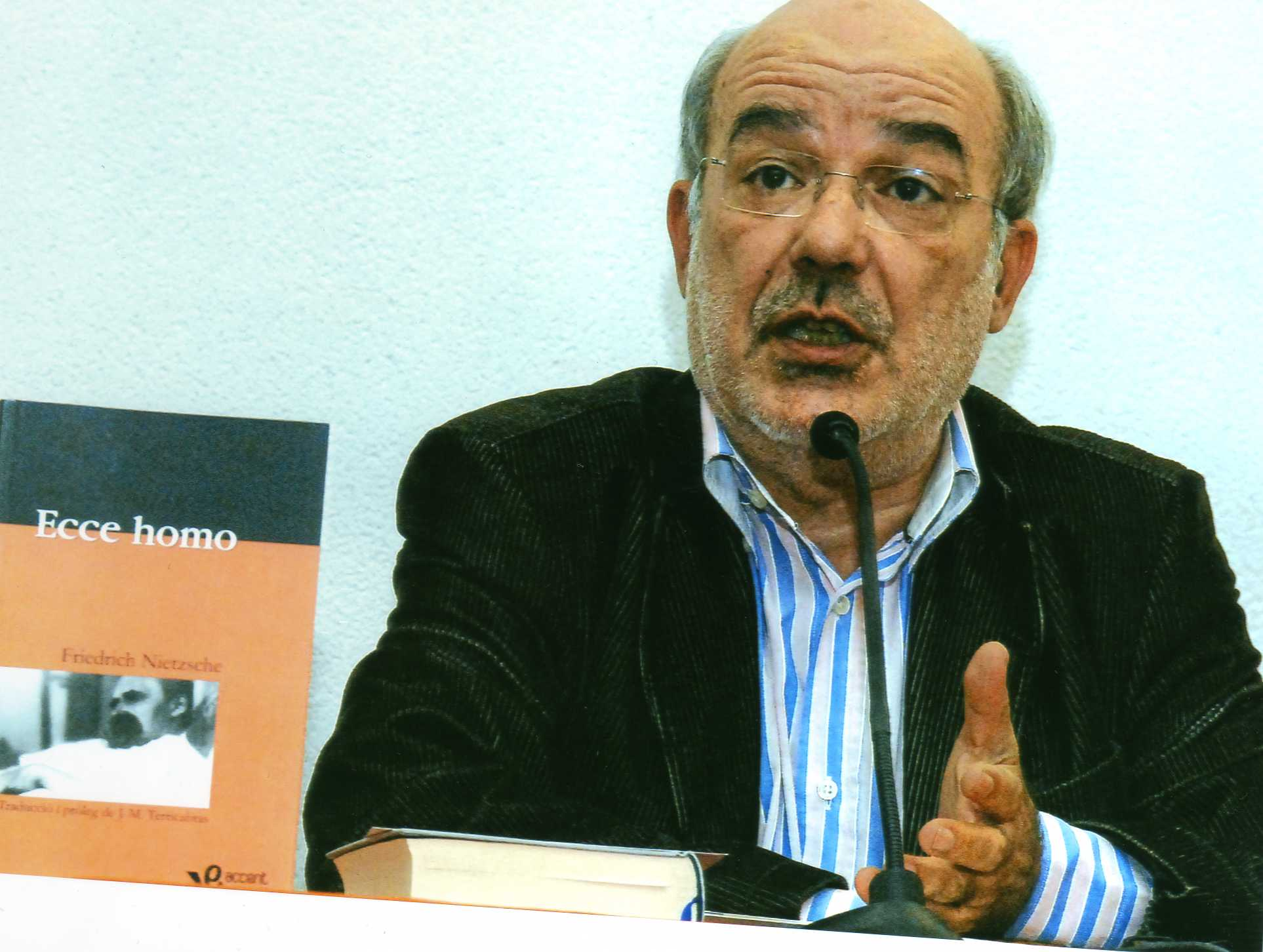
16 aprilie: Josep Maria Terricabras i Nogueras, filozof, academic și om politic catalan, membru al Parlamentului European
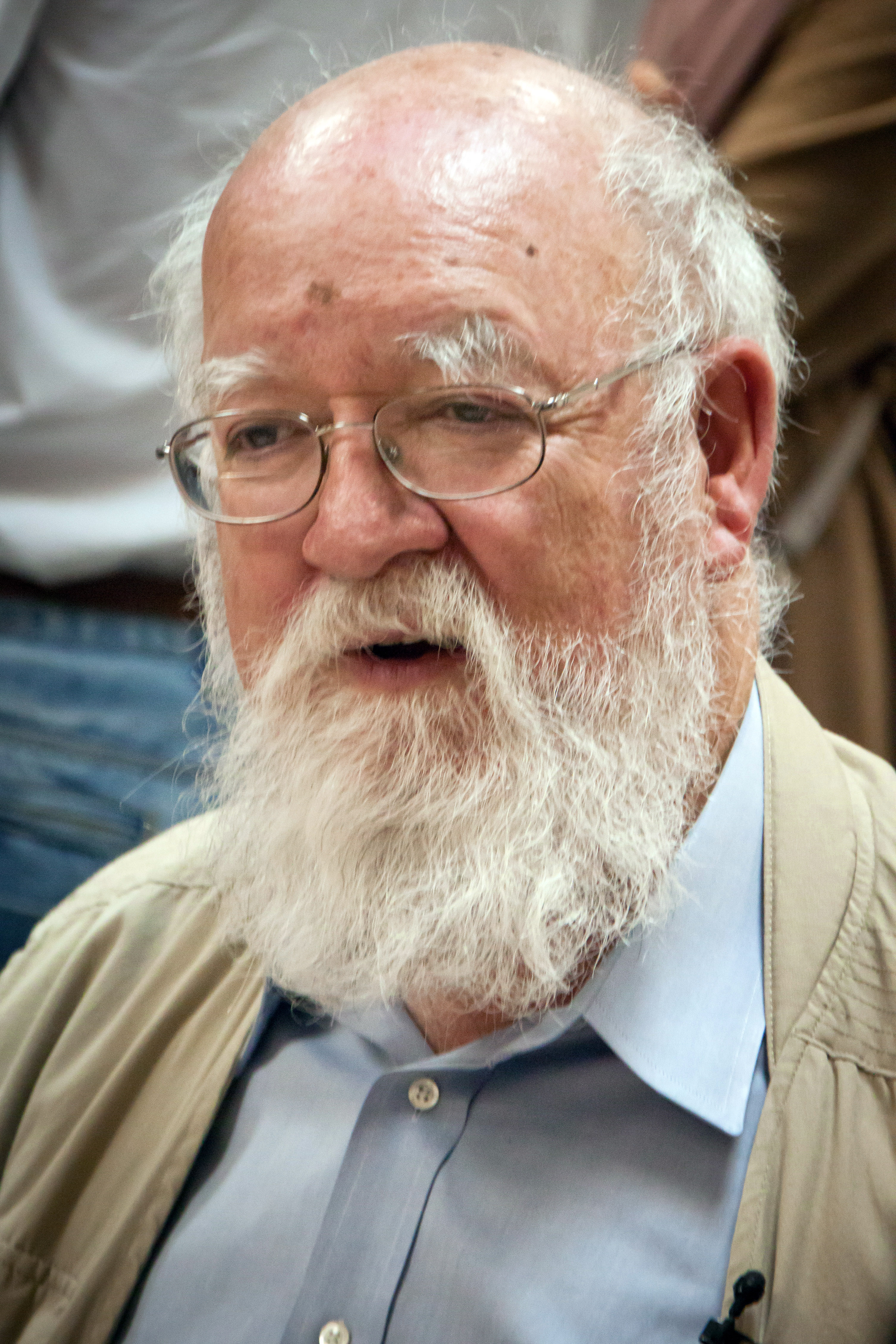
19 aprilie: Daniel Dennett, filozof american
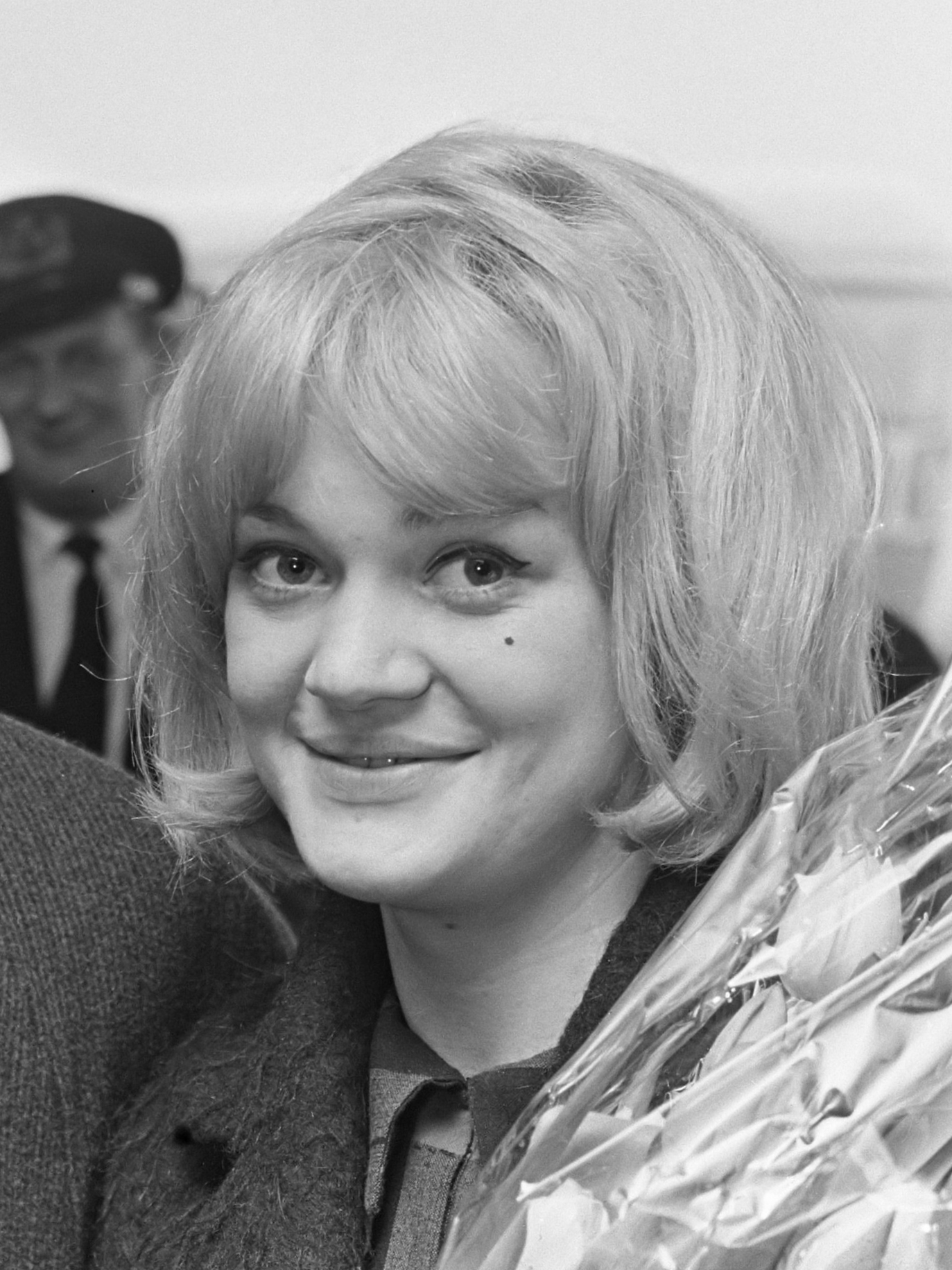
22 aprilie: Hana Brejchová, actriță de film cehă
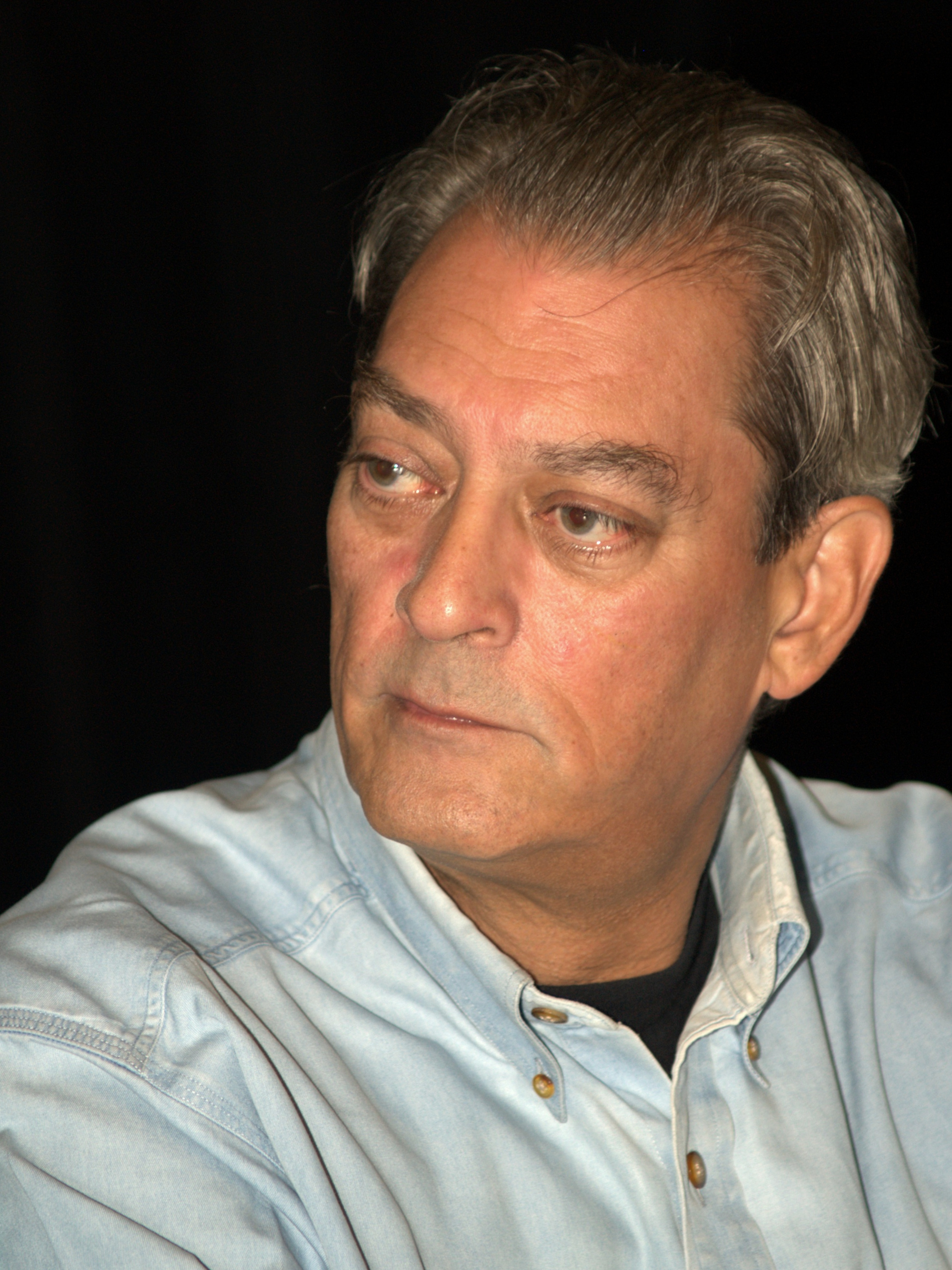
30 aprilie: Paul Auster, eseist, poet, prozator, scenarist și traducător american, de origine evreu
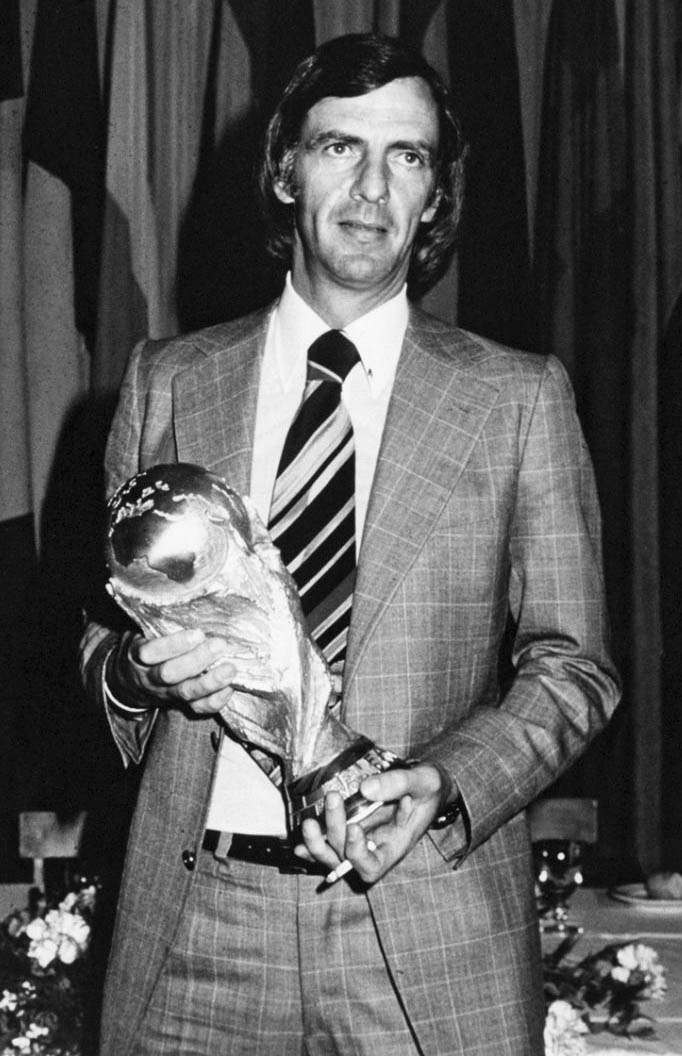
5 mai: César Luis Menotti, fotbalist și antrenor argentinian de fotbal
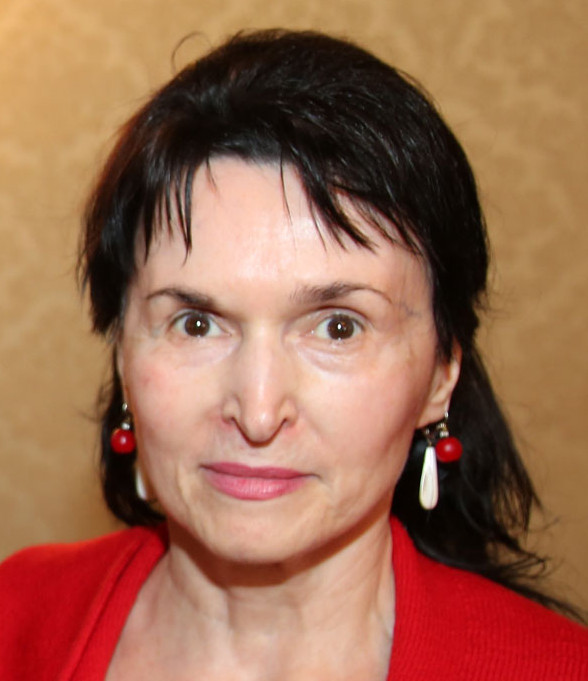
6 mai: Susanna Kubelka, scriitoare austriacă
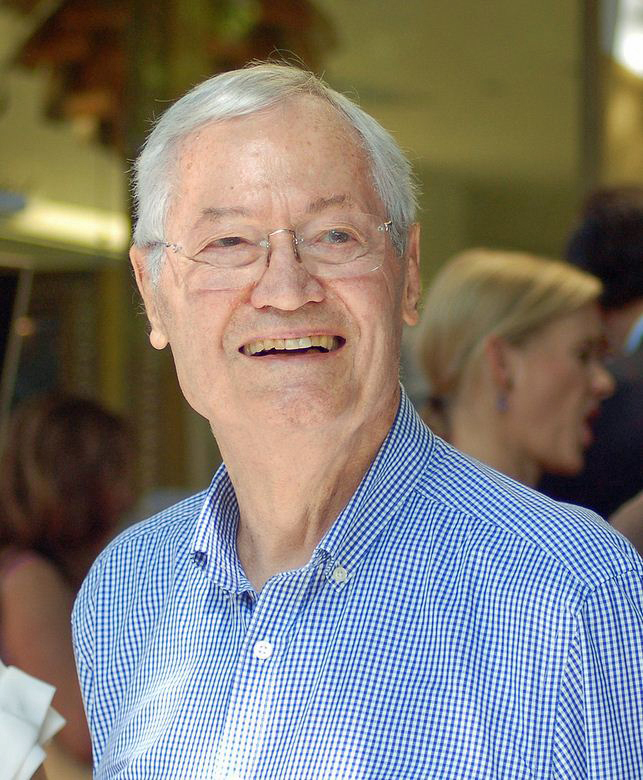
9 mai: Roger Corman, producător și regizor american de filme
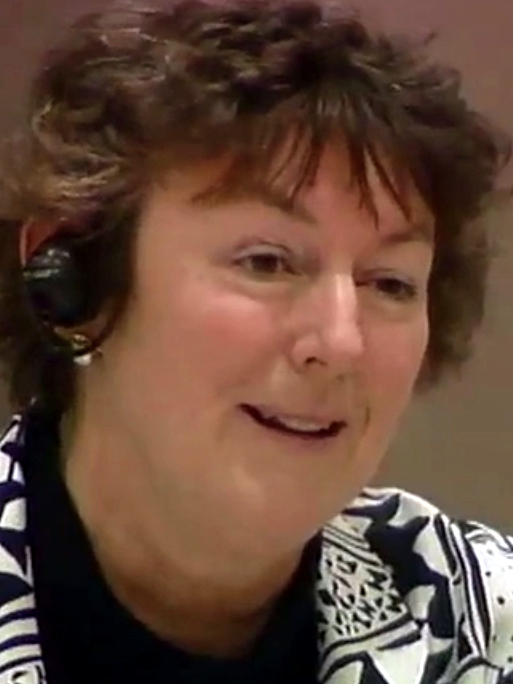
10 mai: Mary Banotti, politiciană irlandeză, membră al Parlamentului European
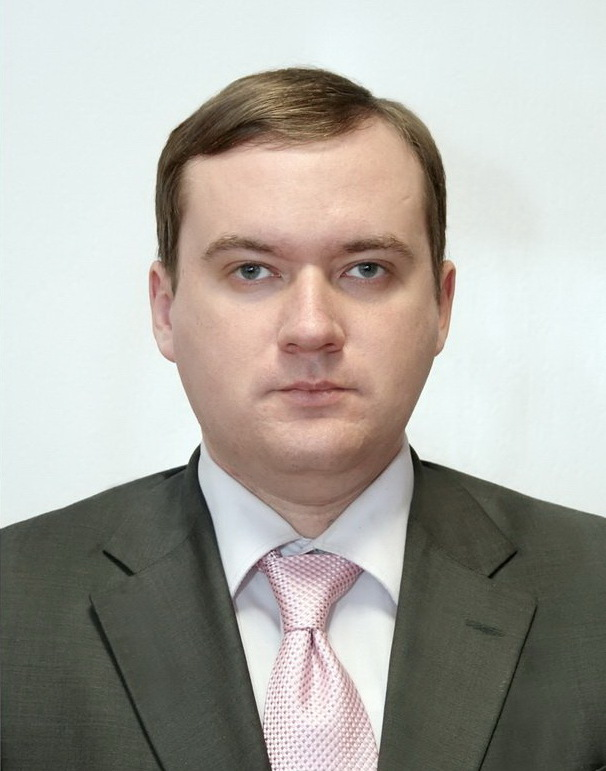
11 mai: Vladimir Iastrebceak, om politic din Transnistria, ministru al afacerilor externe al autoproclamatei Republici Moldovenești Nistrene
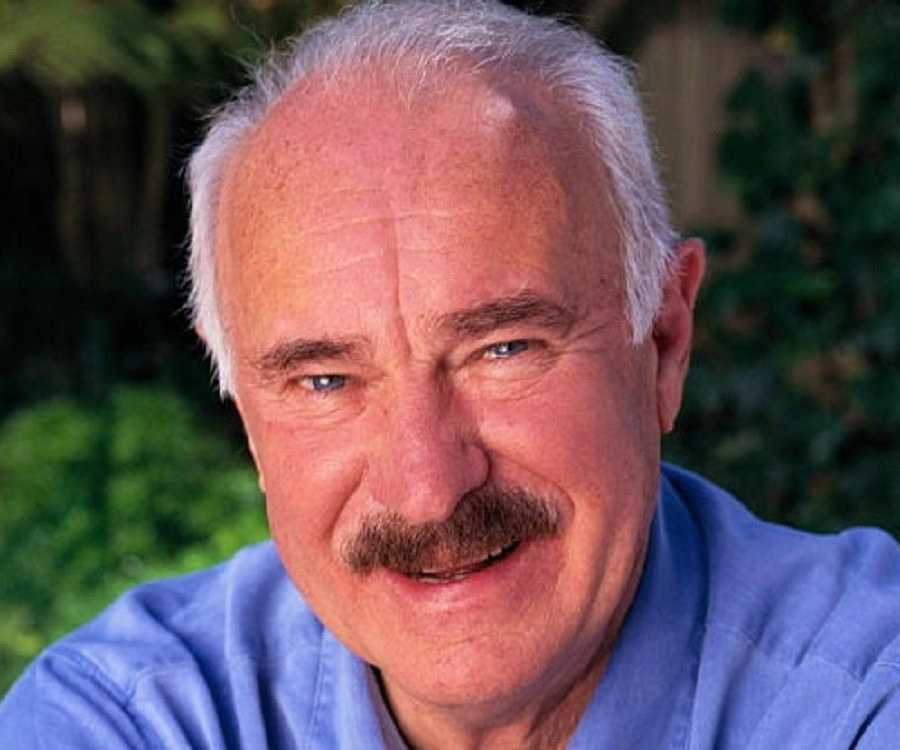
16 mai: Dabney Coleman, actor de film american, laureat al Premiului Emmy, laureat al Premiului Globul de Aur
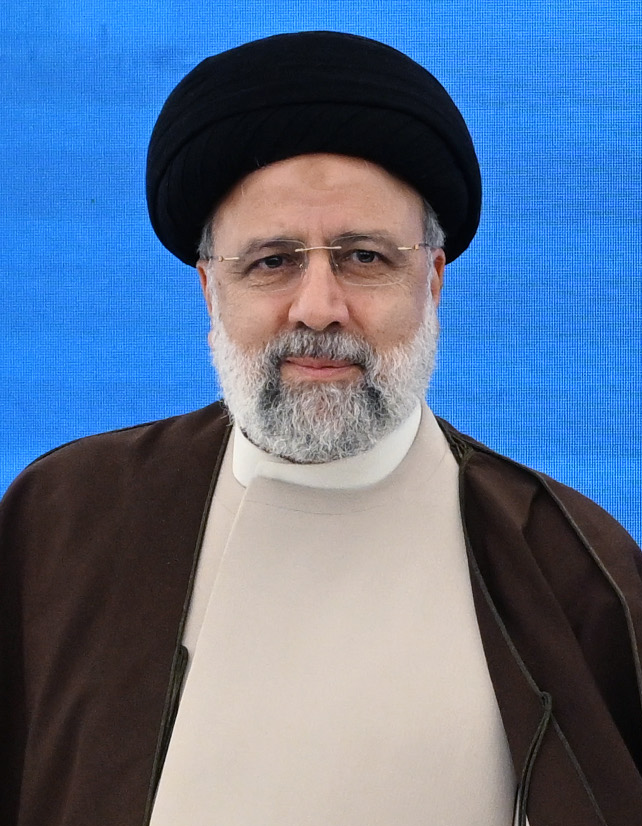
19 mai: Ebrahim Raisi, politician iranian, jurist, președinte al Iranului
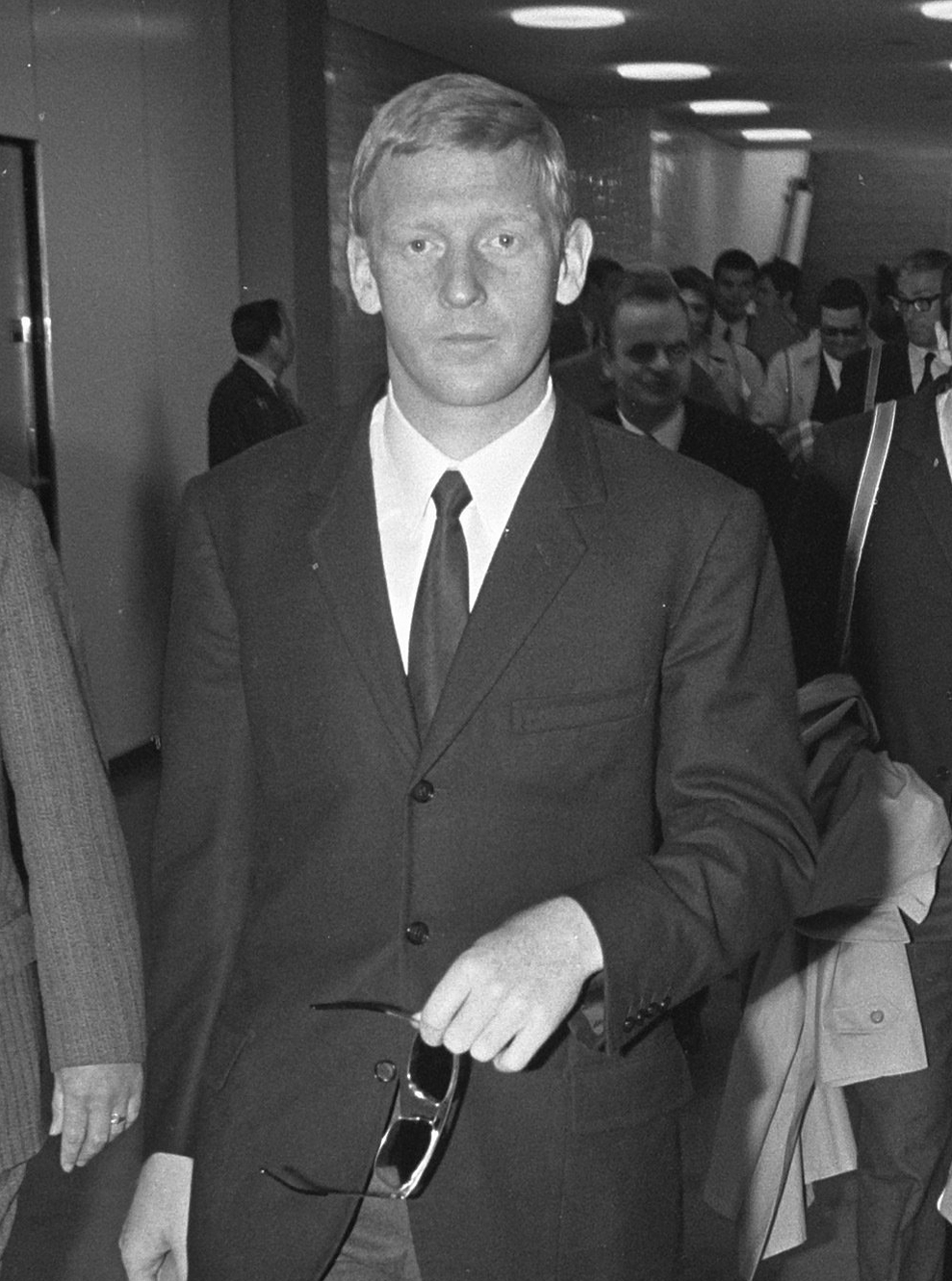
20 mai: Karl-Heinz Schnellinger, jucător de fotbal german
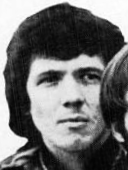
24 mai: Doug Ingle, cântăreț american
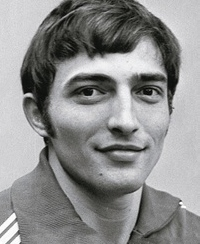
27 mai: Ștefan Birtalan, handbalist român (Steaua București, Minaur Baia Mare), antrenor și personalitate sportivă, medaliat olimpic cu argint
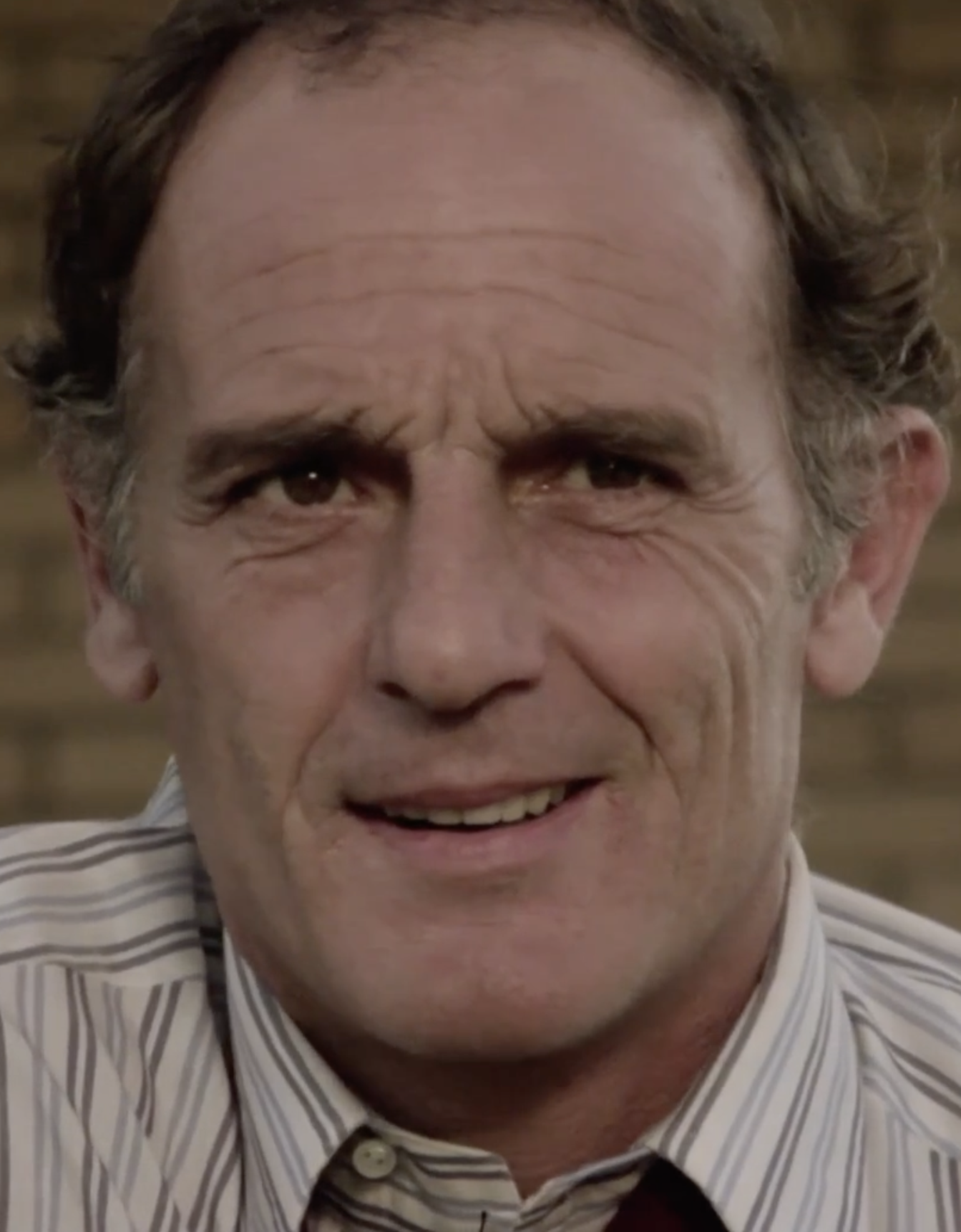
1 iunie: Philippe Leroy, actor francez
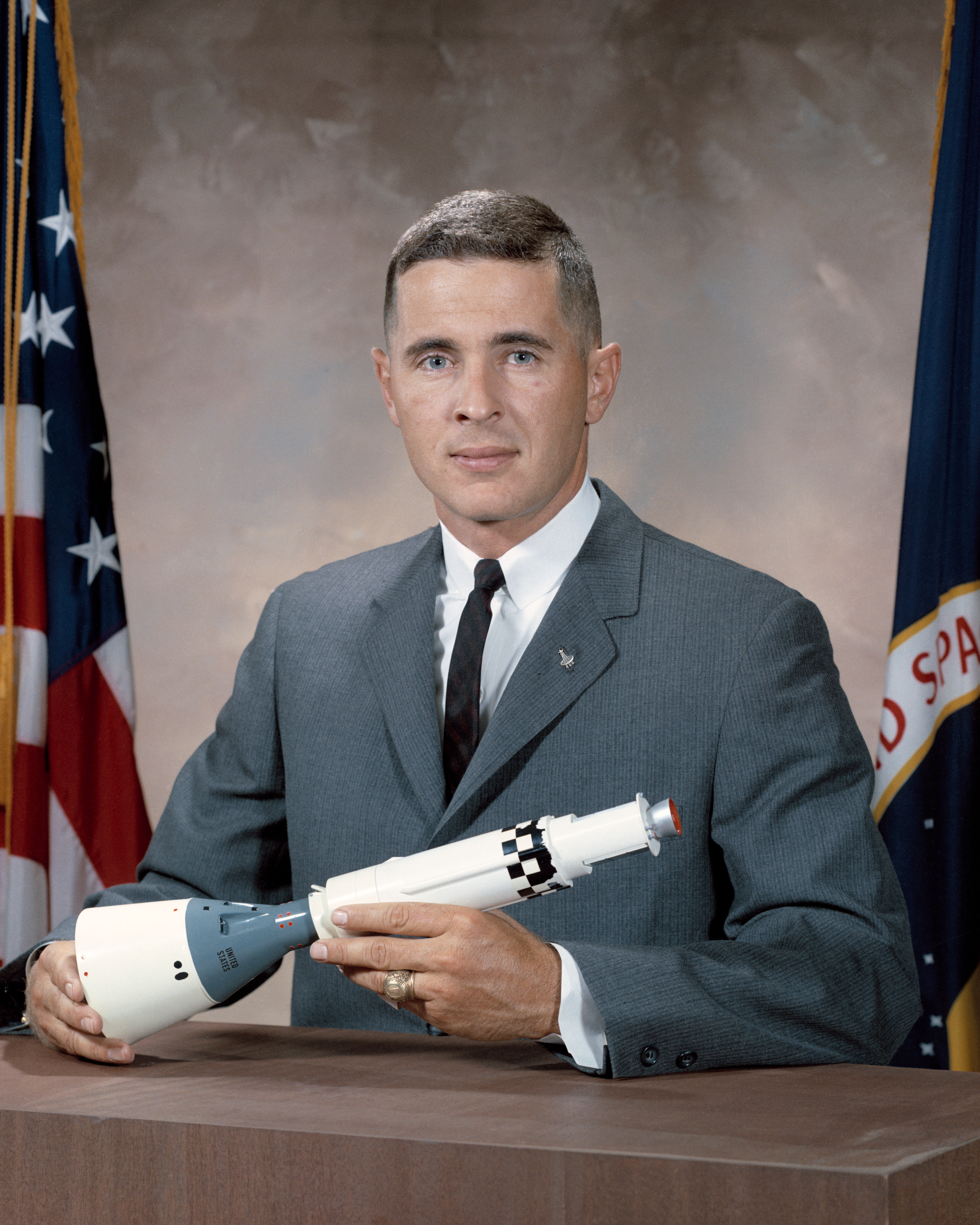
7 iunie: William Anders, ofițer al Forțelelor Aeriene ale Statelor Unite ale Americii, inginer, om de afaceri și astronaut NASA
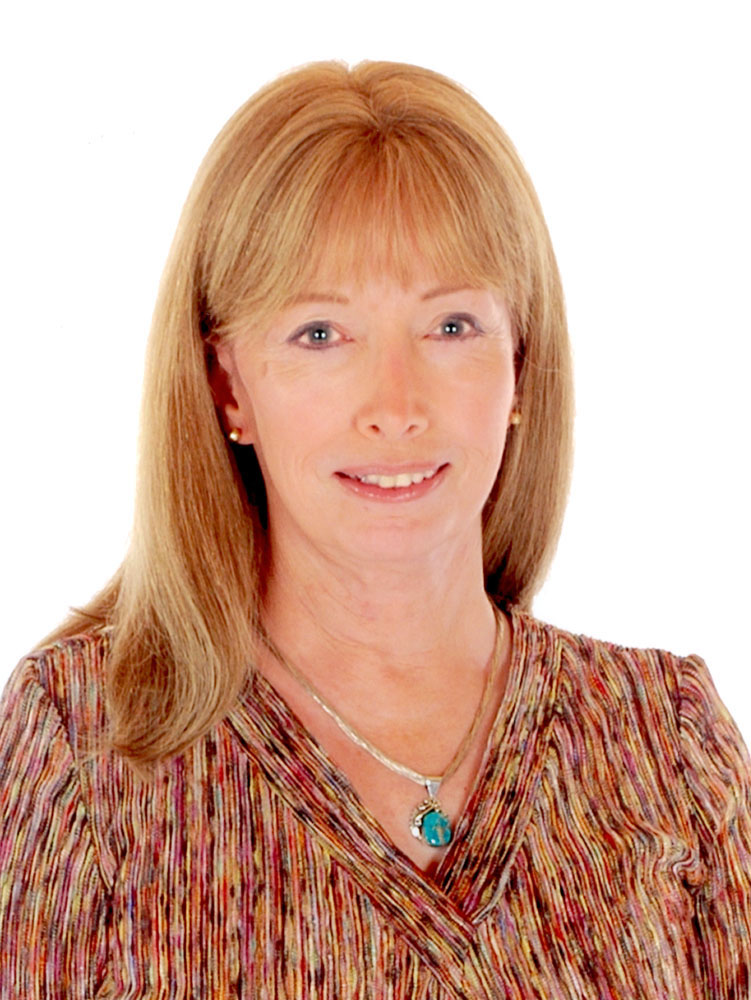
9 iunie: Lynn Conway, specialistă americană în domeniul calculatoarelor, electrotehnicii și activistă pentru drepturile persoanelor transgen
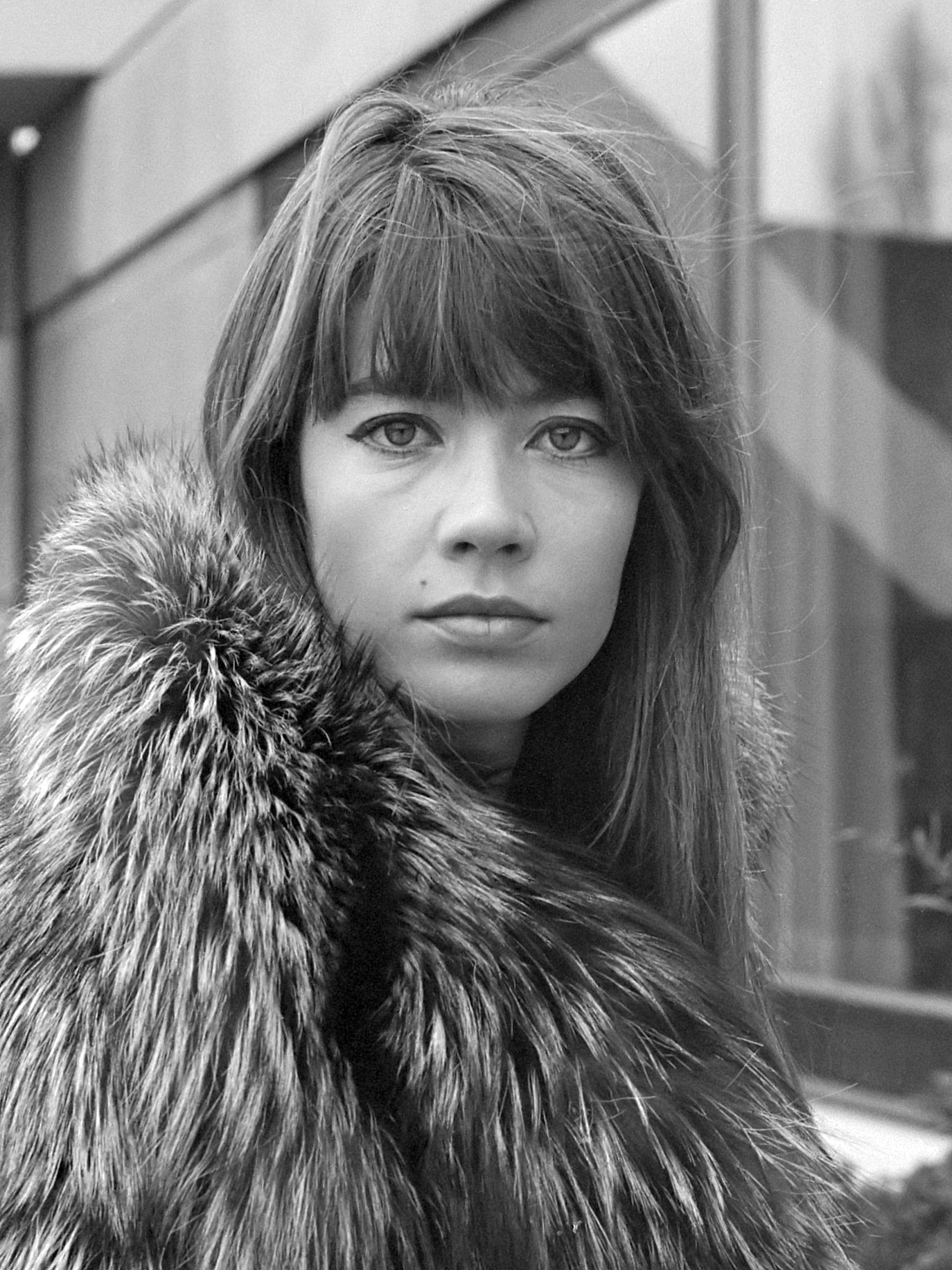
11 iunie: Françoise Hardy, cântăreață și actriță franceză
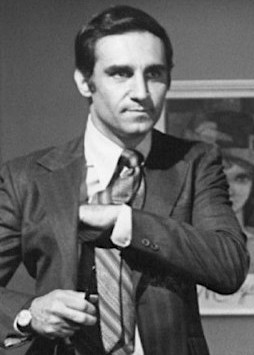
11 iunie: Tony Lo Bianco, actor american de filme și televiziune
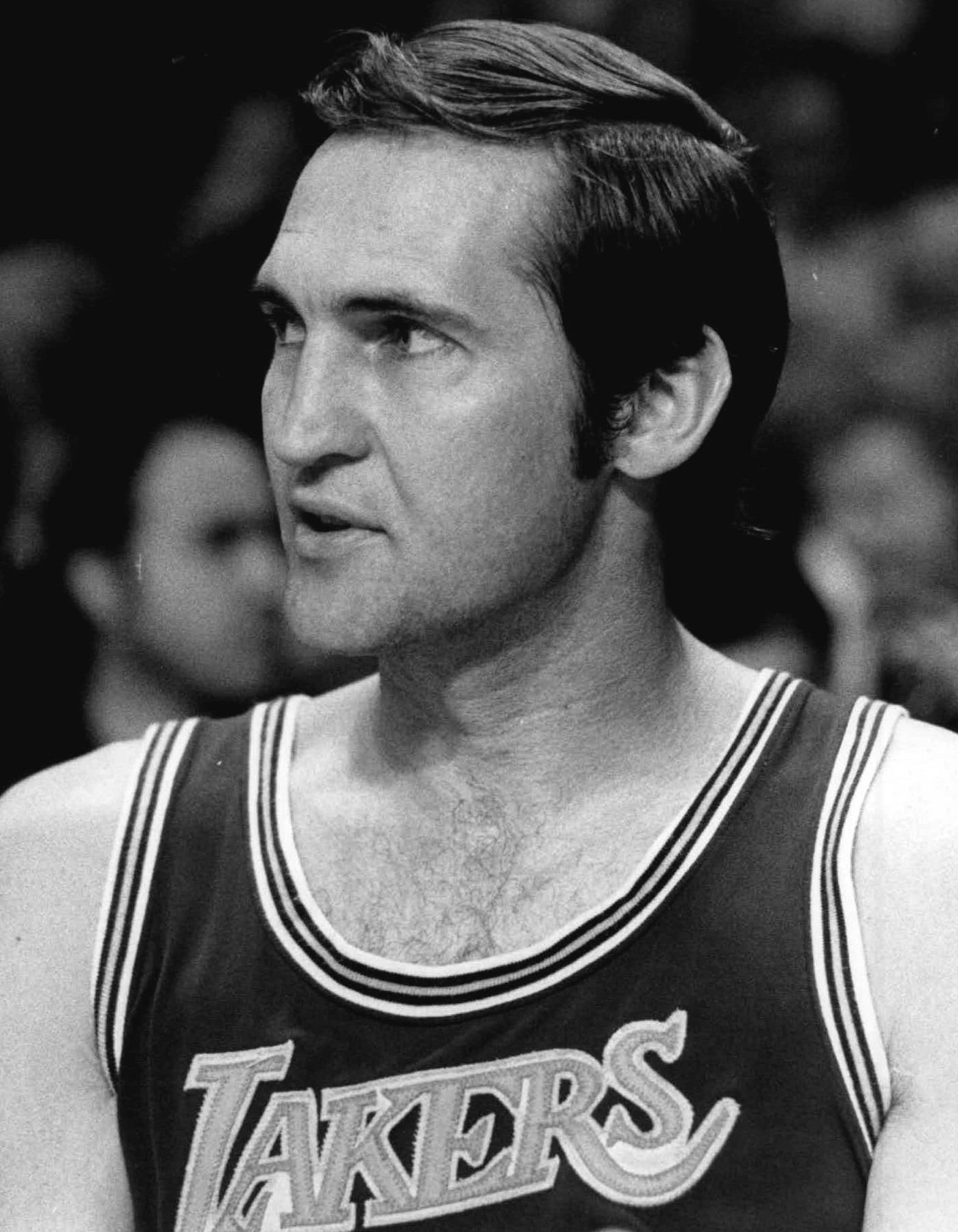
12 iunie: Jerry West, jucător și antrenor american de baschet
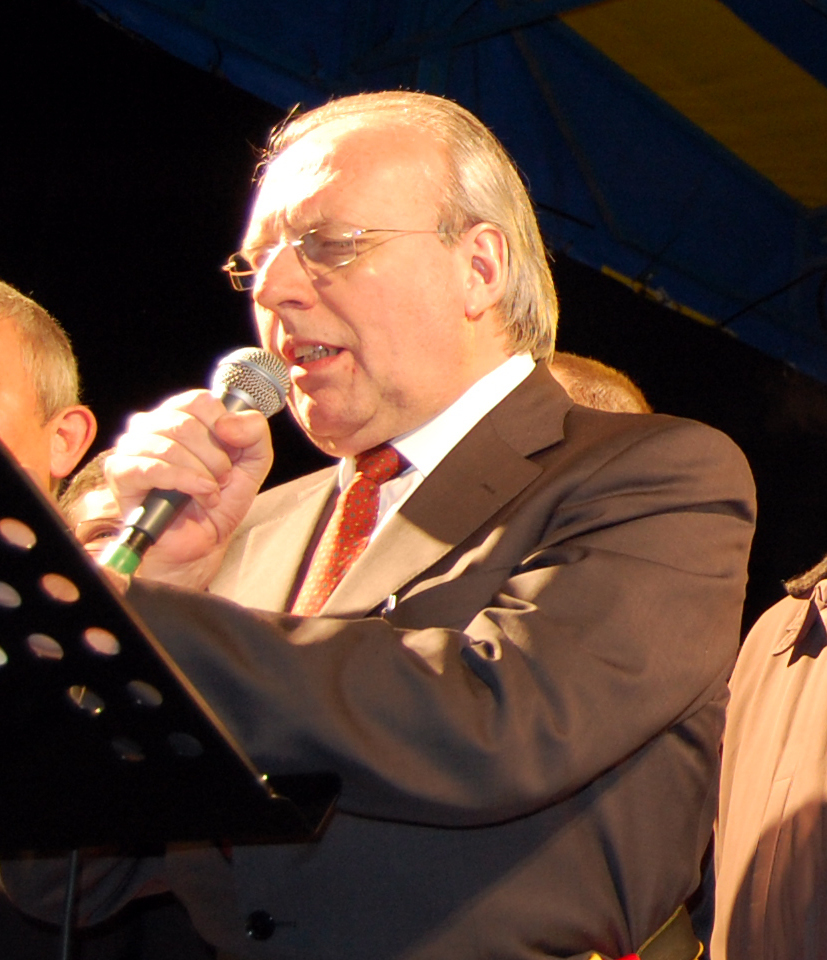
15 iunie: Frederik Willockx, m politic belgian, membru al Parlamentului European
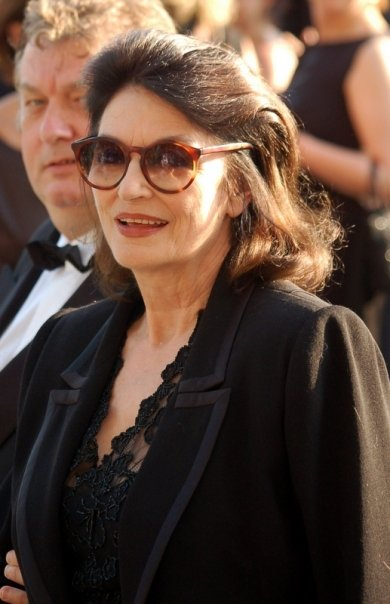
18 iunie: Anouk Aimée, actriță franceză
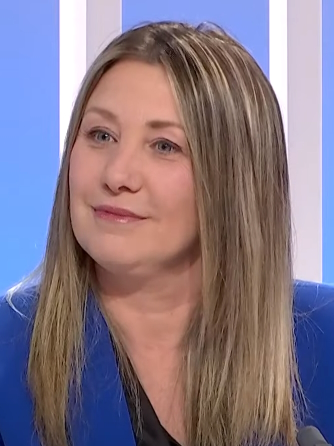
18 iunie: Nathaly Antona, politiciană franceză, membră al Parlamentului European
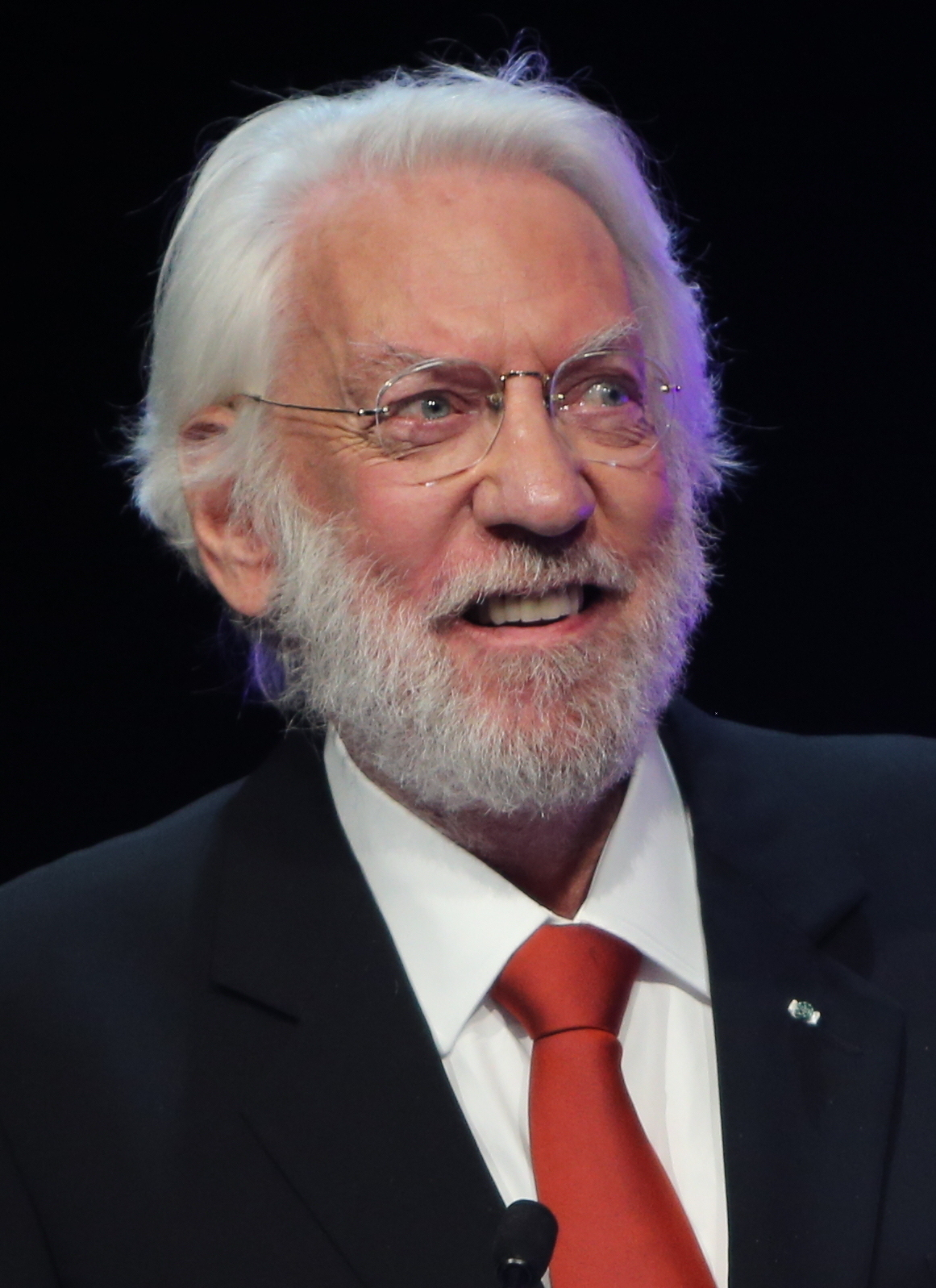
19 iunie: Donald Sutherland, actor canadian (Jocurile foamei)
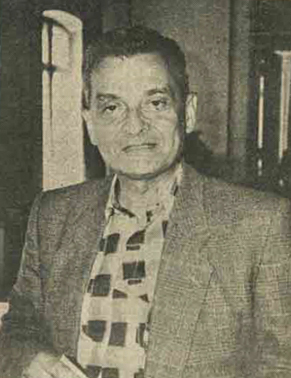
20 iunie: Ion Vianu, medic psihiatru și scriitor român
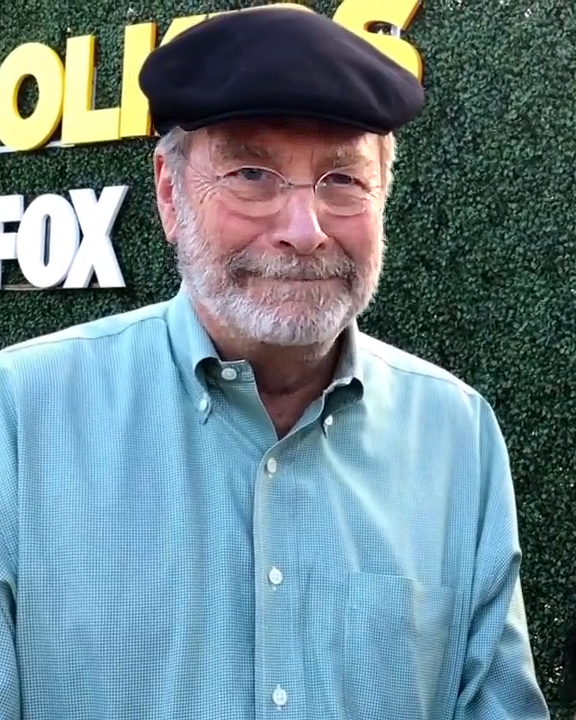
27 iunie: Martin Mull, actor, umorist și pictor american
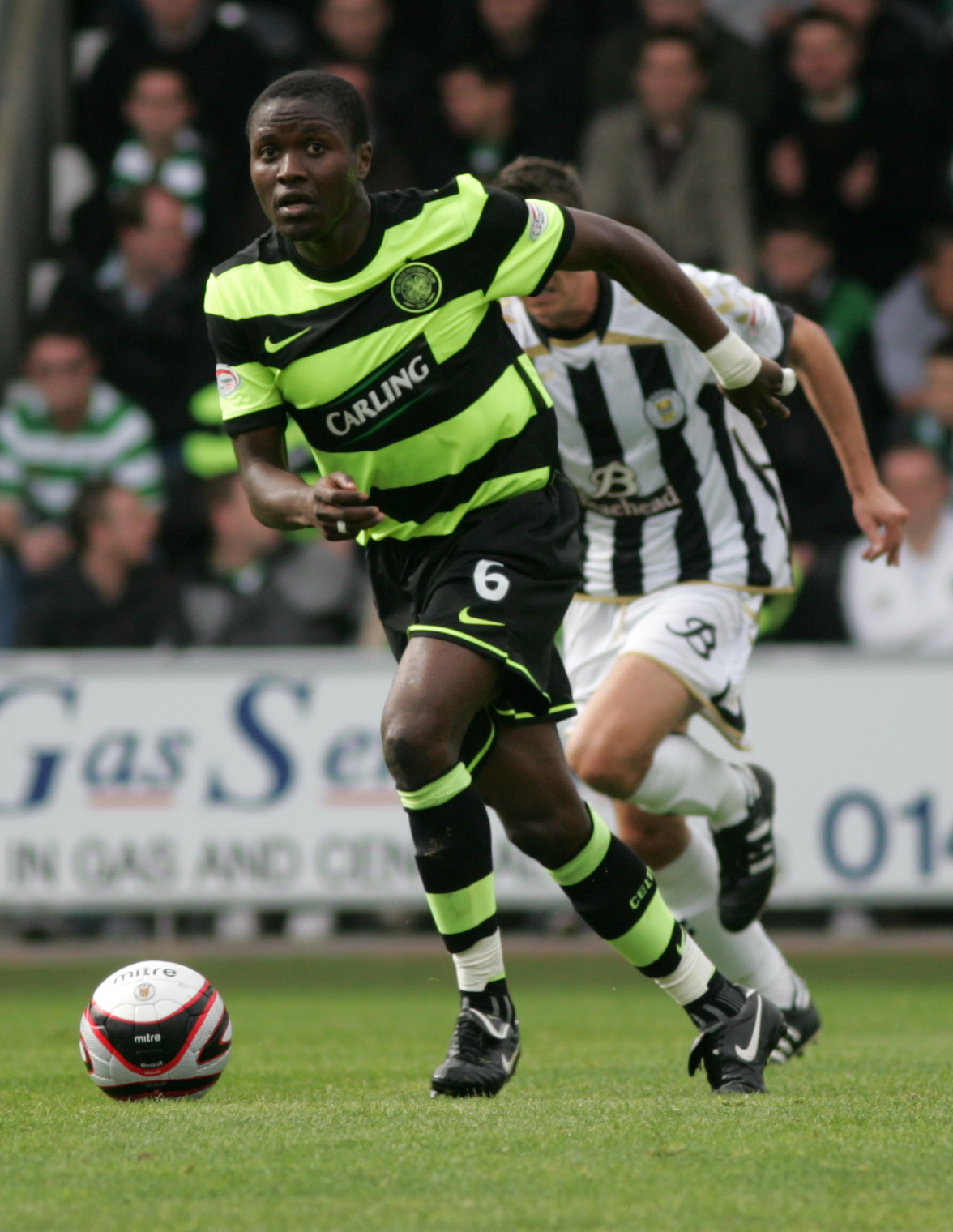
27 iunie: Landry N'Guémo, fotbalist camerunez
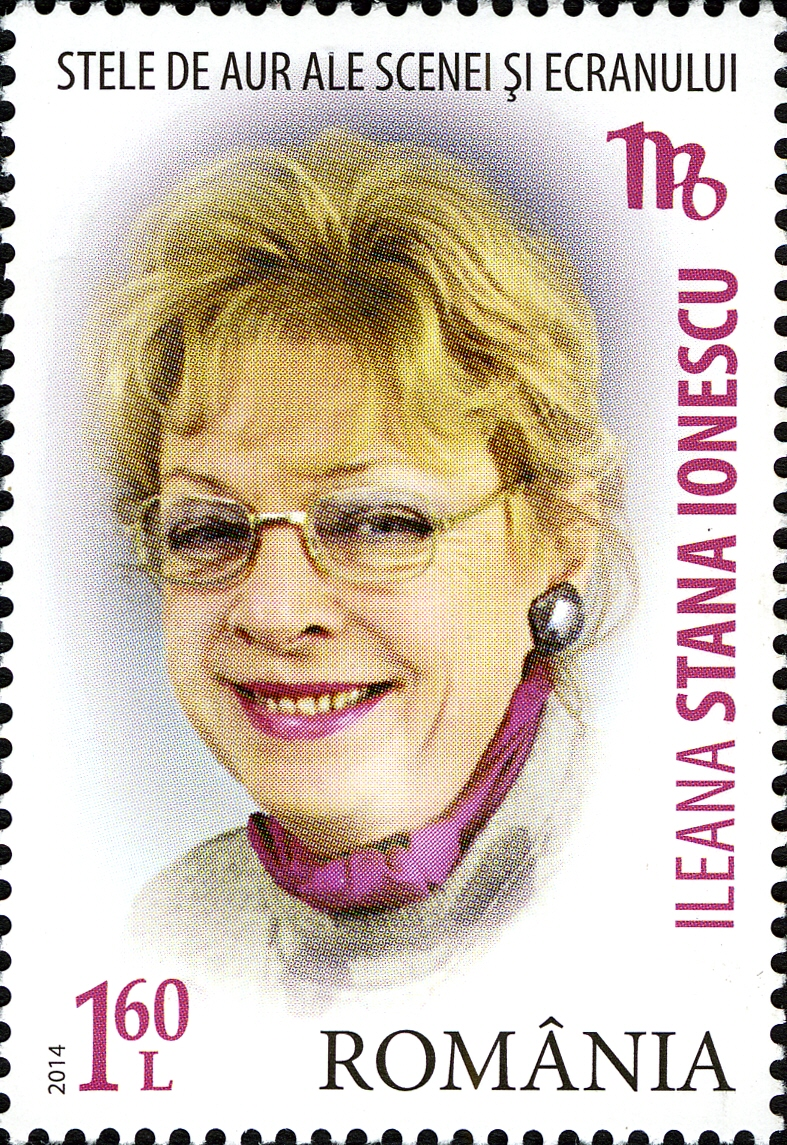
30 iunie: Ileana Stana-Ionescu, actriță română și om politic
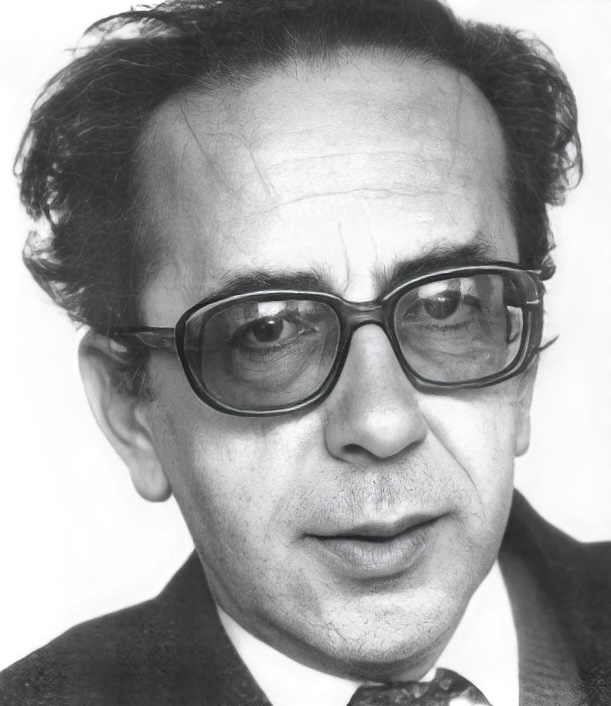
1 iulie: Ismail Kadaré, scriitor albanez
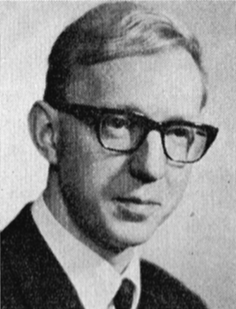
7 iulie: Bengt I. Samuelsson, biochimist suedez, laureat al Premiului Nobel pentru fiziologie sau medicină
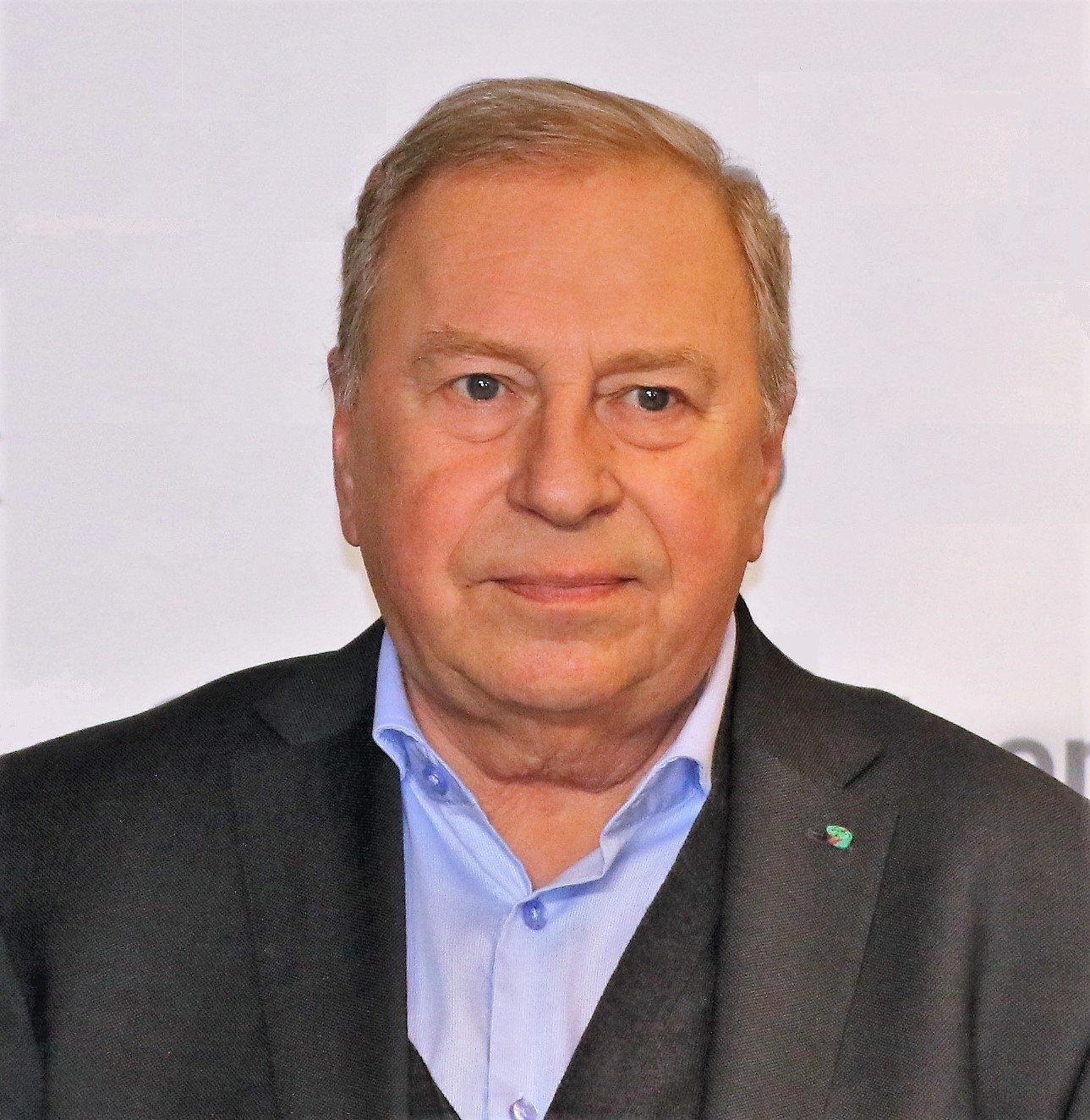
9 iulie: Jerzy Stuhr, actor și regizor polonez
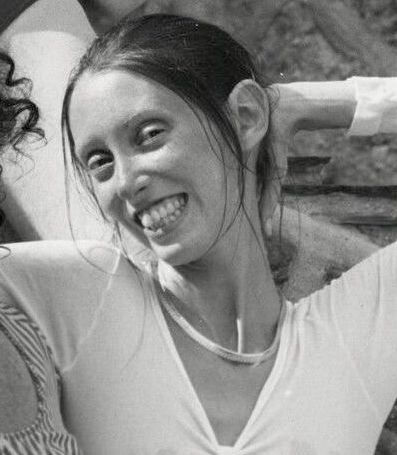
11 iulie: Shelley Duvall, actriță americană de film, televiziune și voce
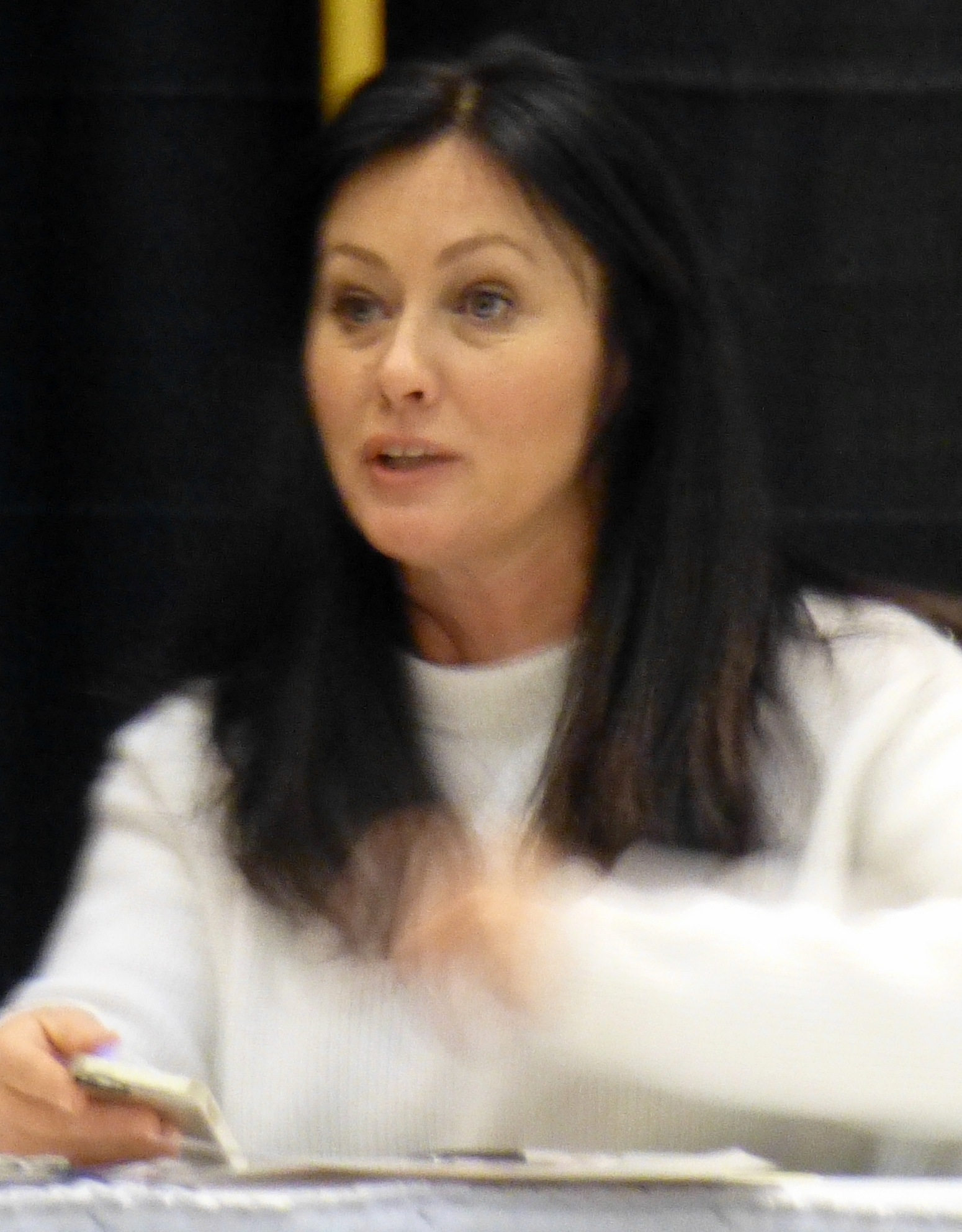
13 iulie: Shannen Doherty, actriță americană
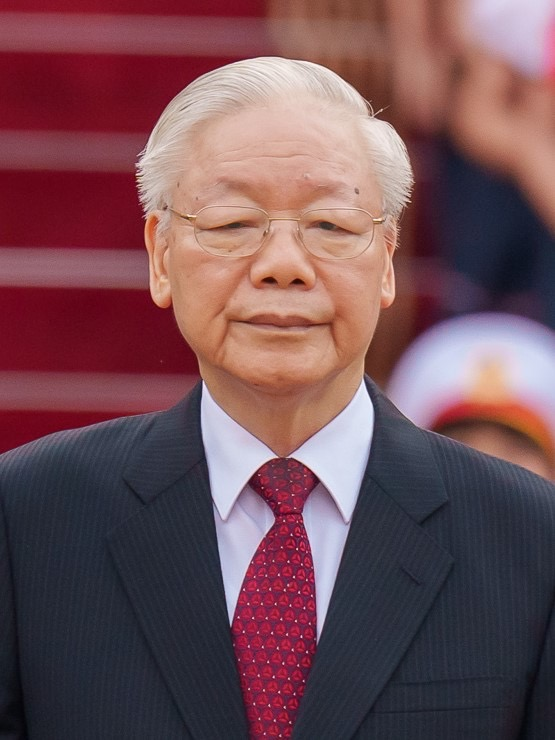
19 iulie: Nguyễn Phú Trọng, politician vietnamez, secretar general al Partidului Comunist din Vietnam, președintele Vietnamului
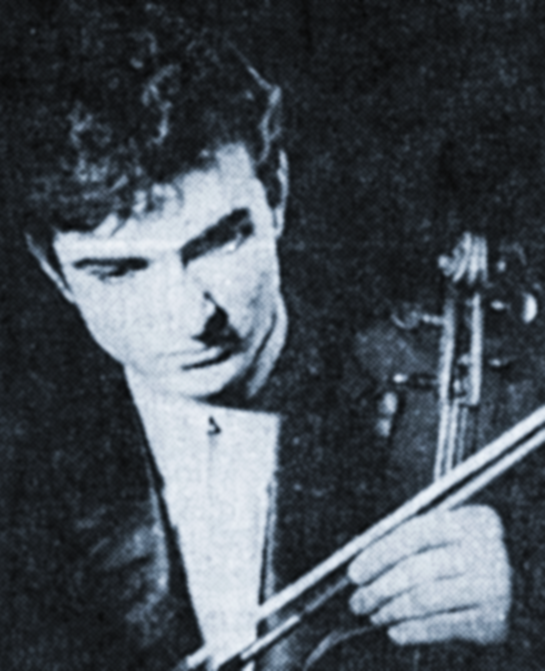
21 iulie: Eugene Sârbu, violonist român
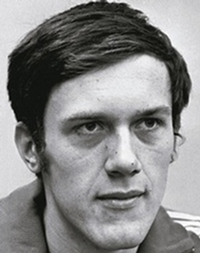
23 iulie: Mircea Grabovschi, handbalist român, campion mondial, vicecampion olimpic
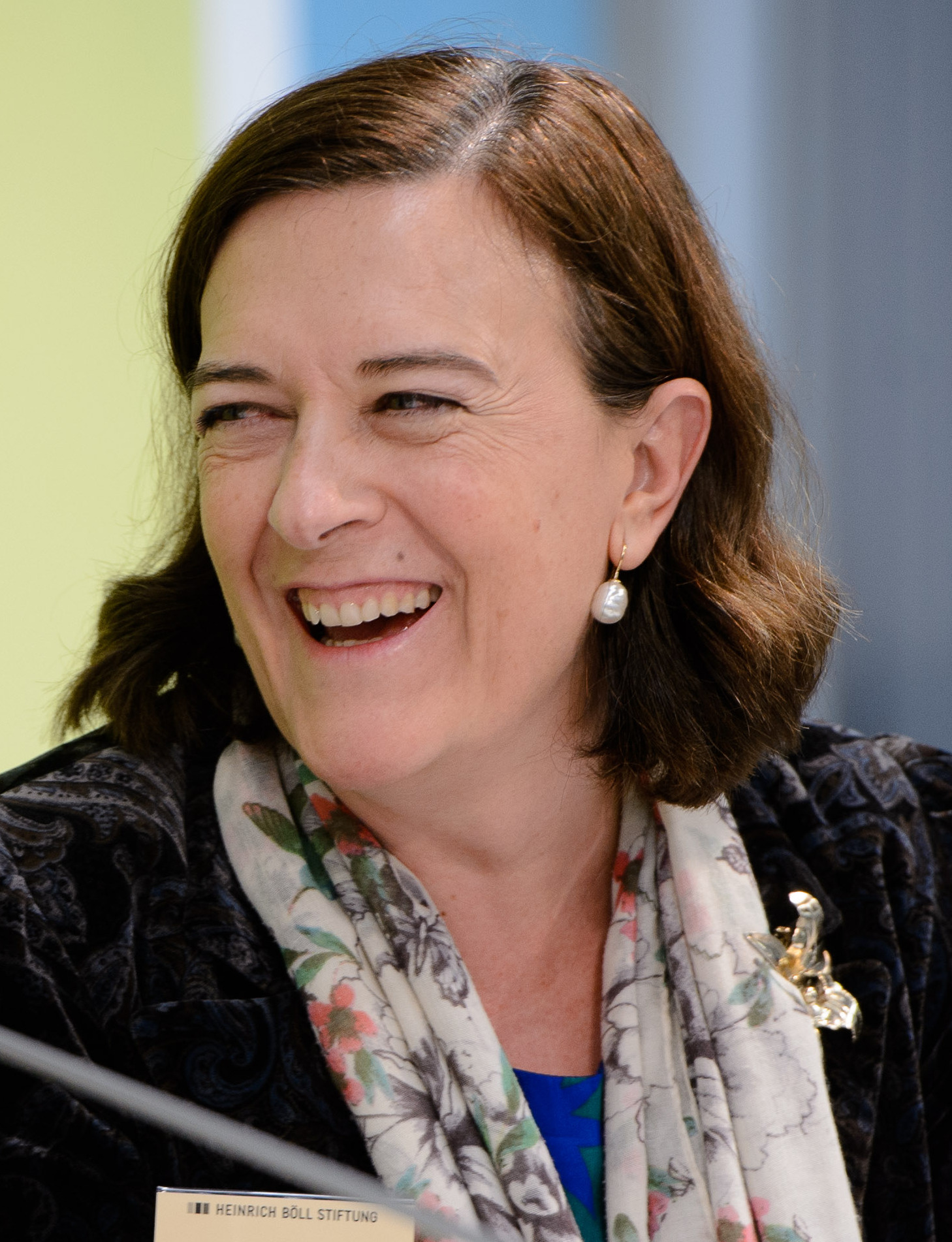
25 iulie: Inés Ayala, politiciană spaniolă, membră al Parlamentului European
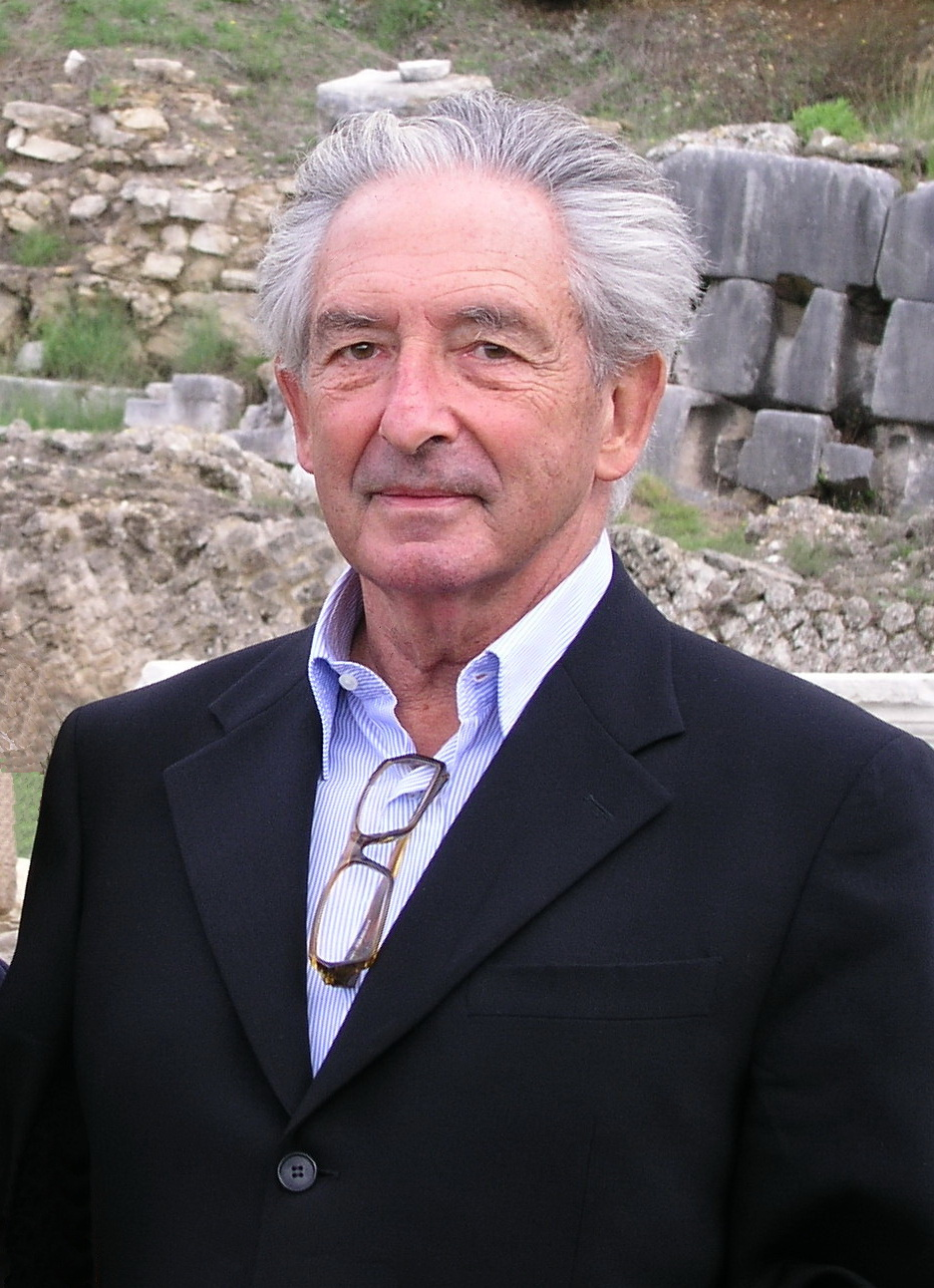
28 iulie: Prințul Michael al Greciei și Danemarcei, prinț, istoric și autor grec
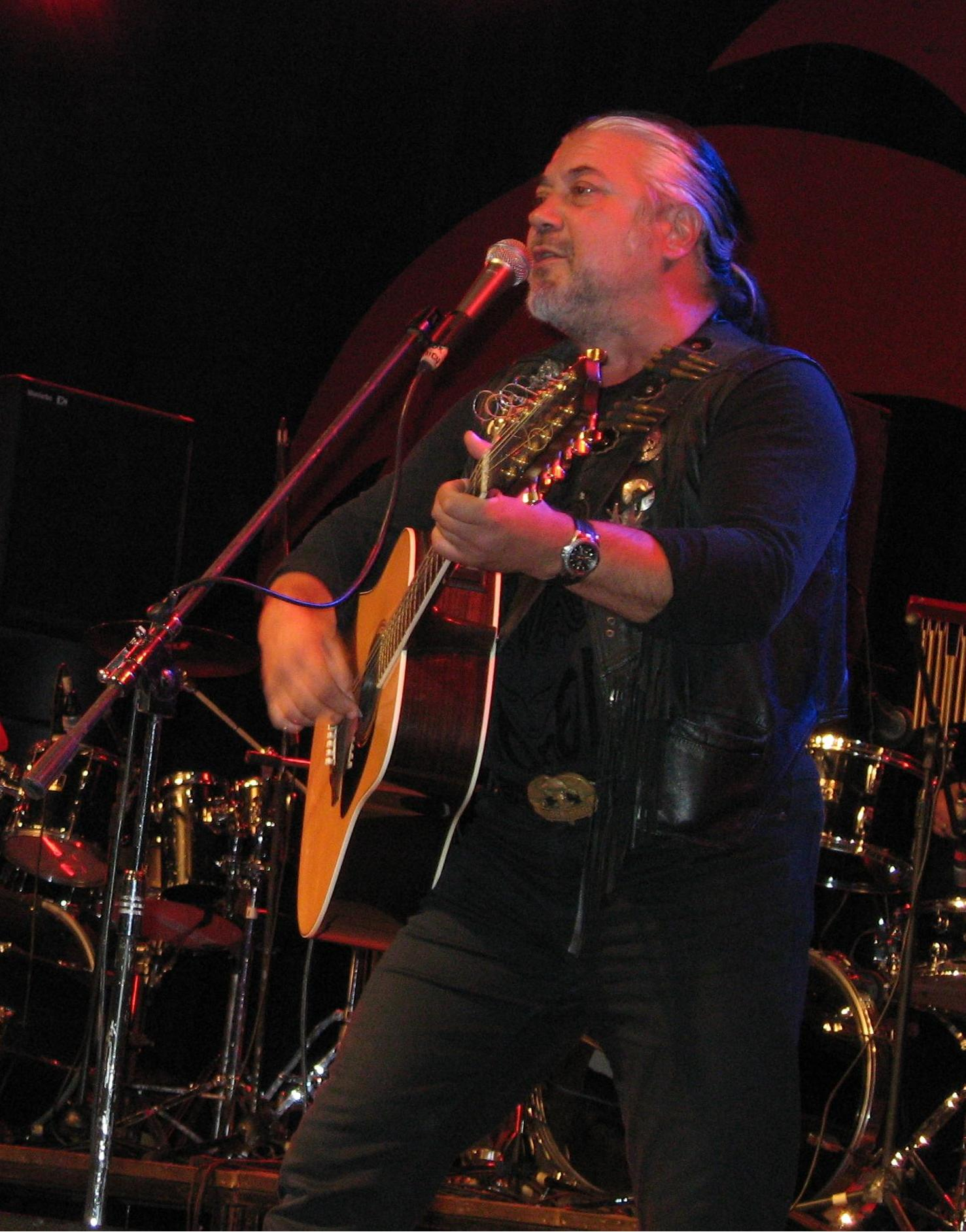
2 august: Nicu Covaci, compozitor, cântăreț, chitarist, pictor și grafician român, fondator și lider al formației Phoenix
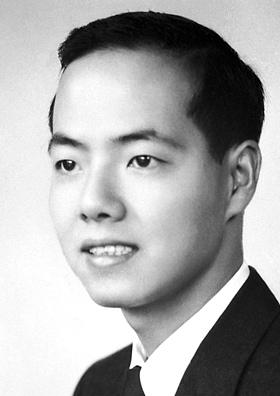
4 august: Tsung-Dao Lee, fizician american de origine chineză, laureat al Premiului Nobel
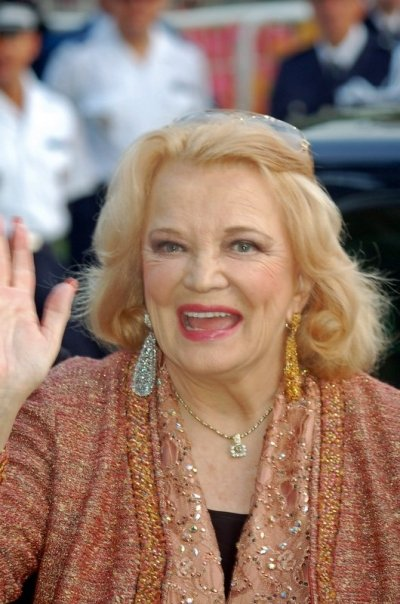
14 august: Gena Rowlands, actriță americană
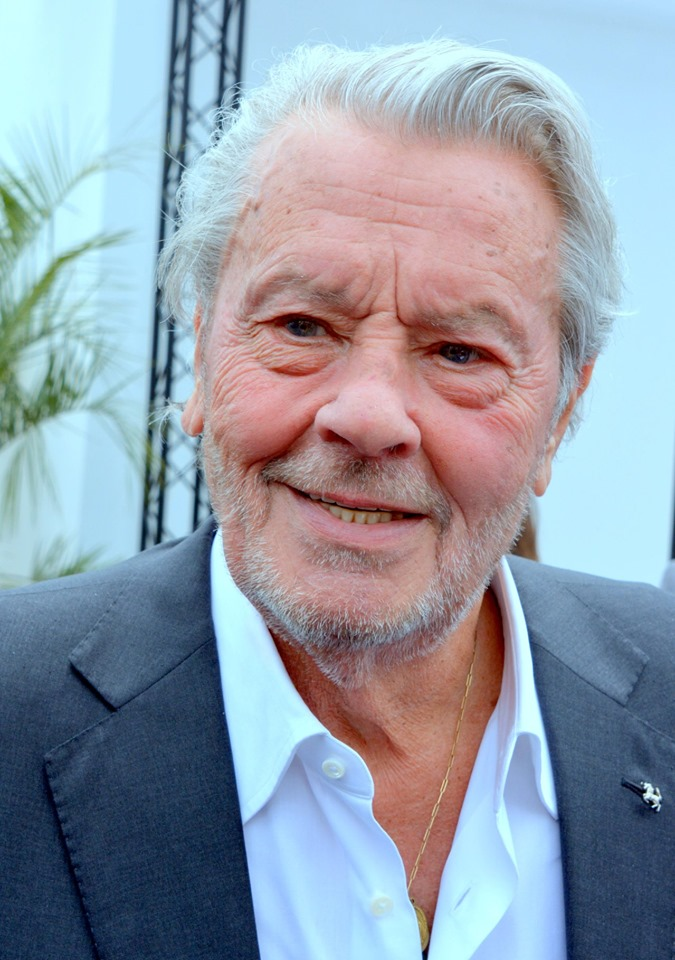
18 august: Alain Delon, actor și producător francez, sex simbol al anilor '60, '70 și '80
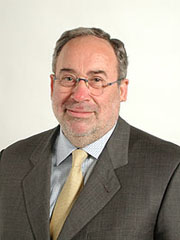
23 august: Ottaviano Del Turco, om politic italian, membru al Parlamentului European
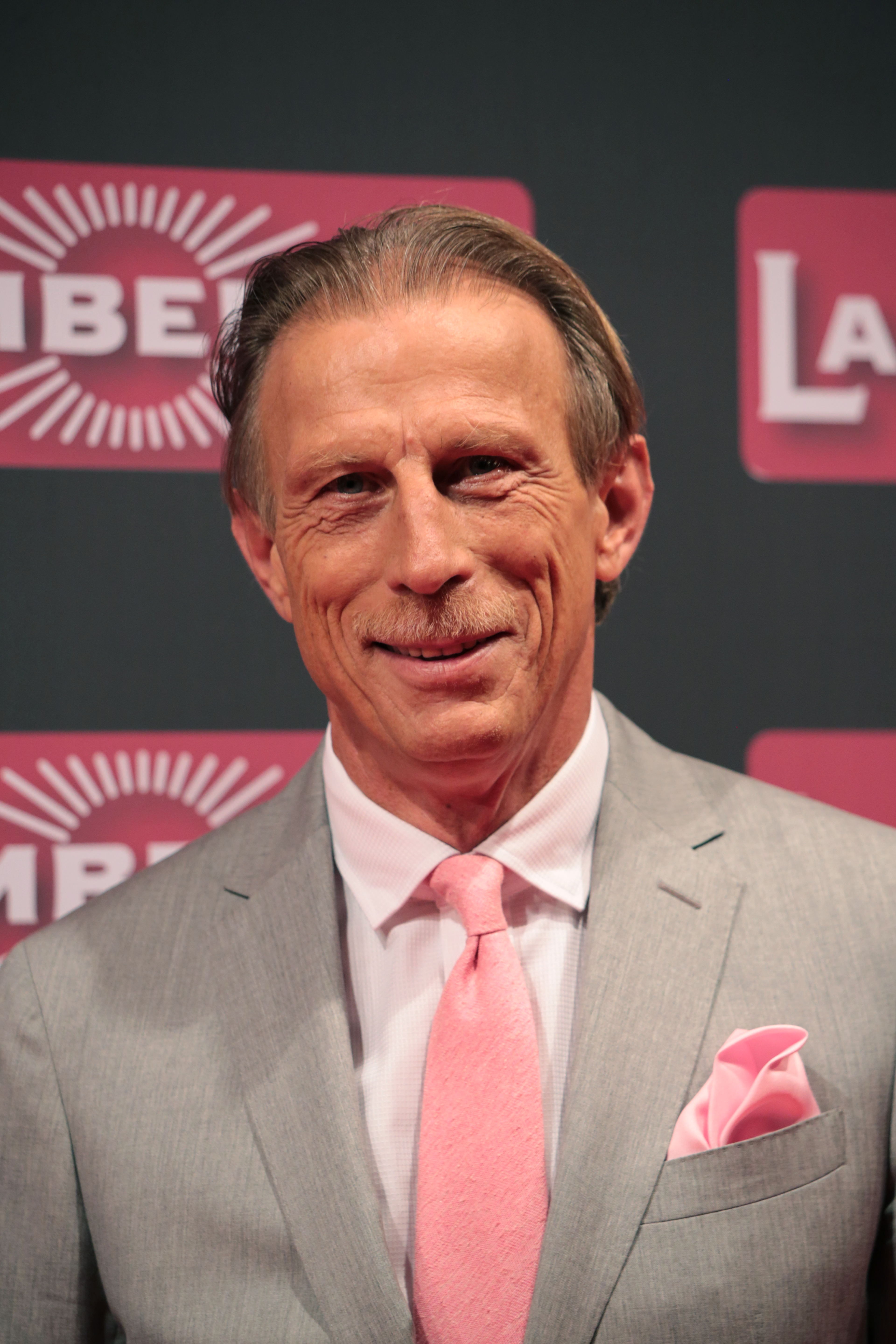
24 august: Christoph Daum, antrenor și fotbalist german, selecționer al României
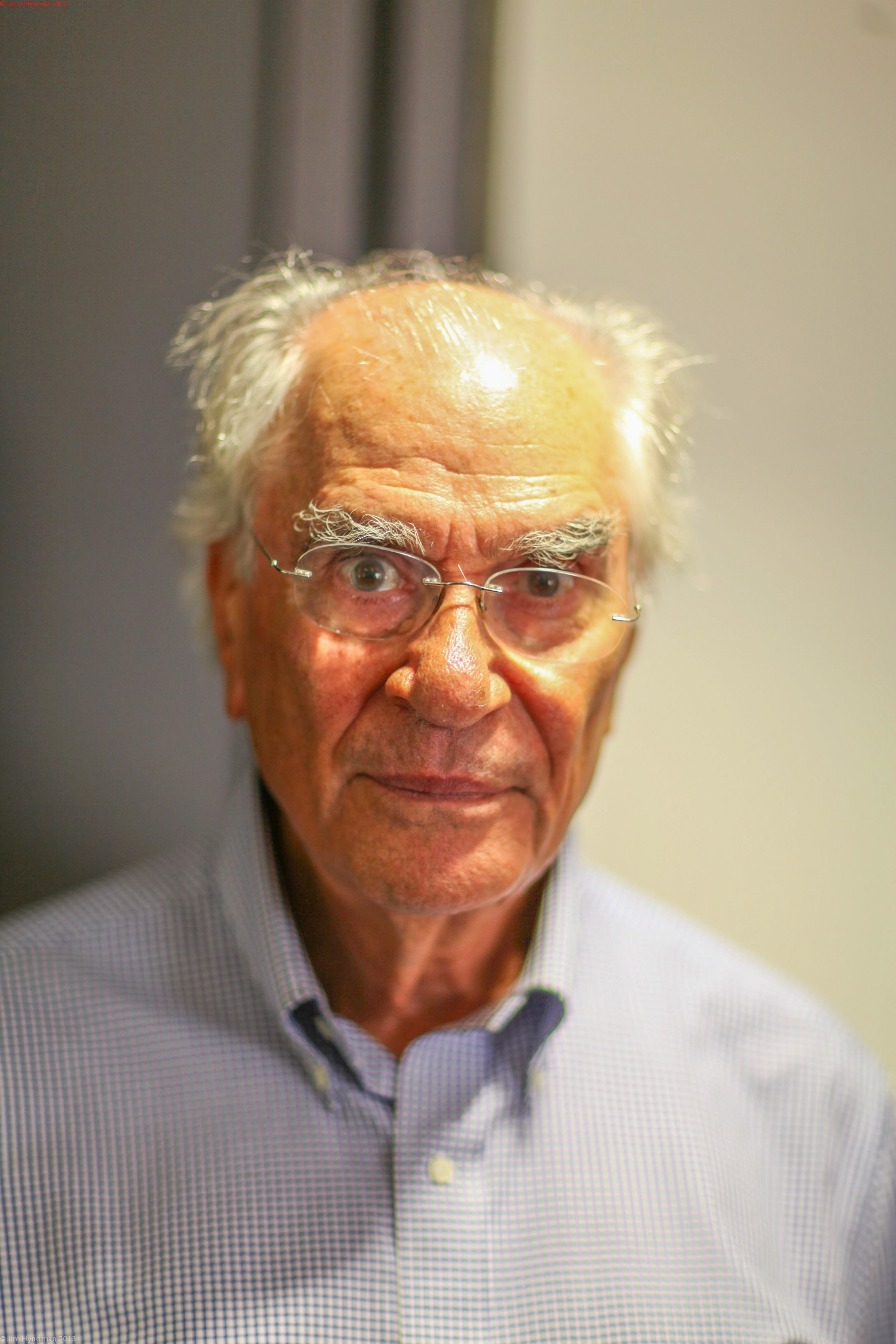
24 august: Christos Yannaras, filozof și teolog al Bisericii Greciei
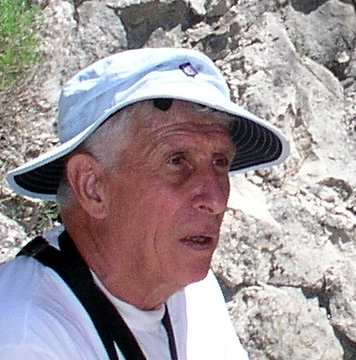
25 august: Michel Siffre, speolog francez, aventurier și om de știință
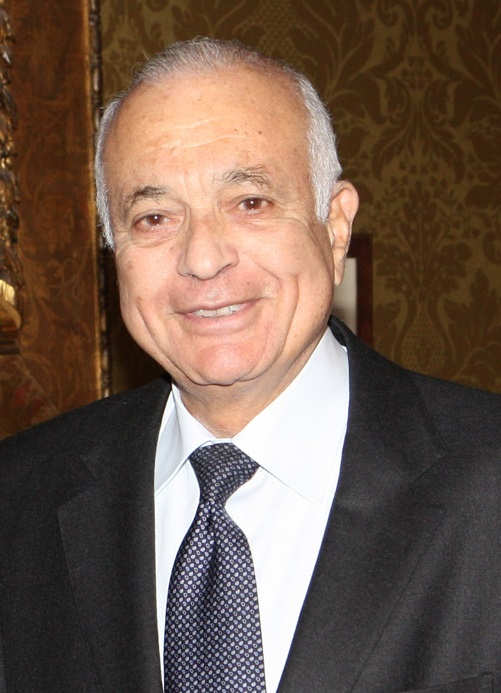
26 august: Nabil Elaraby, politician egiptean, secretar general al Ligii Arabe
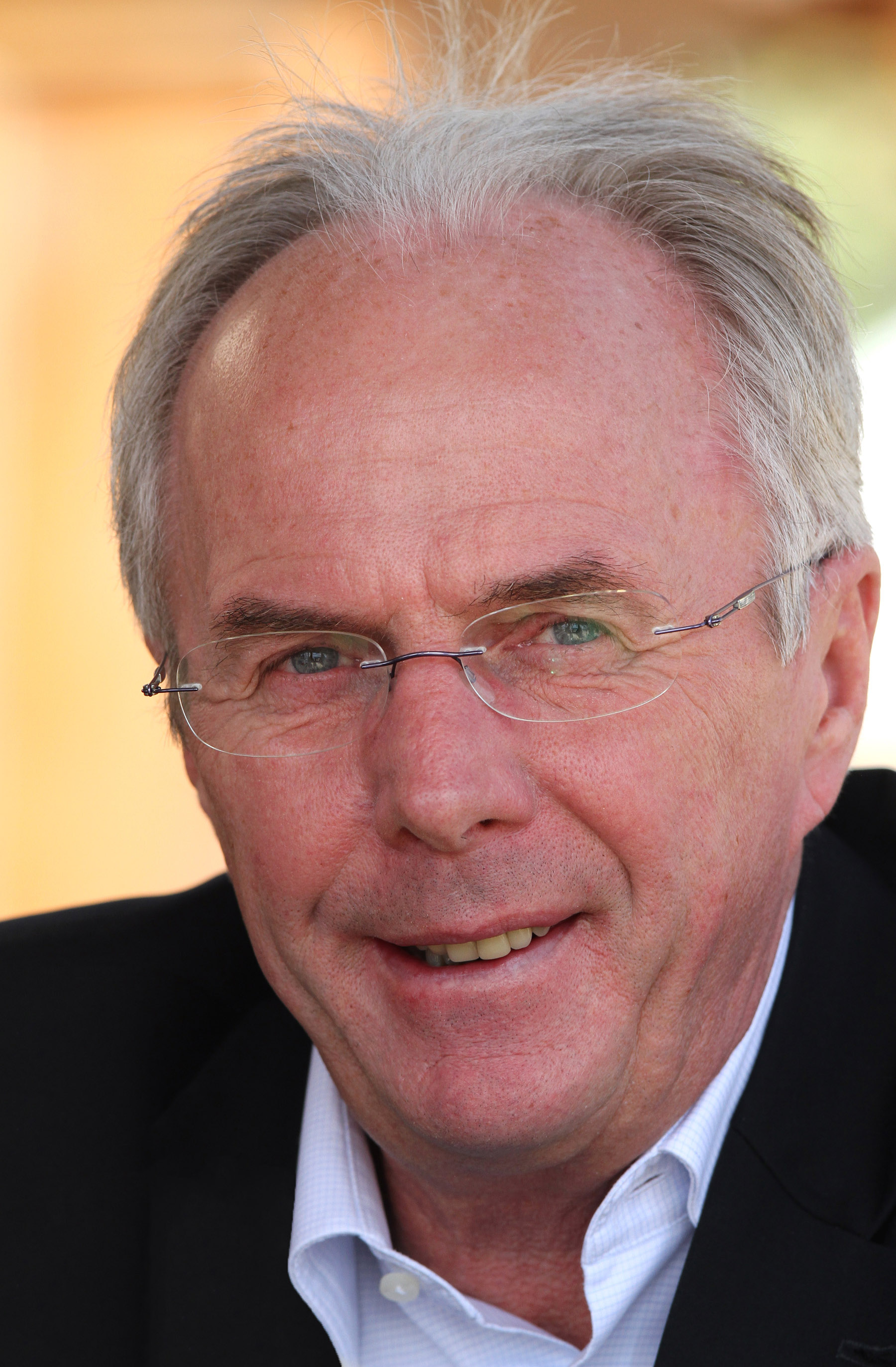
26 august: Sven-Göran Eriksson, antrenor suedez de fotbal
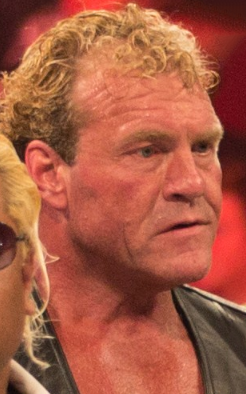
26 august: Sid Eudy, wrestler american
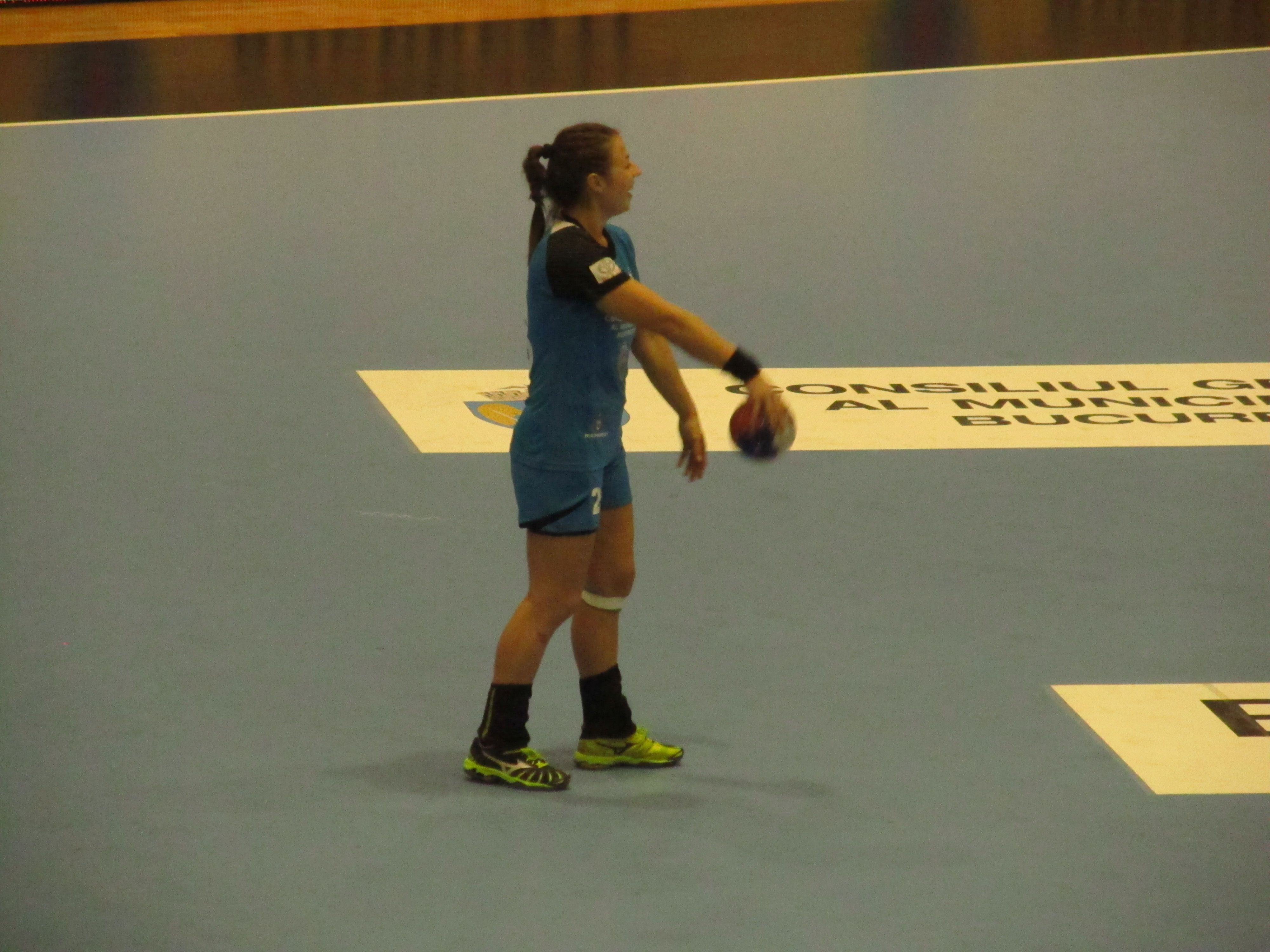
28 august: Irina Glibko, handbalistă ucraineană
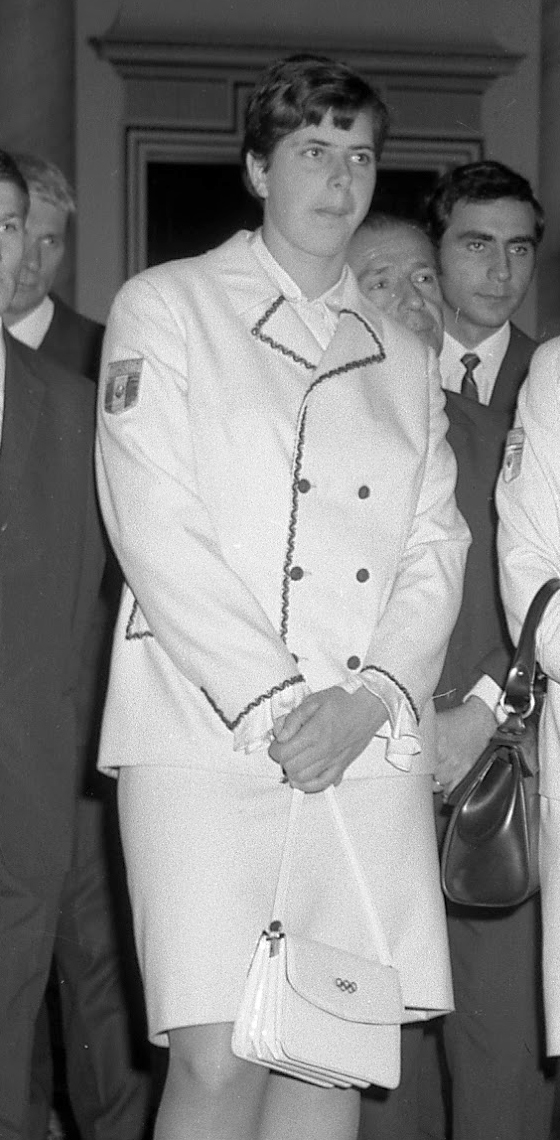
29 august: Mihaela Peneș, atletă română, campioană olimpică, vicecampioană olimpică
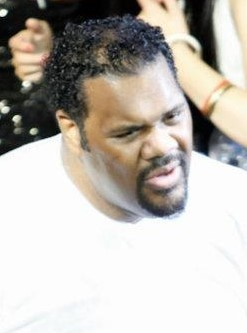
30 august: Fatman Scoop, rapper american
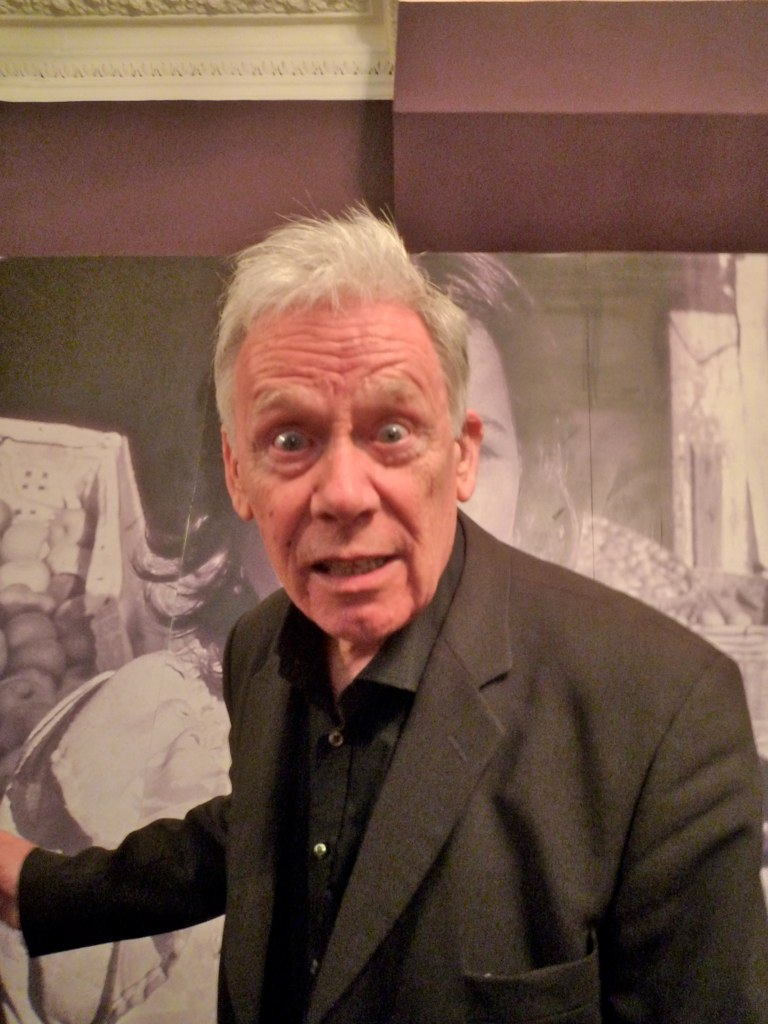
5 septembrie: Herbie Flowers, muzician englez
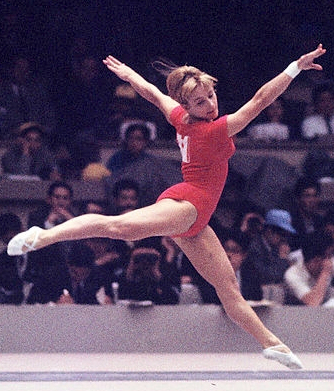
6 septembrie: Sonia Iovan-Inovan, medaliată olimpică cu bronz
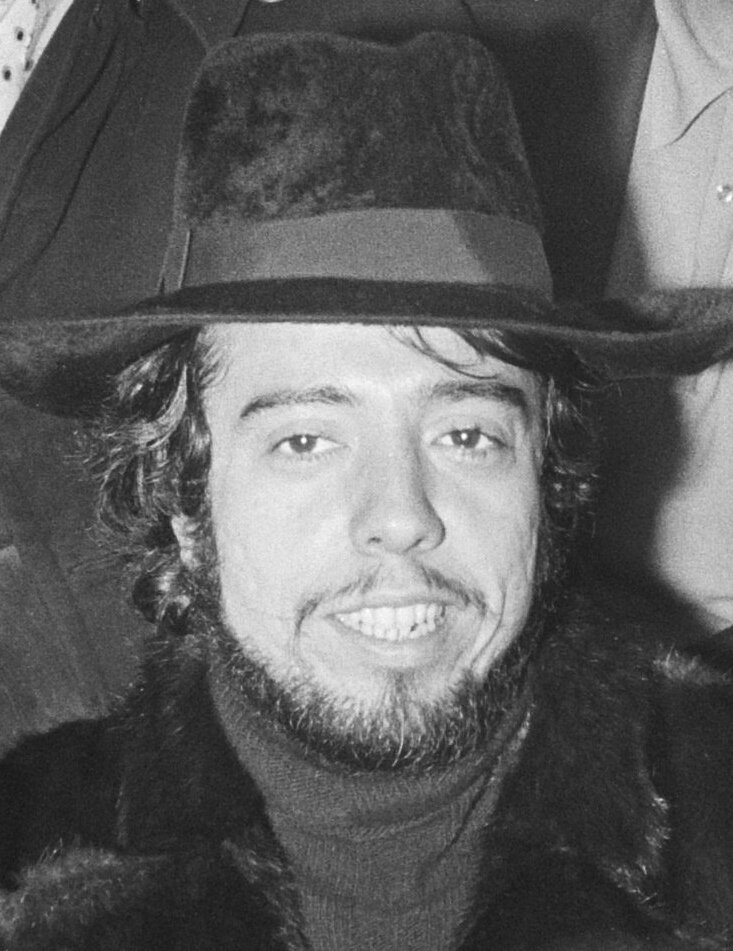
6 septembrie: Sérgio Mendes, muzician brazilian
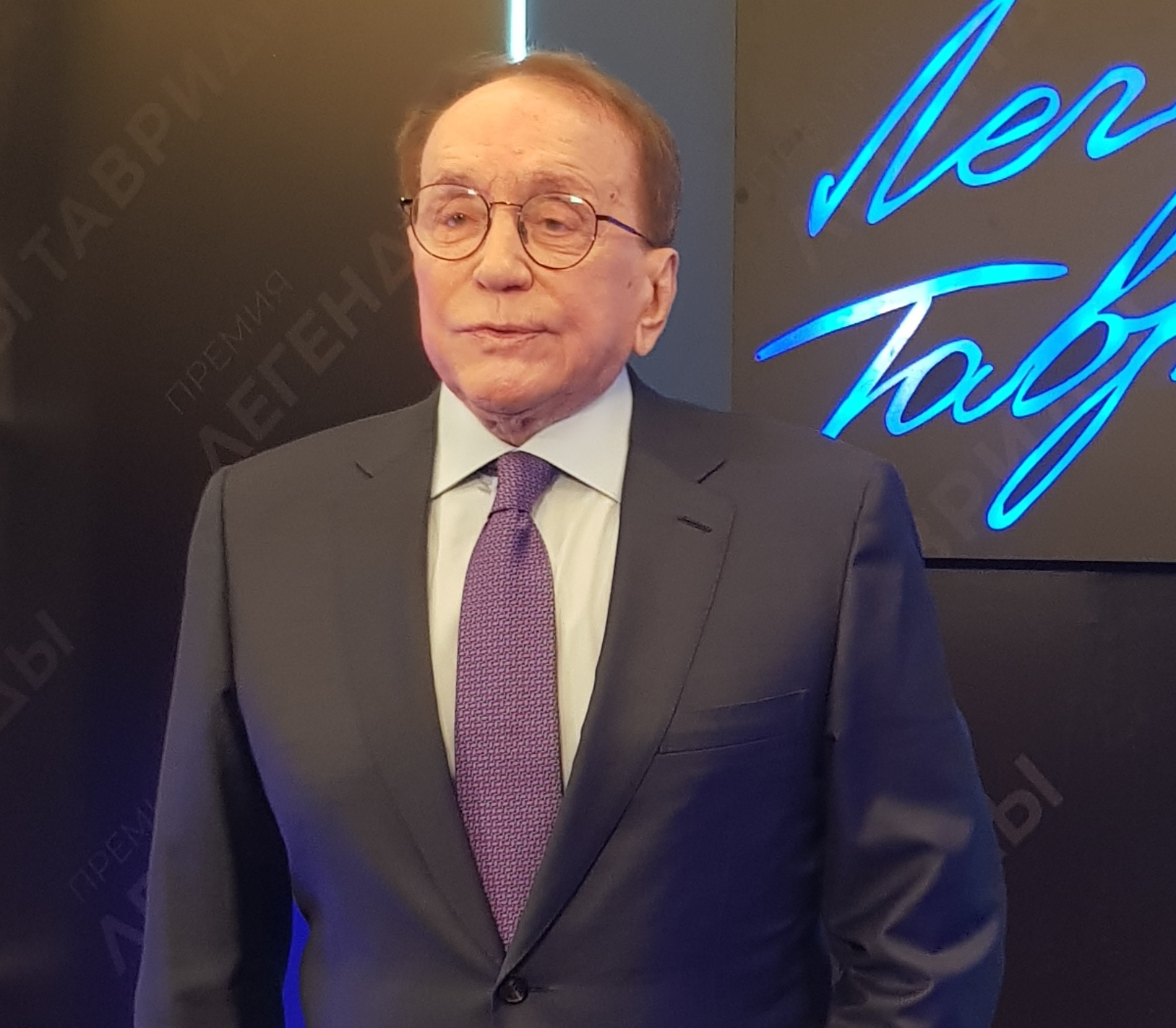
8 septembrie: Aleksandr Masleakov, prezentator de televiziune rus
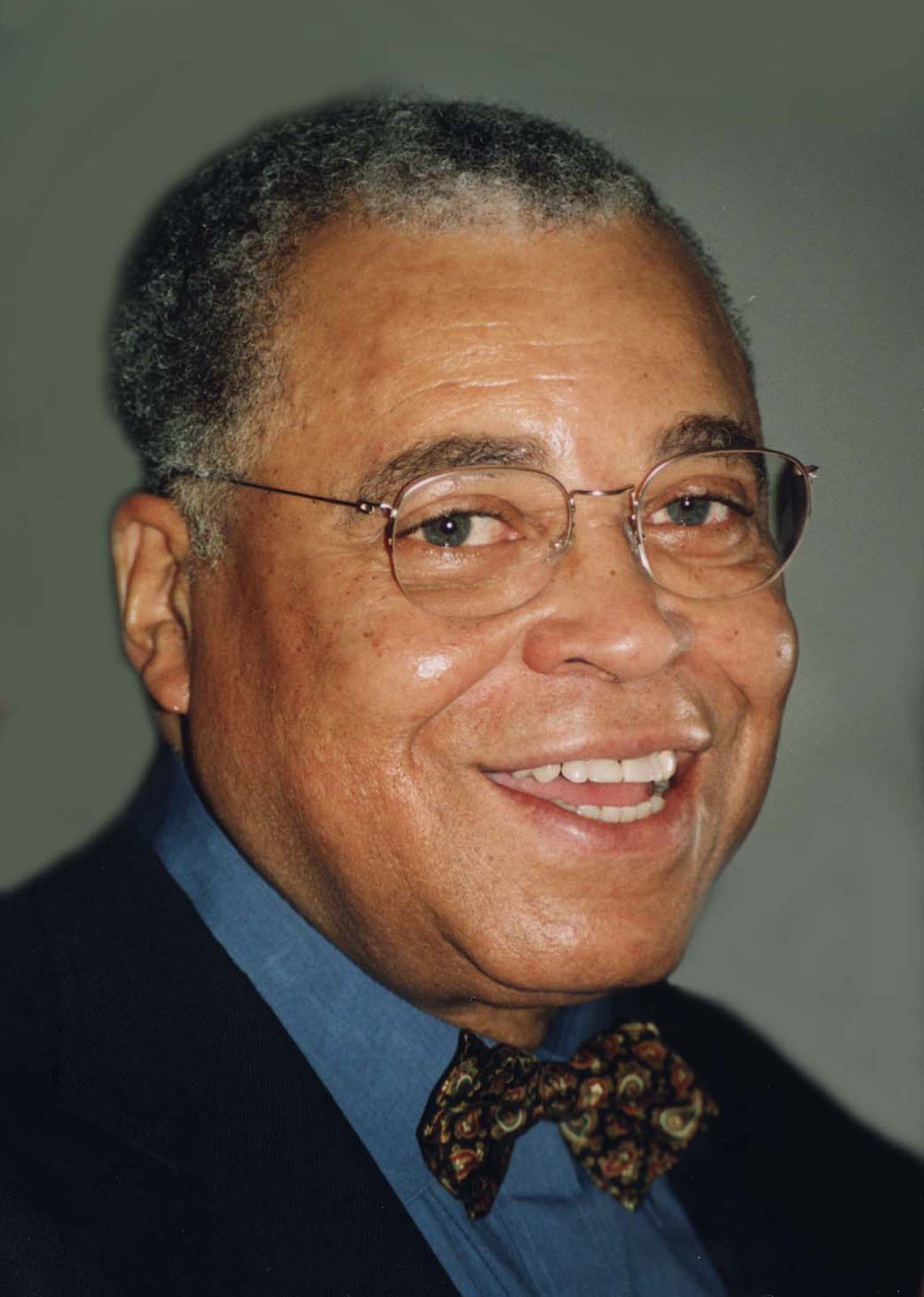
9 septembrie: James Earl Jones, actor american de teatru și film
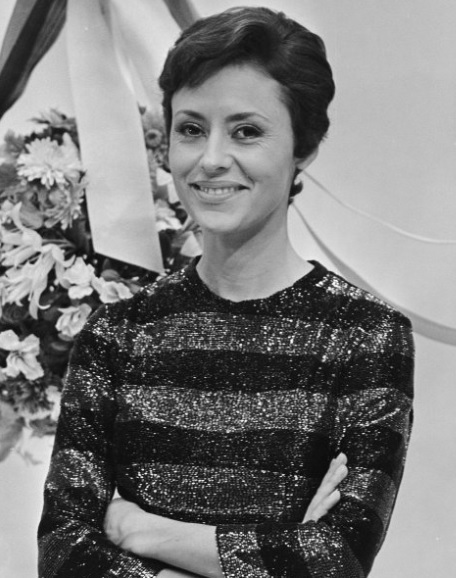
9 septembrie: Caterina Valente, cântăreață, dansatoare, actriță de film și interpretă de muzică ușoară și jazz de naționalitate italiană și cetățenie germană
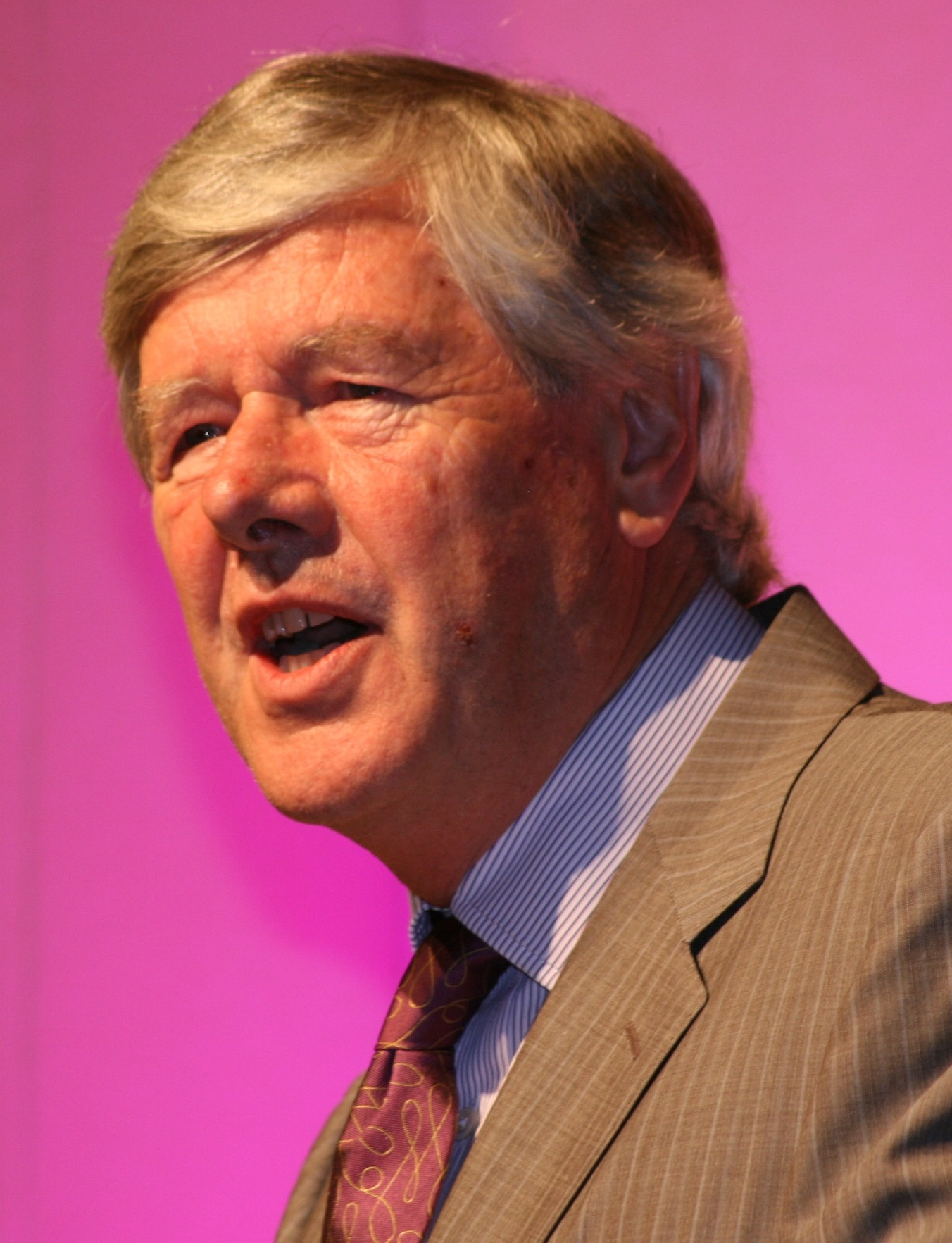
10 septembrie: Jeffrey Titford, om politic britanic, membru al Parlamentului European
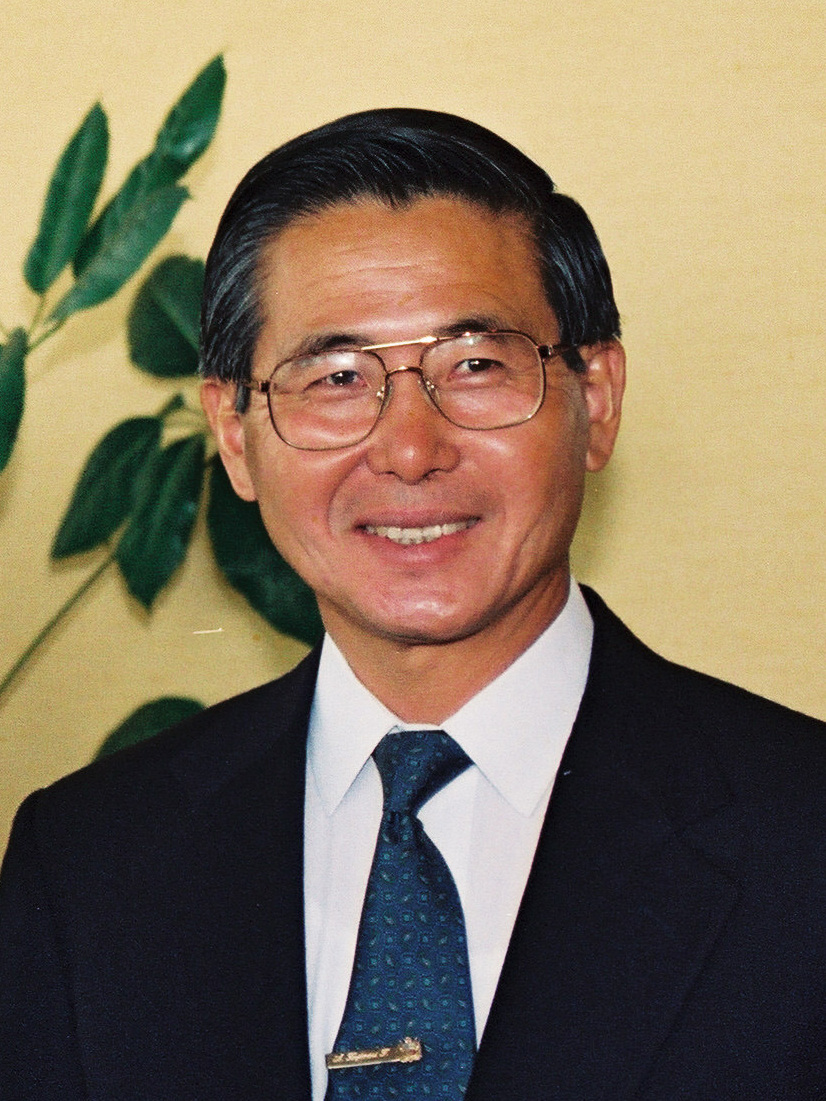
11 septembrie: Alberto Fujimori, politician peruan, președinte al Republicii Peru
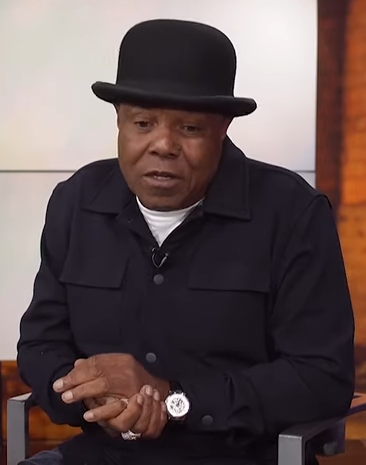
15 septembrie: Tito Jackson, cântăreț și chitarist american
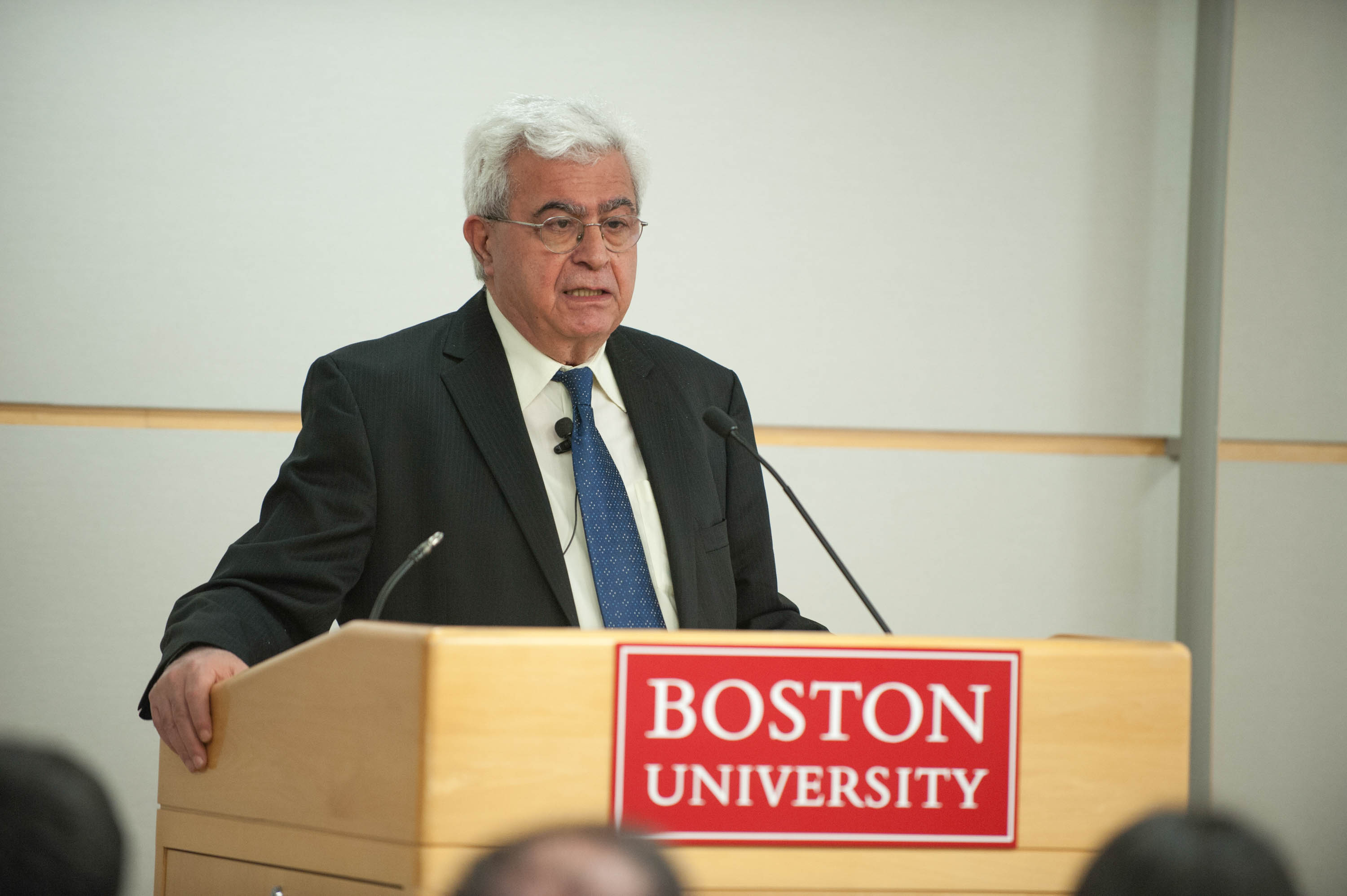
15 septembrie: Elias Khoury, romancier, dramaturg și critic libanez
15 septembrie: Gheorghe Mulțescu, fotbalist și antrenor de fotbal român
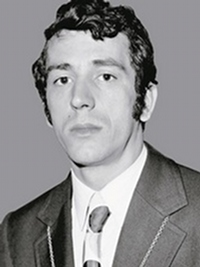
15 septembrie: Valentin Samungi, handbalist român, medaliat cu bronz olimpic cu echipa
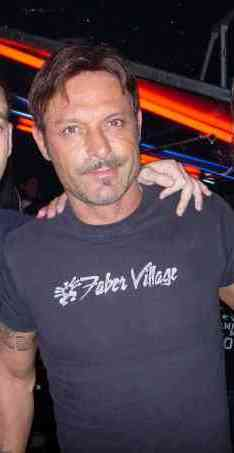
18 septembrie: Salvatore Schillaci, jucător italian de fotbal
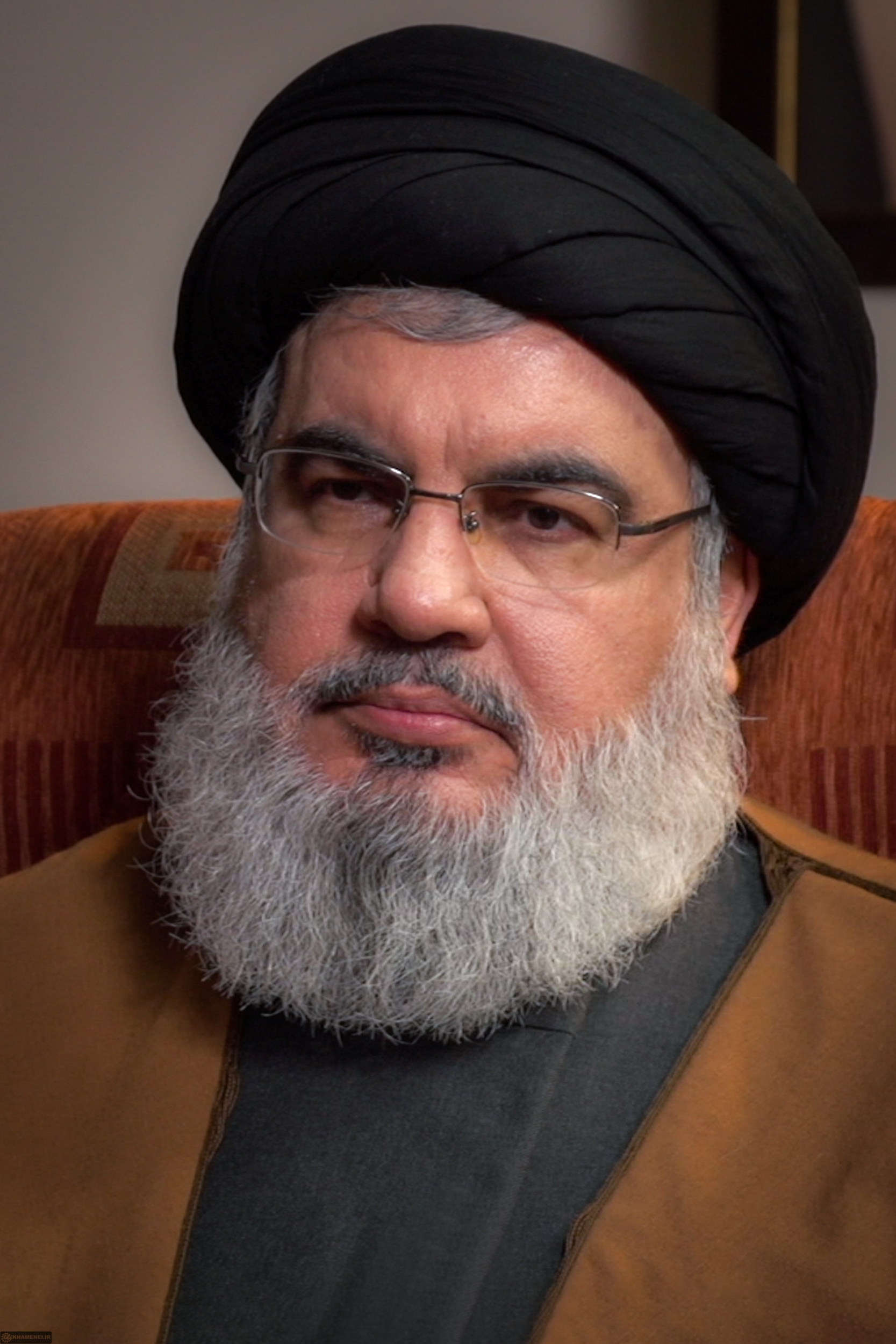
27 septembrie: Hassan Nasrallah, cleric, om politic și comandant libanez, secretar general al mișcării islamiste șiite Hezbollah din Liban
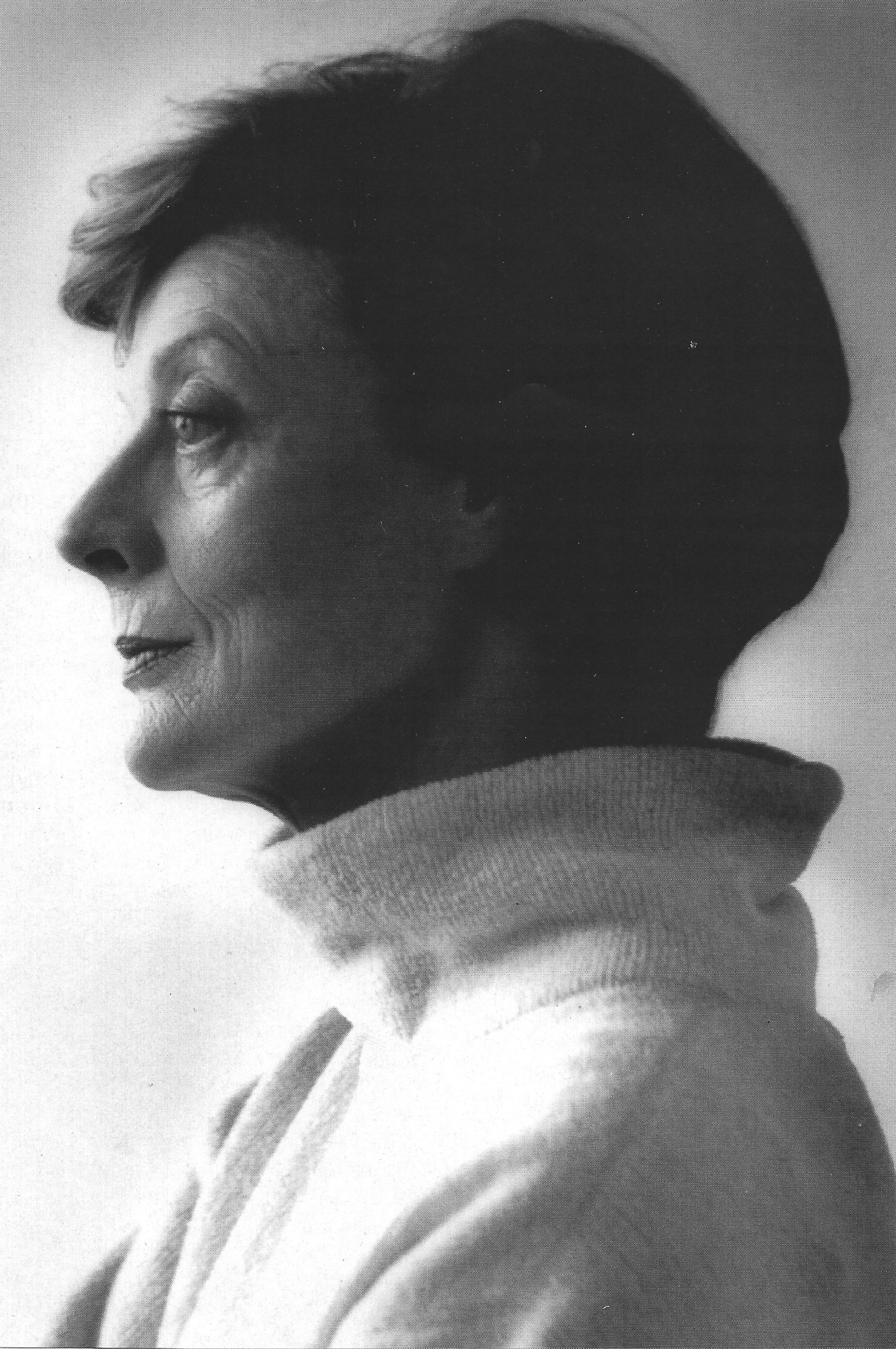
27 septembrie: Maggie Smith, actriță britanică de teatru, film și televiziune, dublă laureată a premiului Oscar
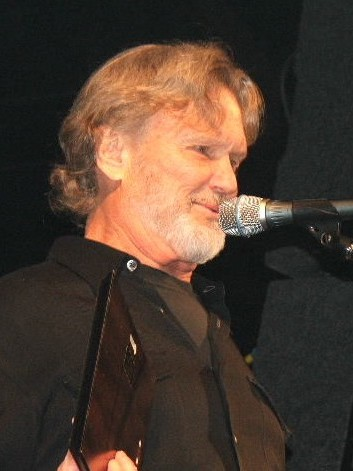
28 septembrie: Kris Kristofferson, cântăreț și actor american
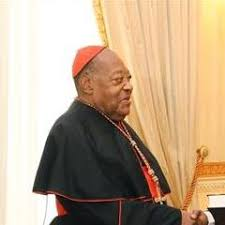
28 septembrie: Alexandre do Nascimento, cardinal angolez, arhiepiscop emerit de Luanda
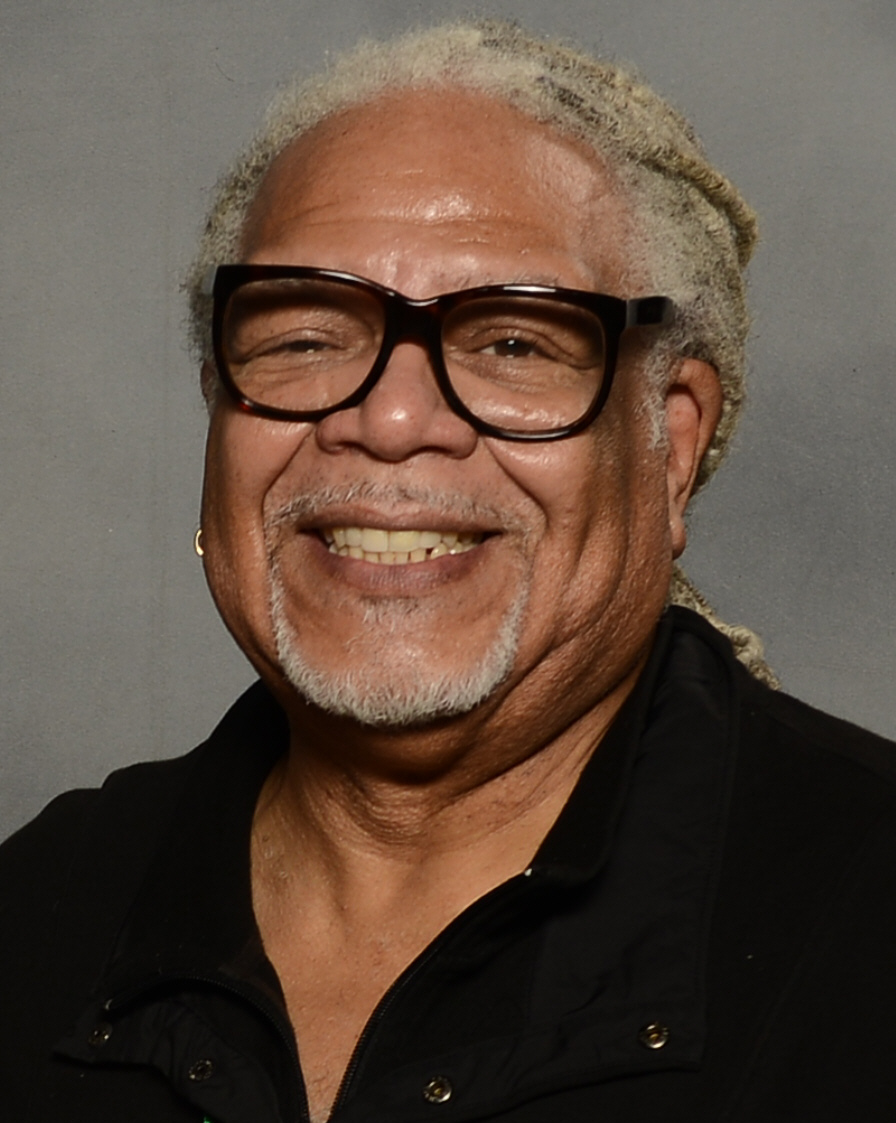
30 septembrie: Ken Page, actor american de film, televiziune și voce
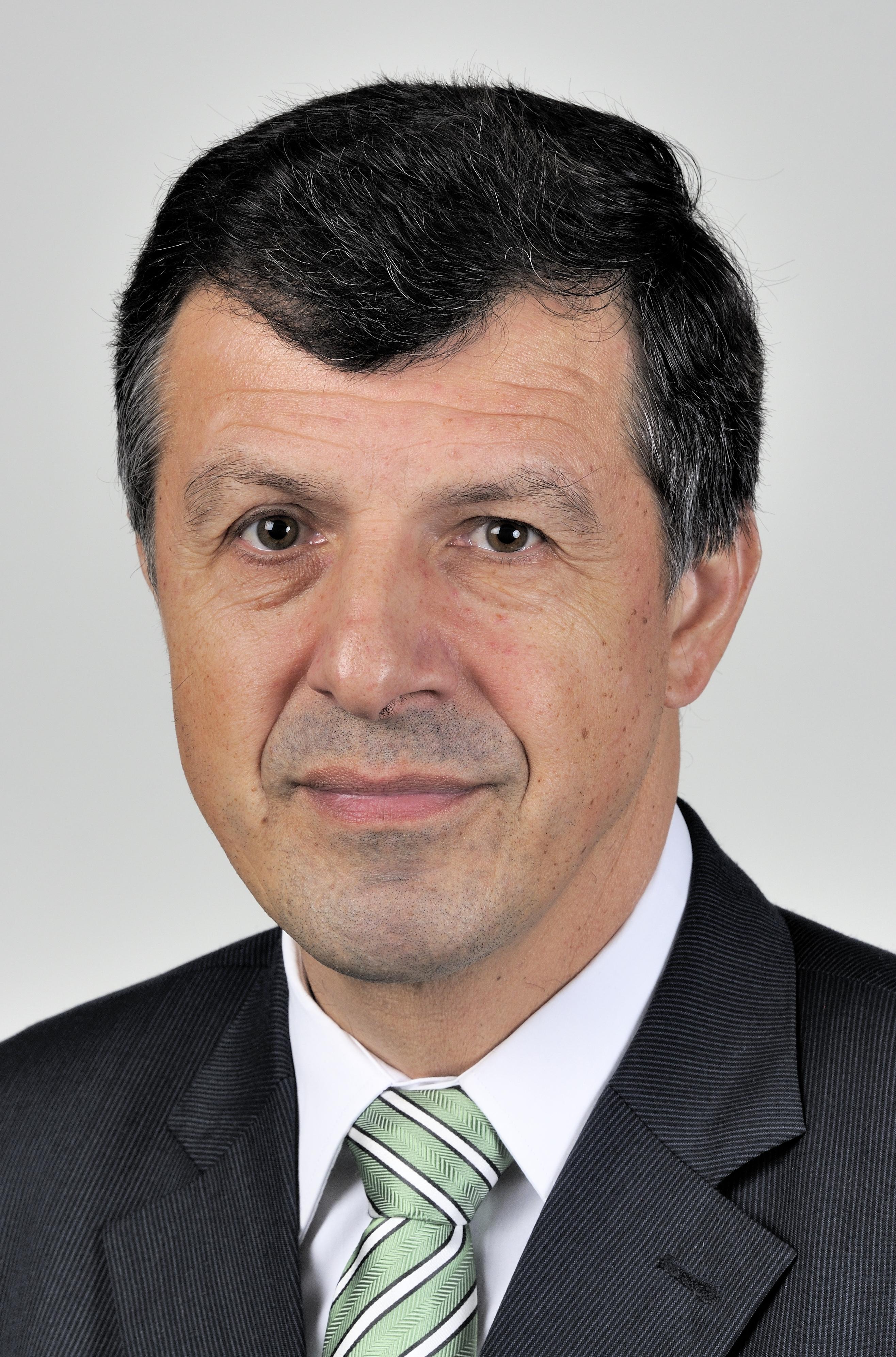
12 octombrie: Oldřich Vlasák, om politic ceh, vice-președinte al Parlamentului European, membru al Parlamentului European
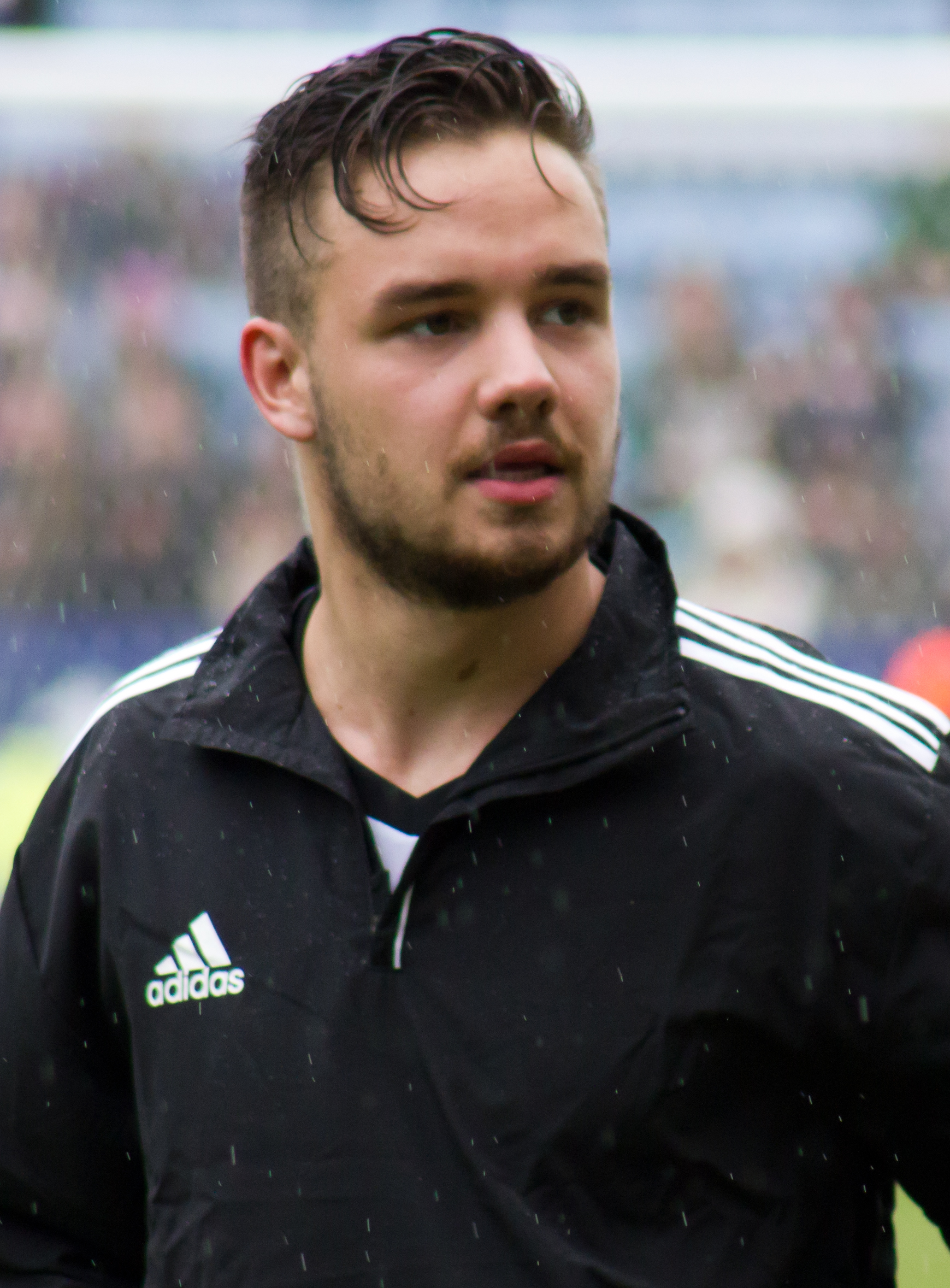
16 octombrie: Liam Payne, cântăreț și compozitor englez, fost membru al formației anglo-irlandeze de băieți One Direction
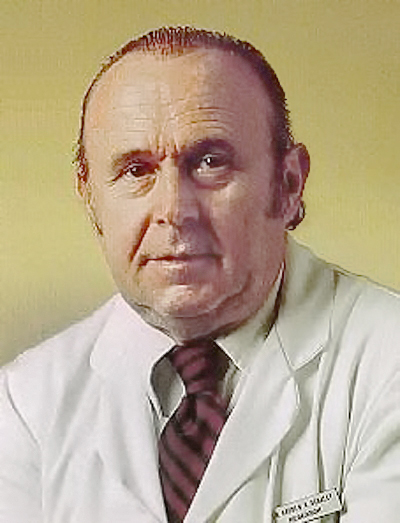
17 octombrie: Andrew Schally, endocrinolog polono-american, laureat al Premiului Nobel pentru Medicină
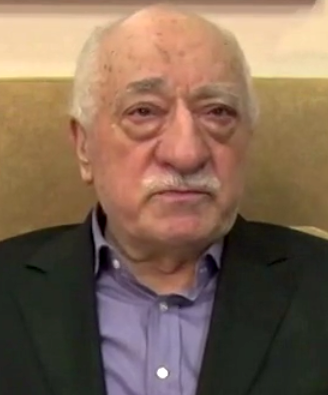
20 octombrie: Fethullah Gülen, învățat, teolog islamic, gânditor, poet și scriitor prolific, predicator și autor turc
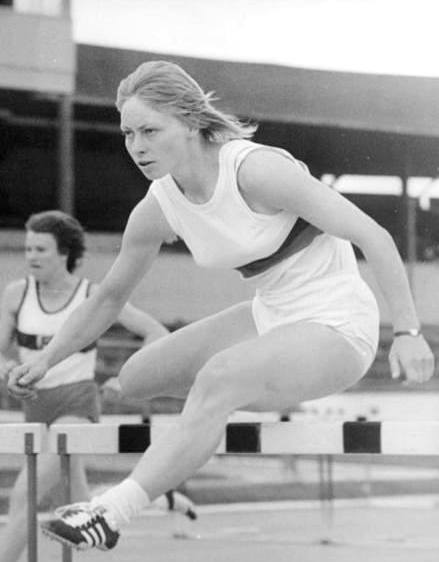
22 octombrie: Annelie Ehrhardt, atletă germană
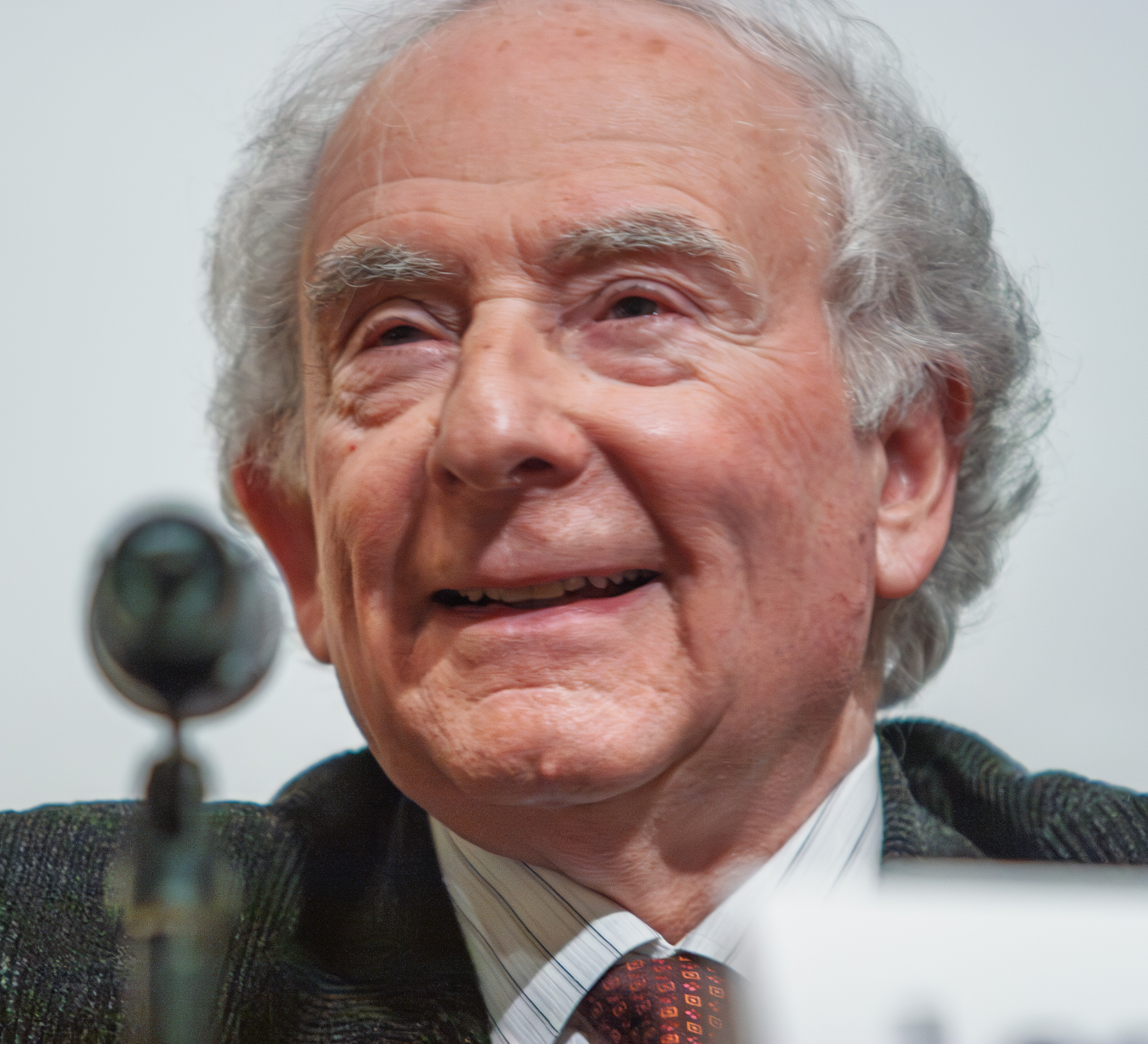
23 octombrie: Leon Neil Cooper, fizician american, laureat al Premiului Nobel pentru fizică
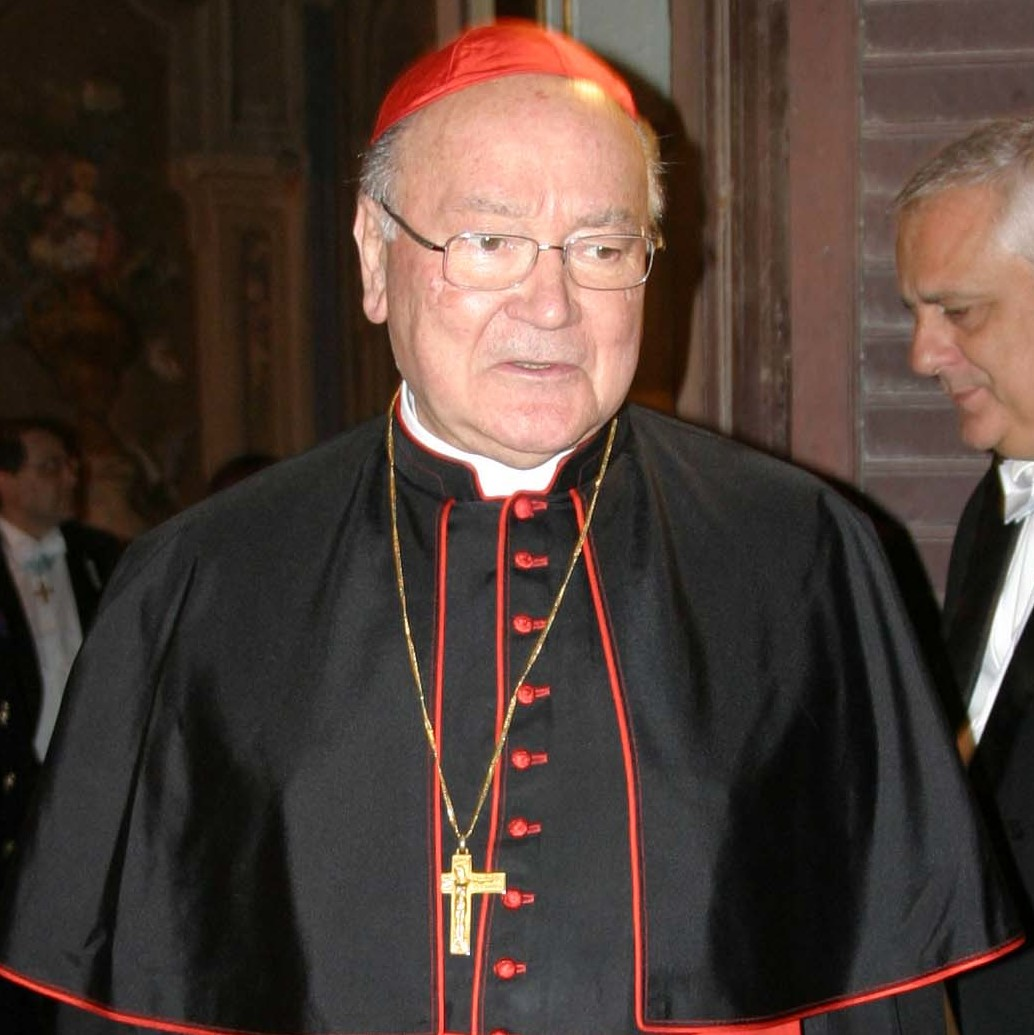
28 octombrie: Renato Raffaele Martino, cardinal italian
28 octombrie: Paul Morrissey, actor american
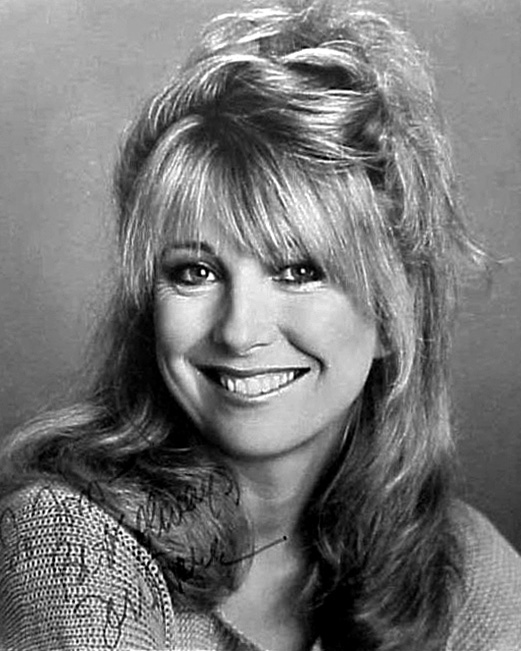
29 octombrie: Teri Garr, actriță americană
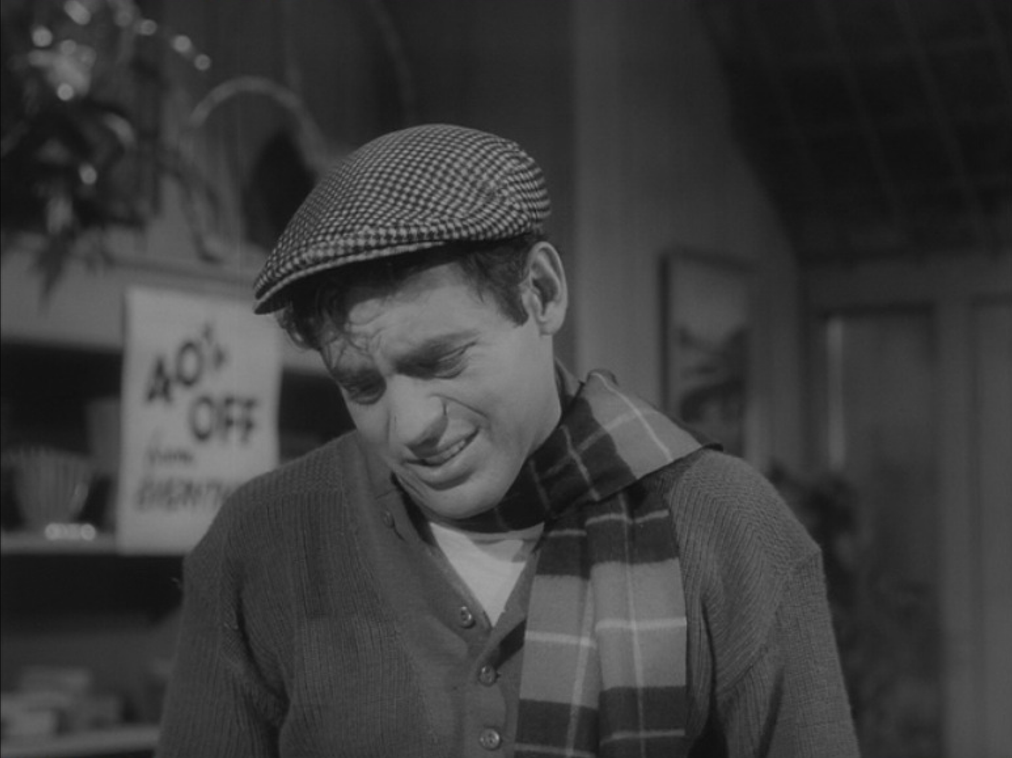
2 noiembrie: Jonathan Haze, actor american
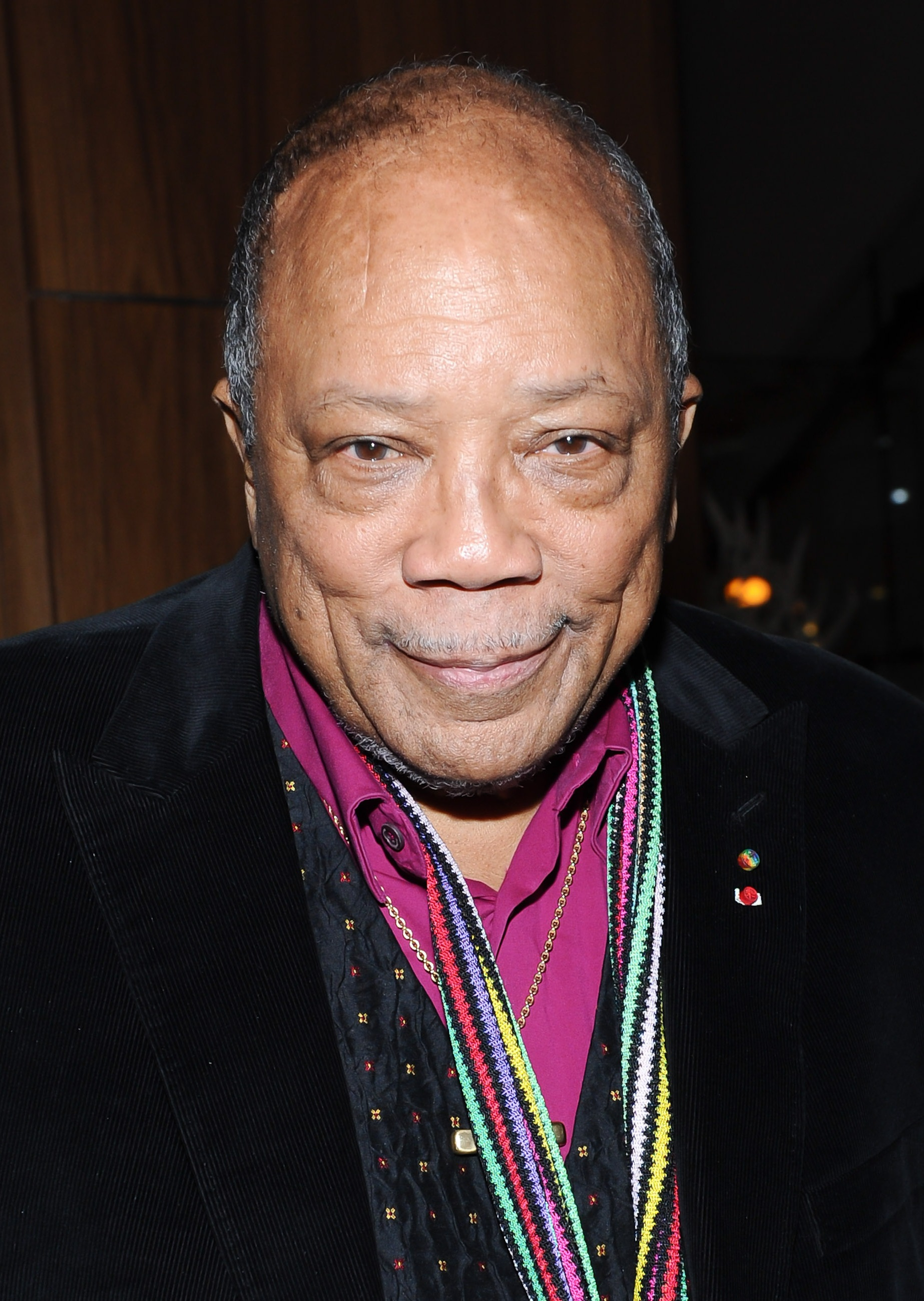
3 Noiembrie: Quincy Jones, cântăreț, textier, compozitor, producător și aranjor american
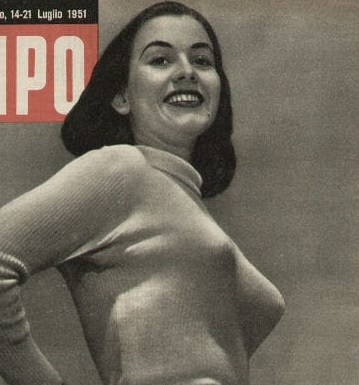
4 noiembrie: Kiki Håkansson, model suedeză, Miss World
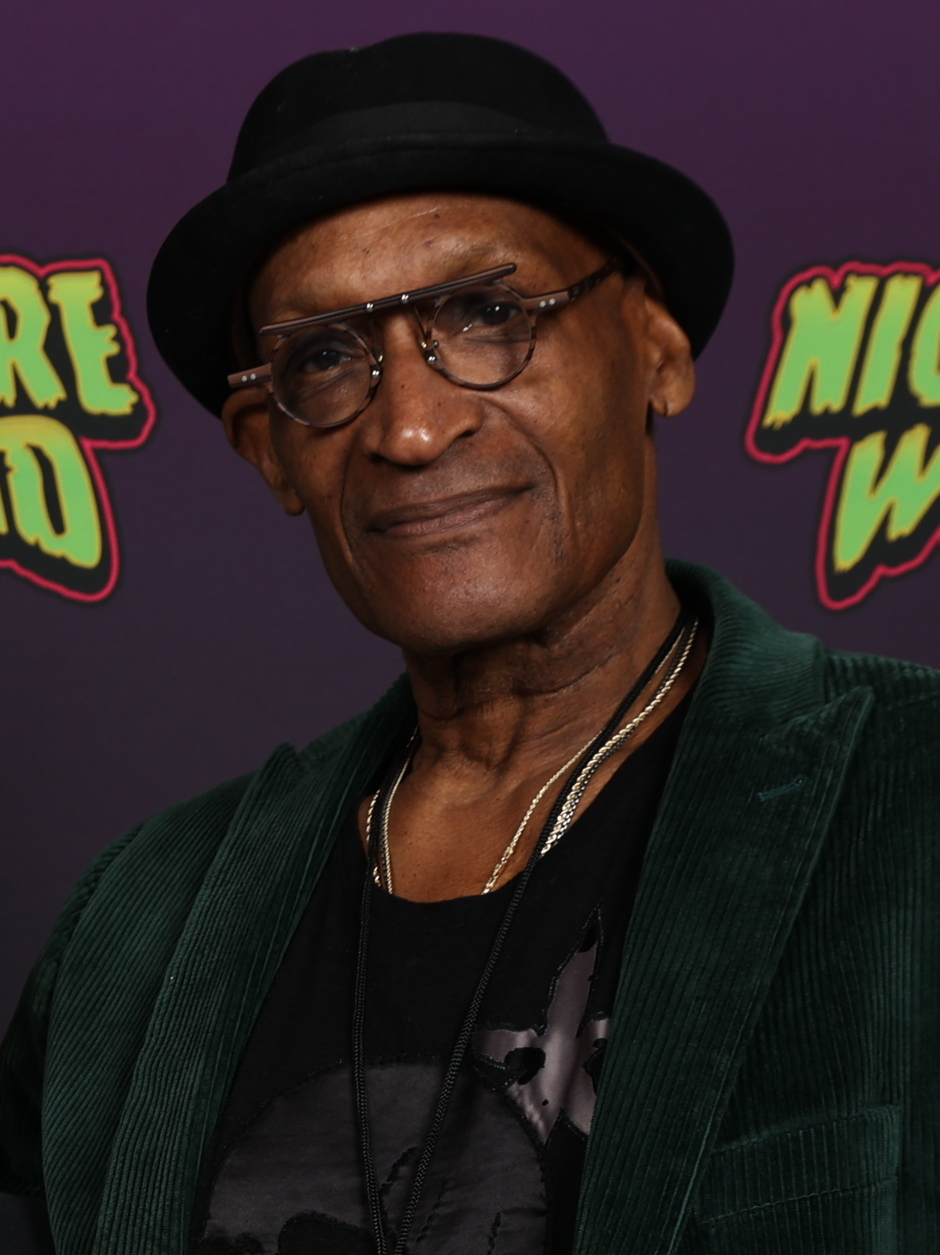
6 noiembrie: Tony Todd, actor american, cunoscut în filmele (Destinație finală, Destinație finală 2, Destinație finală 3, Destinație finală 5)
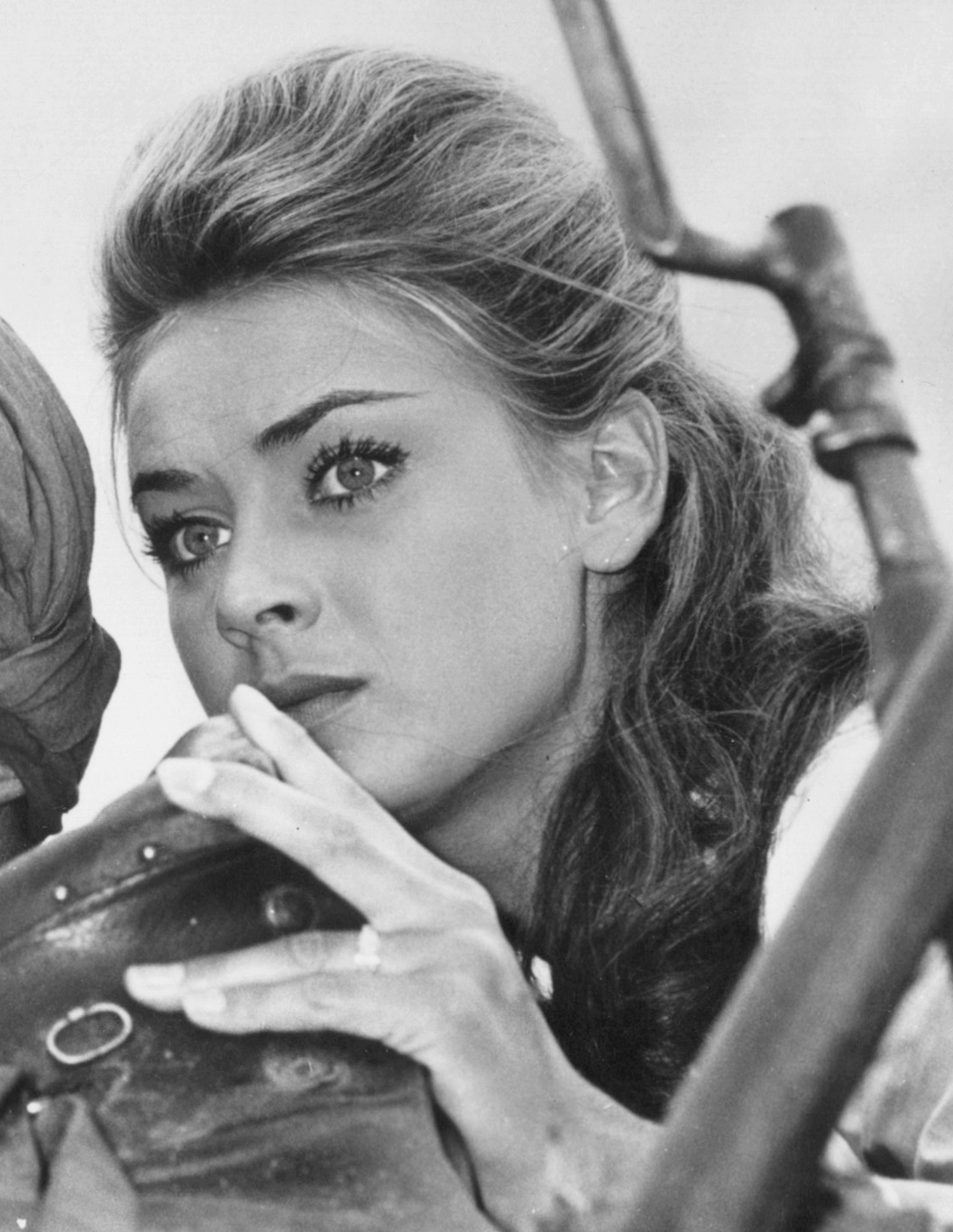
8 noiembrie: Geneviève Grad, actriță franceză
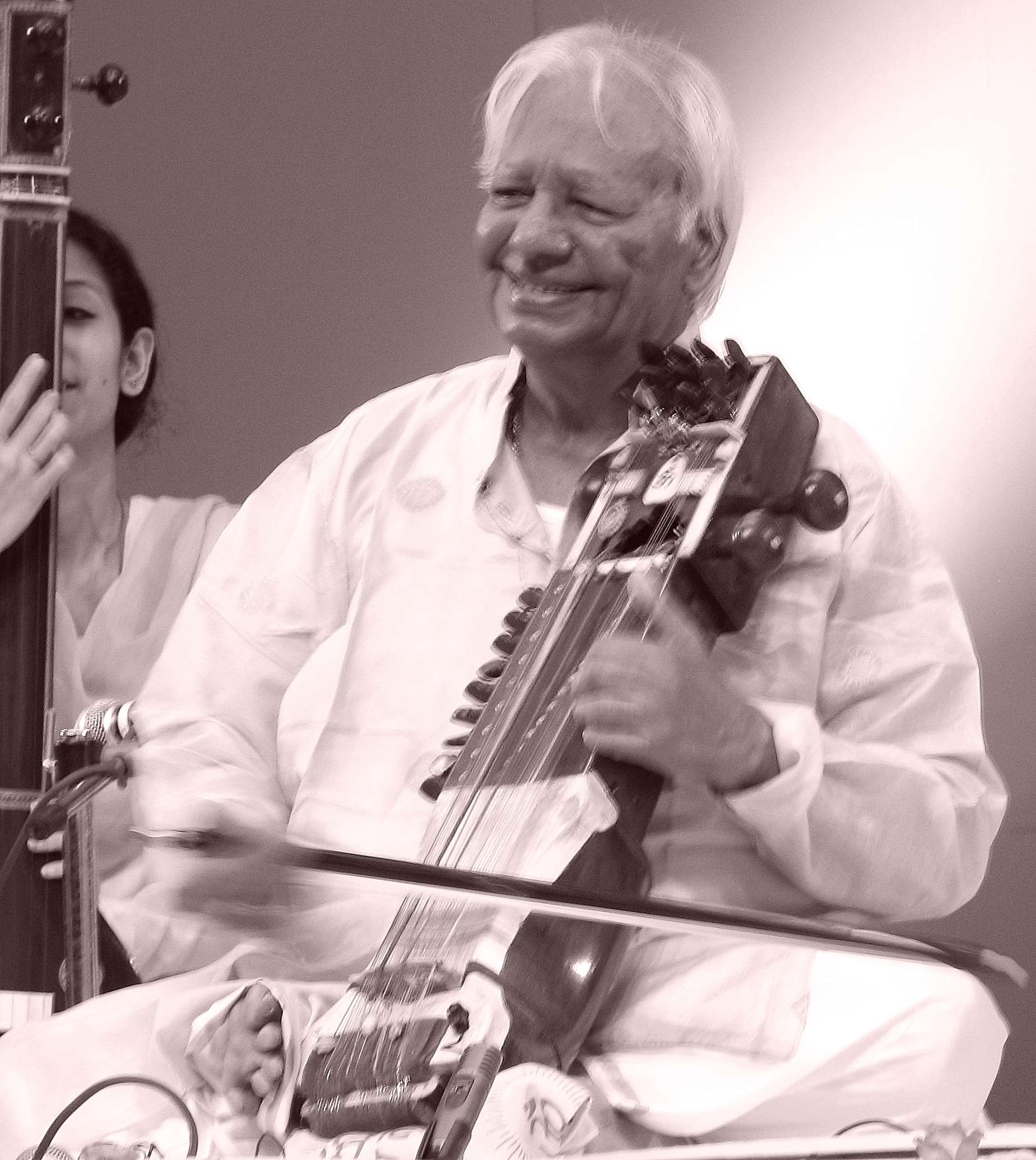
9 noiembrie: Ram Narayan, cântăreț indian
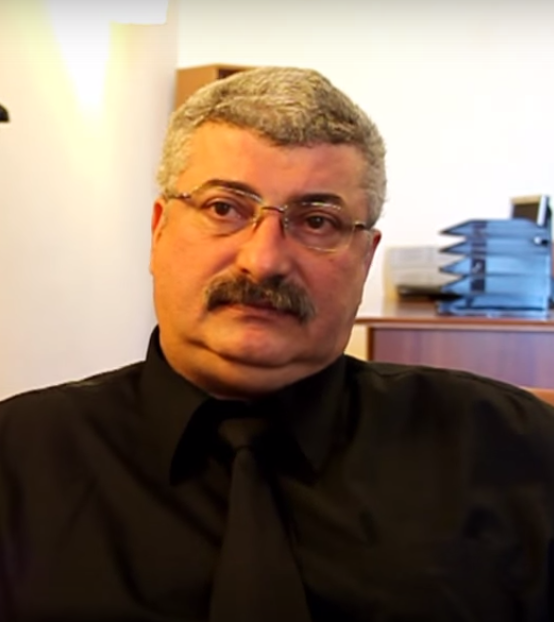
12 noiembrie: Silviu Prigoană, om de afaceri și politician român, membru al Camerei Deputaților din România
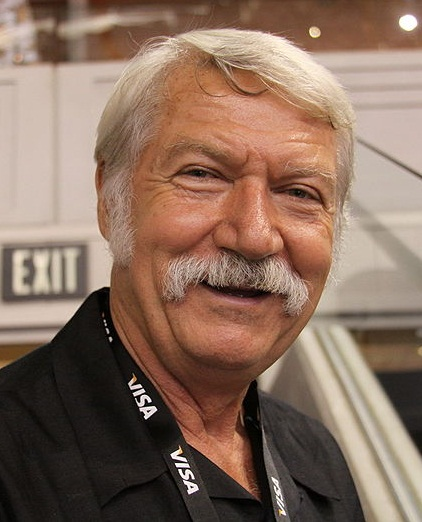
15 noiembrie: Béla Károlyi,  antrenor român de etnie maghiară și american de gimnastică artistică
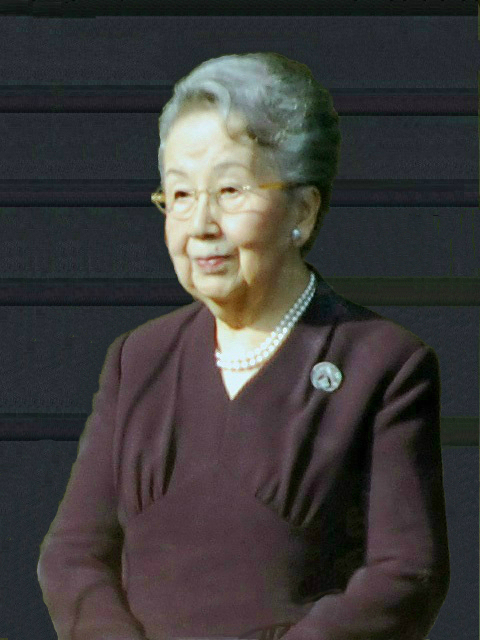
15 noiembrie: Yuriko, Prințesa Mikasa, prințesă japoneză, membră a familiei imperiale a Japoniei
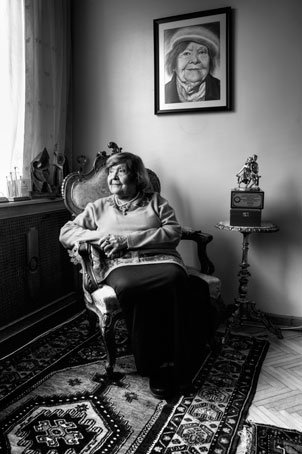
17 noiembrie: Muazzez İlmiye Çığ, arheoloagă și asirioloagă turcă specializată în studiul Civilizației Sumeriene
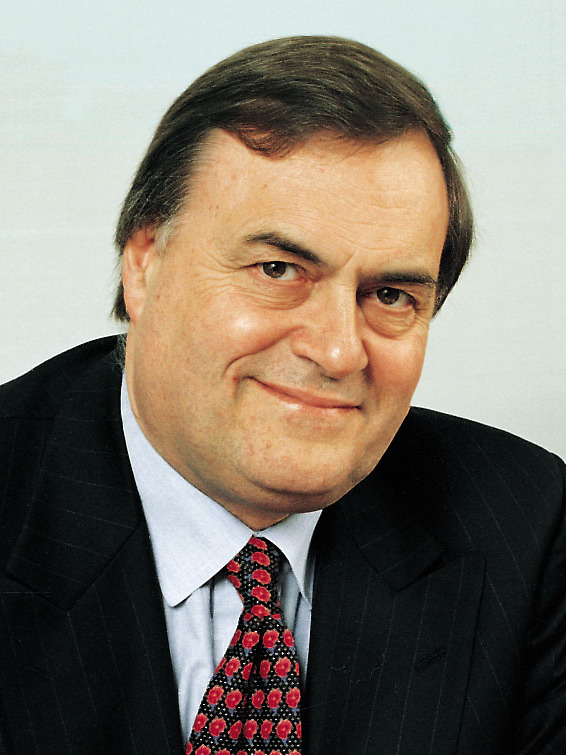
20 noiembrie: John Prescott, om politic britanic, membru al Parlamentului European, vicepremier al Regatului Unit
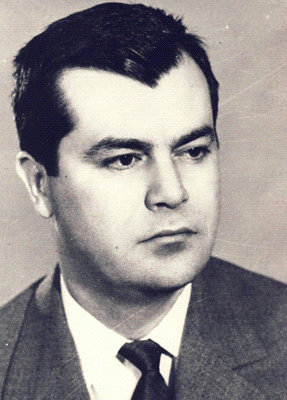
22 noiembrie: Dumitru Popescu, om politic, jurnalist, prozator, poet și memorialist român
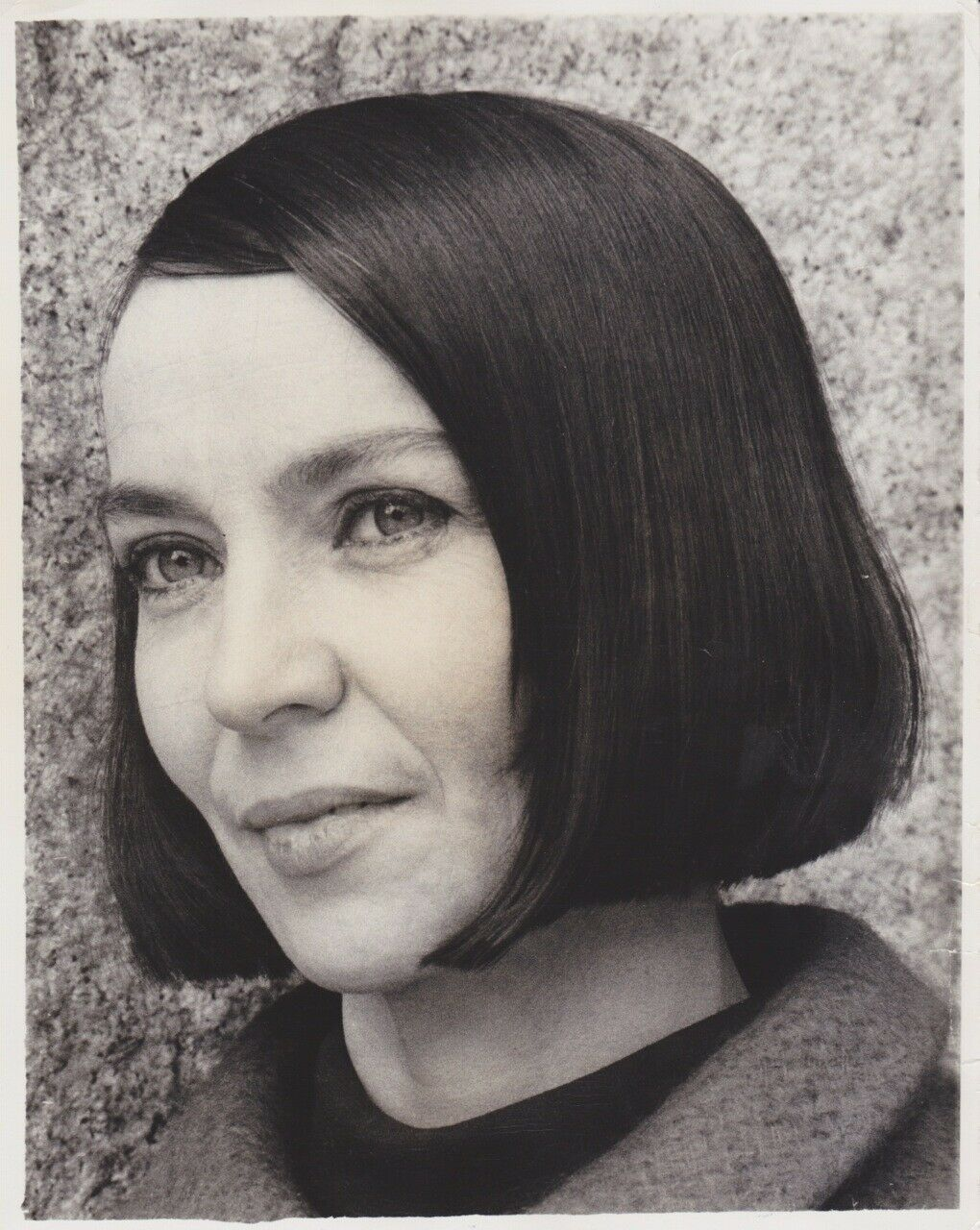
24 noiembrie: Helen Gallagher, actriță, dansatoare și cântăreață americană
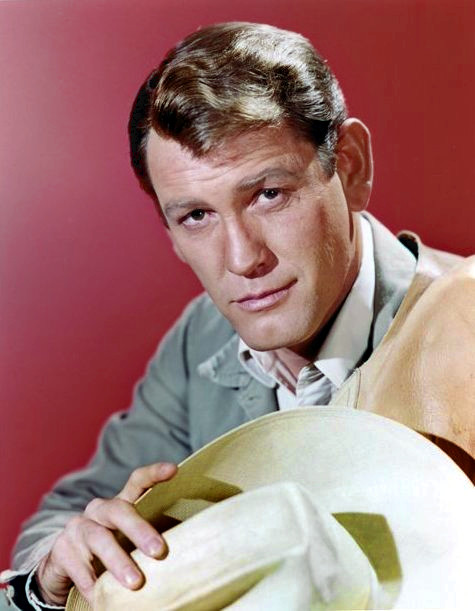
25 noiembrie: Earl Holliman, actor de TV și film american
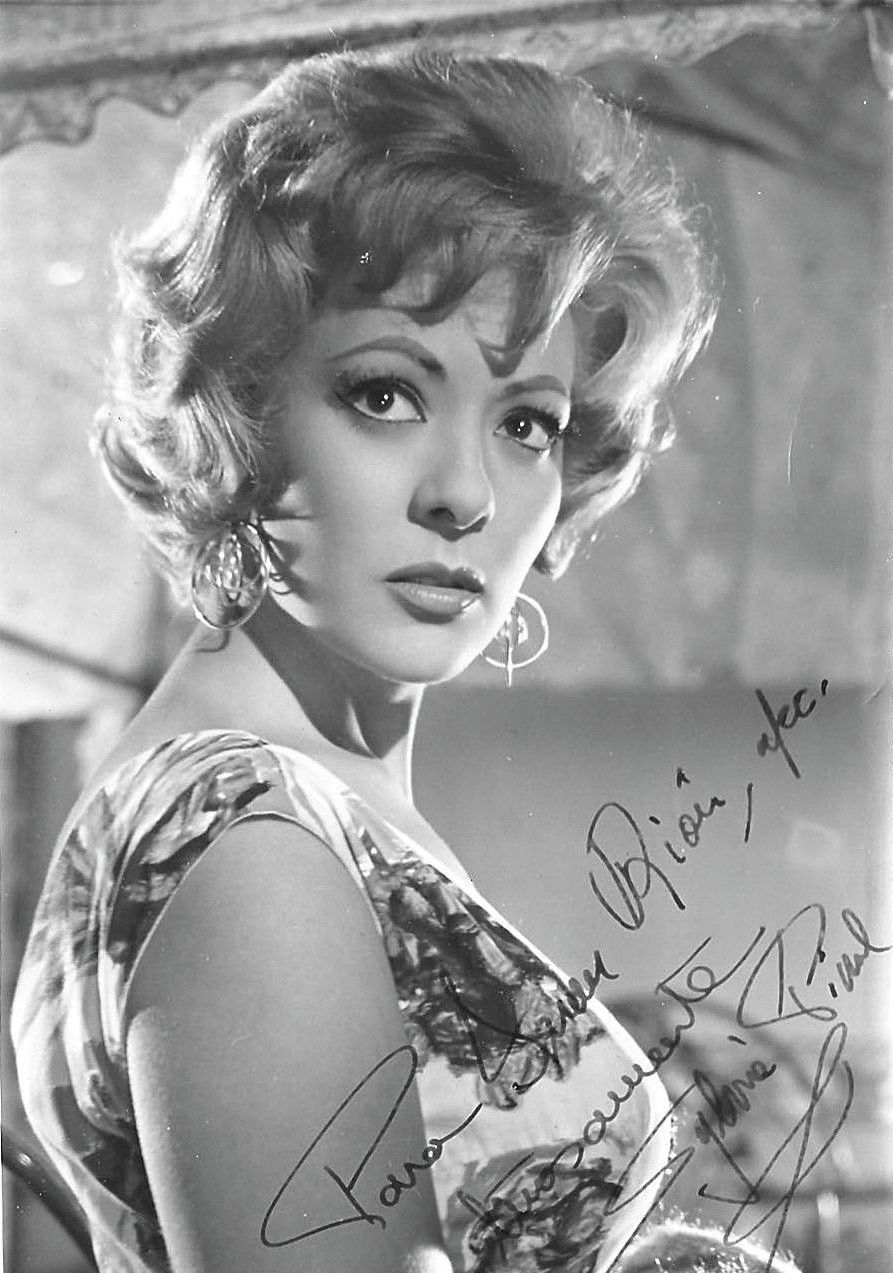
28 noiembrie: Silvia Pinal, actriță mexicană
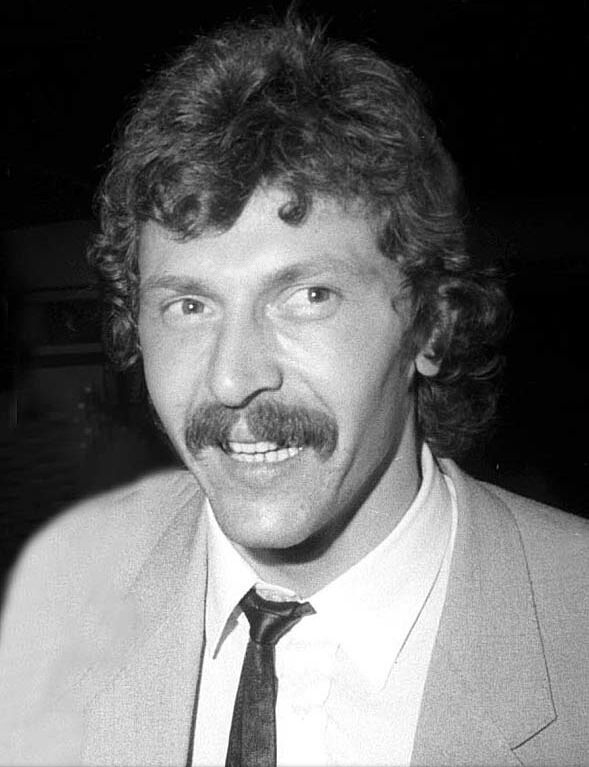
2 decembrie: Helmut Duckadam, fotbalist român
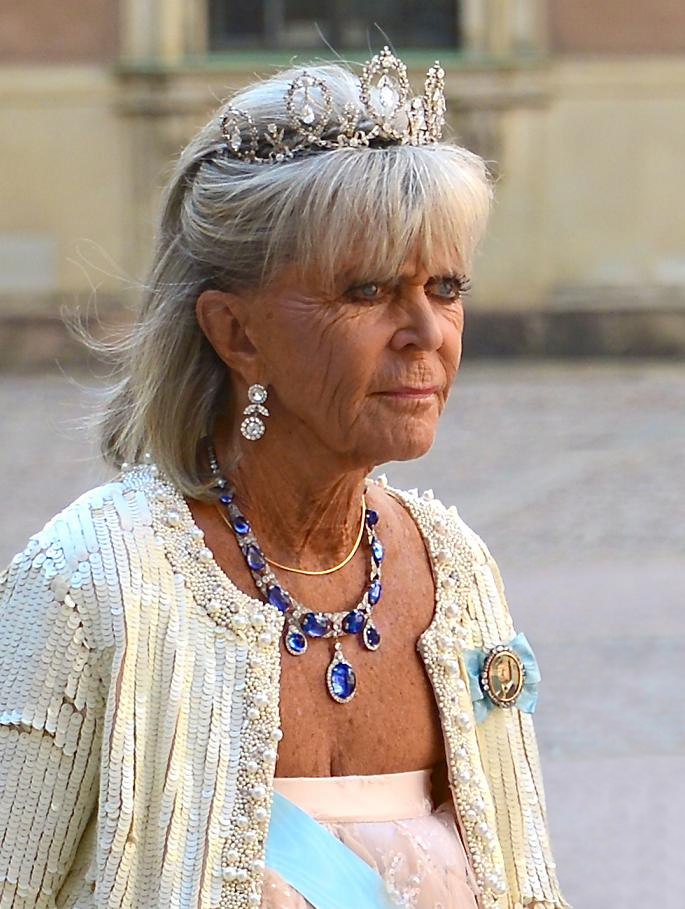
4 decembrie: Prințesa Birgitta a Suediei, sora regelui Carl al XVI-lea Gustaf al Suediei
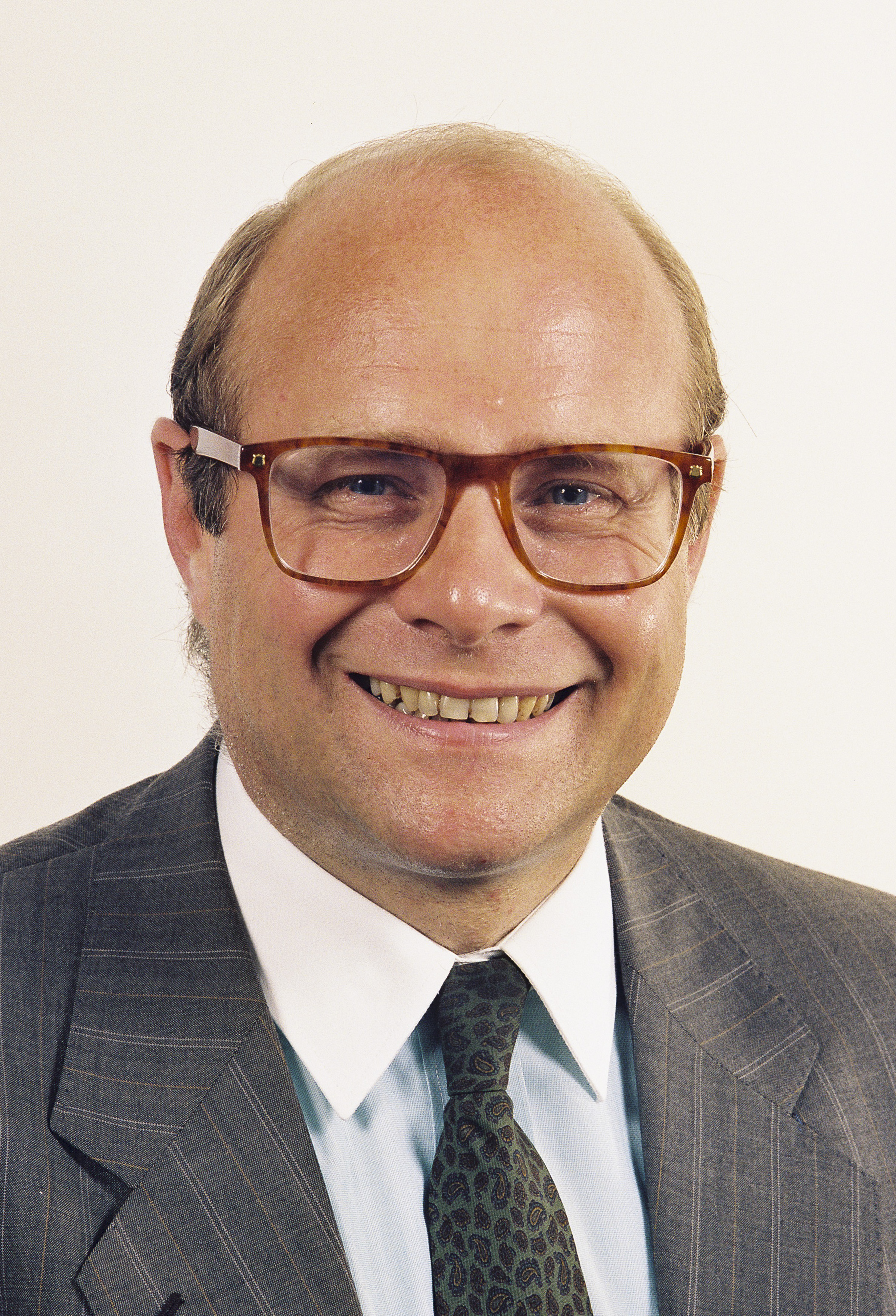
11 decembrie: Alain Pompidou, om politic francez, membru al Parlamentului European
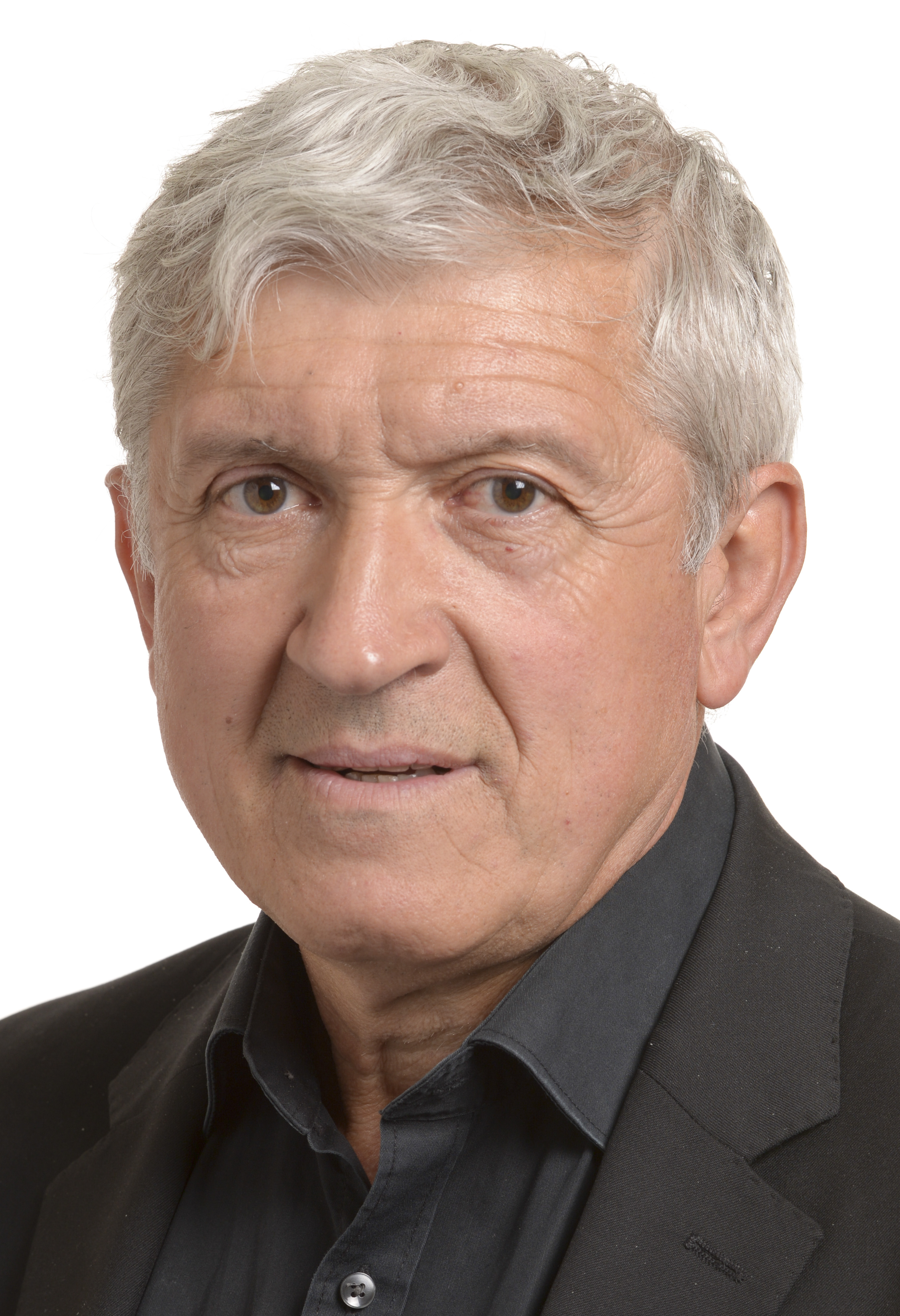
14 decembrie: Mircea Diaconu, actor și politician român
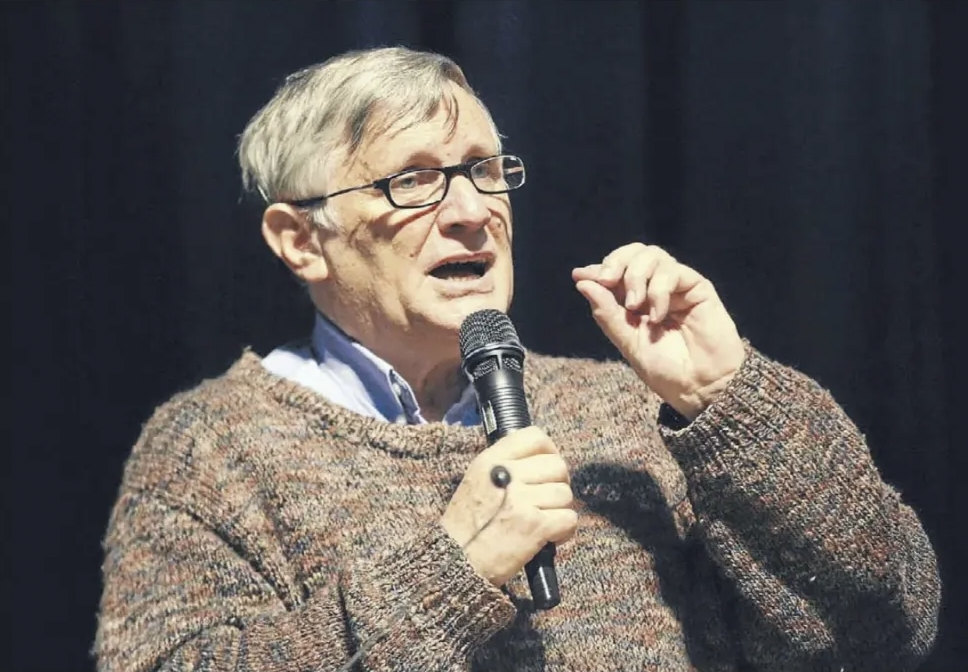
18 decembrie: John Marsden, scriitor australian
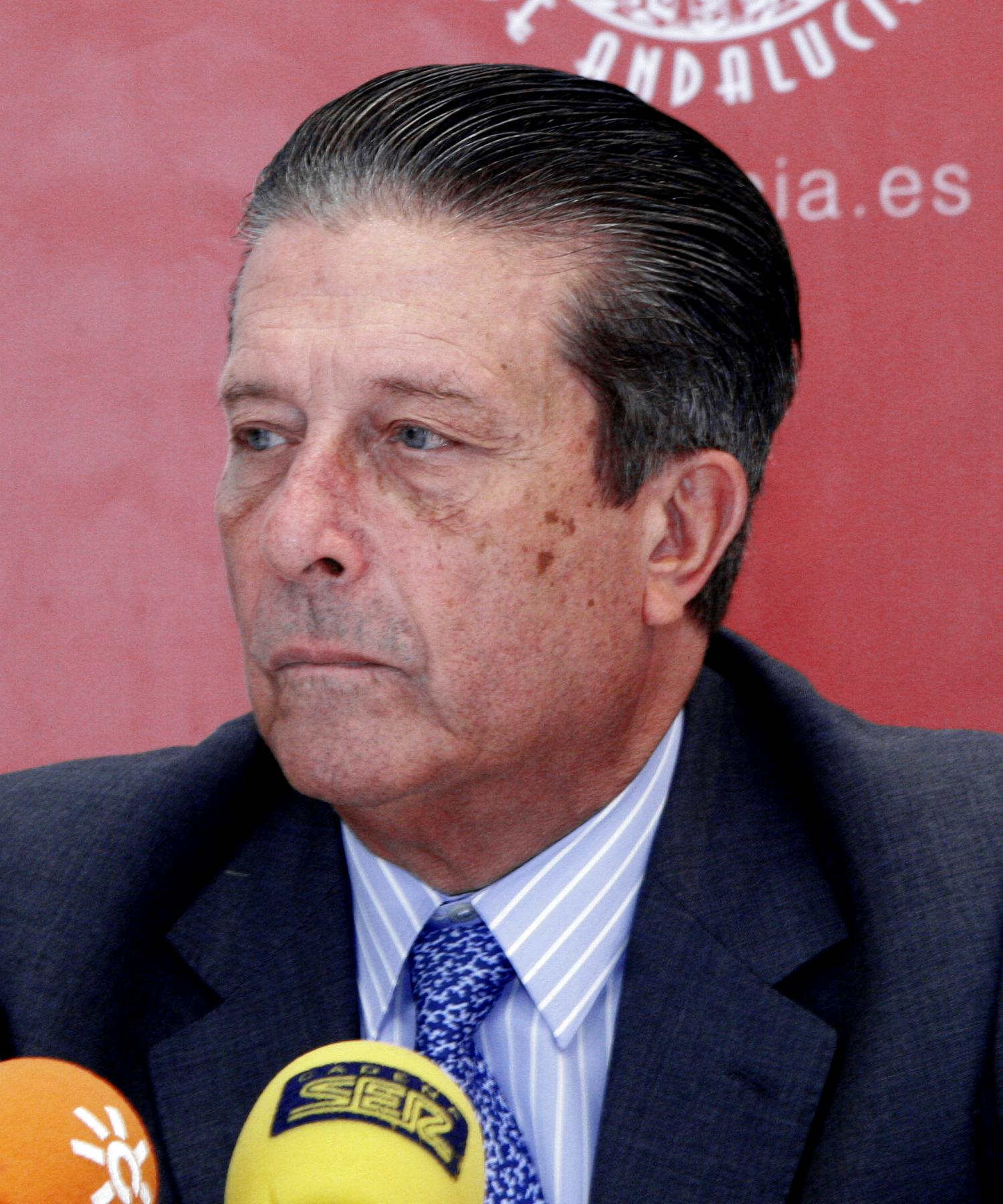
19 decembrie: Federico Mayor Zaragoza, biochimist spaniol, membru de onoare al Academiei Române și al Academiei de Științe a Moldovei
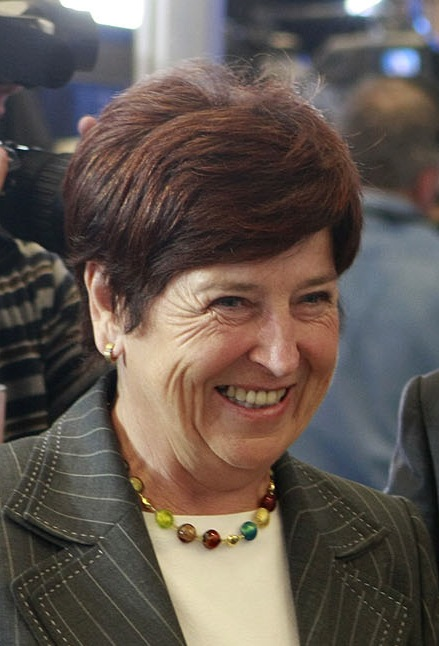
19 decembrie: Miet Smet, politiciană belgiană, membră al Parlamentului European
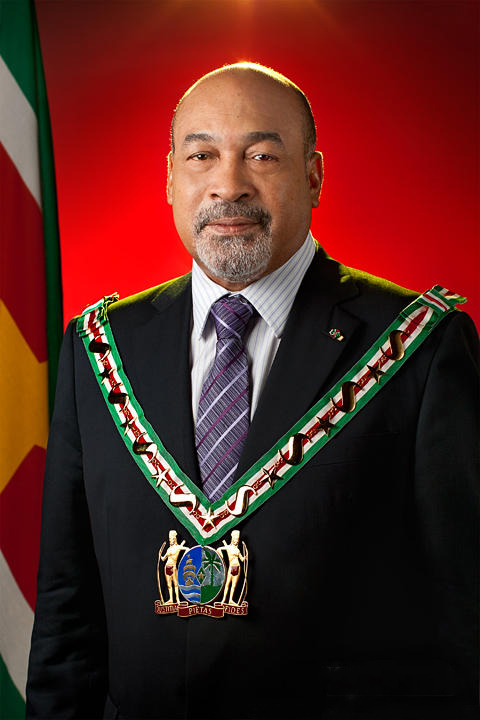
24 decembrie: Dési Bouterse, politician surinamez, președinte al statului Surinam
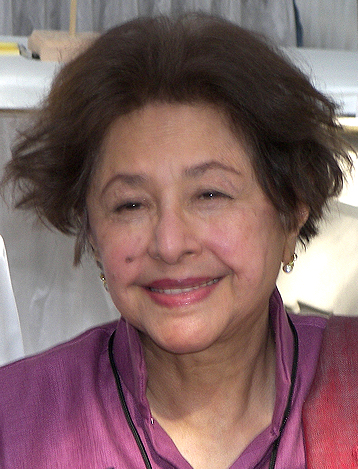
25 decembrie: Bapsi Sidhwa, scriitoare pakistaneză
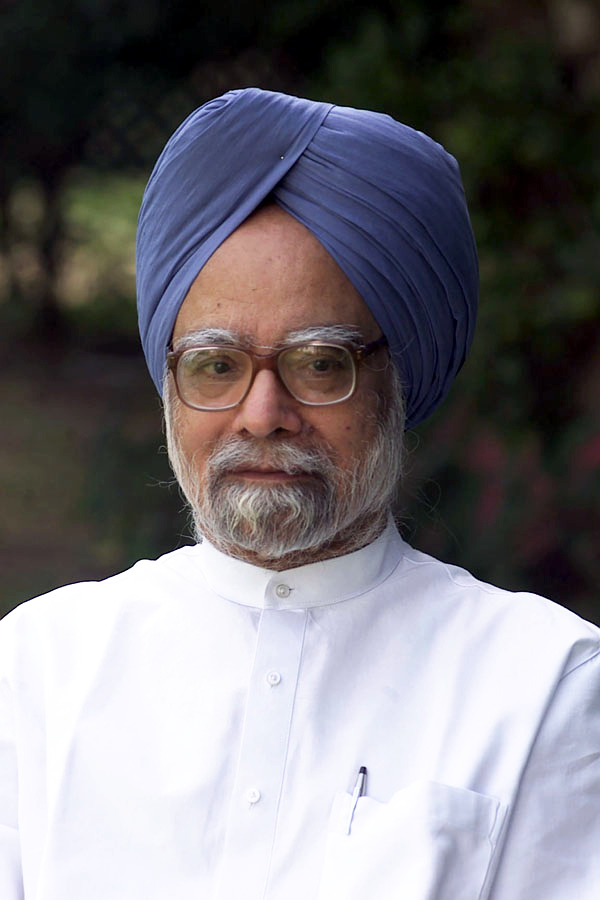
26 decembrie: Manmohan Singh, om politic indian, prim ministru al Indiei
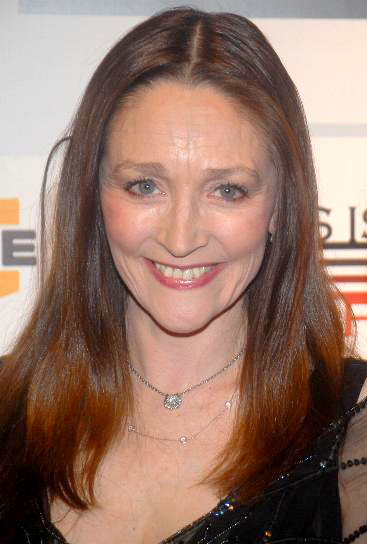
27 decembrie: Olivia Hussey, actriță de film britanică
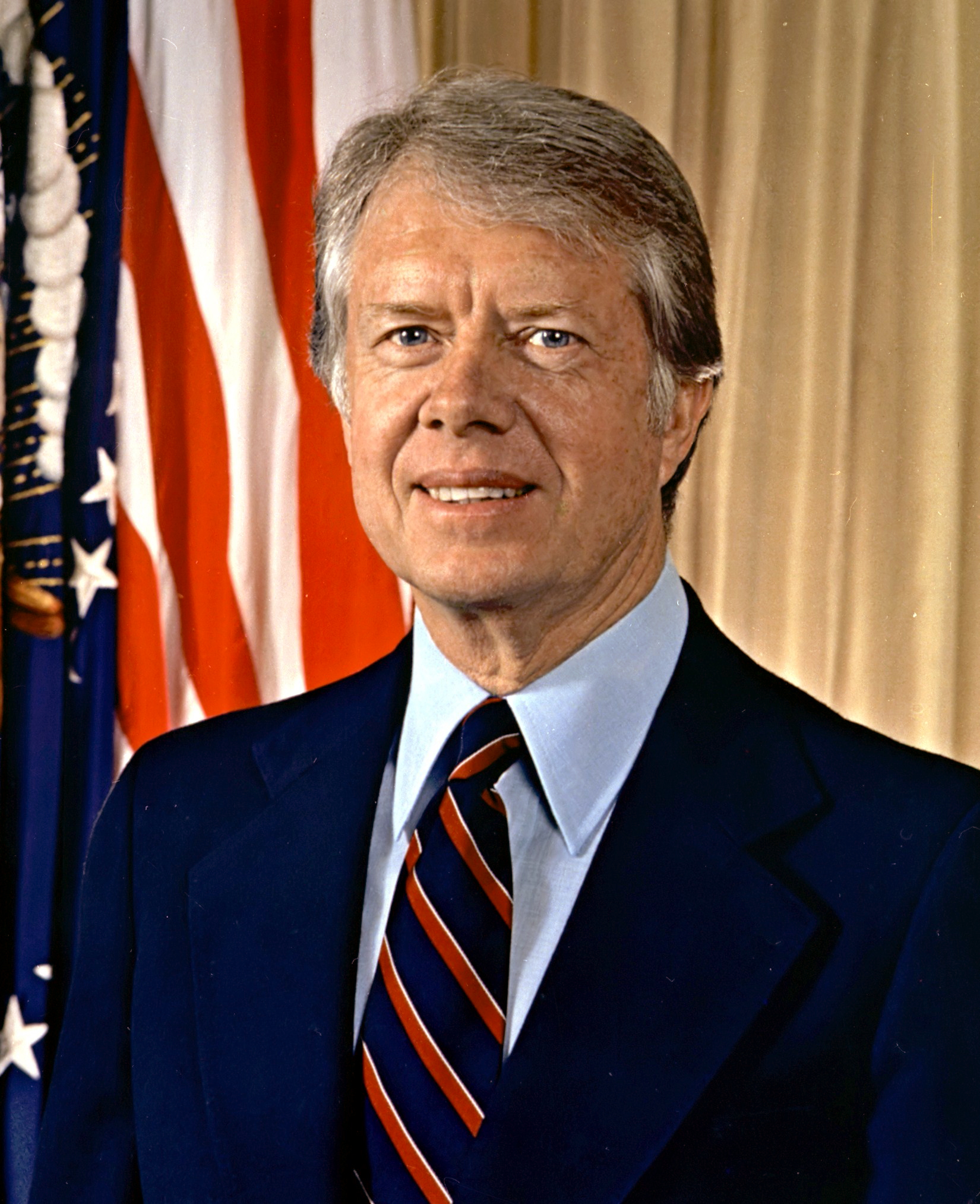
29 decembrie: Jimmy Carter, politician american, al 39-lea președinte al Statelor Unite ale Americii, laureat al Premiului Nobel pentru pace
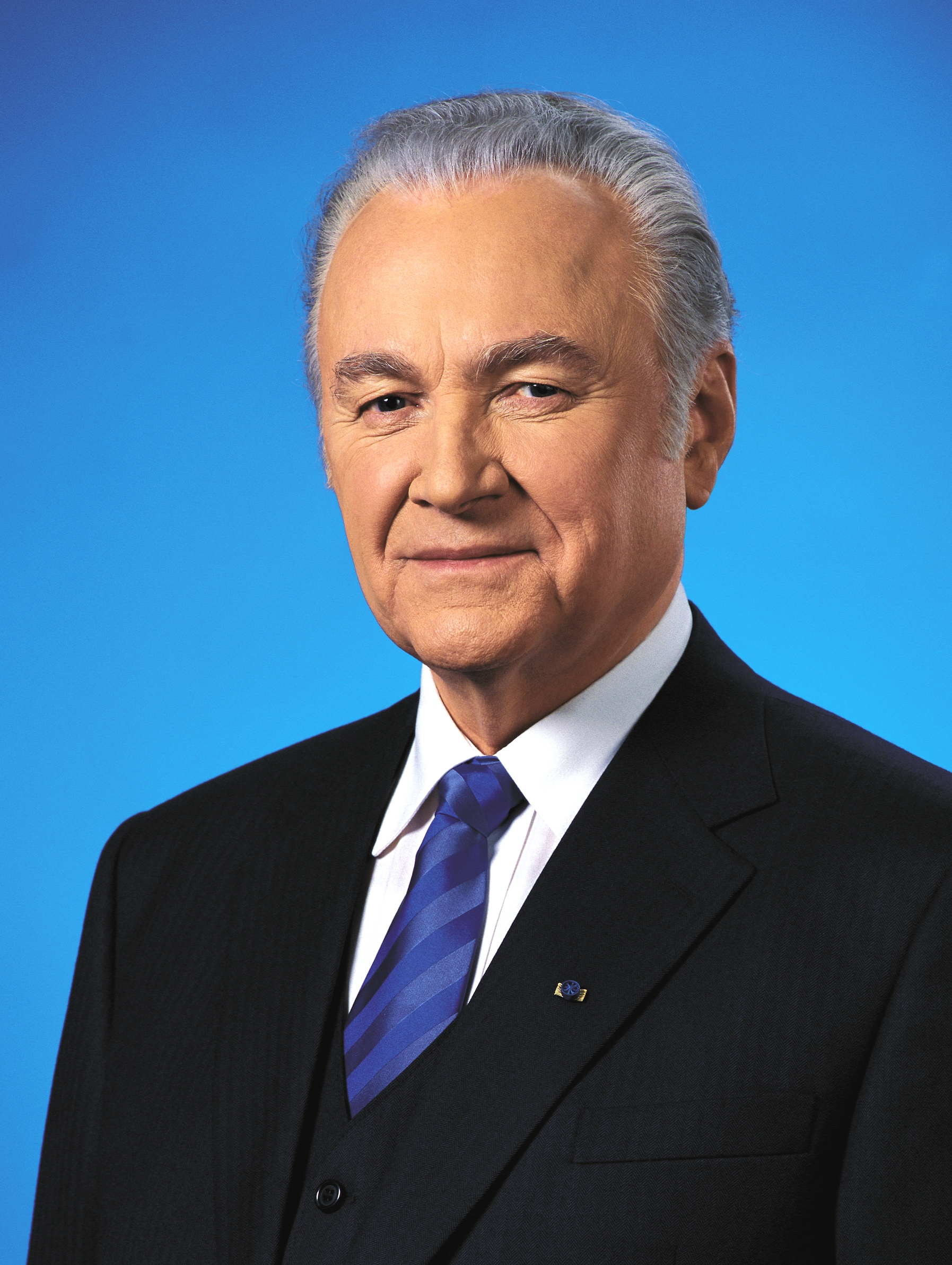
31 decembrie: Arnold Rüütel, politician eston, de 2 ori președinte al Estoniei

## Premii Nobel
- 7 octombrie: Premiul Nobel pentru fiziologie sau medicină: Victor Ambros și Gary Ruvkun (ambii din Statele Unite) pentru „pentru descoperirea microARN-ului și a rolului său în reglarea genelor post-transcripționale”.
- 8 octombrie: Premiul Nobel pentru fizică: John Hopfield (Statele Unite) și Geoffrey Hinton (Marea Britanie) pentru „pentru descoperiri și invenții fundamentale care permit învățarea automată cu rețele neuronale artificiale”.
- 9 octombrie: Premiul Nobel pentru Chimie: David Baker (Statele Unite) „pentru proiectarea proteinelor computaționale” și Demis Hassabis și John M. Jumper (ambii din Marea Britanie) „pentru predicția structurii proteinelor”.
- 10 octombrie: Premiul Nobel pentru literatură: Han Kang (Coreea de Sud) „pentru proza ei poetică intensă care se confruntă cu traume istorice și dezvăluie fragilitatea vieții umane”.
- 11 octombrie: Premiul Nobel pentru Pace: Grupul japonez de supraviețuitori ai bombei atomice Nihon Hidankyo „pentru eforturile sale de a realiza o lume fără arme nucleare și pentru că a demonstrat, prin mărturia martorilor, că armele nucleare nu trebuie să mai fie folosite niciodată”.
- 14 octombrie: Premiul Nobel pentru științe economice: Daron Acemoglu, Simon Johnson și James A. Robinson (toți din Statele Unite) „pentru studii despre cum se formează instituțiile și cum afectează prosperitatea”.